# Fossilien der Fränkischen Alb
Dieser Artikel wurde wegen inhaltlicher Mängel auf der Qualitätssicherungsseite des Portals Geowissenschaften eingetragen. Dies geschieht, um die Qualität der Artikel im Themengebiet Geowissenschaften zu steigern. Bitte hilf mit, die Mängel zu beseitigen, oder beteilige dich an der Diskussion. (+)

Begründung: Der Artikel handelt vielzuviele Grundlagen ab, dadurch Redundanzen zum ebenfalls überarbeitungswürdigen Artikel Geologie der Fränkischen Alb und diversen Lebewesenartikeln (der Autor hat offensichtlich immer noch nicht begriffen, wozu wir hier Wikilinks haben); Formatierung der Literaturangaben; unterer Teil völlig überbildert (wenn es denn sein muss, kann eine entsprechende Galerie auf Commons angelegt werden, für einen WP-Artikel ist das zuviel). --Gretarsson (Diskussion) 15:02, 21. Nov. 2017 (CET)

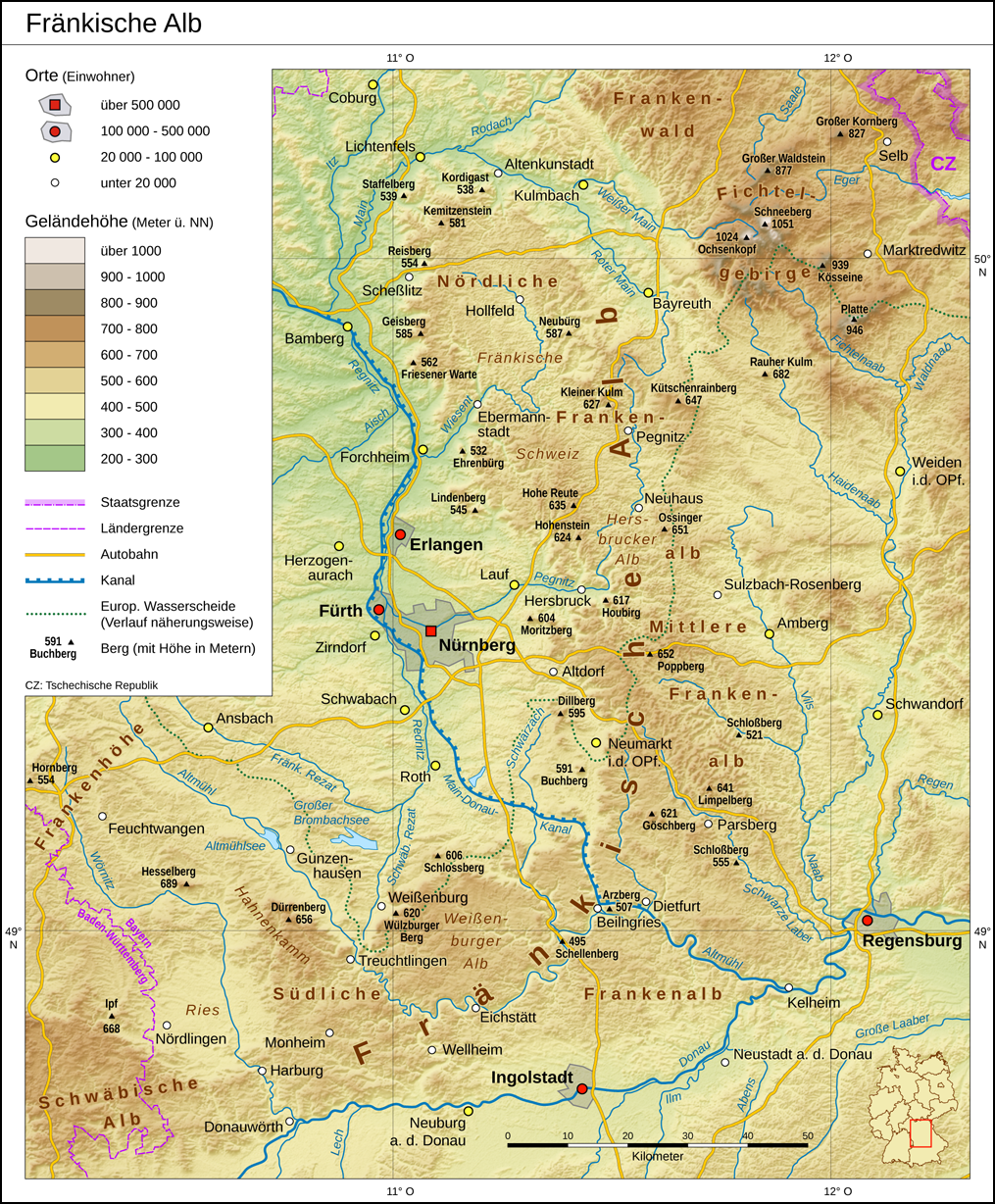
Übersichtskarte der Fränkischen Alb

Die Fossilien der Fränkischen Alb sind versteinerte Zeugnisse des vielfältigen Lebens von Fauna und Flora an Land, im Wasser und in der Luft der Fränkischen Alb. Sie fossilierten vom Ende der Trias bis zum Ende des Jura. In diesen erdgeschichtlichen Zeiträumen herrschte ein vorwiegend warmes Klima vor, das die Entwicklung des Lebens begünstigte.
Die große Anzahl der Fossilien ist oft in einem beeindruckenden Detaillierungsgrad erhalten. In der nachstehenden Übersicht sind einige von ihnen exemplarisch aufgeführt.

## Chronostratigraphische Entwicklung
Die regionalgeologische Entwicklung der Fränkischen Alb begann mit der Absenkung der Frankenalbfurche bzw. Frankenalbmulde, einer Senke der Erdkruste. Diese verläuft vom Grabfeldbecken weiter südöstlich bis zum Einschlagkrater Nördlinger Ries. Vermutlich entwickelte sie sich ab dem Ende des Mittleren Keuper der Germanischen Trias vor ca. 210 Millionen Jahren (abgekürzt mya).
In der weiteren chronostratigraphischen Entwicklung lagerten sich unterschiedliche Sedimentgesteine ab, die Lebensräume für Faunen und  Floren hoher Biodiversität bildeten. Diese sind zum großen Teil als Fossilien erhalten.

### Entwicklung in der Trias

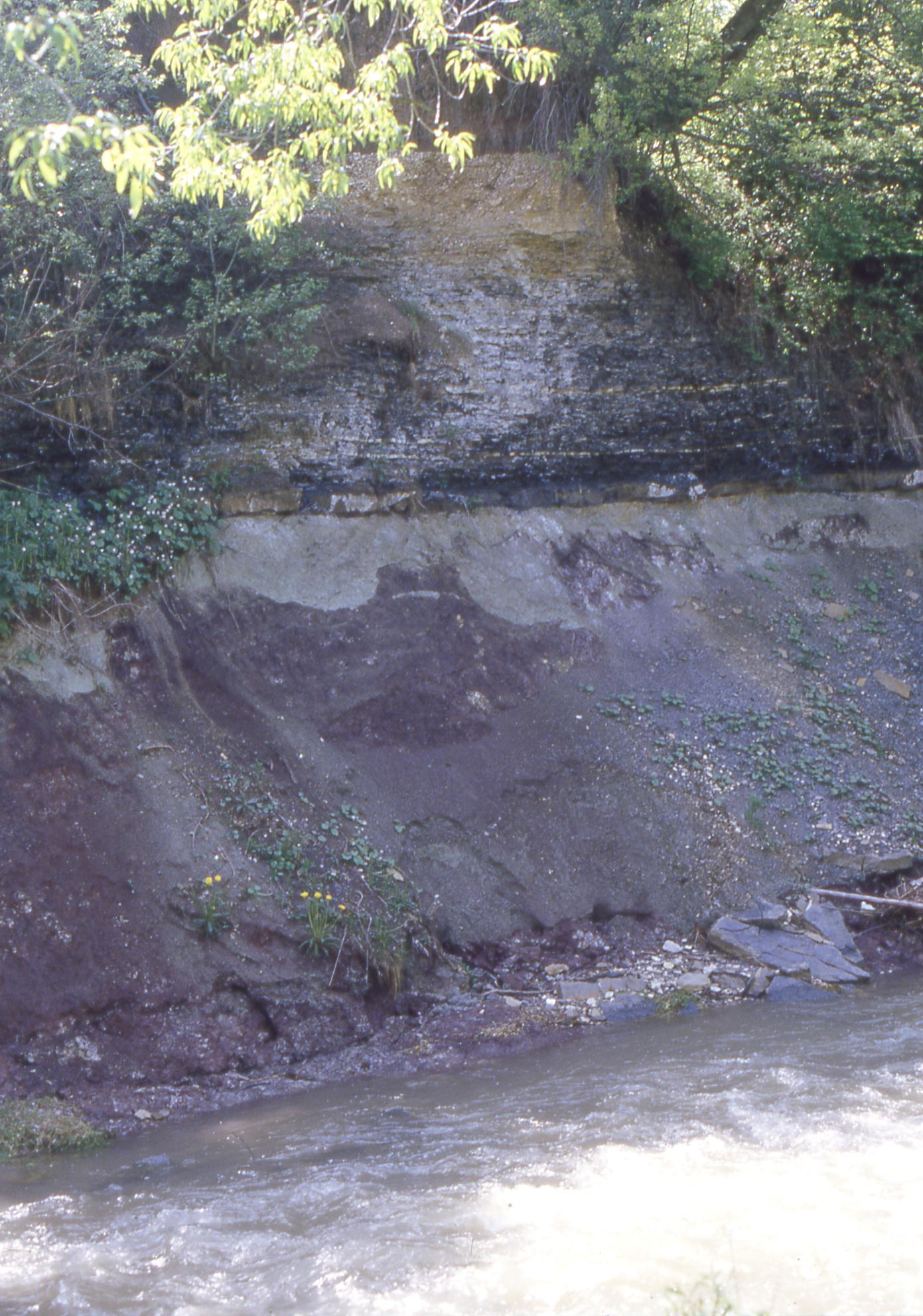
Aufschluss der Exter-Formation (oben) und Trossingen-Formation (unten) bei Hechingen

Das Fundament der Fränkischen Alb bilden Gesteine der Germanischen Trias. Diese lagerten sich in dem intra-kontinentalen Germanischen Becken ab, das nur zeitweise unter marinen Einfluss stand. In der weiteren geologischen Entwicklung, die mit dem Zerfall des Superkontinents Pangaea ab etwa 230 mya zusammenhängt, gab es gegen Ende des Oberen Keuper  (Rhaetium) (um ca. 205 mya) von Nordwesten kommend einen Meeresvorstoß (Transgression). Die Küste reichte etwa bis zum nördlichen Mittelfranken. Flüsse schütteten mächtige Sedimentablagerungen, die aus klastischen Tonsteinen, Schluffsteinen und Sandsteinen sowie Kalkkrusten und verkieselte Kalksteinen bestehen, in ein weites Flussdelta am Rand eines flachen Beckens mit Seen und Sümpfen, das später unter marinen Einfluss geriet. Die Quellgebiete der Schüttungen lagen in der Böhmischen Masse und die mit ihr verbundenen Vindelizischen Schwelle. In der obersten Formation, der Exter-Formation des Oberen Keupers, die sich mit der Trossingen-Formation verzahnt, befinden sich bedeutende Fossilienvorkommen, die neben marine Wirbellosen auch terrestrische bzw. semi-terrestrische lebende Wirbeltiere sowie Pflanzenreste umfassen.

### Entwicklung im Jura
Zu Beginn des Unterjura, ab 201,3 mya, dehnte sich das Meer weiter südlich aus und reichte anfänglich bis zur Böhmischen Masse und der Vindelizischen Schwelle. In der weiteren geologischen Entwicklung senkten sich die Landmassen weiter ab und durch Pforten in der Vindelizischen Schwelle strömte Meerwasser des Penninischen Ozeans, ein nördlicher Ausläufer des Tethys Ozeans, auf den südlichen Kontinentalschelf der Europäischen Platte sowie in den süddeutschen Raum. Auf diesem Schelf wurden mächtige Sedimentpakete abgelagert, die sich heute vom Schweizer Jura über die Schwäbische Alb bis zum Norden der Fränkischen Alb erstrecken. Da diese Mittelgebirge die gleiche Entstehungsgeschichte haben, weisen deren Gesteine eine sehr ähnliche Lithostratigraphie auf. Sie werden gegliedert in die drei Gruppen Schwarzer Jura („Lias“), Brauner Jura („Dogger“) und Weißer Jura („Malm“).

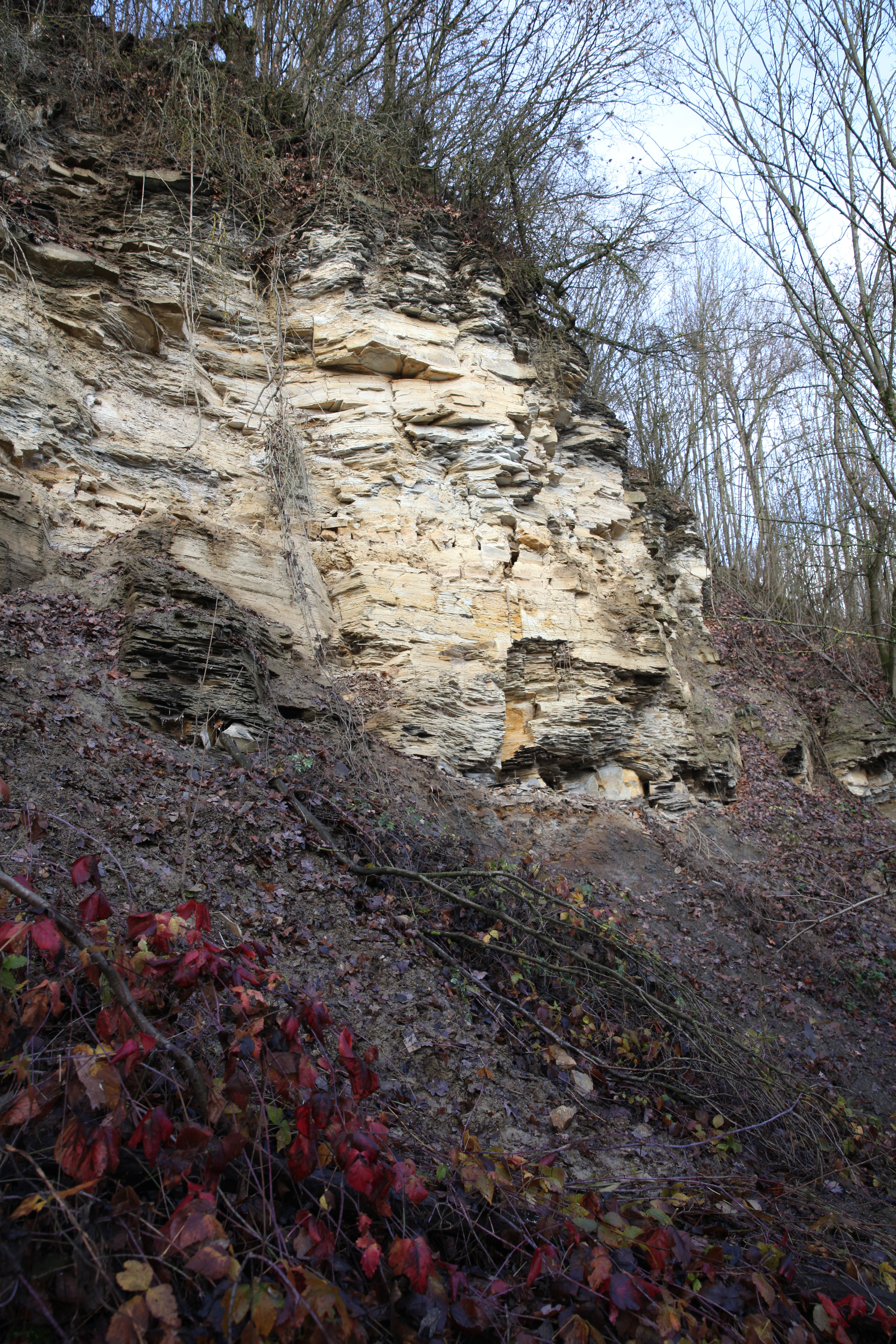
Schwarzjura-Aufschluss am Main-Prallhang bei Nedensdorf nahe Bad Staffelstein/Oberfranken
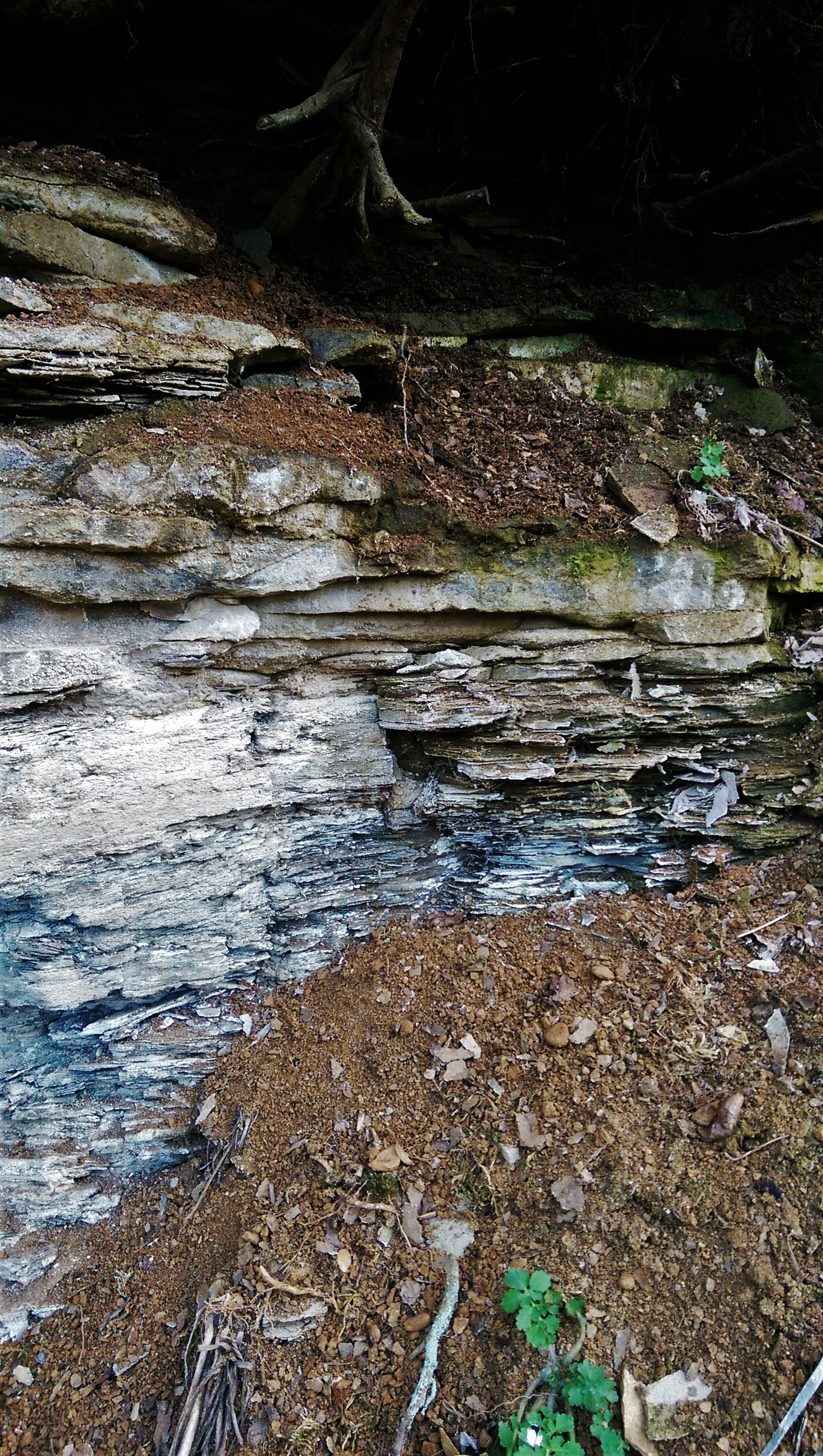
Posidonienschiefer-Aufschluss des Schwarzen Jura bei Hetzles/Oberfranken

- Der Schwarze Jura (Unterjura 201,3 bis 174,1 mya) bildet die basale Einheit des Jura-Systems und besteht überwiegend aus dunklen Sandsteinen, Tonsteinen, Mergeln und Kalksteinen, die in vielen Formationen und wechselnden Schichten sedimentierten. Die Ablagerung erfolgte bei relativ niedrigem Meeresspiegel oft unter reduzierenden bzw. sauerstofffreien und schwefelwasserstoffhaltigen Bedingungen im Bodenbereich, die zur Schwarzfärbung der Gesteine führten. Die oberen Wasserschichten waren sauerstoffreich und mit vielfältigem Leben bevölkert. Die Sauerstoffarmut im Bodenbereich behinderte die Verwesung abgesunkener organischer Stoffe, und im lebensfeindlichen Milieu konnten keine aasfressenden Organismen existieren, so dass gute Voraussetzungen für Fossilisation vorhanden waren. In der Posidonienschiefer-Formation fand die größte Anreicherung von unoxidierten organischen Substanzen statt, in der auch die bemerkenswertesten Fossilien zu finden sind. Erhalten wurden aquatisch lebende Wirbellose großer Biodiversität, aber auch Wirbeltiere und Pflanzenreste.

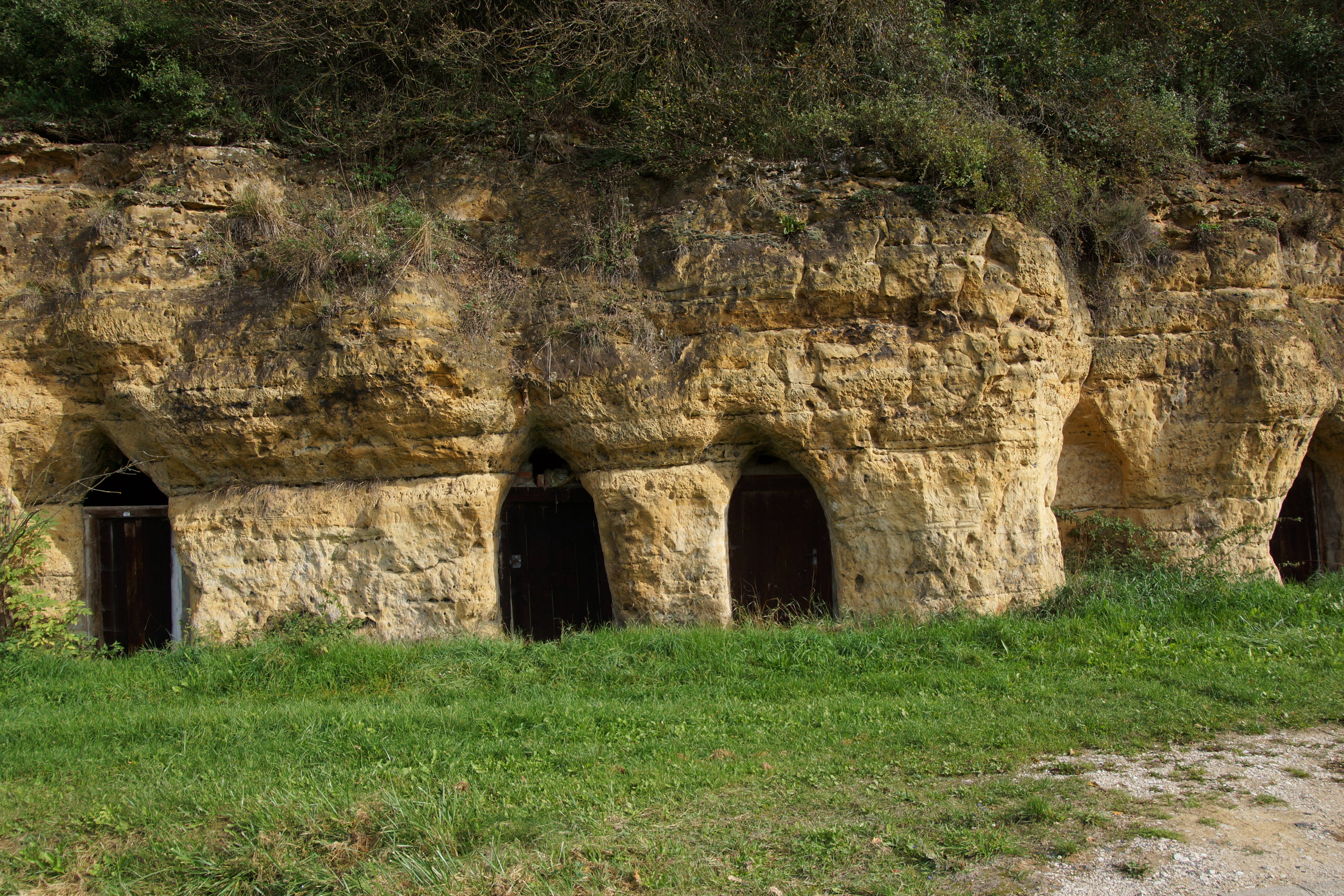
Doggerfelswand aus Eisensandstein bei Pilsach/Oberpfalz

- Der Braune Jura (Mitteljura 174,1 bis 163,5 mya) überlagert den Schwarzen Jura. Die bräunliche Farbe zeigt an, dass gegenüber dem Schwarzen Jura vermehrt Sauerstoff zu Oxidation des Eisens zur Verfügung stand, und auch der Meeresspiegel lag höher.  Diese lithostratigraphische Gruppe besteht in der Fränkischen Alb aus drei Formationen, beginnend im Liegenden (unten liegend) mit der Opalinuston-Formation aus Tonen und Tonsteinen, gefolgt von der Eisensandstein-Formation charakterisiert durch eisenoxidhaltige Sandsteine, dem Eisensandstein. Im Hangenden (oben liegend) sedimentierte die Sengenthal-Formation,[1] bestehend aus Tonen, Mergelkalken, Kalksteinen und wieder Tonen in wechselnder Folge während mehrfacher Wechsel zwischen Transgressionen und trockenen Festlandphasen. In der Sengenthal-Formation befinden sich die bedeutendsten Fossillagerstätten, wie z. B. die Macrocephalen-Schicht, die überwiegenden aus den Ammoniten der Gattung Macrocephalites besteht. Fossiliert wurden fast ausschließlich marine Wirbellose, jedoch oft in sehr gutem Erhaltungszustand.

- Während des Oberjura (163,5 bis 145 mya) bildeten sich die mergeligen und carbonatischen Gesteine des Weißen Jura (Malm). Sie weisen drei Sedimentations- und Diagenesefazies auf, die informell als Schichtkalkfazies, Massenkalkfazies und Plattenkalkfazies bezeichnet werden. Sie sind Ausdruck unterschiedlicher Kalkbildung, Kalkbindung und Sedimentation, die infolge des steigenden Meeresspiegels auf einem weiten offenen Schelf erfolgte.

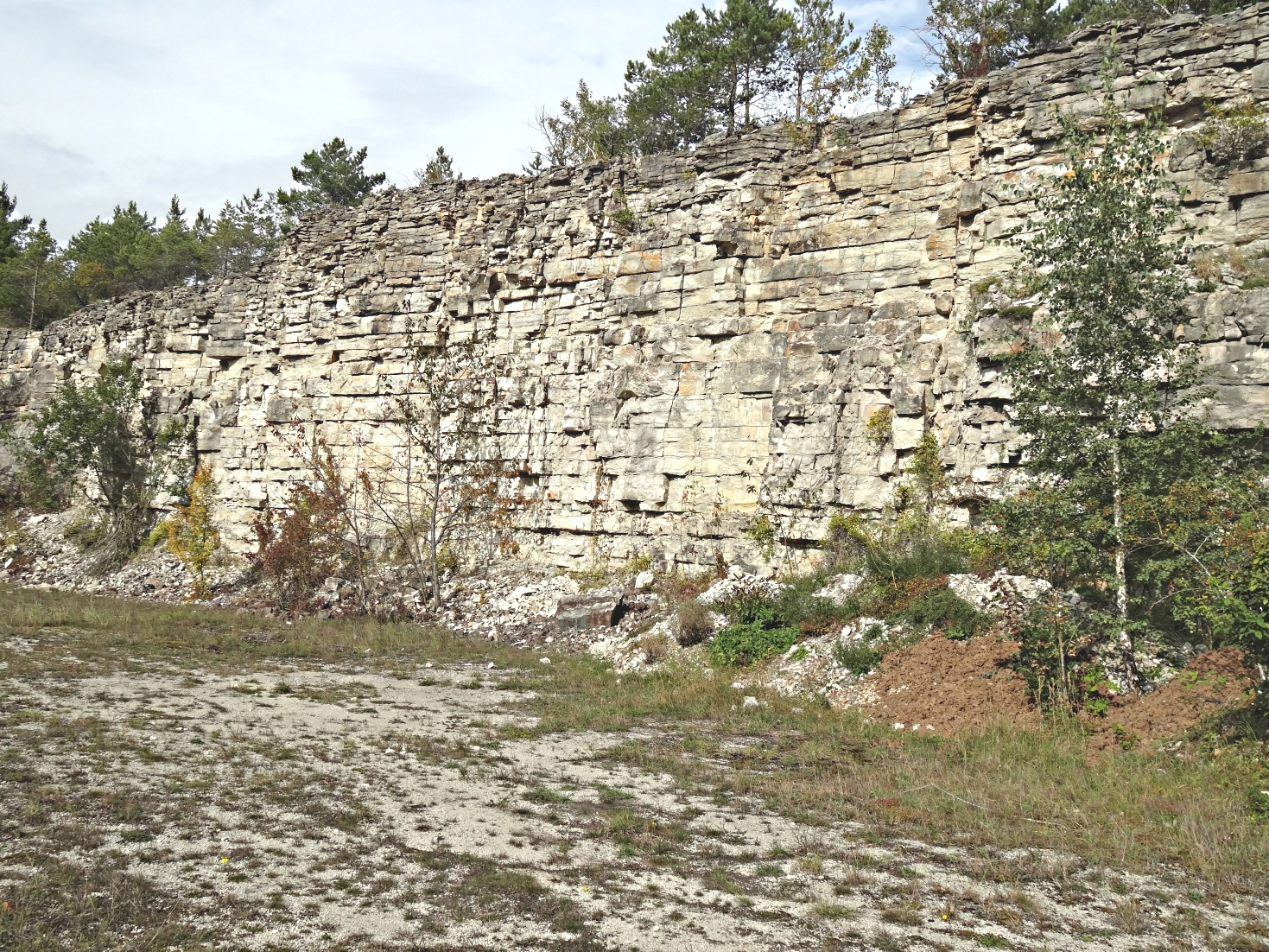
Schichtkalksteinfazies im Steinbruch bei Uetzing/Oberfranken
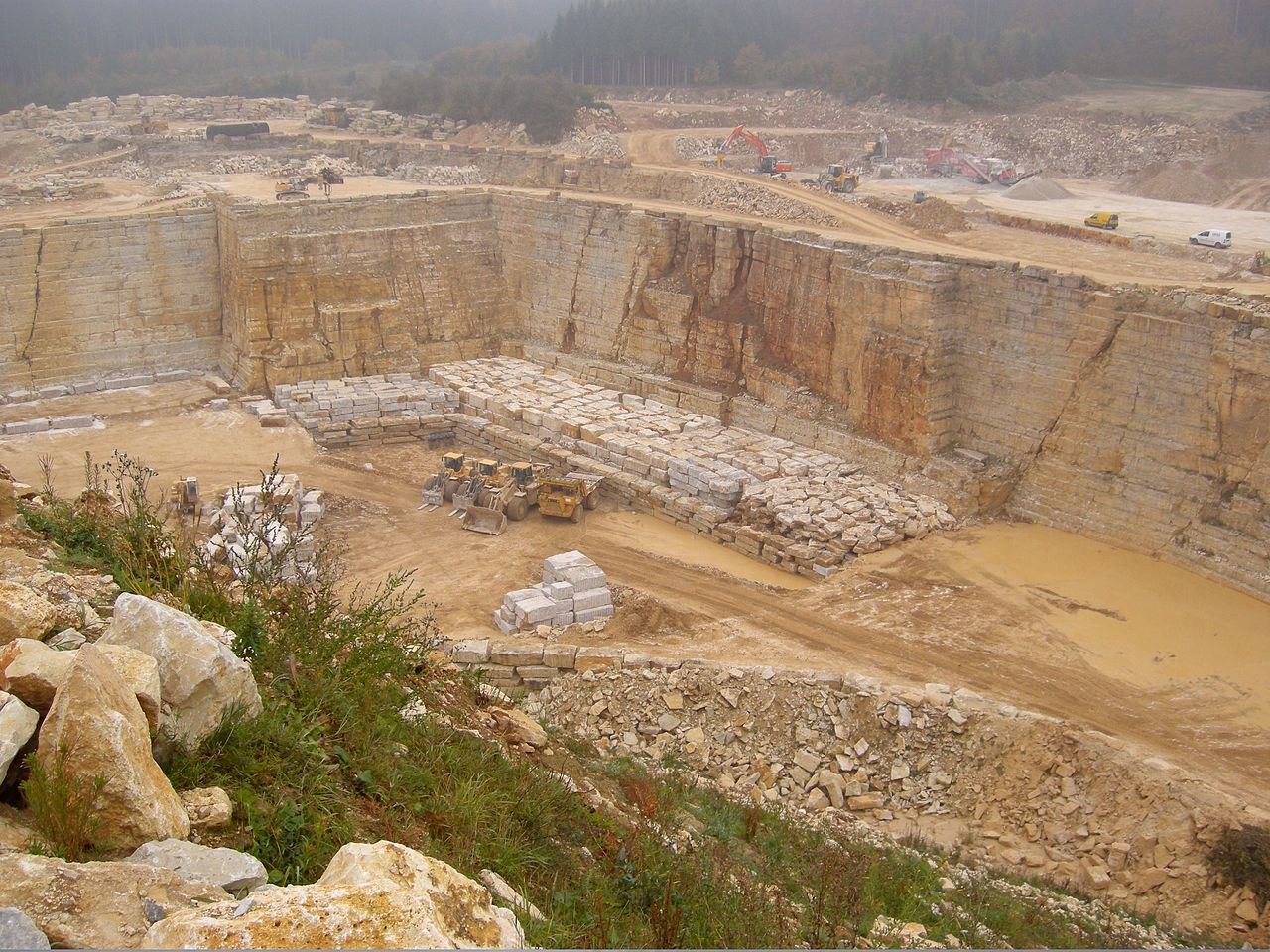
Schichtkalksteinfazies im Steinbruch bei Rothenstein/Mittelfranken

- - Die biogen gebildeten und chemogen (chemisch) gefällten Carbonate der Schichtkalkfazies, auch Werkalkfazies oder Bankfazies genannt, wurden im unteren Malm, dem Malm Alpha und Beta, etwa 160  bis 156 mya, abgelagert. Der biogene Anteil stammt im Wesentlichen vom kleinen bis sehr kleinem Plankton, wegen derer Größe auch Mikro- bzw. Nano-Plankton genannt. Die chemogene Fällung der Carbonate wurde vor allem durch Temperatur- und Konzentrationsänderungen des Meerwassers hervorgerufen. Es entstanden feinste mikritische Kalkschlämme, die sich oft zu mächtigen tafelgebankte weißen und mergelbraunen Sedimentpaketen akkumulierten.[2] In die Kalkschlammmatrix wurden oft abgestorbene meist wirbellose Makro-Organismen eingebettet und als Fossilien sehr gut erhalten.

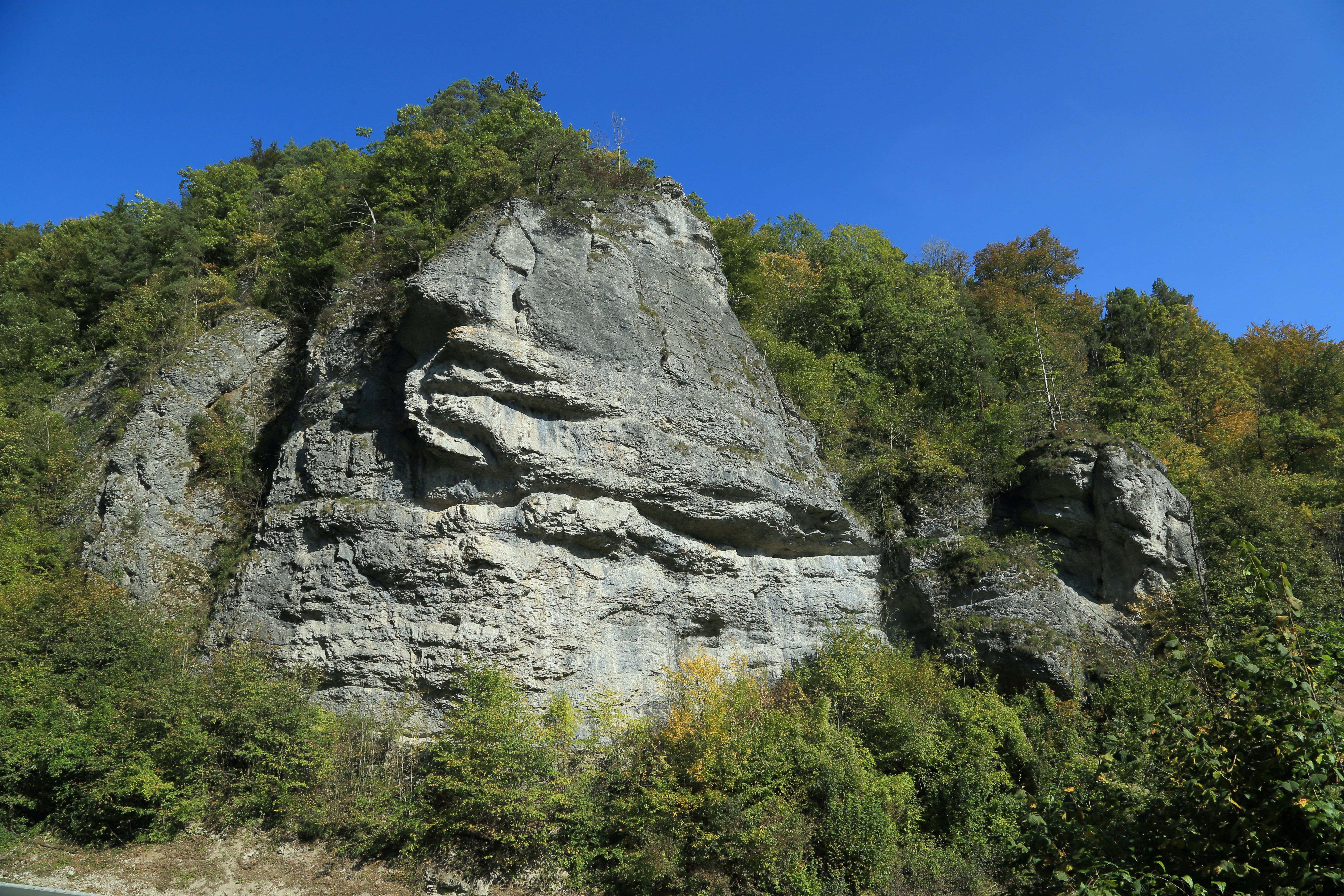
Schwammriff-Massenkalkfazies "Markgrafenstein" bei Streitberg/Oberfranken
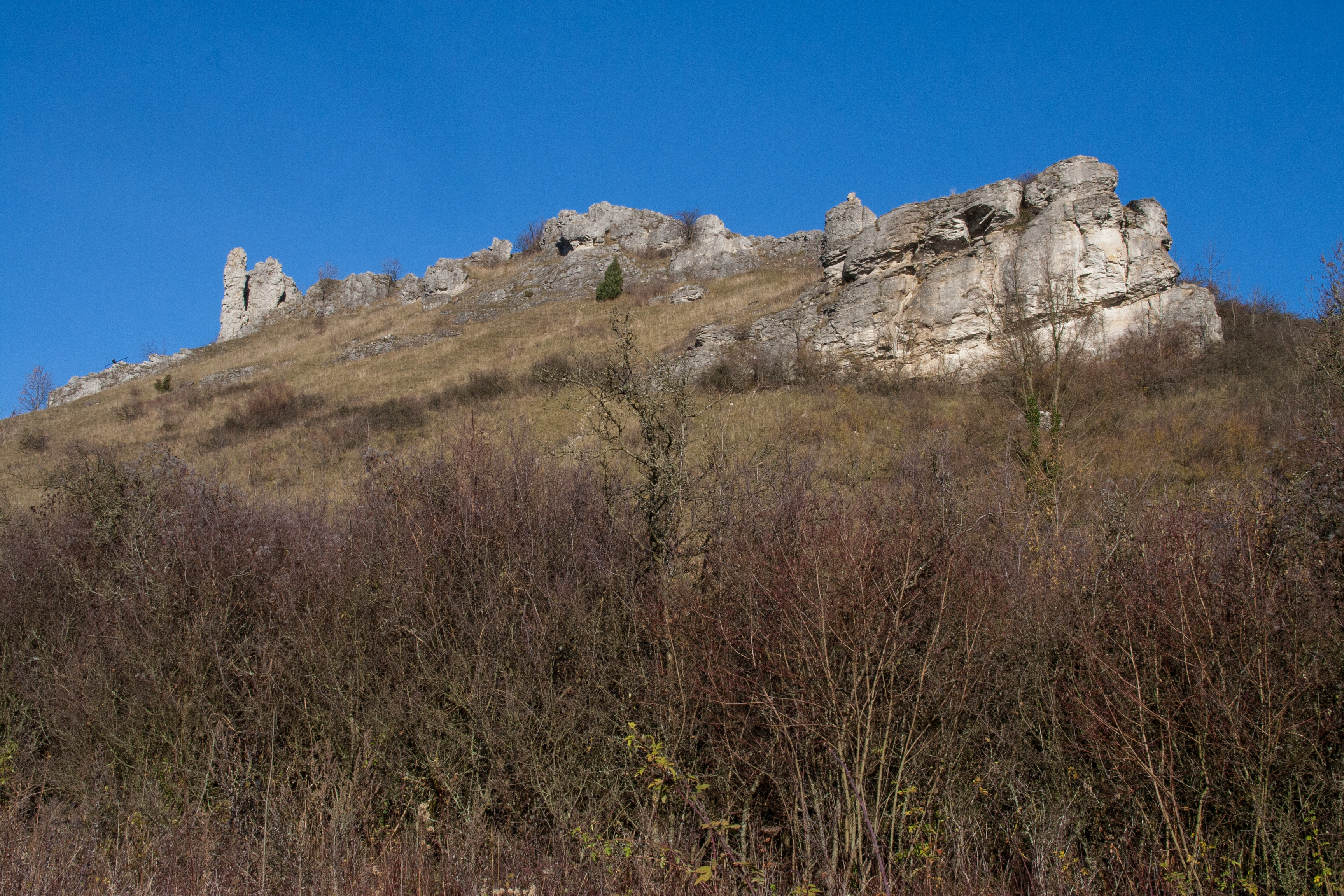
Dolomitisierte Schwammriff-Massenkalkfazies des Ehrenbürg-Plateaus bei Forchheim/Oberfranken

- - Die Massenkalkfazies, auch Schwammrifffazies oder Frankenalb-Formation genannt,[3] sedimentierte in Anfängen bereits etwa zeitgleich mit der Schichtkalkfazies, entwickelte sich jedoch überwiegend im mittleren bis oberen Malm Zeta um 150 mya.  Sie repräsentiert eine meist biogene Carbonatbildung, die von Lebewesen mit kalkhaltigen Schalen oder Skeletten des Pelagials, dem uferfernen Freiwasserbereich und dem Benthal, dem Lebensbereich auf und im Ozeanboden stammen. Zu ihnen zählen sowohl die planktonischen Organismen verschiedener Größen als auch die wirbellose Makro-Organismen. Besondere Bedeutung erlangten die Glasschwämme in Verbindung mit mikrobiellen kalkbildenden Organismen. Diese wuchsen anfänglich auf marinen Schwellen oder Erhebungen zu flachen, in die Breite wachsenden biostrome Schwammrasen aus. In der weiteren Entwicklung entstanden bioherme, in die Höhe wachsende Schwammriffe, die mächtige kuppelförmige Gesteinskörper von über 100 m Höhe und mehreren Kilometern in der Flächenausdehnung erzeugten. Die Massenkalkfazies wird daher auch als Schwammriff-Fazies bezeichnet. Sie wurde vielfach sekundär (zu Frankendolomit) dolomitisiert, wodurch das Gesteinsgefüge verändert wurde.[2]

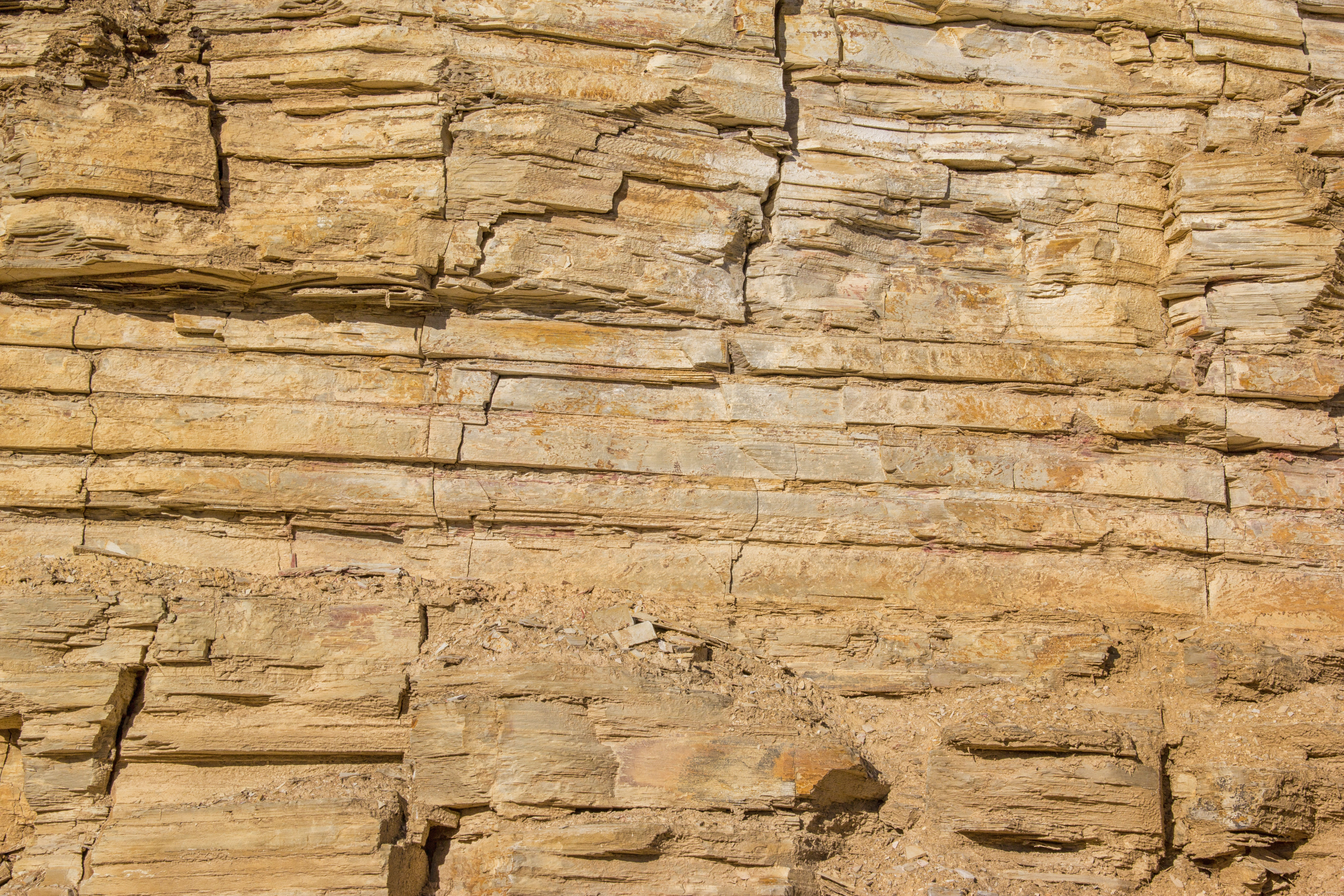
Detailansicht von Plattenkalksteinen im Steinbruch Blumenberg (Eichstätt)
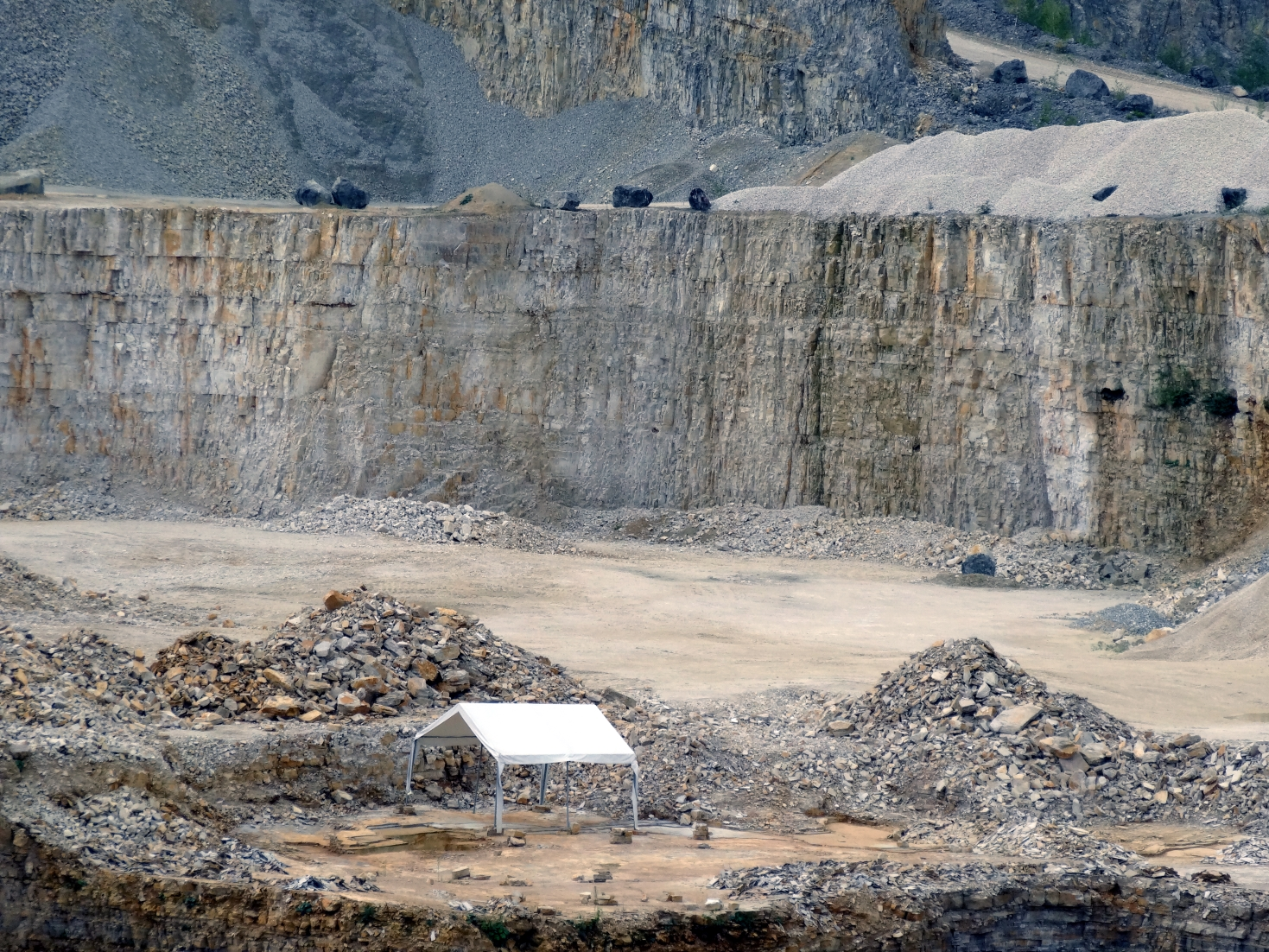
Arbeitsplatz der Fossilenausgräber auf den Plattenkalkhorizonten im Steinbruch Wattendorf/Oberfranken

- - Eine weitere, aus Sicht der Fossilerhaltung bedeutende Sedimentationsform, ist die Plattenkalkfazies.[4] Sie bildete sich in größeren und kleineren Wannen zwischen den biohermen Schwammrifferhebungen der Massenkalkfazies. Bei hohem Wasserstand herrschte guter Wasseraustausch und gute Wasserumwälzung. Mit temporärer Regression des Meeresspiegels wurde der Wasseraustausch behindert, was zur Stagnation und Sauerstoffarmut des Bodenwassers mit Salzanreicherung führte. Eine Metalimnion, eine Sprungschicht, trennte die Oberflächen- von der Bodenzone. Obere Riffbereiche starben ab, und es bildeten sich Inselgruppen (Archipels) mit Lagunen aus. Am Boden der Lagunen konnten nur entsprechend angepasste Mikroben existieren. Die zu Boden sinkenden schlammigen Sedimente bildeten dort dünne mikritische Schichten, die von Mikroben überwuchert und gleichsam versiegelt wurden. Im Wechsel von Anstieg und Rückgang des Wasserspiegels entstand somit eine Vielzahl von Kalksteinplatten. Absinkende tote Lebewesen konnten von aasfressenden oder zersetzenden Organismen nicht verwertet werden und wurden zwischen den noch weichen Schichten oder in diese eingebettet und mit hervorragendem Erhaltungszustand fossiliert.

### Entwicklung in der Kreide
In der Unterkreide (zwischen 145 und 100,5 mya) wurde das heutige Süddeutschland tektonisch gehoben, und die Fränkische Alb wurde Festland. Damit endete das jurassische marine Leben in der Fränkischen Alb.

## Leben am Ende der Trias
Der hier betrachtete Zeitraum entspricht dem Norium (228 bis 208,5 mya) und Rhaetium (208,5 bis 201,3 mya).

### Fossillagerstätten und Fundorte
In der Fränkischen Alb sind keine triassischen Gesteine aufgeschlossen, in denen Fossilien enthalten sein könnten. Jedoch wurden in unmittelbarer Nähe der Lias-Tongrube von Kalchreuth bei Nürnberg in einem Sandsteinbruch zwischen Buchenbühl, nördlich von Nürnberg, und Kalchreuth mehrere Jura-nahe Fossilien gefunden. Die nur fragmentarischen Fossilien lagen in der Trossingen-Formation, auch Feuerletten oder in Bezug auf den Fossilfund Plateosaurus-Konglomerat genannt, die zwischen dem mittleren Norium und Rhaetium datiert (Zeitraum ca. 217 bis 201 mya).

### Fossilien

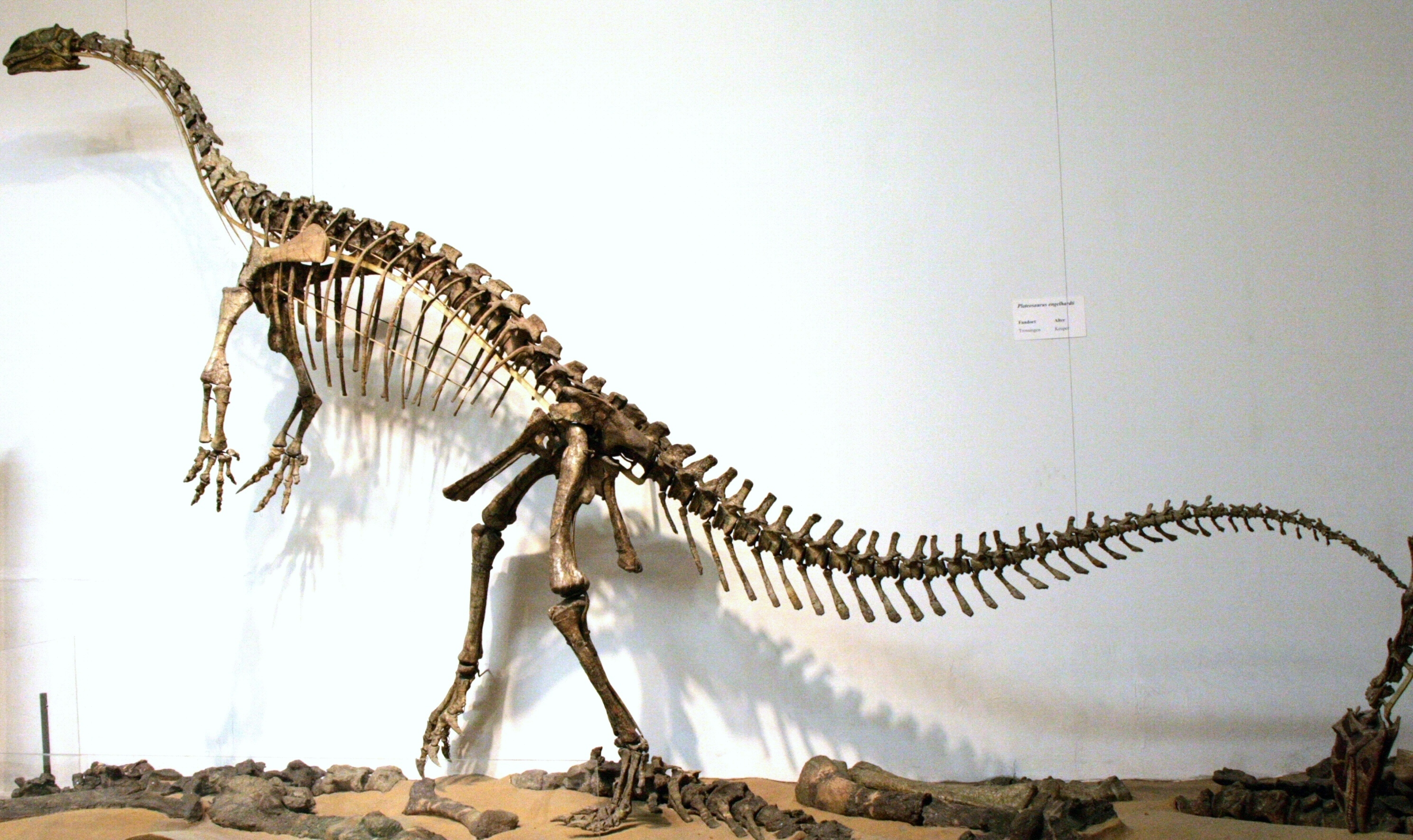
Sauropodomorpher Dinosaurier Plateosaurus
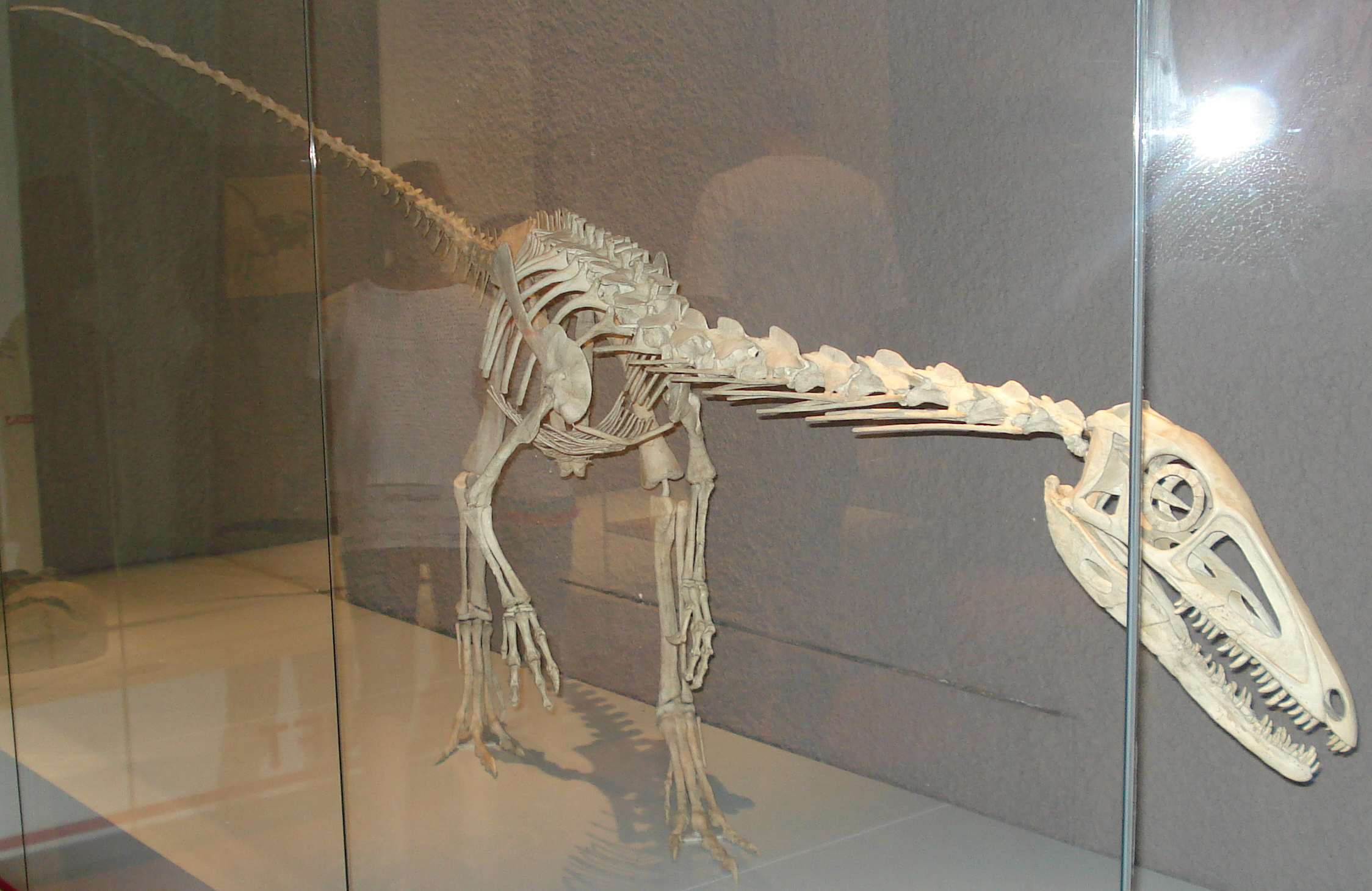
Theropoder Dinosaurier Liliensternus liliensterni
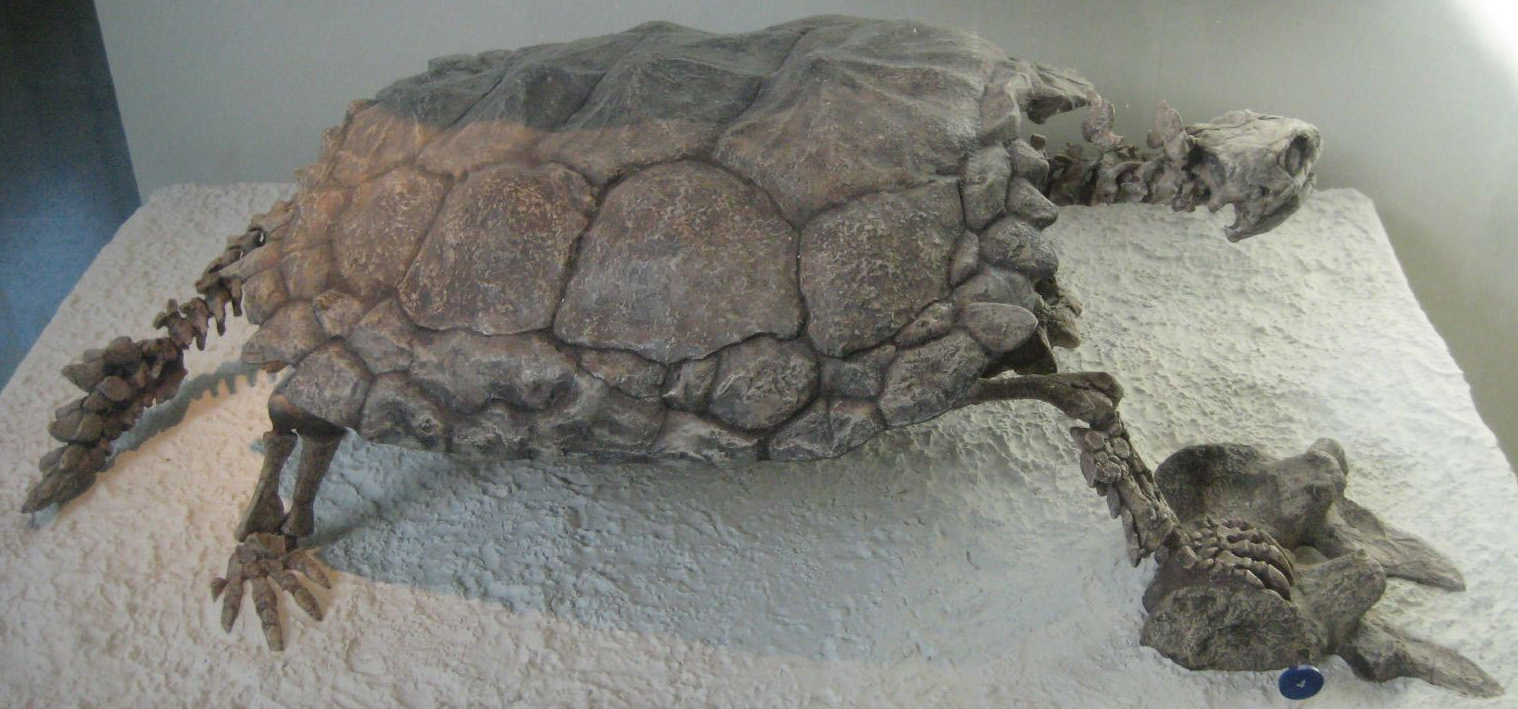
Schildkröte Proganochelys quenstedti

- Der bedeutendste Fund waren Skelettteile eines sauropodomorphen Dinosaurier (Dinosauria) der Gattung Plateosaurus. Es ist der erste Fund dieser Gattung und die Typusart P. engelhardti.
- Aus der theropoden Dinosaurier-Familie Coelophysoidea stammt die Gattung Liliensternus.
- Aus diesem Fundort stammen auch Bruchstücke einer flachen Bauchschale, dem Plastron, der terrestrischen Schildkröte (Testudinata) Proganochelys.

## Leben im Jura

### Schwarzer Jura (Lias)
Der Schwarze Jura entspricht zeitlich dem Unterjura und datiert von 201,3 bis 174,1 Millionen Jahren (abgekürzt mya).

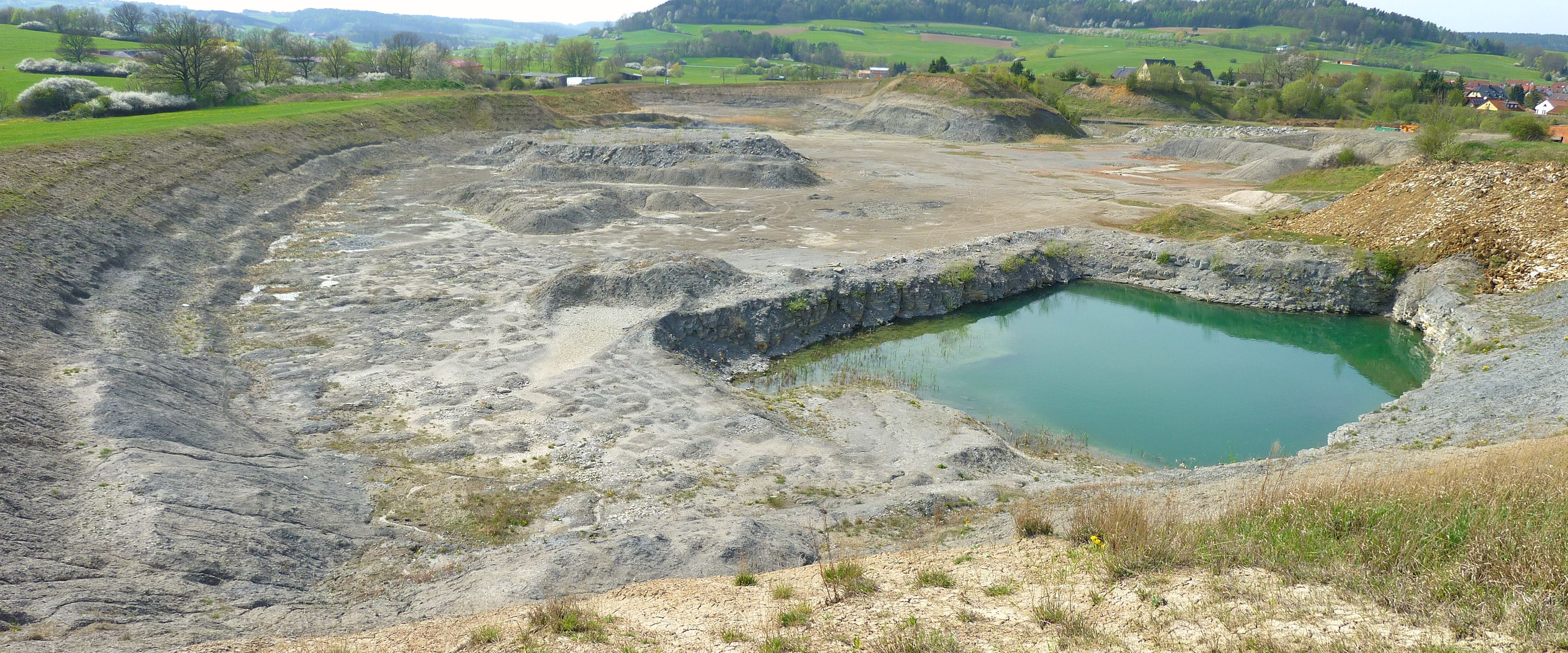
Ehemalige Tongrube in Mistelgau/Oberfranken
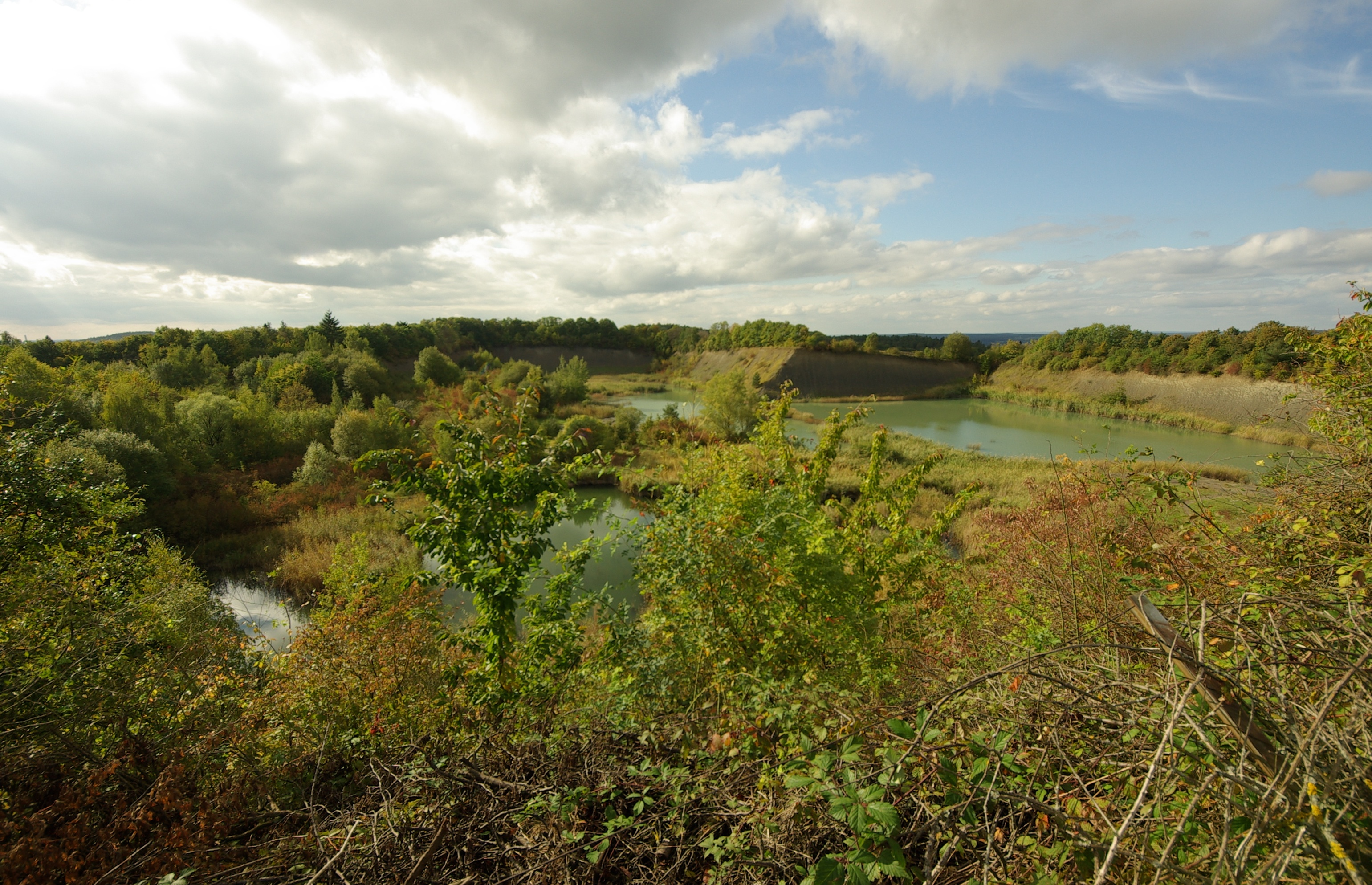
Ehemalige Tongrube in Marloffstein/Mittelfranken
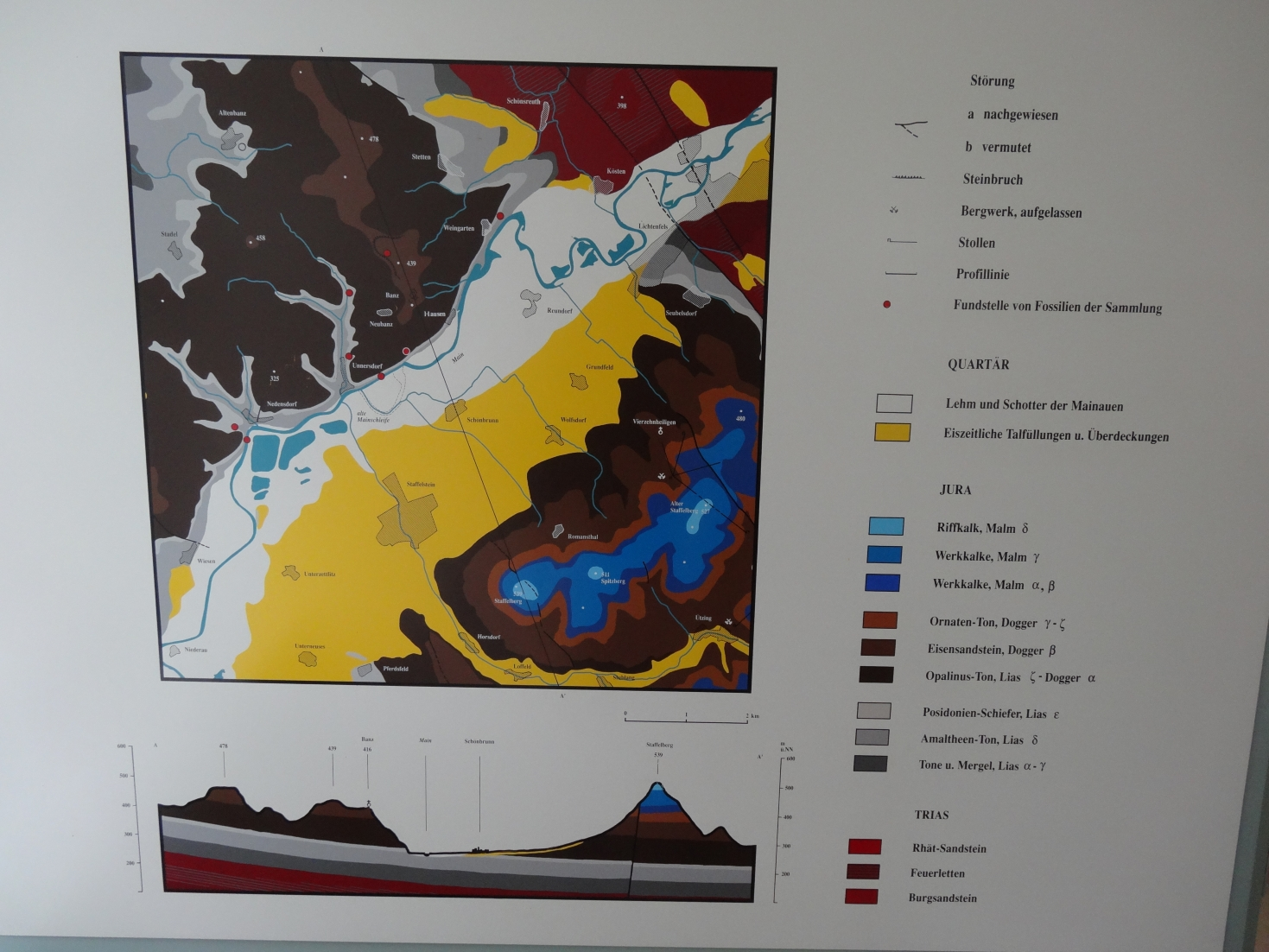
Geologische Karte des Gebietes Lichtenfels-Bad Staffelstein/Oberfranken mit Fossilienfundstellen

#### Fossillagerstätten und Fundorte
Fossilien des Schwarzen Jura werden häufig gefunden in unterschiedlichen Fossillagerstätten, wie
- in Tongruben, z. B. bei Unterstürmig[6] und Holzbachacker[7] bei Eggolsheim, Buttenheim[8] und Mistelgau[9] jeweils Oberfranken sowie Marloffstein[10] und Kalchreuth[11] in Mittelfranken
- in (Groß-)Baustellen-Aufschlüssen bzw. Abraumhalden, z. B. von ICE-Tunnelbauten der Tunnel Eierberge,[12] Tunnel Kulch, Tunnel Lichtenholz und Tunnel Füllbach bei Niederfüllbach südlich von Coburg und Tunnel Lichtenholz (Schichten des Lias), jeweils mit den zugehörigen Deponien in Oberfranken[13]
- beim Bau der Wasserstraße des Rhein-Main-Donau-Kanals bei Bachhausen-Kerkhofen-Sulzkirchen/Oberpfalz
- im Maingebiet um Bad Staffelstein/Oberfranken
- in Bauschutt-Deponien, wie in Berg bei Neumarkt in der Oberpfalz-Altdorf bei Nürnberg/Oberpfalz
- in Baugruben, wie bei Großgeschaidt/Mittelfranken
- in Aushüben von diversen Straßen- und Wegebaunahmen

#### Fossilien

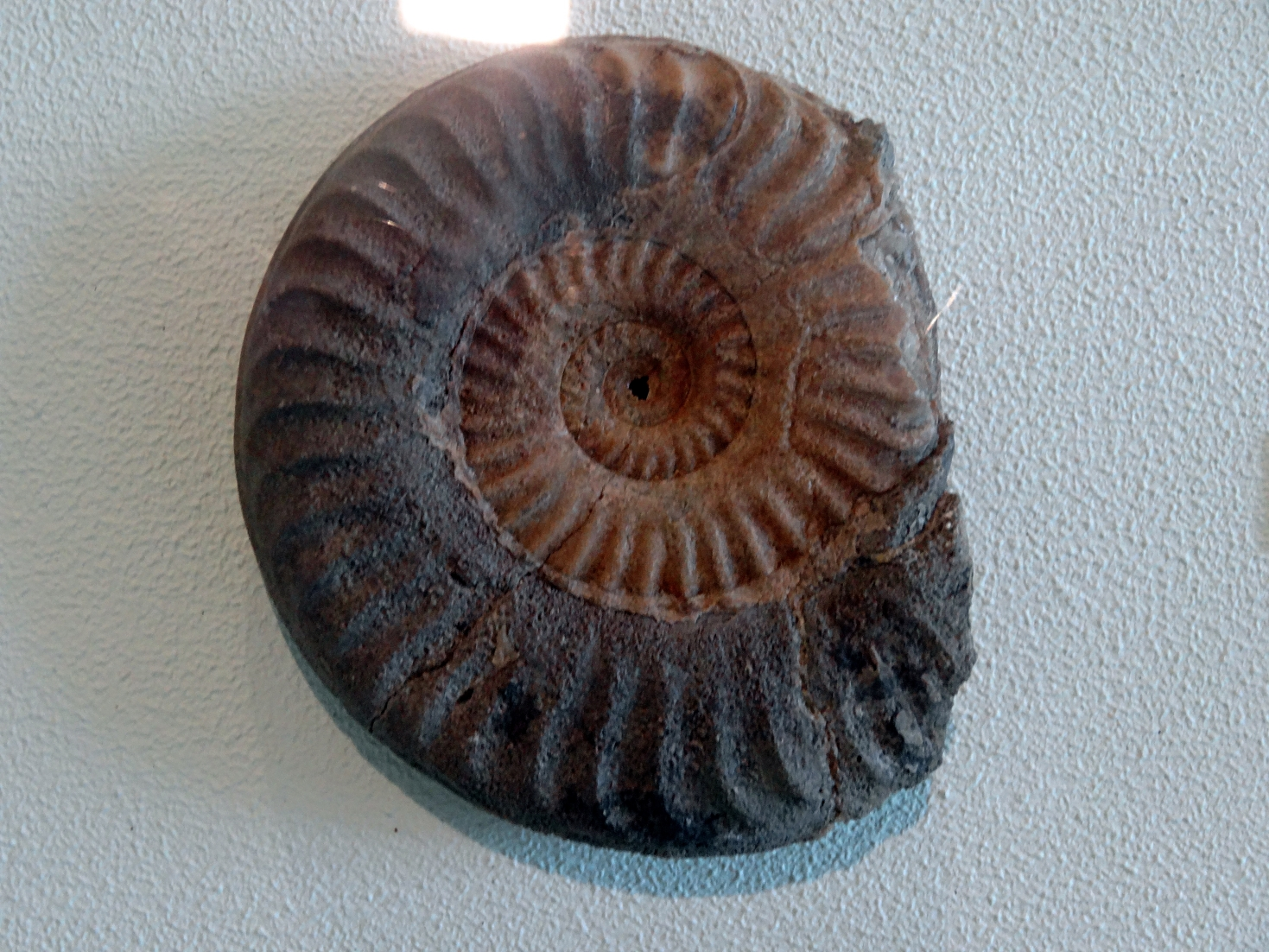
Ammonit Pleuroceras spinatum
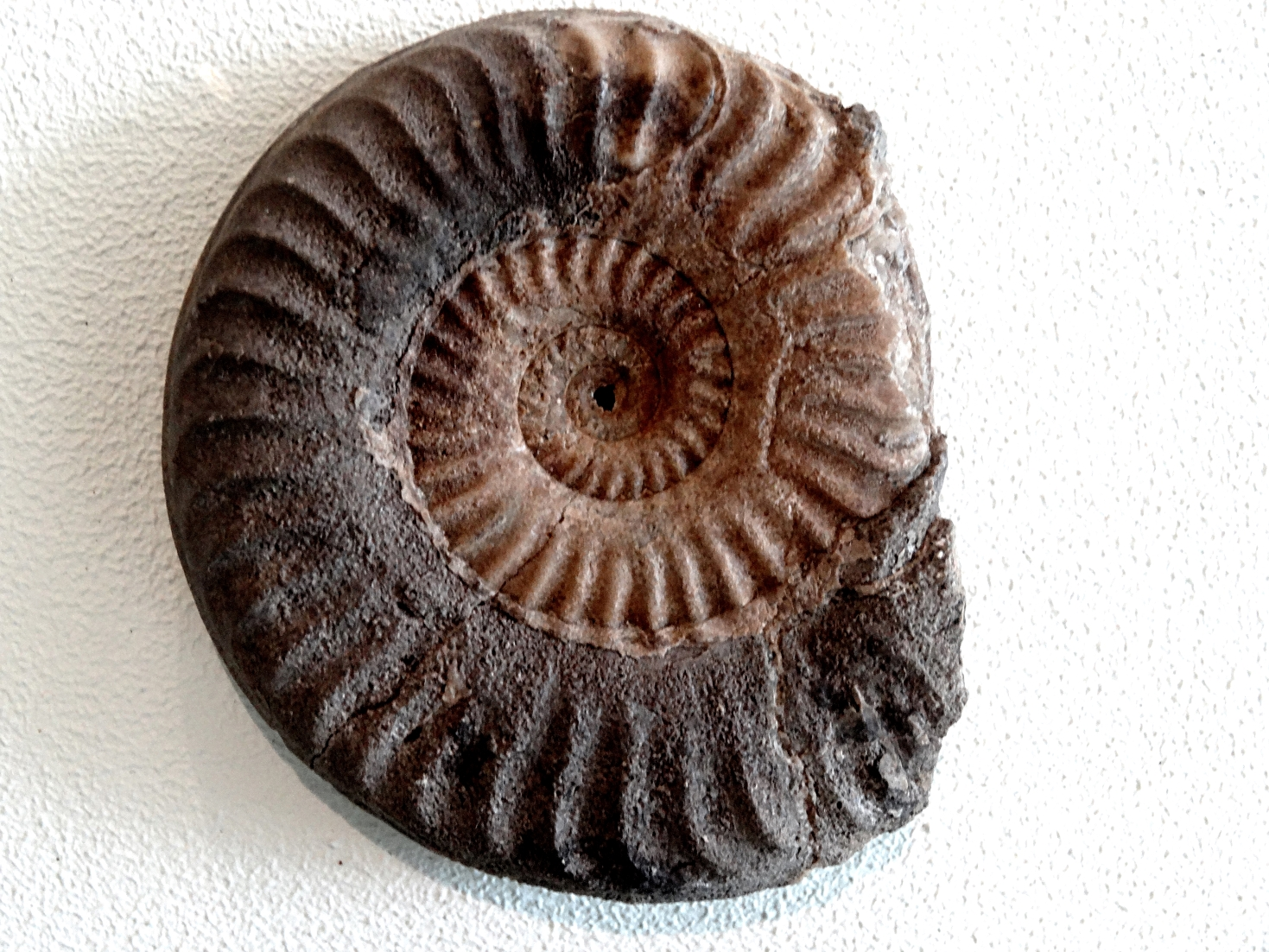
Ammonit Grammoceras thouarsense
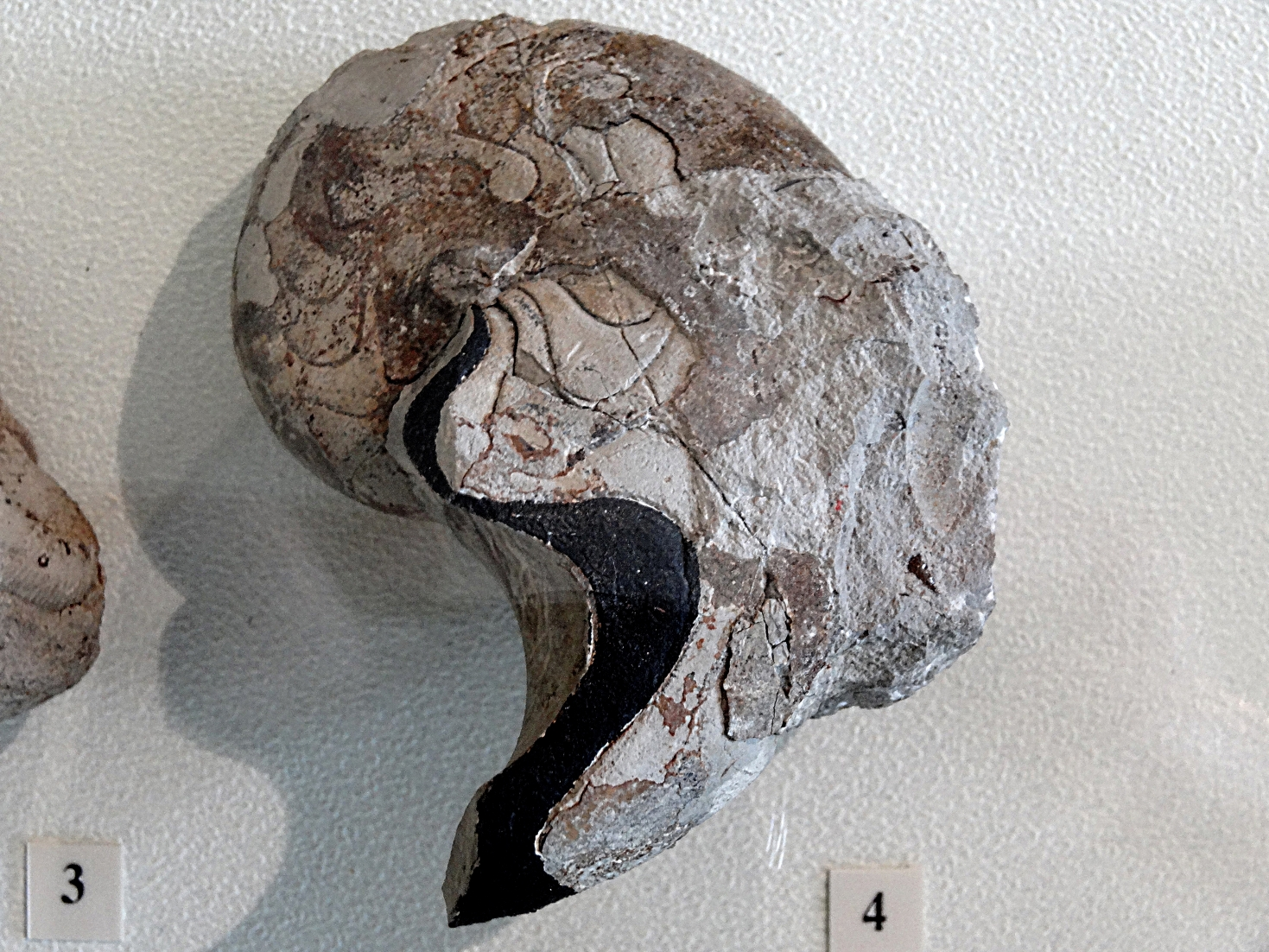
Nautilidae Perlboot
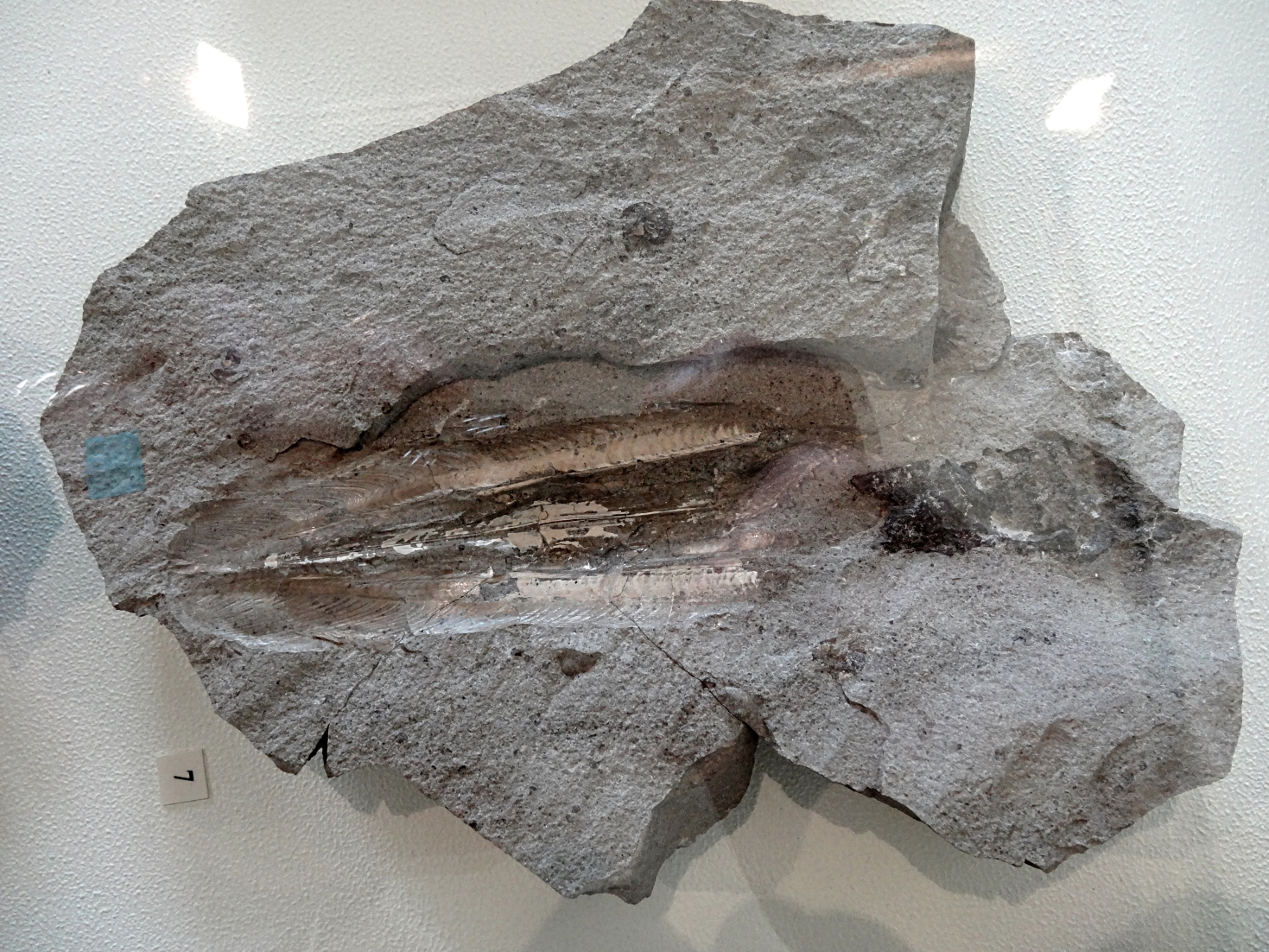
Kalmar Loligosepia aalensis, Schulp
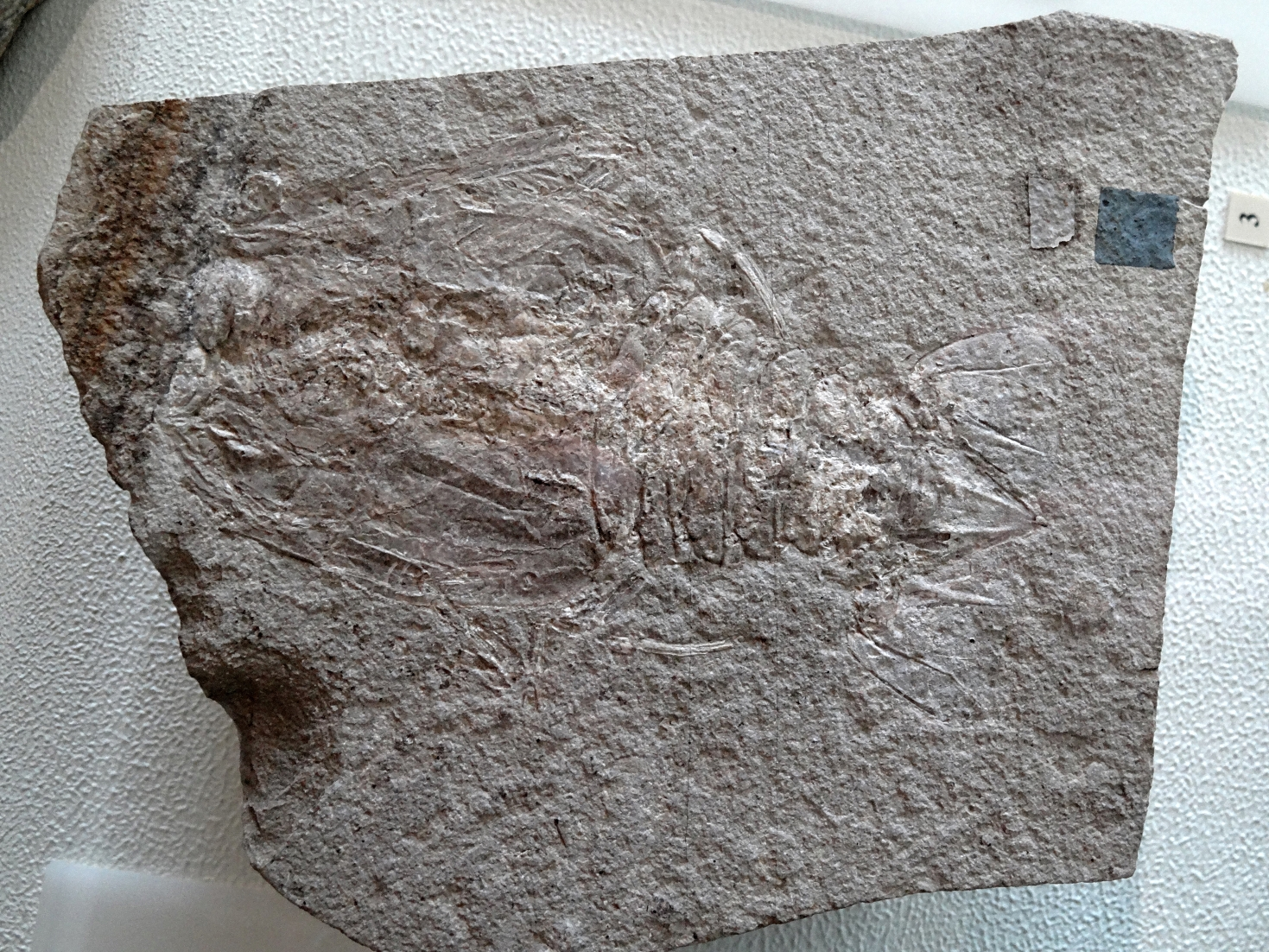
Zehnfußkrebs (Panzerkrebs) Eryon hartmanni, Oberseite
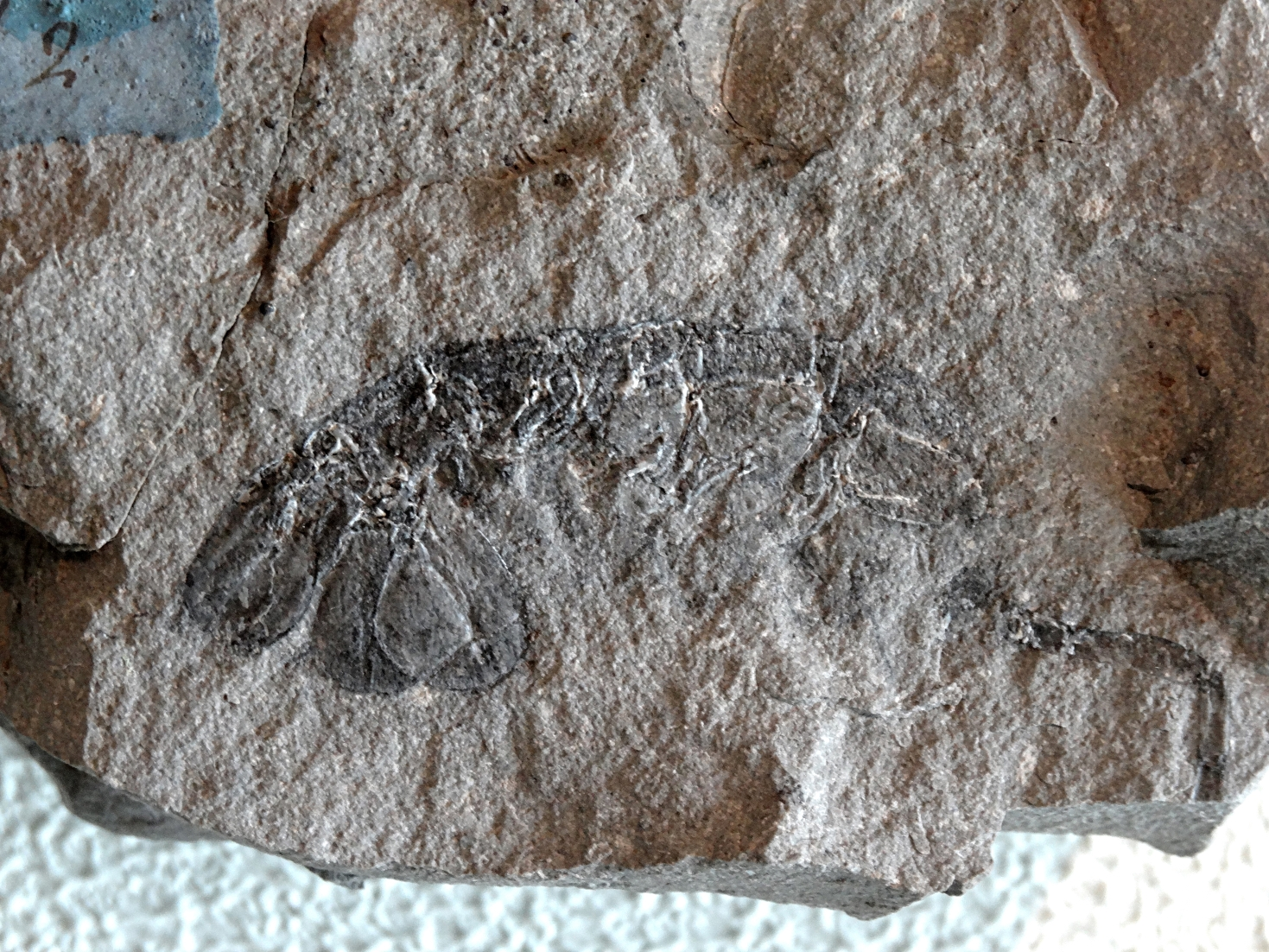
Garnele Uncina posidonae
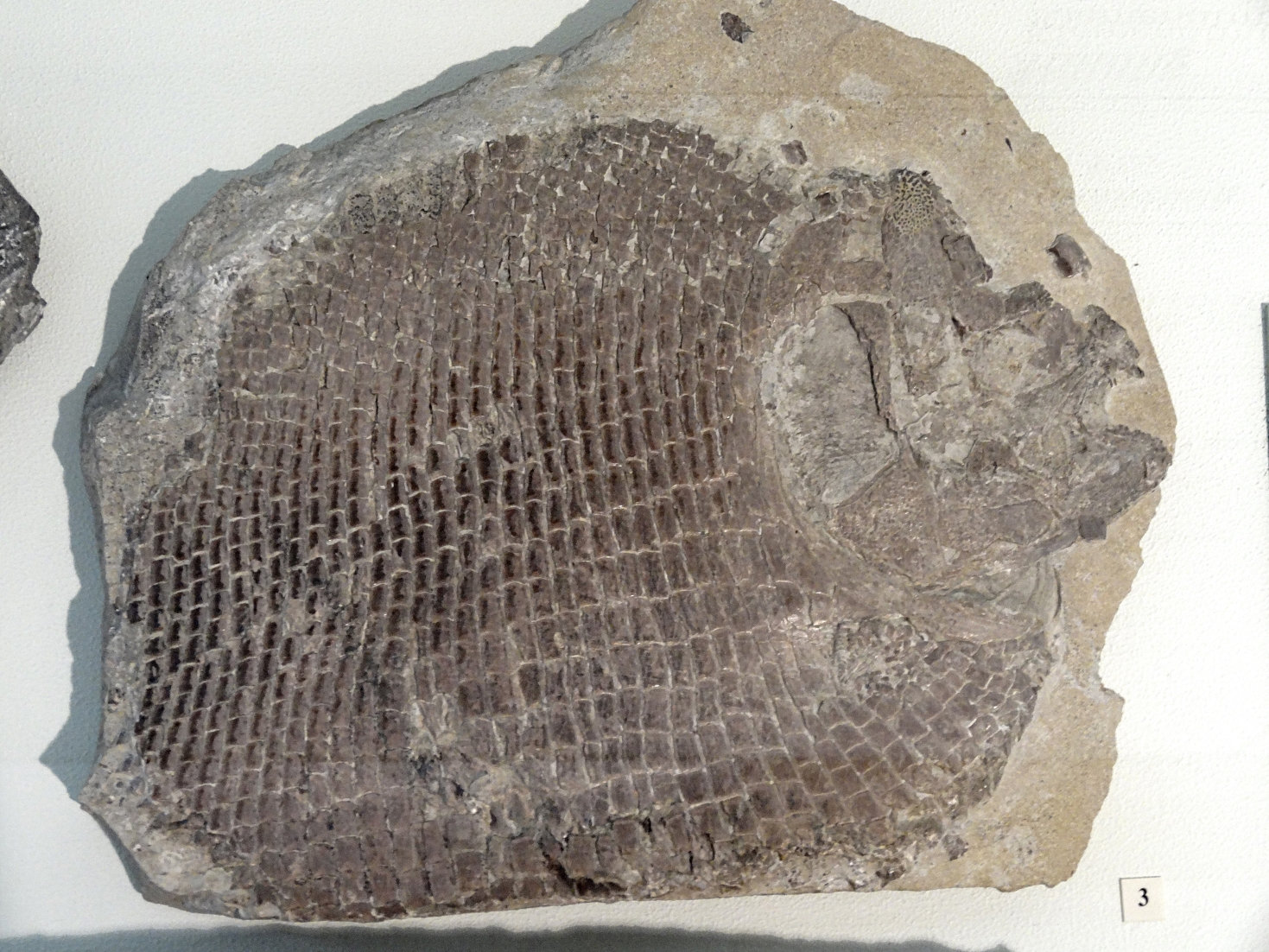
Knochenfisch Dapedium punctatum
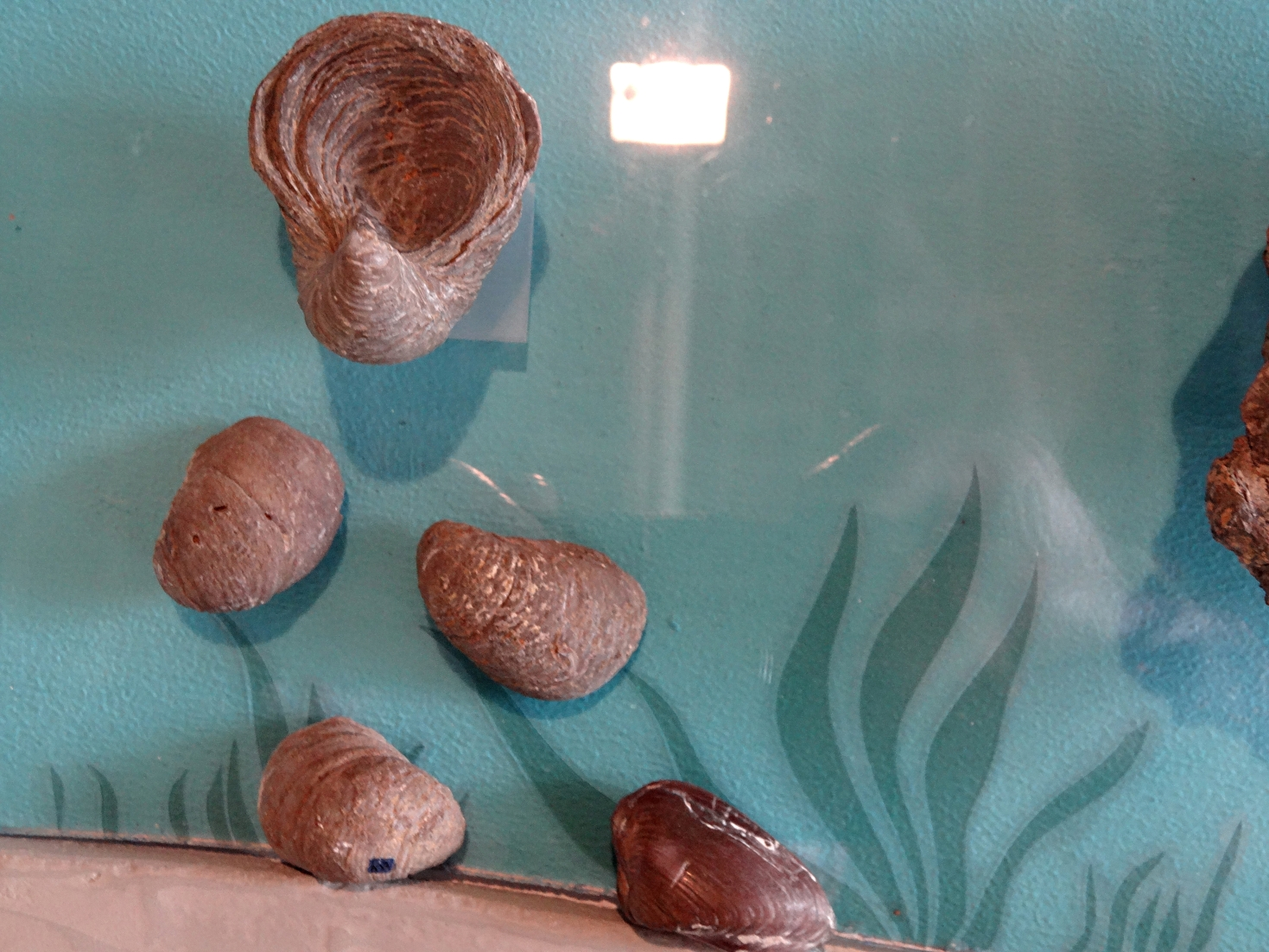
Greifmuschel Gryphaea arcuata
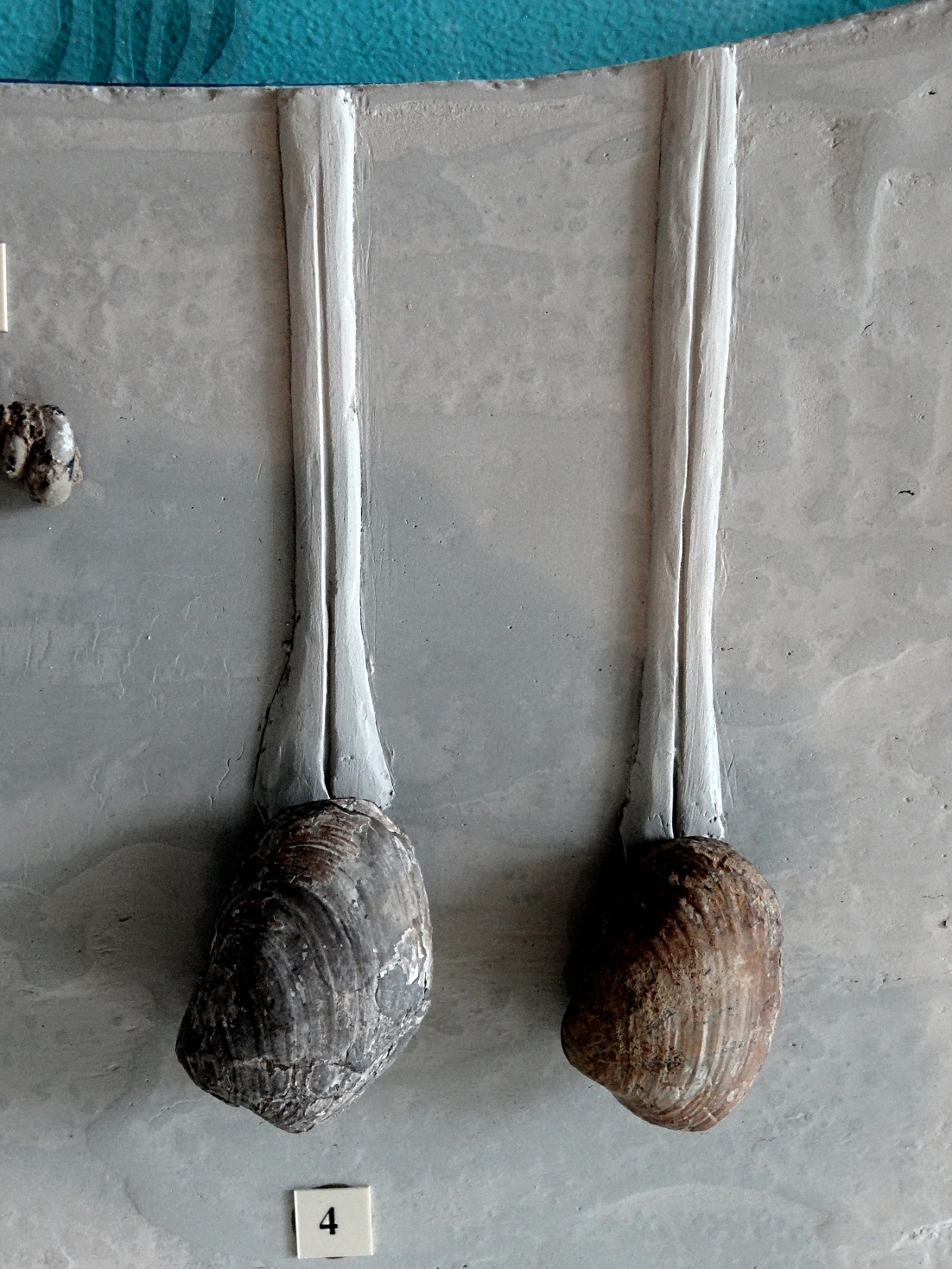
Klaffmuschel Pleuromya uniformis
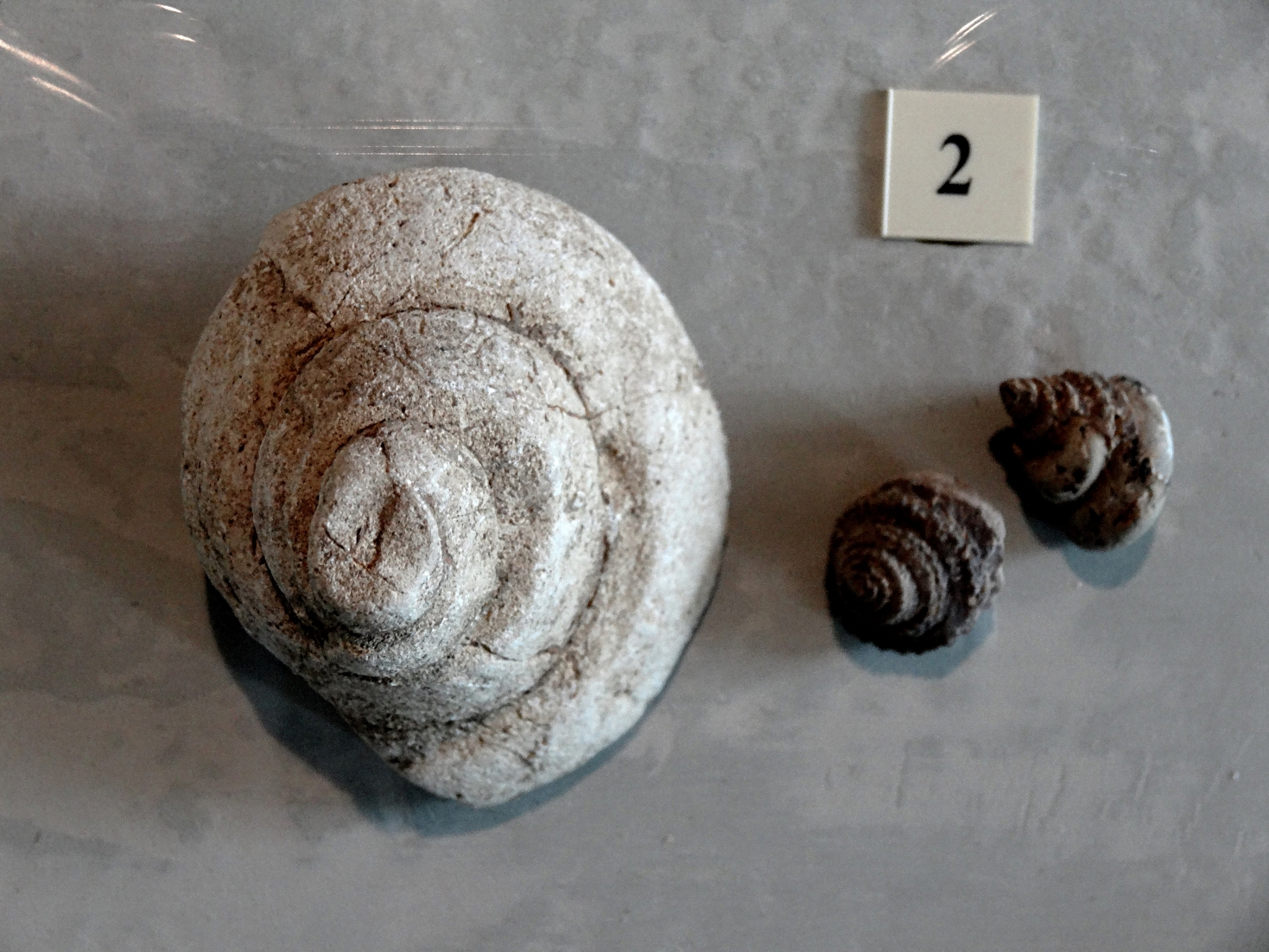
Kreiselschnecke Trochus subduplicatus
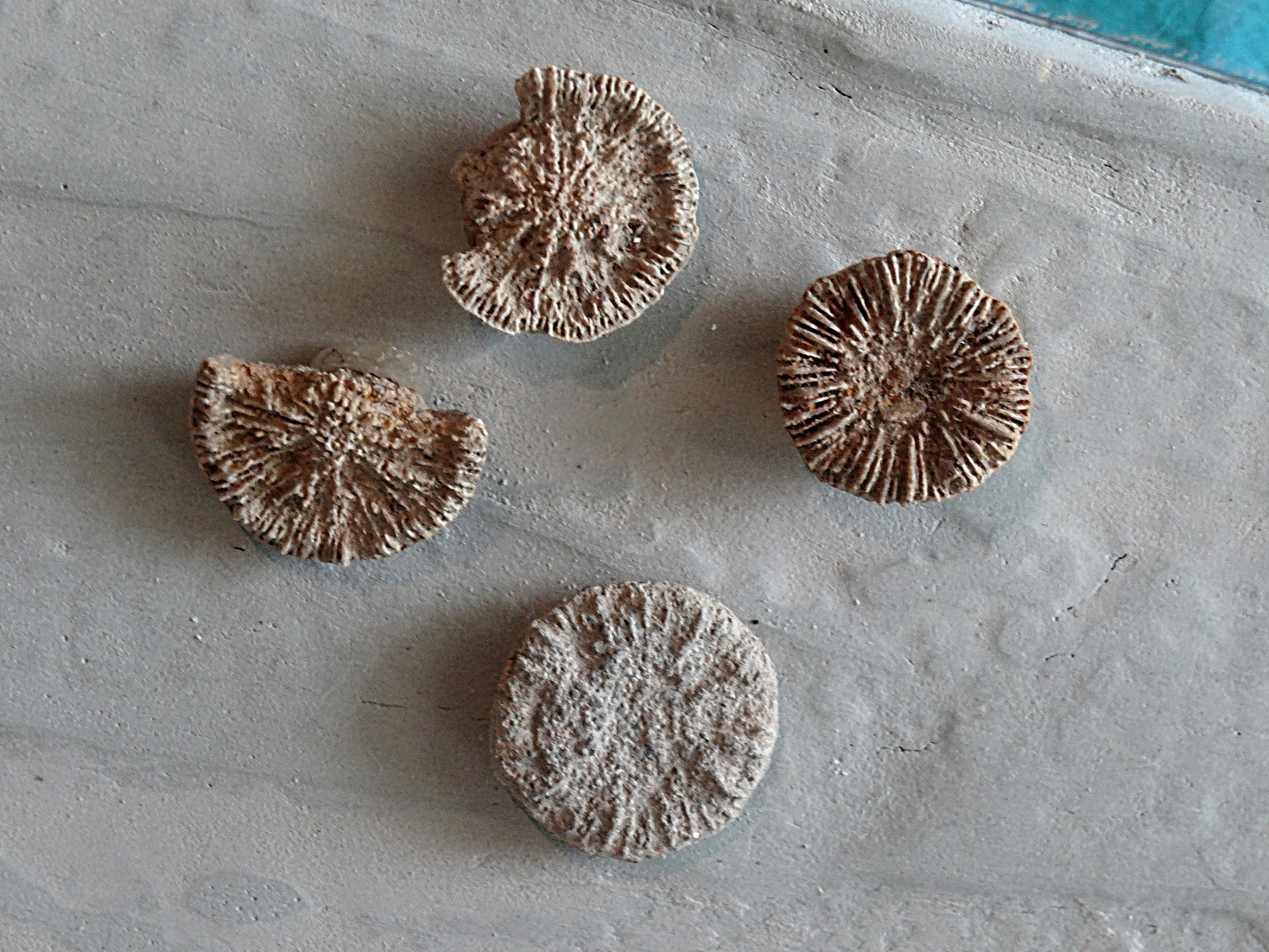
Steinkoralle Thecocyathus mitrae
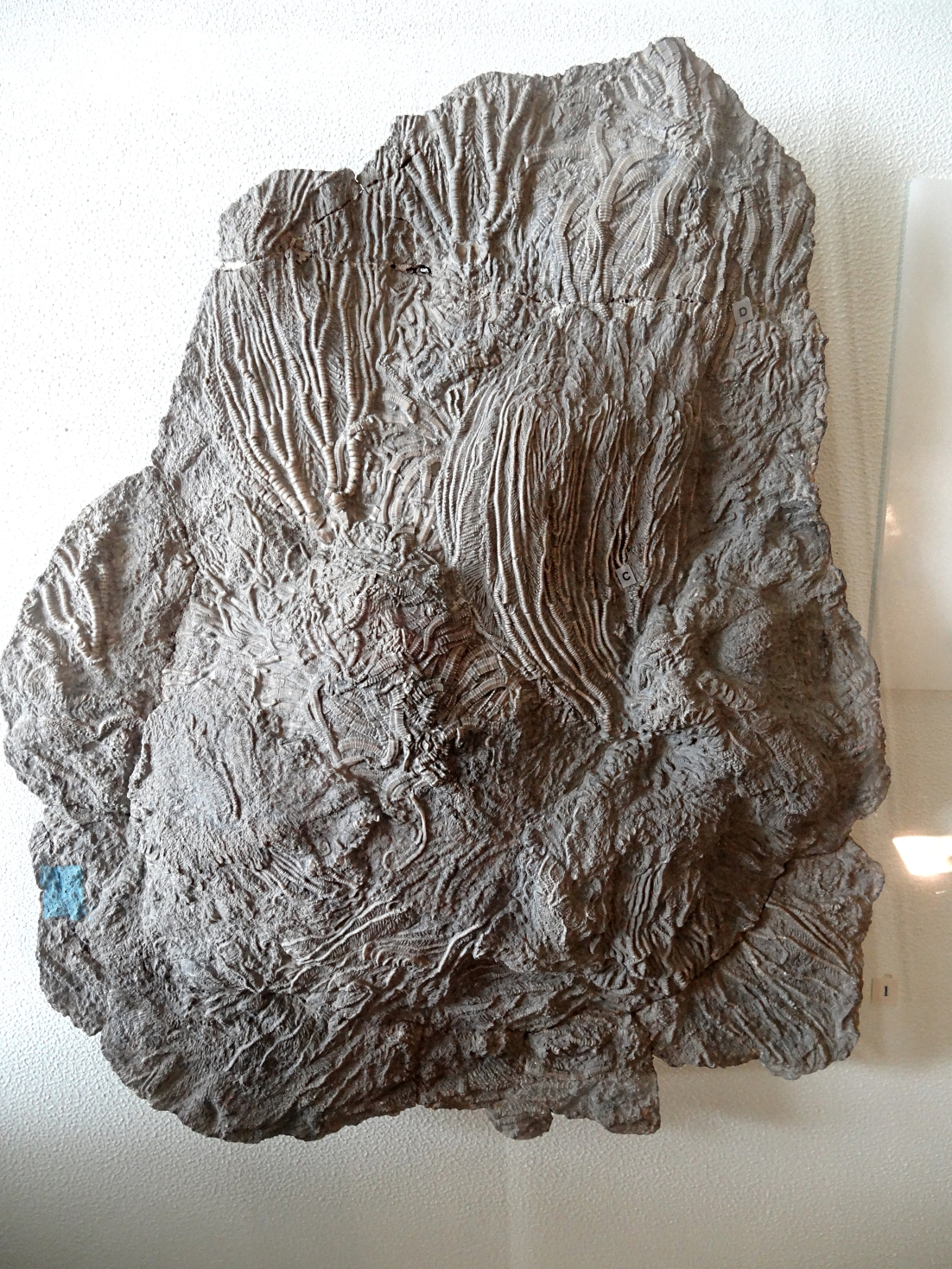
Seelilie Isocrinus basaltiformis, Fangarme
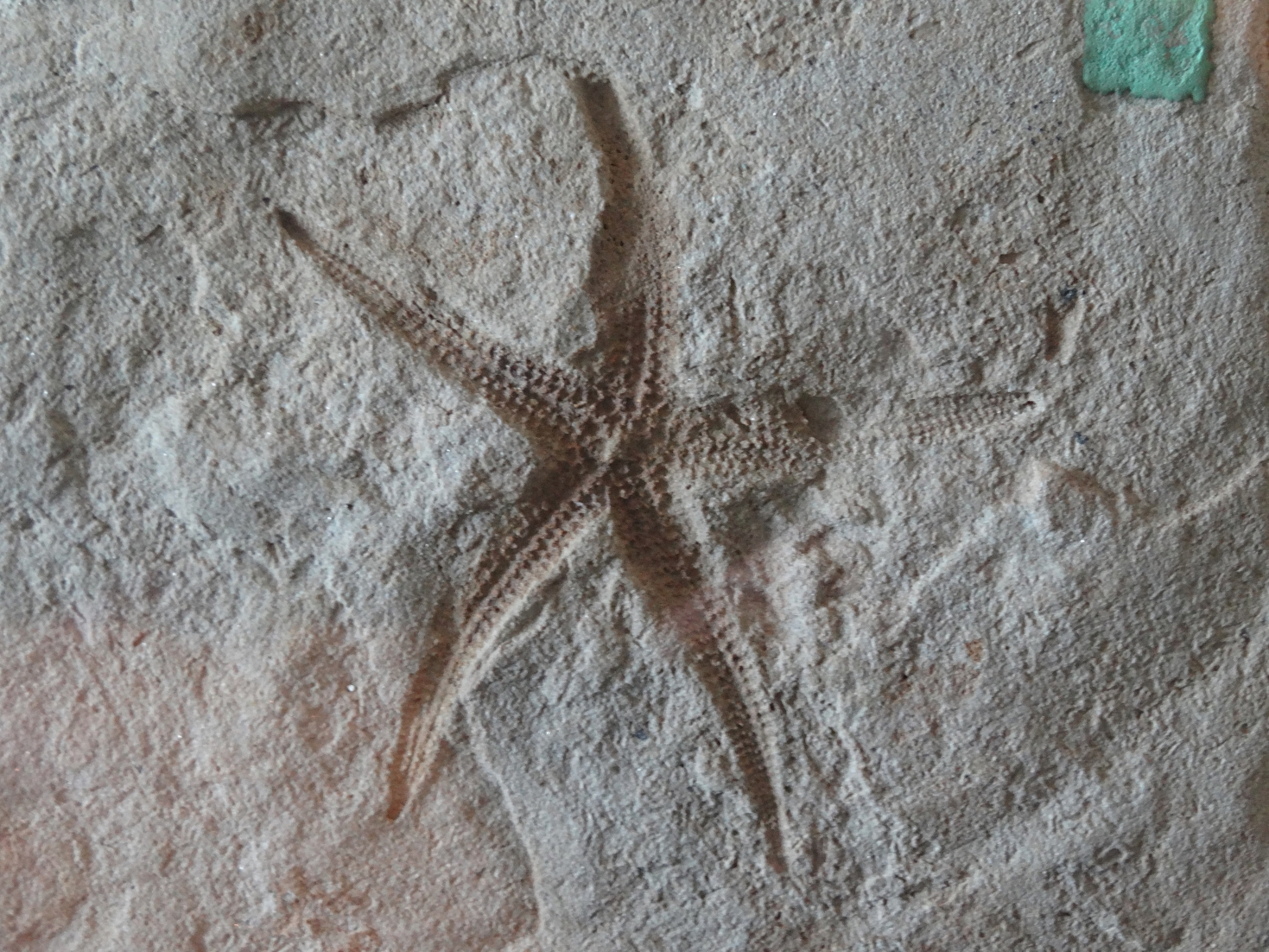
Seestern Pentasteria sp.
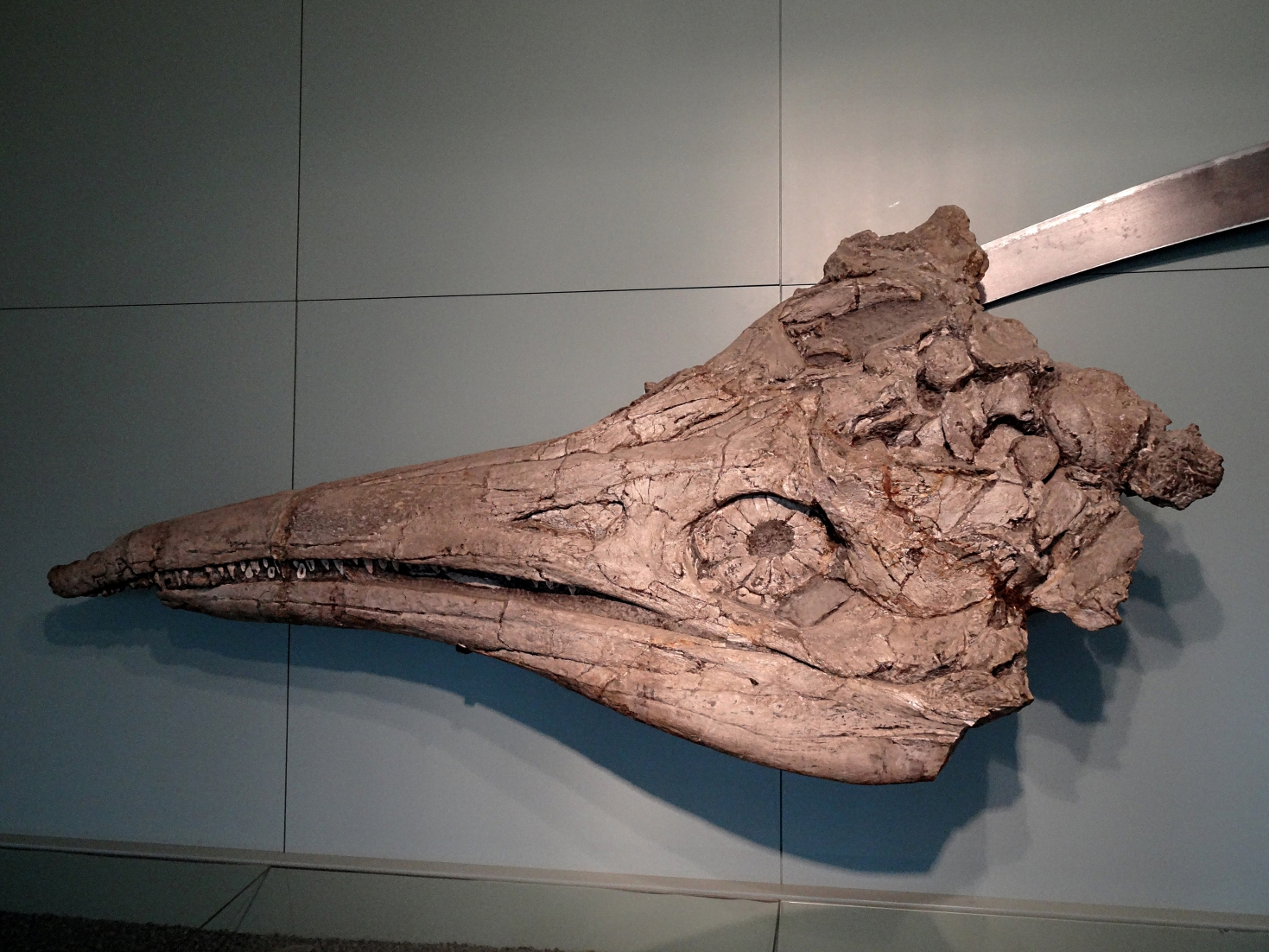
Ichthyosaurier (Leptopterygius trigonodon)
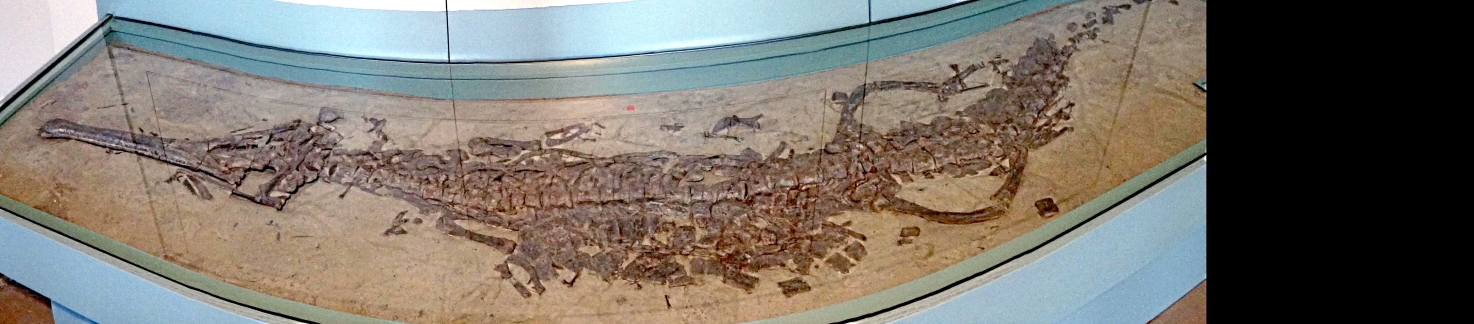
Meereskrokodil Steneosaurus bollensis
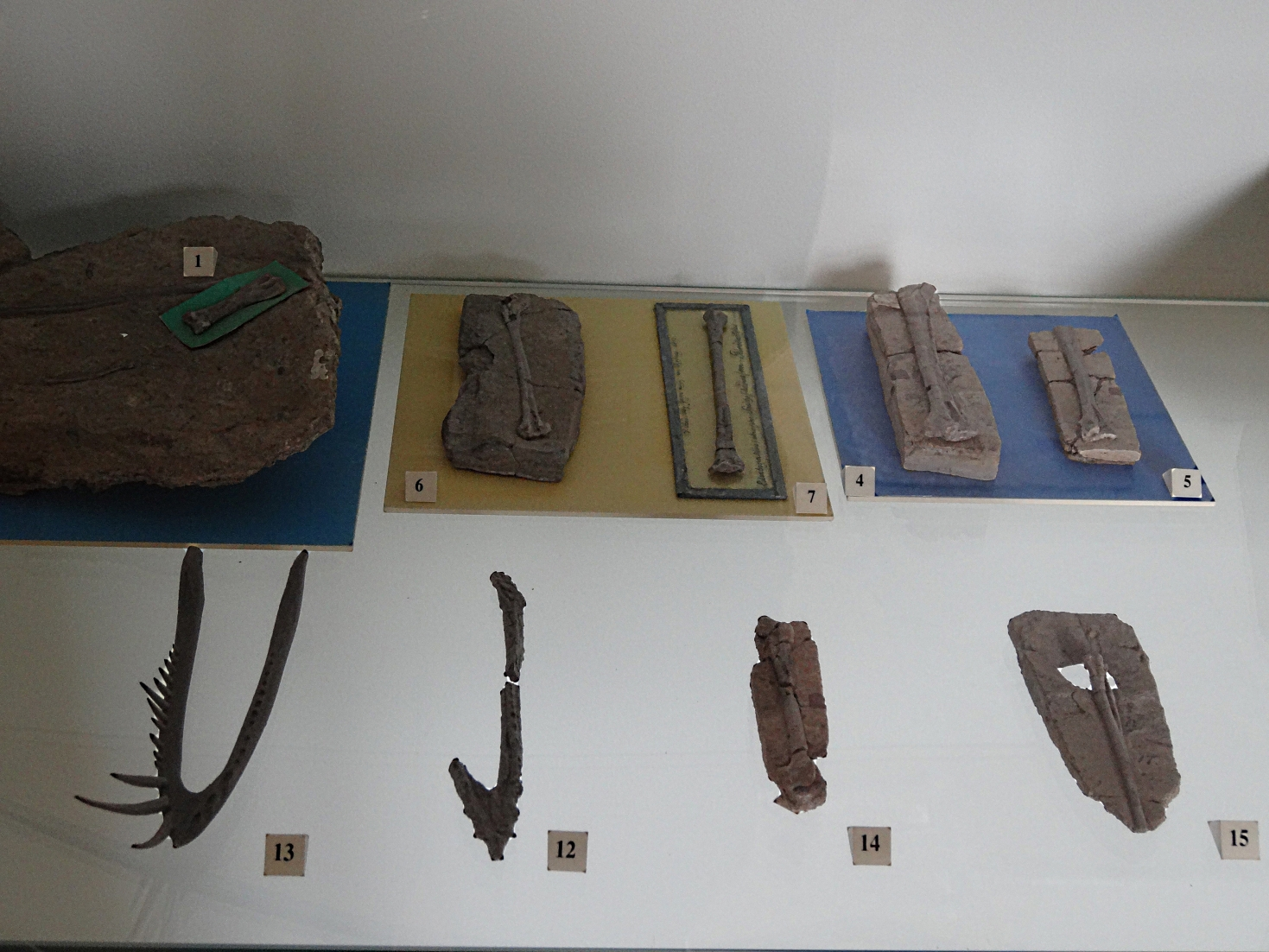
Langschwanzflugsaurier Dorygnathus banthensis, Knochenübersicht
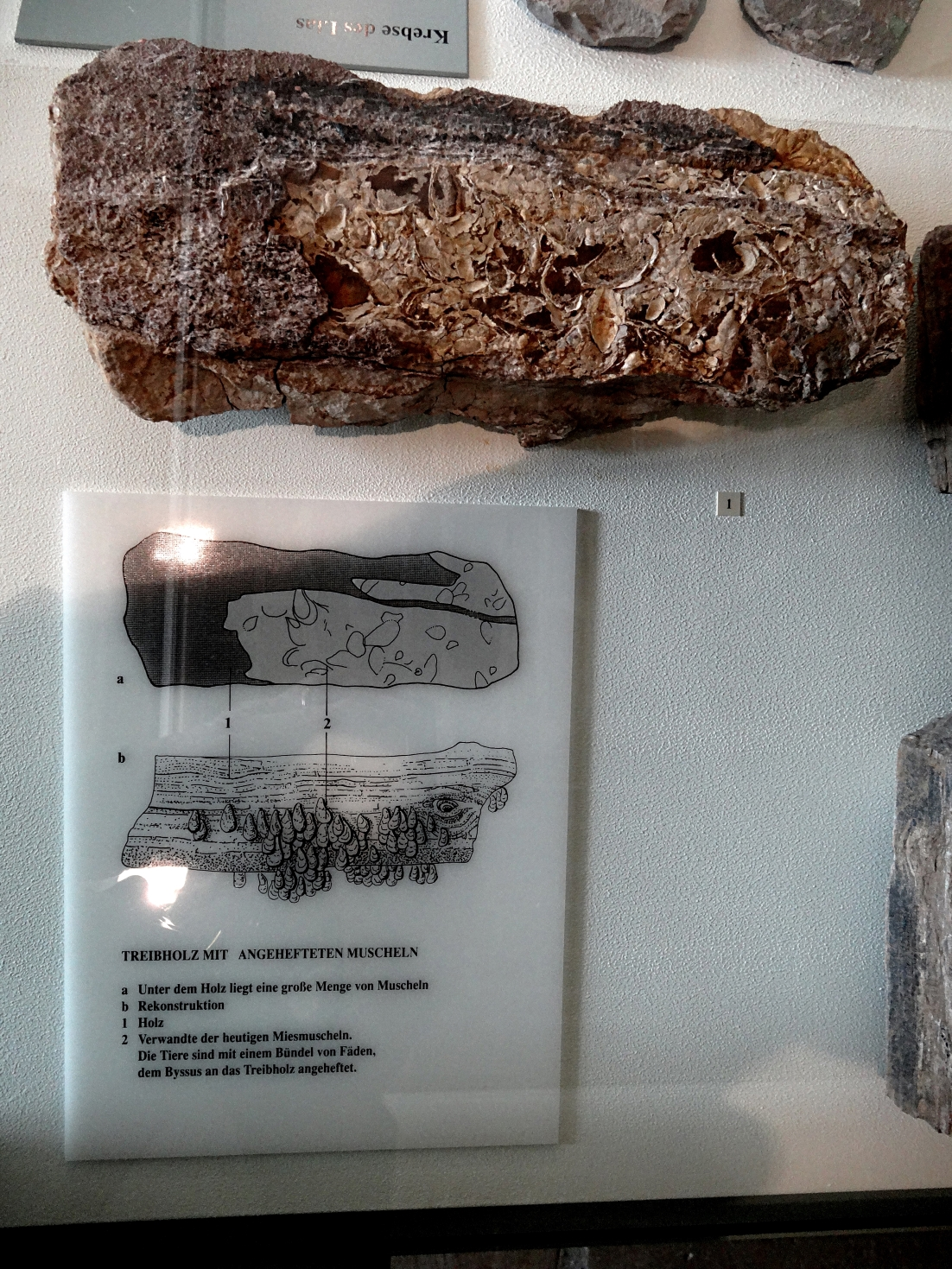
Fossiles Treibholz mit Muschelbesatz
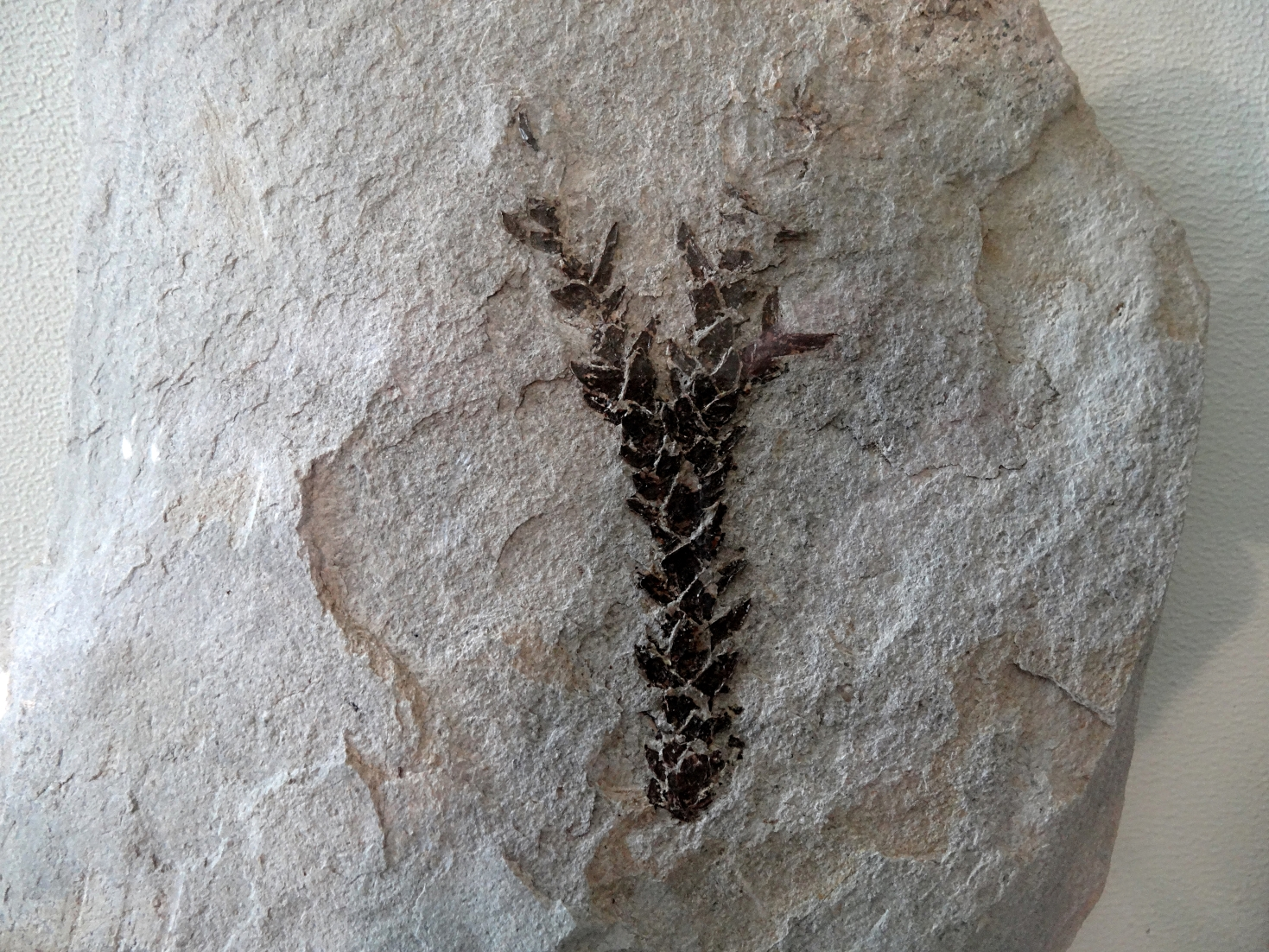
Koniferenblatt Pagiophyllum kurri
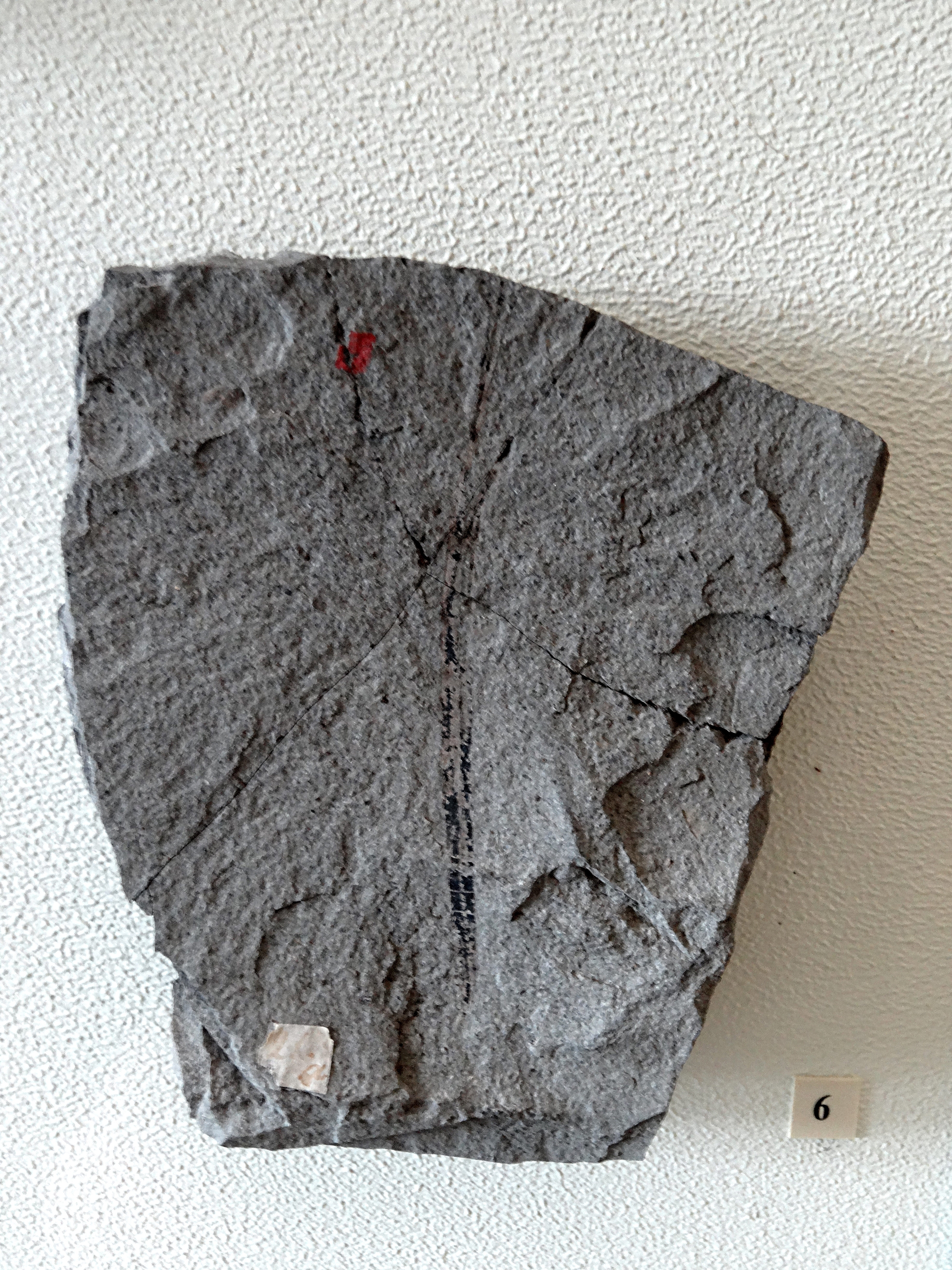
Seegrasblatt

Ausgewählte Vertreter der gefundenen Fossilien sind
- Ammoniten (Ammonoidea), Familien Amaltheidae, Hildoceratidae, Lytoceratidae, Dactylioceratidae, Phylloceratidae, Hammatoceratidae und Phymatoceratidae
- Nautiloideen (Nautiloidea), Gattung Cenoceras
- Belemniten (Belemnoidea), Gattungen Passaloteuthis, Acrocoelites, Dactyloteuthis, Salbingoteuthis und Youngibelus
- Meeresschnecken (Gastropoda), Gattungen Pseudokatosira, Pleurotomaria, Ptychomphalus, Modiola, Sorbeoconcha, Promathilda
- Muscheln (Bivalvia), Gattungen Pinna, Pseudomytiloides, Ptychomphalus, Nuculoma, Nuculana, Lucina, Goniomya, Pseudomytiloides, Dreiecksmuschel, Ostrea, Astarte
- Seelilien (Crinoidea), Gattungen Isocrinus, Pentacrinites
- Schlangensterne (Ophiuroidea), Gattung Palaeocoma
- Knochenfische (Osteichthyes), Gattungen Leptolepis, Pholidophorus, Saurorhynchus
- Knorpelfische (Chondrichthyes), Familie (Orthacodontidae), Gattung Sphenodus
- Ichthyosaurier (Fischsaurier), Gattungen Leptopterygius trigonodon, syn. Leptonectes und Temnodontosaurus
- Plesiosaurier (Plesiosauria) Fragmente und Knochen aus dem Halsbereich
- Meereskrokodil (Crocodylia), Gattung Steneosaurus
- Flugsaurier (Pterosauria), Gattung Dorygnathus
- Heuschrecke (Orthoptera), Gattung Langfühlerschrecken (Ensifera)
- Pflanzen (Embryophyta) mit Koniferen-Blatteilen der Gattung Pagiophyllum und eines Seegrases sowie diverse Holzfragmente
- Kotfossilien diverser Tiere

### Brauner Jura (Dogger)
Der Braune Jura fällt in die Zeit des Mitteljura von 174,1 bis 163,3 mya. In den Ablagerungen des Braunen Jura wurden meist nur Lebewesen mit calcitischen bzw. aragonitischen Gehäusen, wie z. B. Ammoniten, Armfüßer und Muschel, überliefert. Tiere mit dünneren und weicheren Schalen, wie z. B. Stachelhäuter sowie Wirbeltiere, wurden postmortal durch Verwesung, Aasfresser und auch durch Wasserströmungen und Wellenbewegungen meist vollständig zerlegt und zerstört.

#### Fossillagerstätten und Fundorte

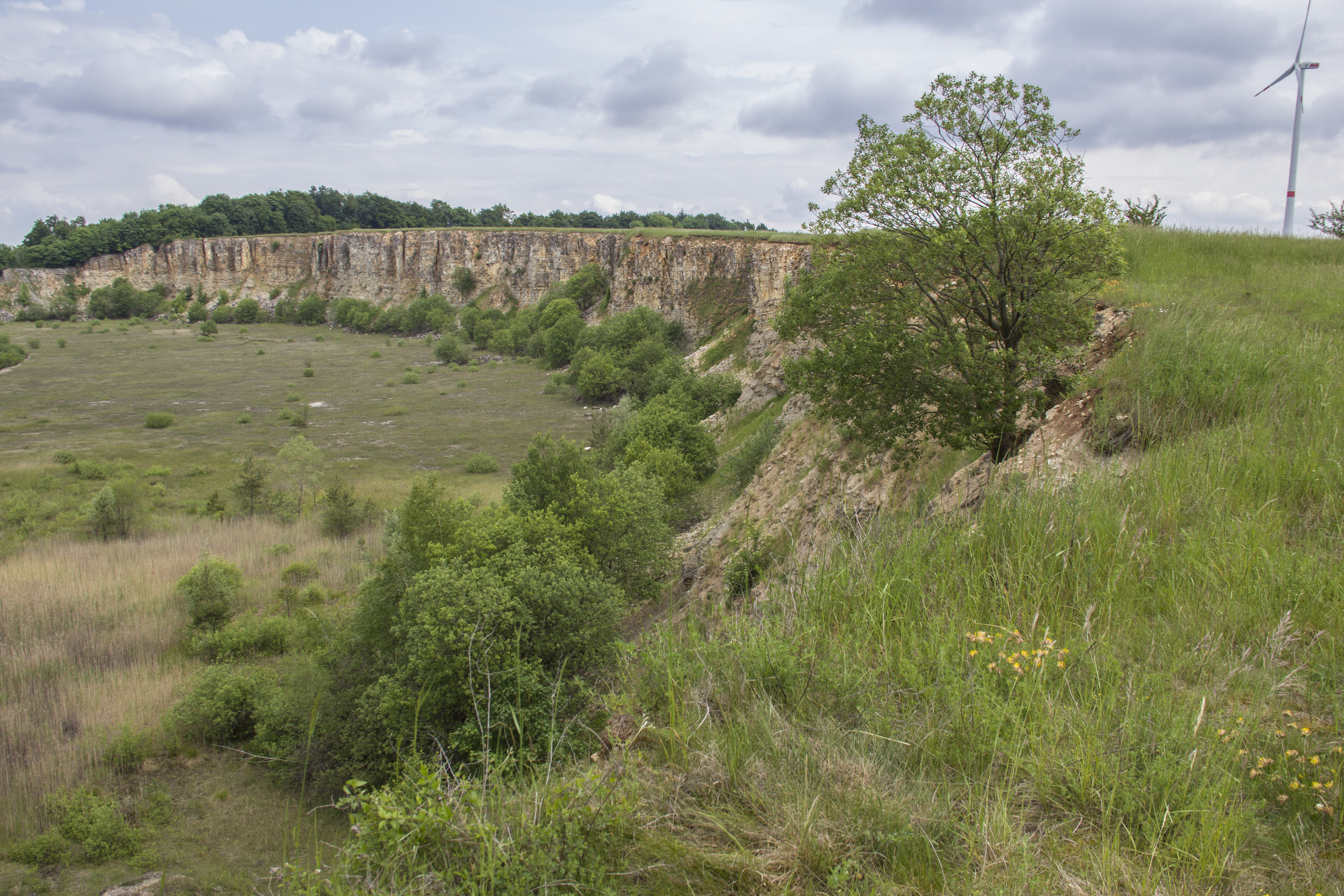
Steinbruch Winnberg bei Sengenthal/Oberpfalz
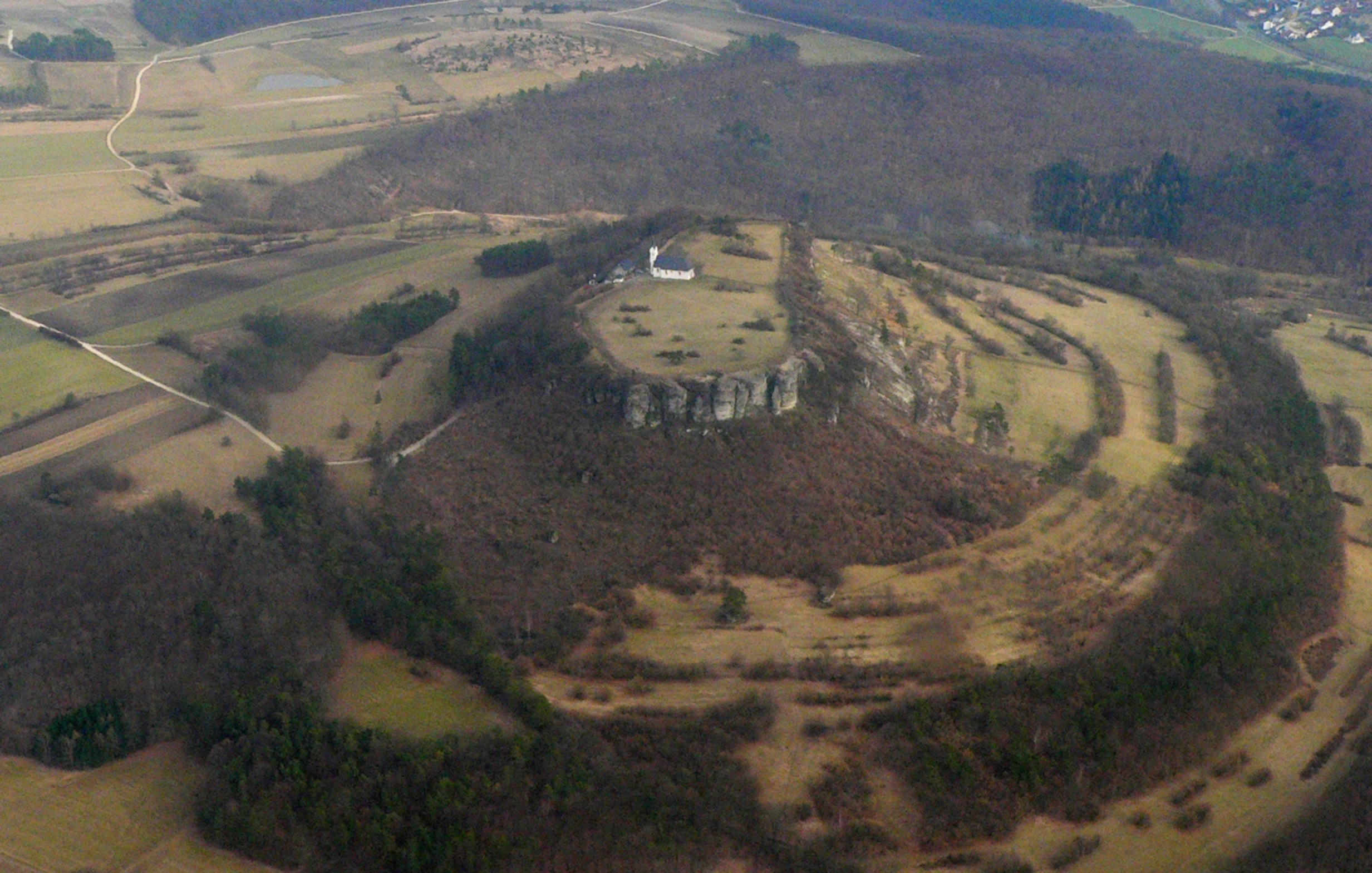
Staffelberg bei Bad Staffelstein/Oberfranken

Fossillagerstätten im Braunen Jura (Dogger) sind beispielhaft:
- der Steinbruch Winnberg bei Sengenthal/Oberpfalz,[14][15][16][17]
- die ICE-Tunnelbaustelle bei Kinding/Landkreis Eichstätt,[18][19]
- das Maingebiet um den Staffelberg bei Bad Staffelstein/Oberfranken
- diverse Fundstellen, wie z. B. bei Neumarkt in der Oberpfalz,[20] Auerbach in der Oberpfalz,[21][22]

#### Fossilien

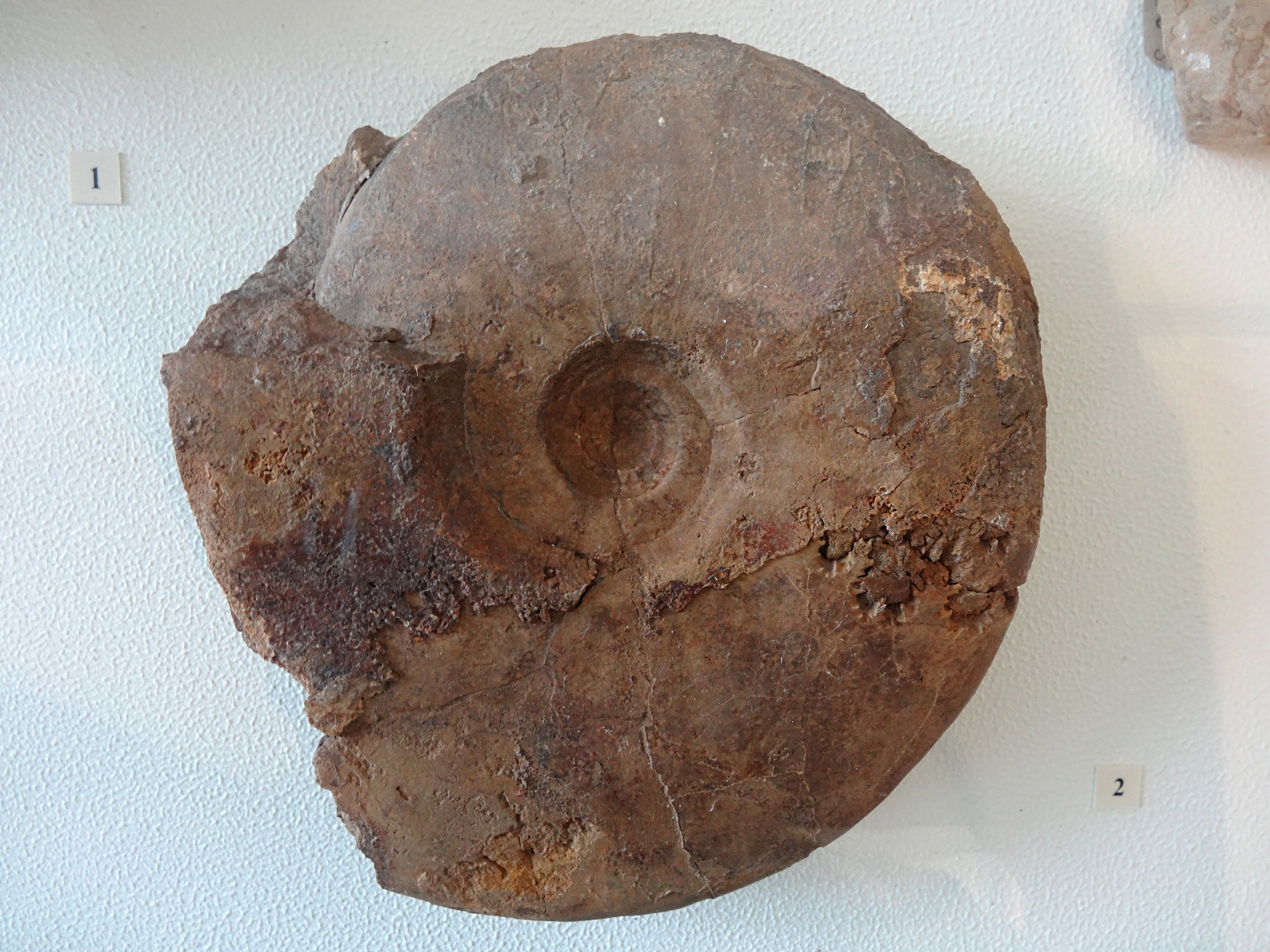
Ammonit Harpoceras bradfordense
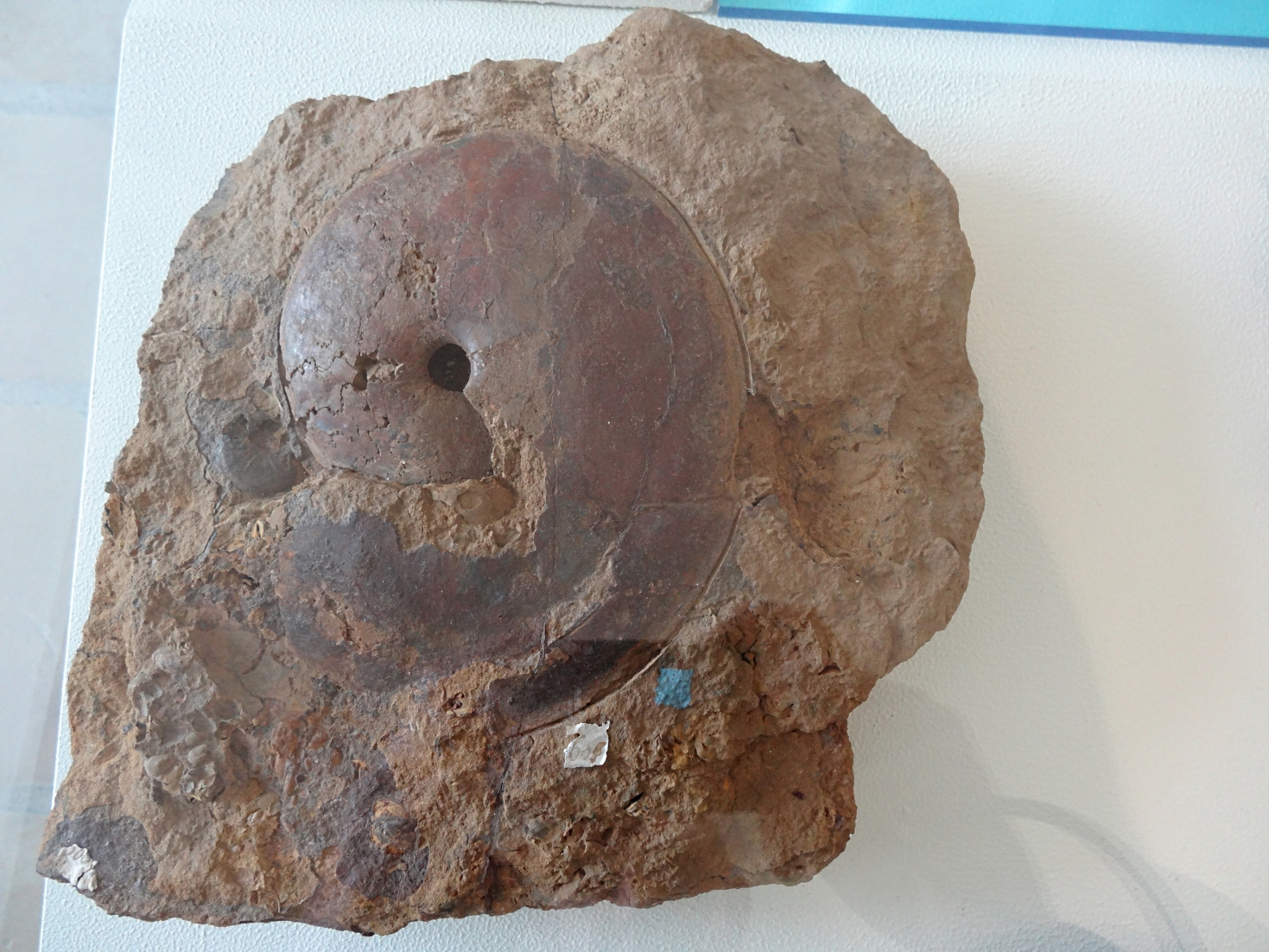
Ammonit Oxycerites
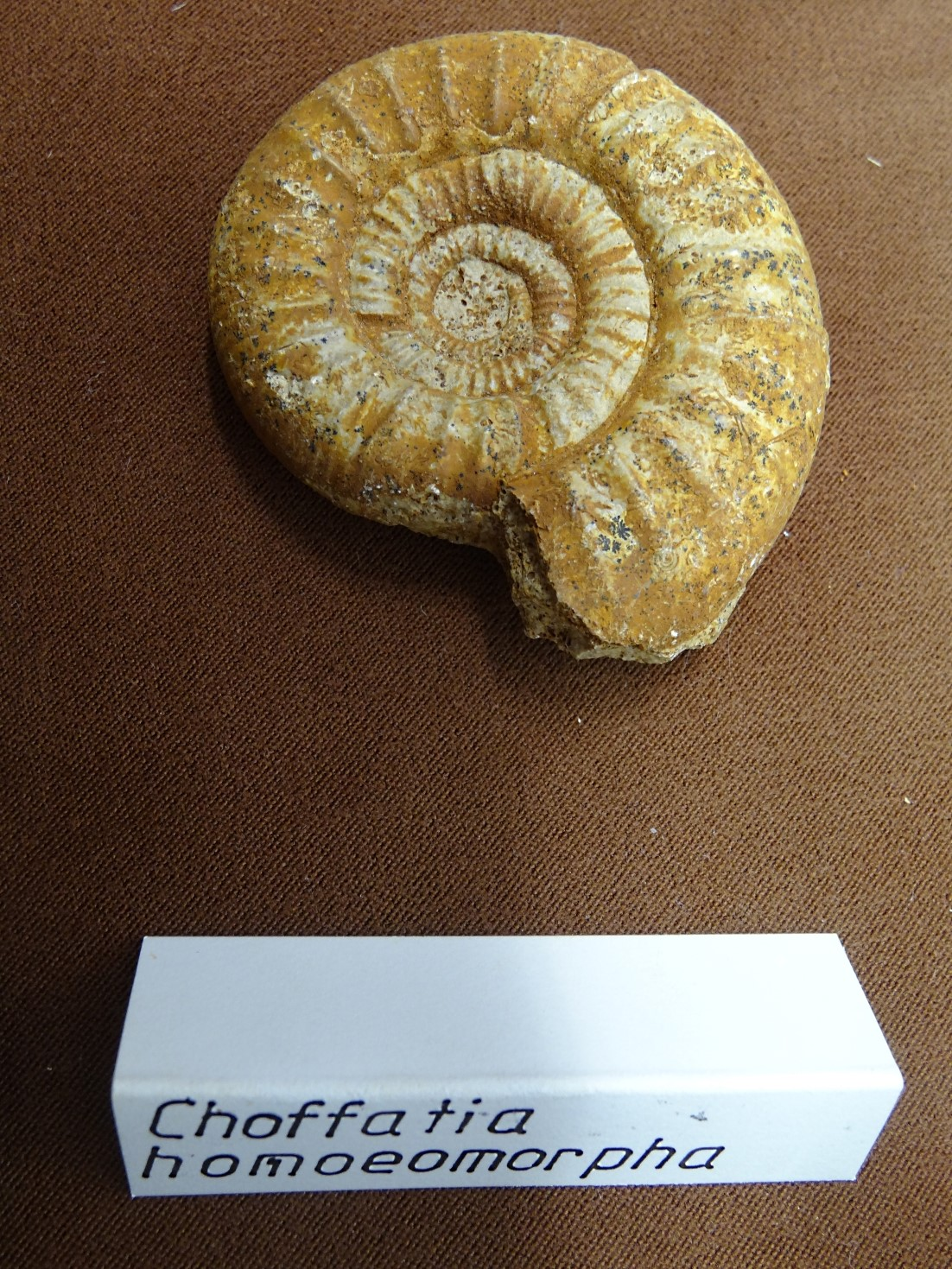
Ammonit Choffatia homoeomorpha
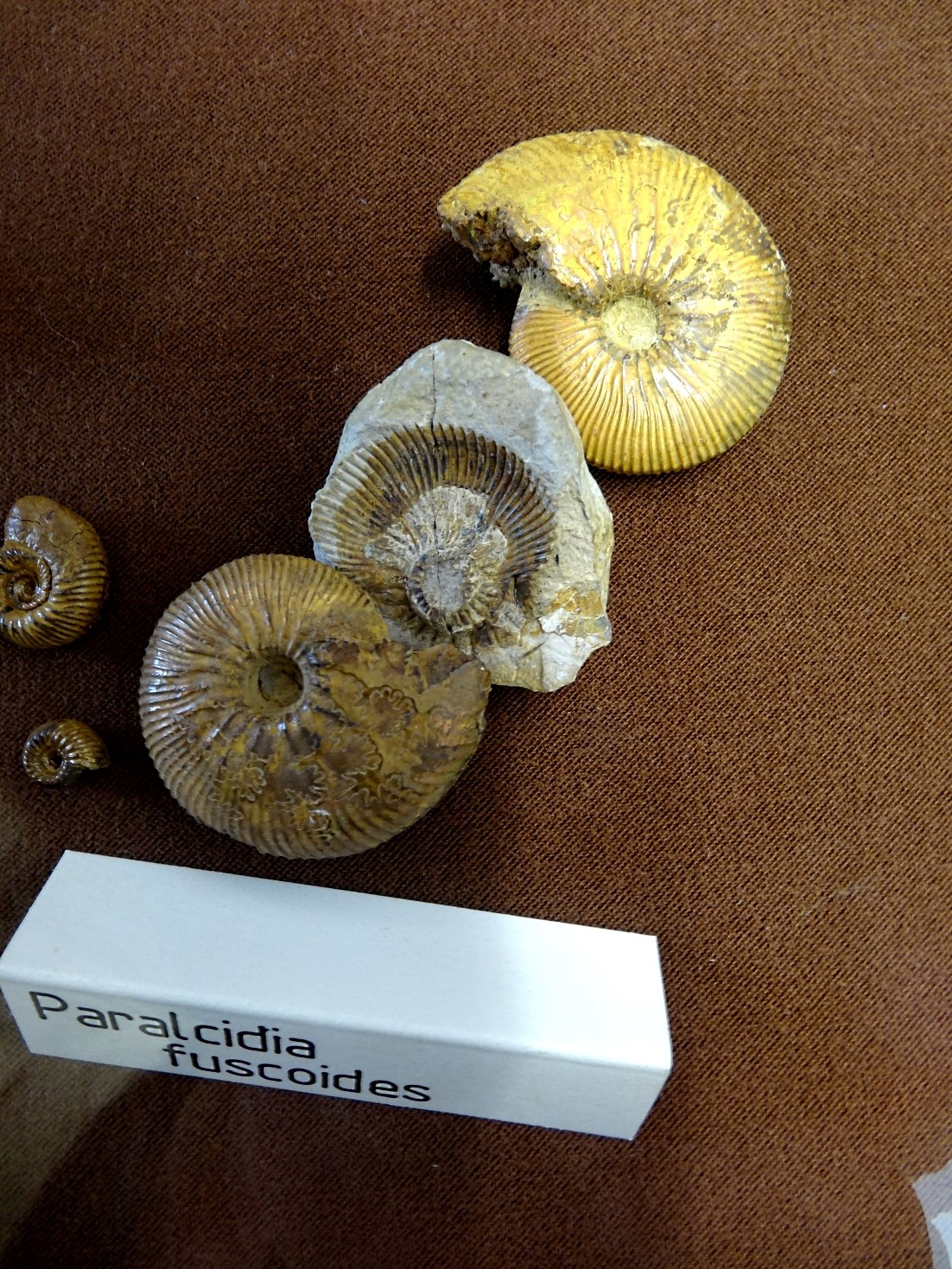
Ammoniten Paralcidia fuscoide
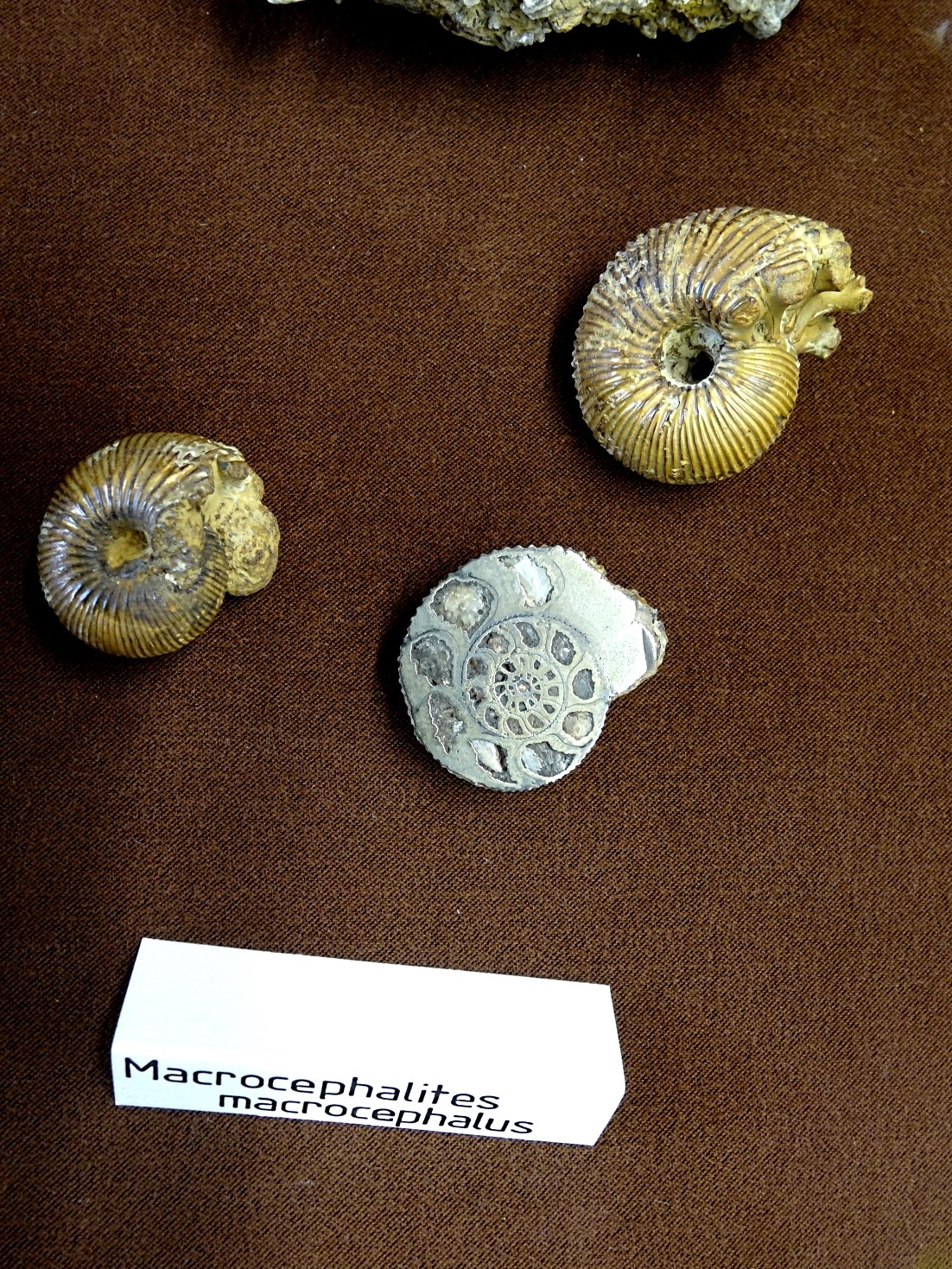
Ammoniten Macrocephalites macrocephalus
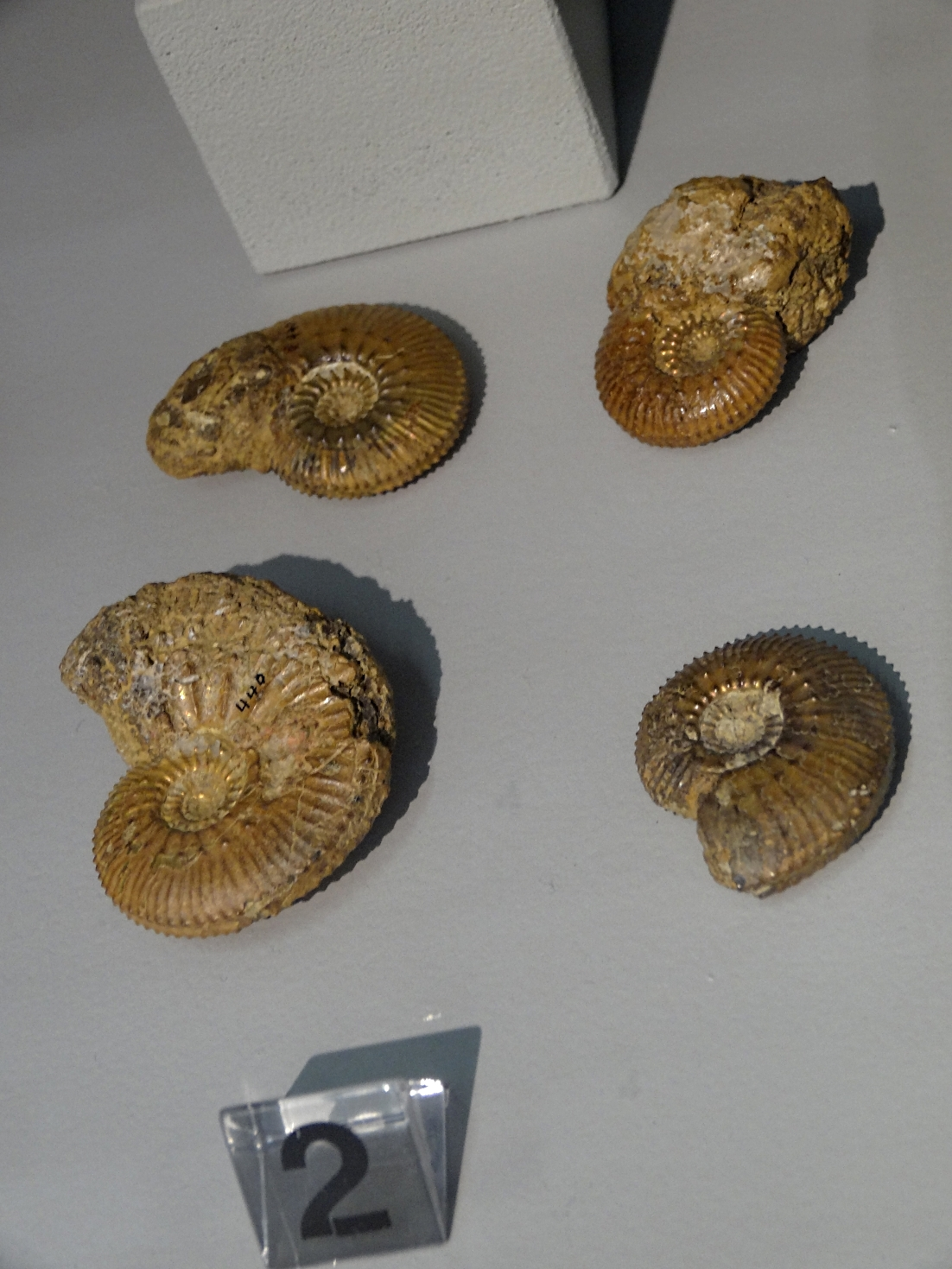
Ammoniten Kosmoceras
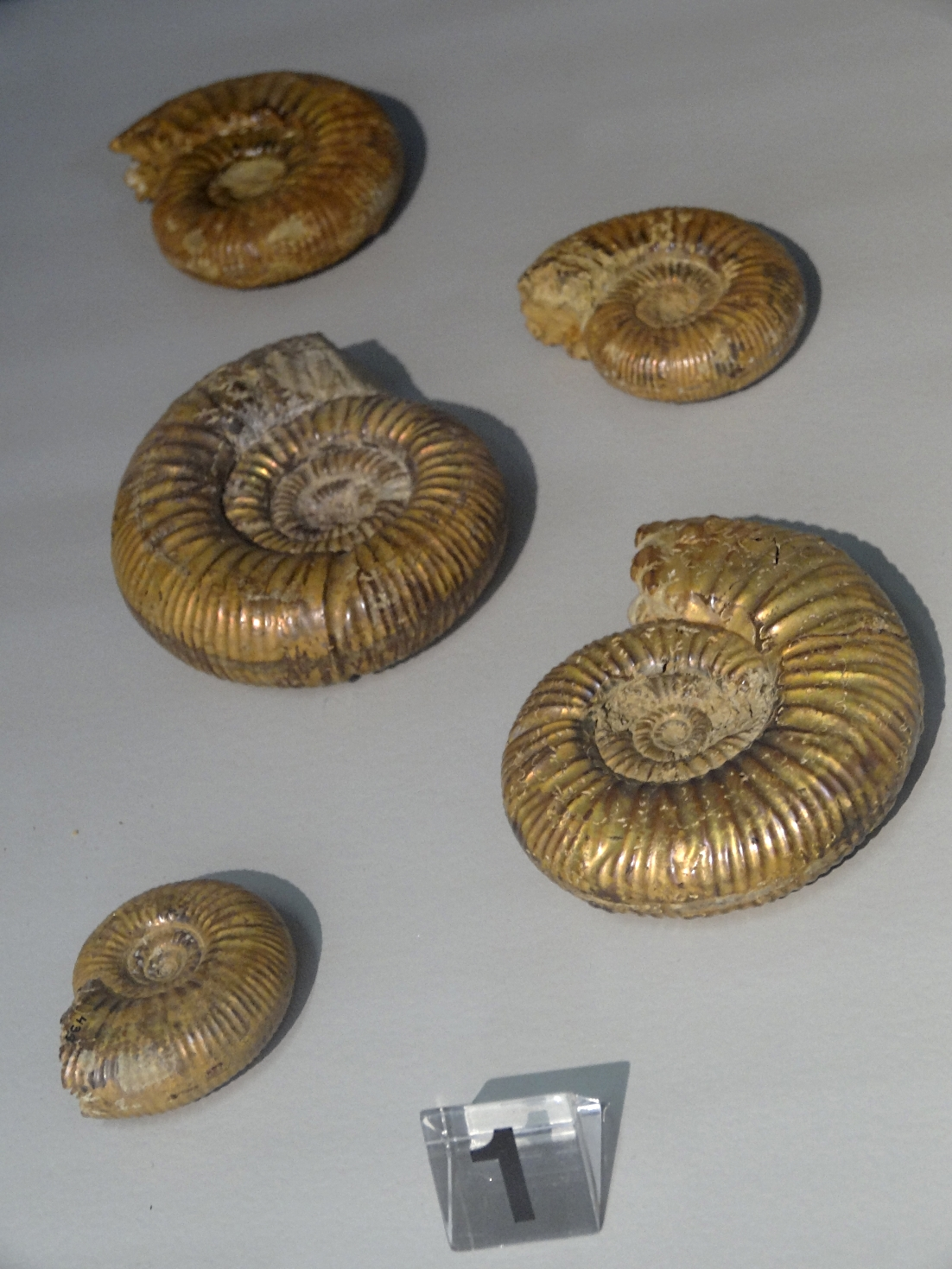
Ammoniten Homoeoplanulites, syn. Choffatia
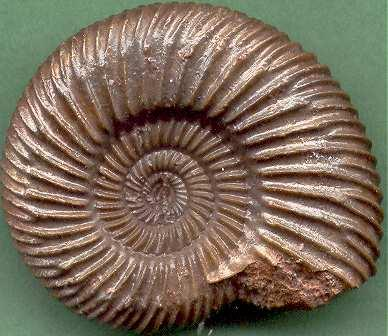
Ammonit Parkinsonia parkinsoni
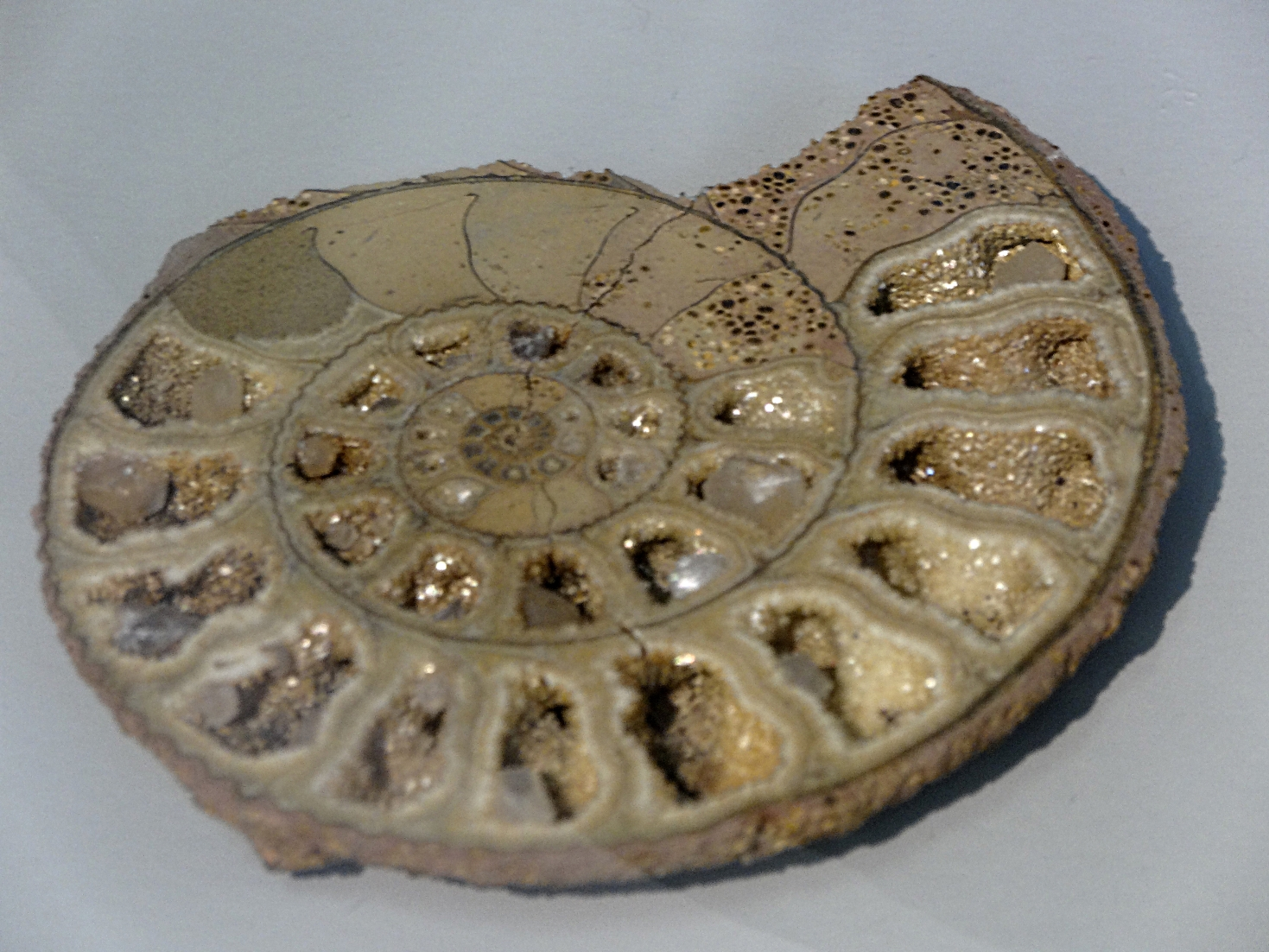
Ammonit Parkinsonia, Längsschnitt
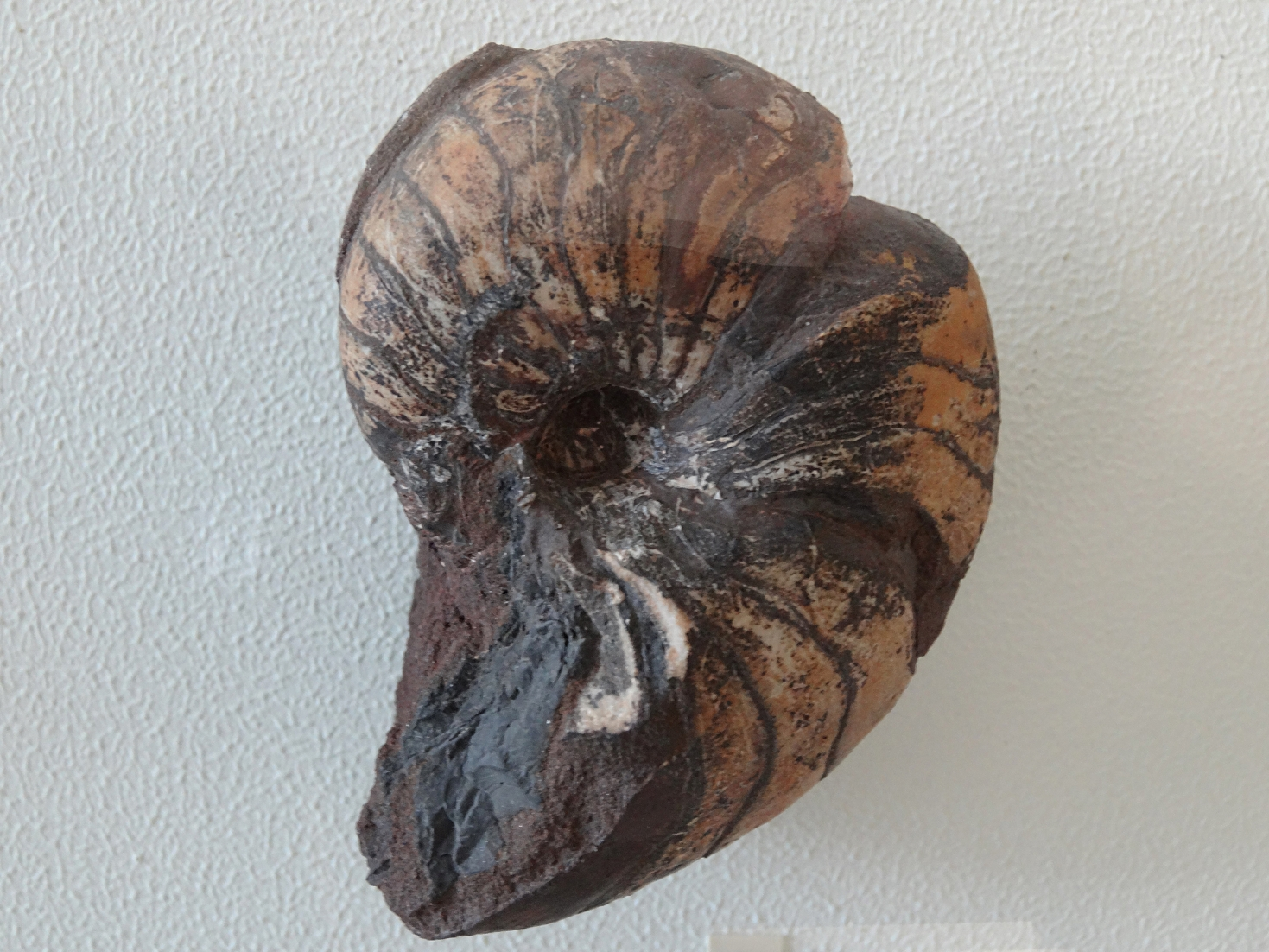
Nautilidae Perlboot Pseudaganides
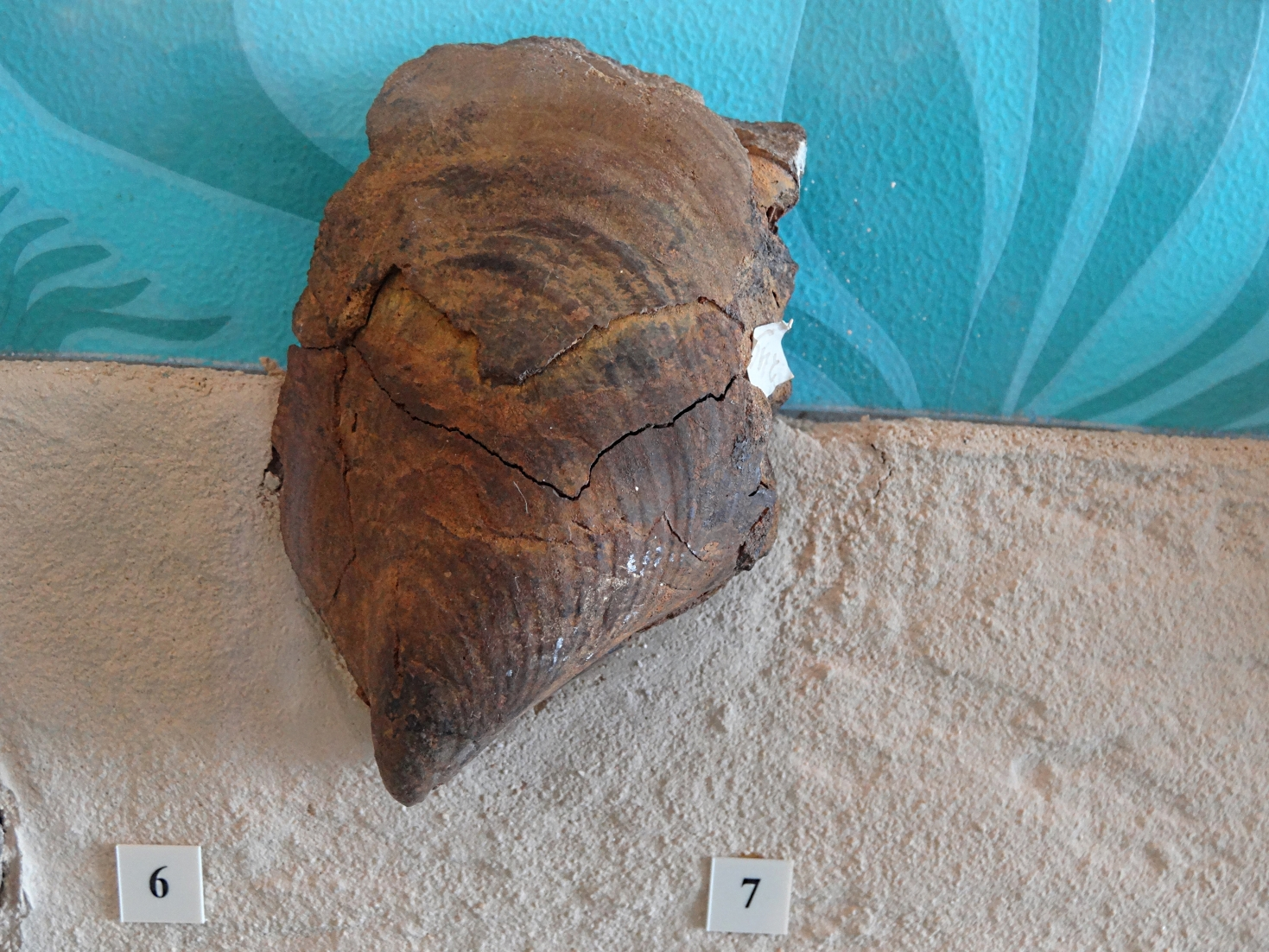
Dachziegelmuschel Parainoceramus pernoides, syn. Kolymia
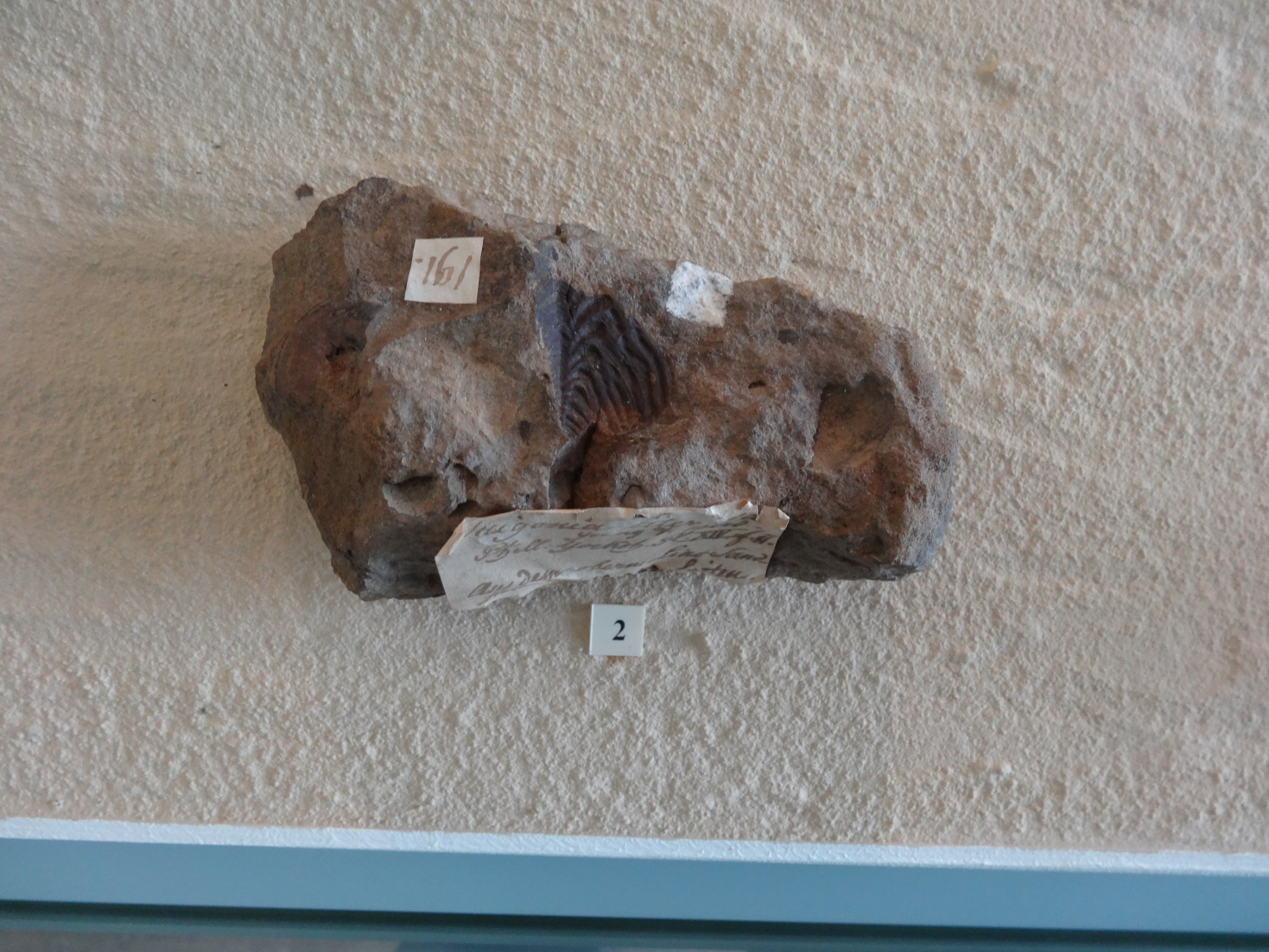
Dreikantmuschel Clavitrigonia v-costata
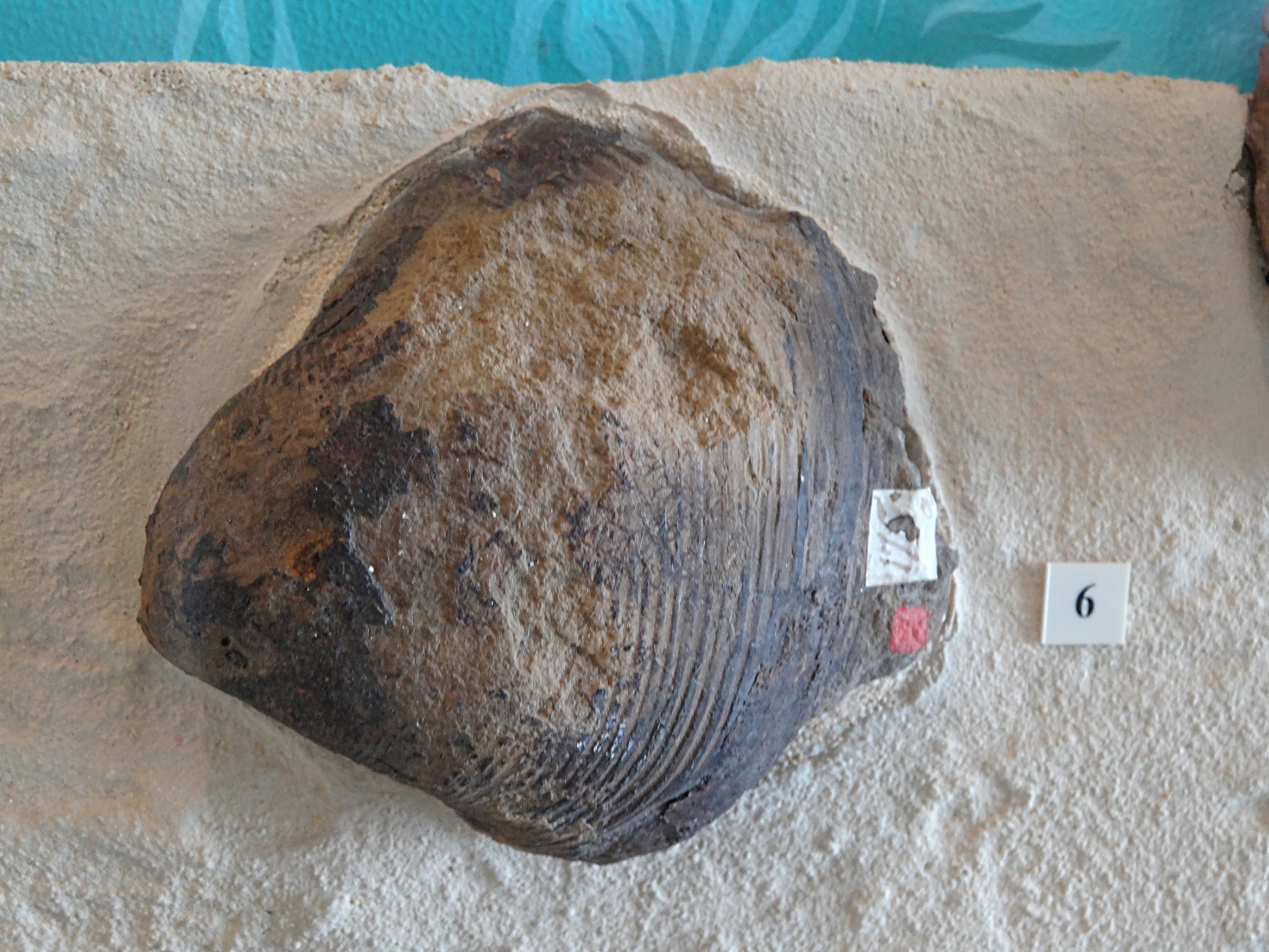
Herzmuschel Anisocardia concentrica
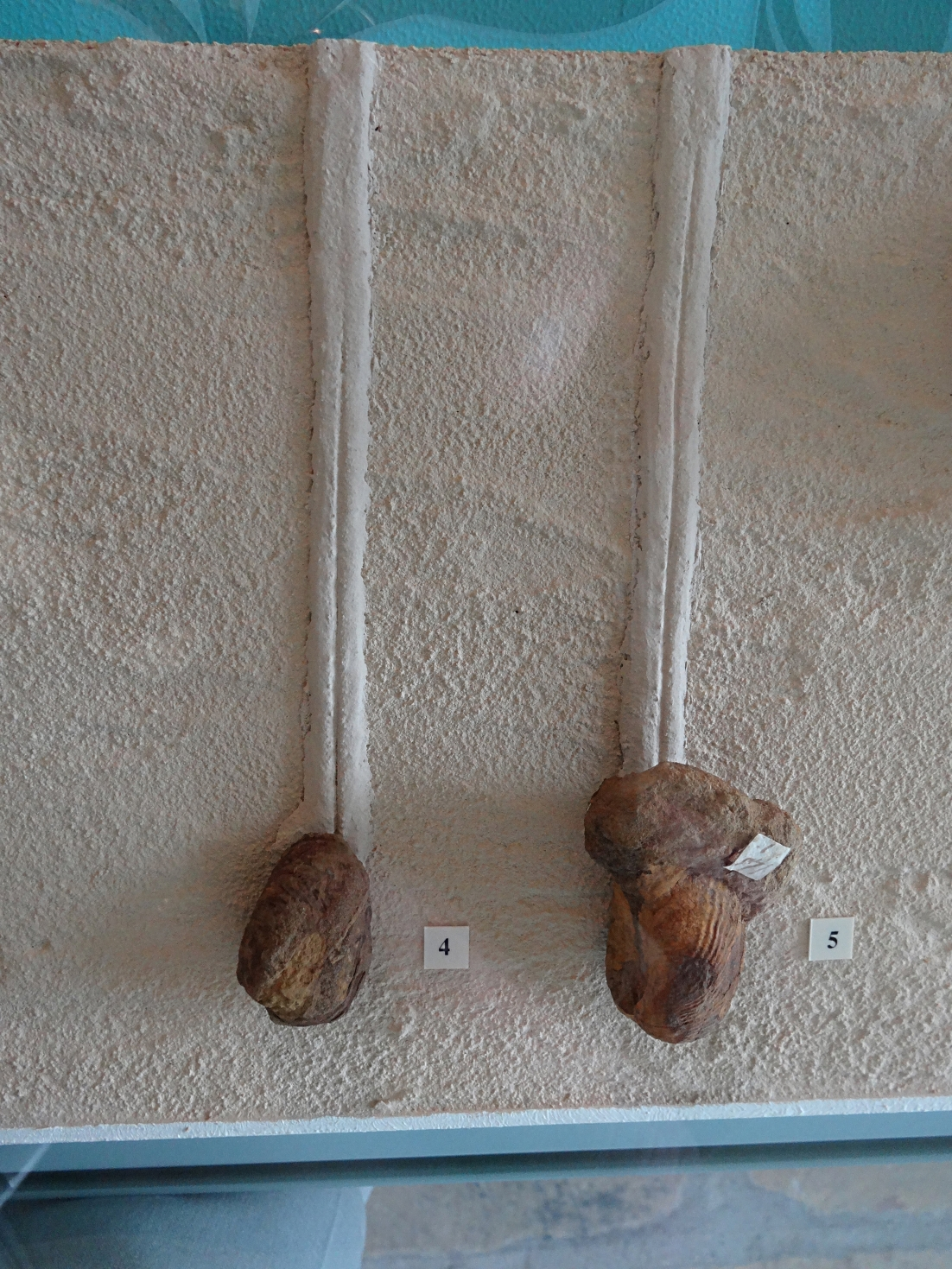
Klaffmuscheln Pleuromya uniformis, links und Pholadomya fidicula rechts
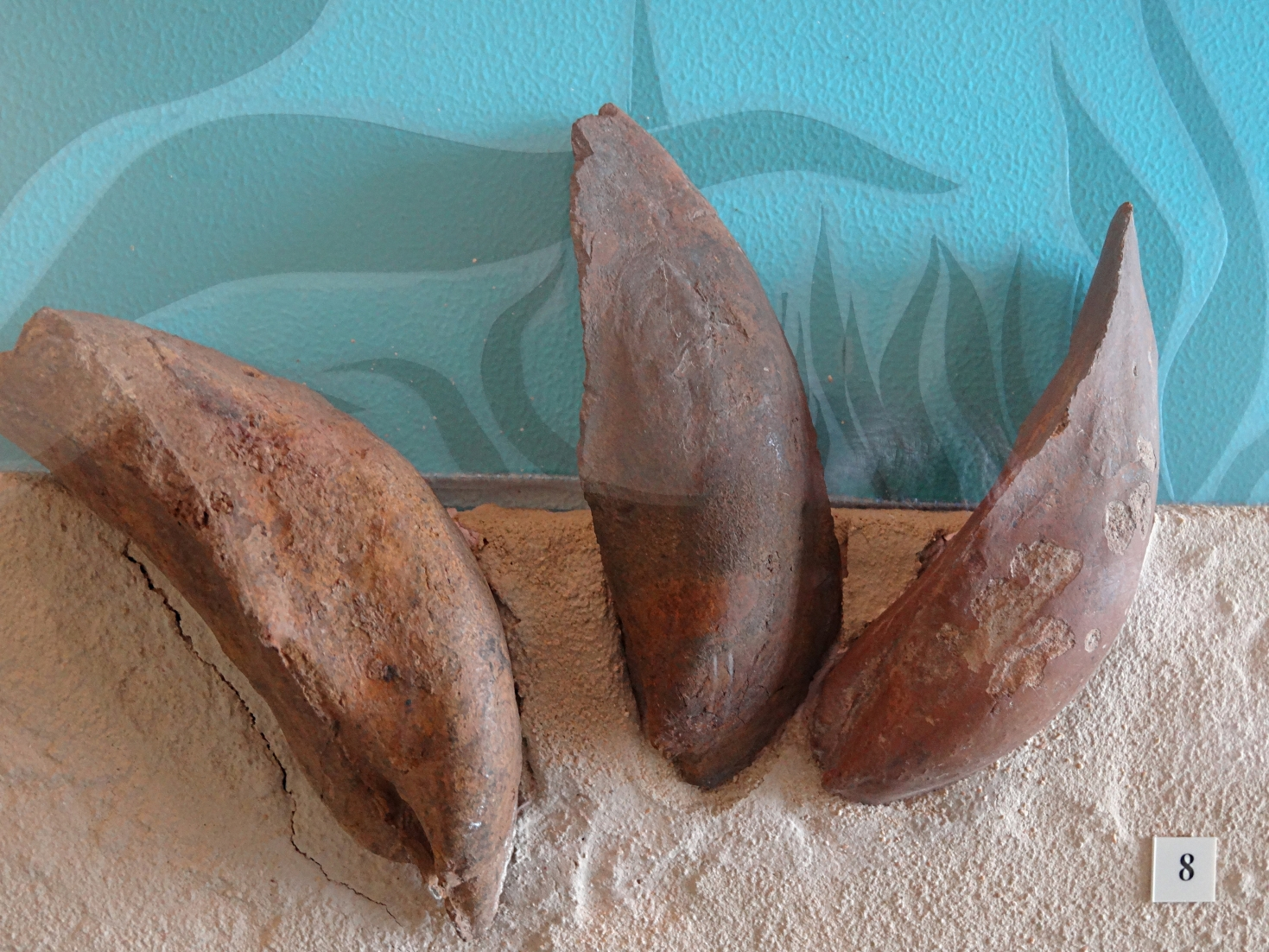
Krümmuschel Gervilleia hartmanni
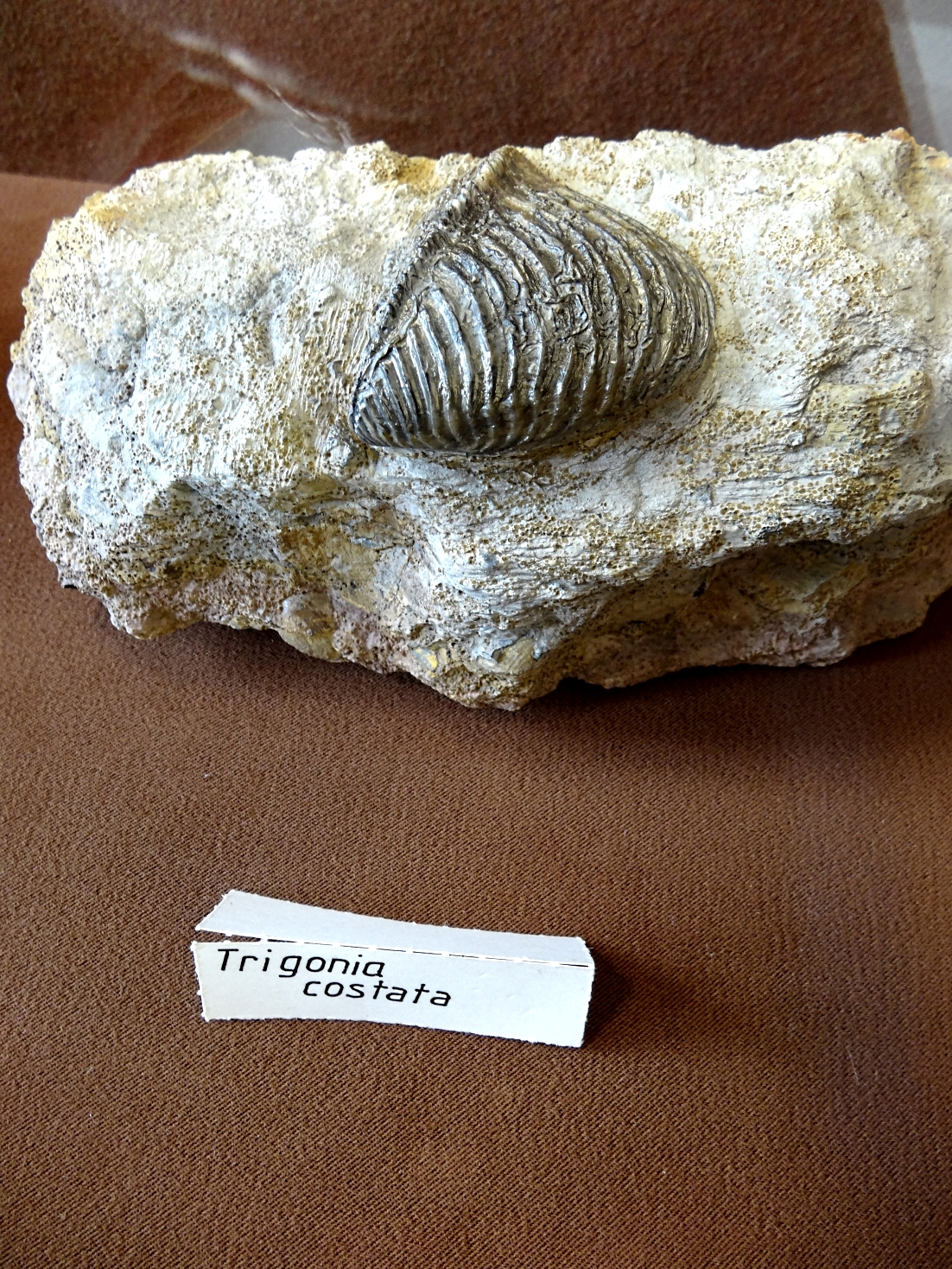
Dreiecksmuschel Trigonia costata
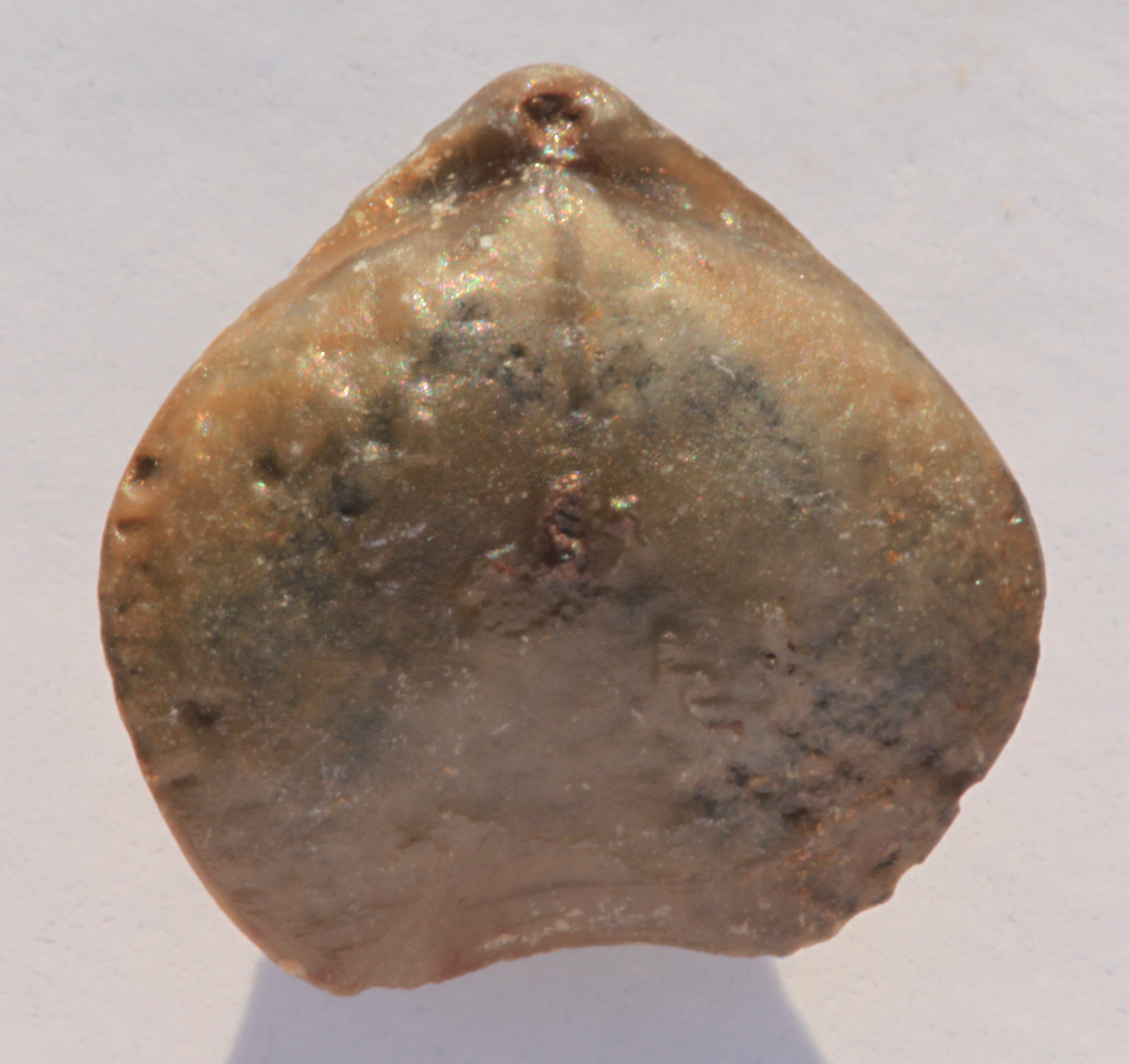
Brachiopode Aulacothyris carinata brachial
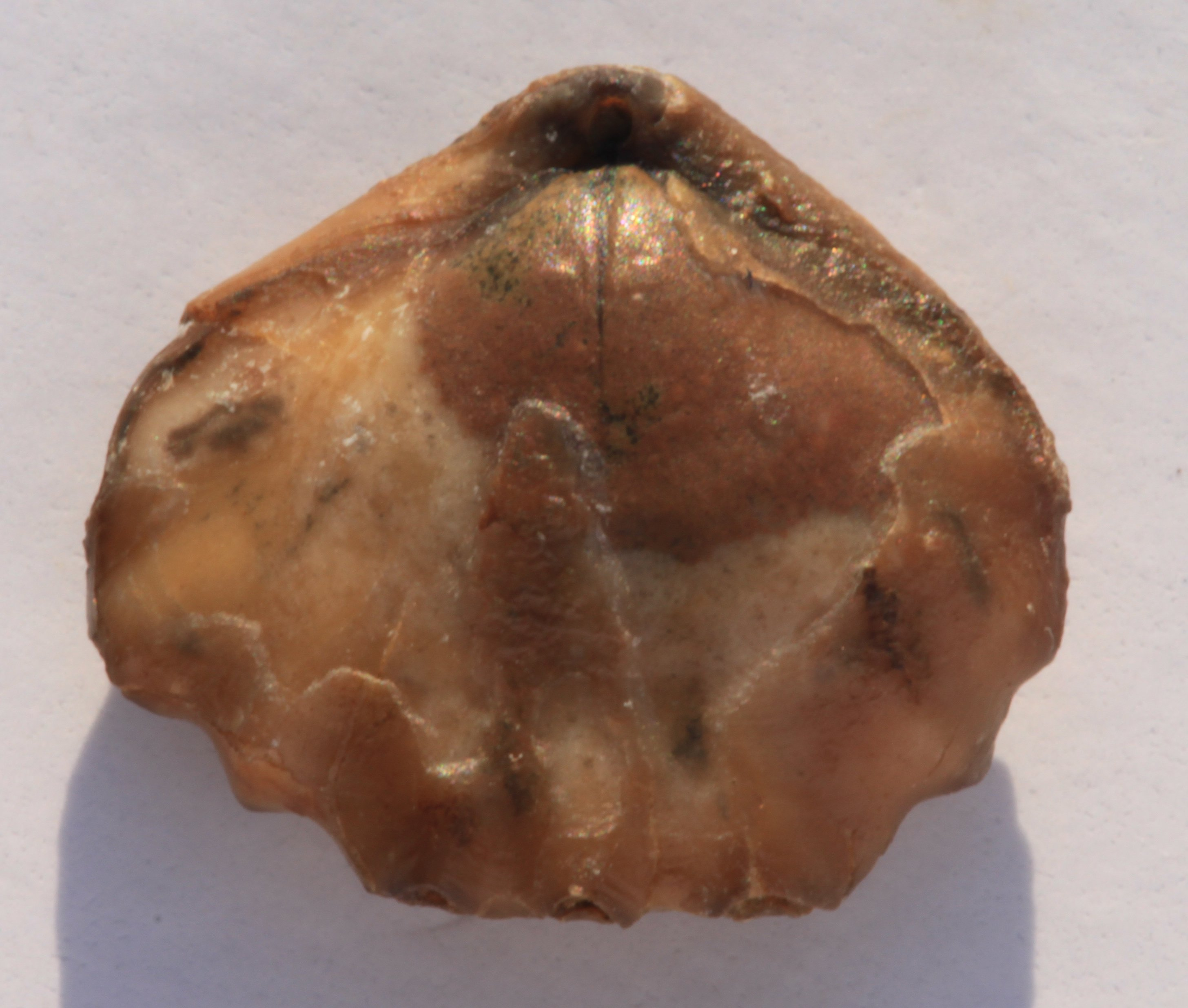
Brachiopode Capillirhynchia triplicosa brachial
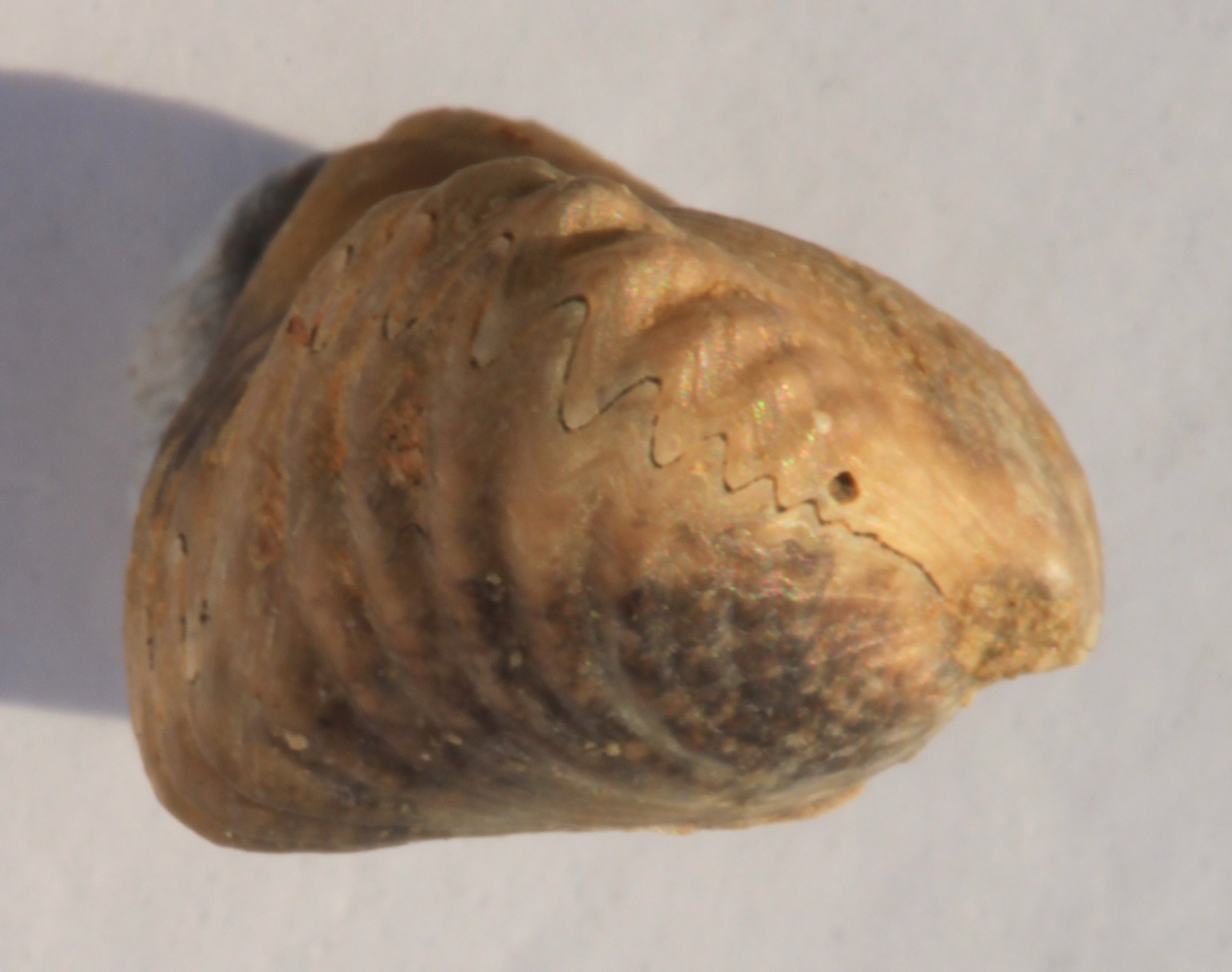
Brachiopode Rhynchonelloidella alemanica lateral
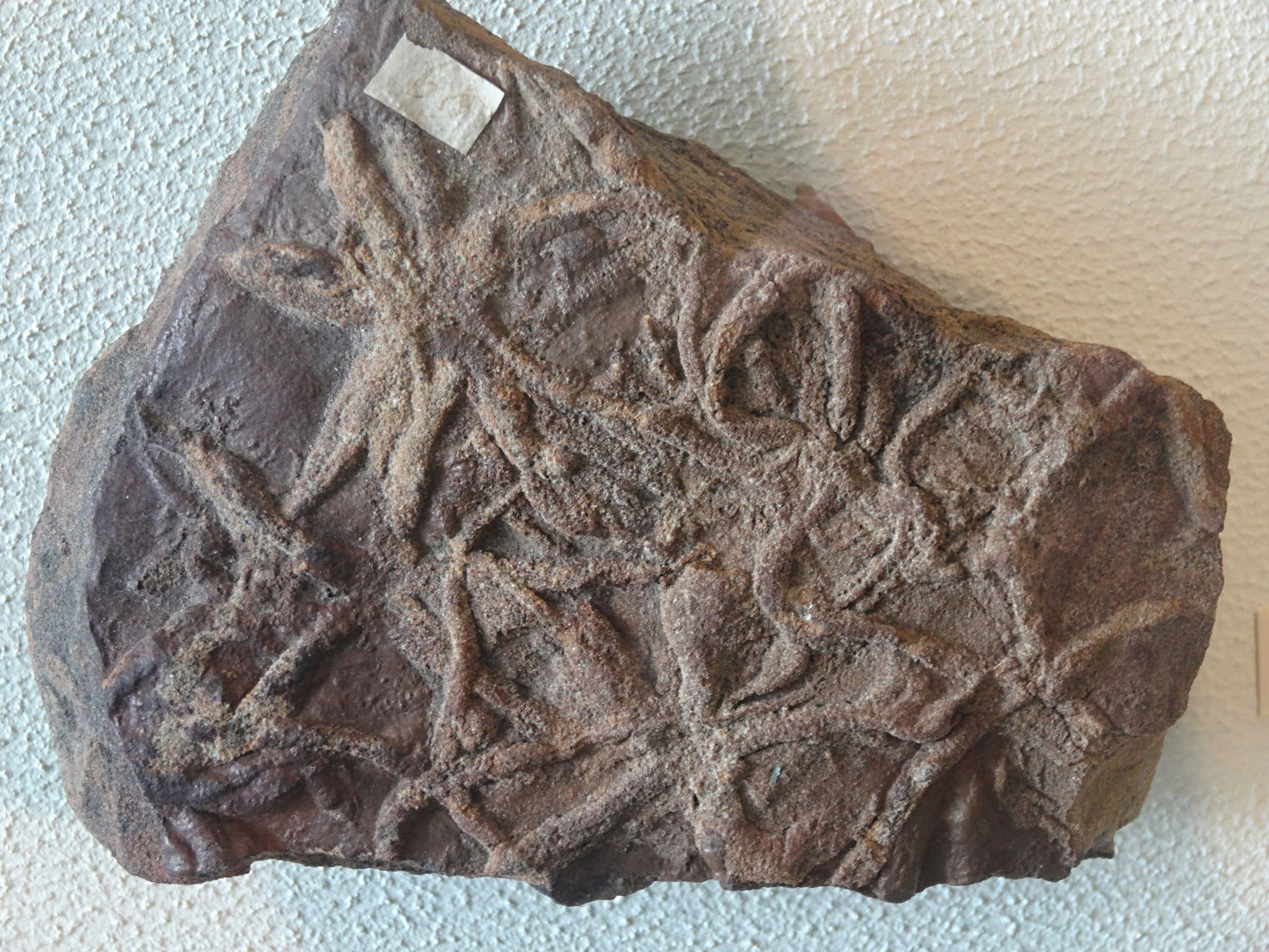
Lebensspuren von Seesternen, Ausfüllung mehrerer Ruhespuren

Vertreter der gefundenen Fossilien sind exemplarisch:
- Ammoniten (Ammonoidea), Familien Stephanoceratidae Kosmoceratidae, Cardioceratidae, Sphaeroceratidae, Sonniniidae, Strigoceratinae, Parkinsoniidae, Perisphinctidae, Oppeliidae
- Nautilidae (Perlboote), Gattung Cenoceras
- Belemniten (Belemnoidea) Gattungen Megatheutis, Belemnopsis, Passaloteuthis, Dactyloteuthis
- Meeresschnecken (Gastropoda), Familien Discohelicidae, Pleurotomariidae, Purpurinidae, Turridae, Vermetidae
- Muscheln (Bivalvia), Familien Austern (Ostreidae), Feilenmuscheln (Limidae), Kammmuscheln (Pectinidae), Miesmuscheln (Mytilidae), Dreiecksmuscheln, Pholadomyidae, Monotidae, Cardiniidae, Turridae, Nuculidae, Entoliidae, Malleidae,
- Armfüßer (Brachiopoda), Gattungen Aulacothyris, Rhynchonella, Loboidothyris, Cymatorhynchia, Gigantothyris, Monsardithyris, Ornithella, Loboidothyris, Terebratula
- Kahnfüßer (Scaphopoda), Gattung Dentalium
- Seeigel (Echinoidea), Gattungen Hemipedina, Girardema, Rhabdocidaris, Pygorhyitis, Galeropygu, Nuceolites und Holectypus
- Schlangensterne (Ophiuroidea), Gattungen Palaeocoma, Asteriacites
- Kalkröhrenwürmer (Serpulidae), Gattung Serpula
- Federwürmer (Sabellidae), Gattung Glomerula
- Glasschwämme (Hexactinellida), Gattung Feifelia aus der Familie Cribrospongiidae und der Gattung Leptolacis aus der Familie Craticulariidae
- Korallen, Gattung Thecocyatus
- Flugsaurier (Pterosauria), Familie Langschwanzflugsaurier, Gattung Dorygnathus
- Ichnofossilien, Gattung Lebensspuren diverser Formen
- Pflanzen (Embryophyta), Gattungen Podozamites, Otozamites, Pallissya, Thinnfeldia, Dictyophyllum, Neocalamites, Equisetites, Nilssonia

### Weißer Jura (Malm)
Der Weiße Jura entspricht dem Zeitraum des Oberjura von 163,5 bis 145 mya.

#### Nördliche und Mittlere Fränkische Alb

##### Fossillagerstätten und Fundorte
Die Fossilien aus dem Weißen Jura der Nördlichen und Mittleren Fränkischen Alb werden in sehr vielen Kalkstein-Steinbrüchen gefunden. Eine Besonderheit sind die Plattenkalk-Horizonte im Steinbruch Wattendorf mit den hervorragenden Erhaltungszuständen der Fossilien.

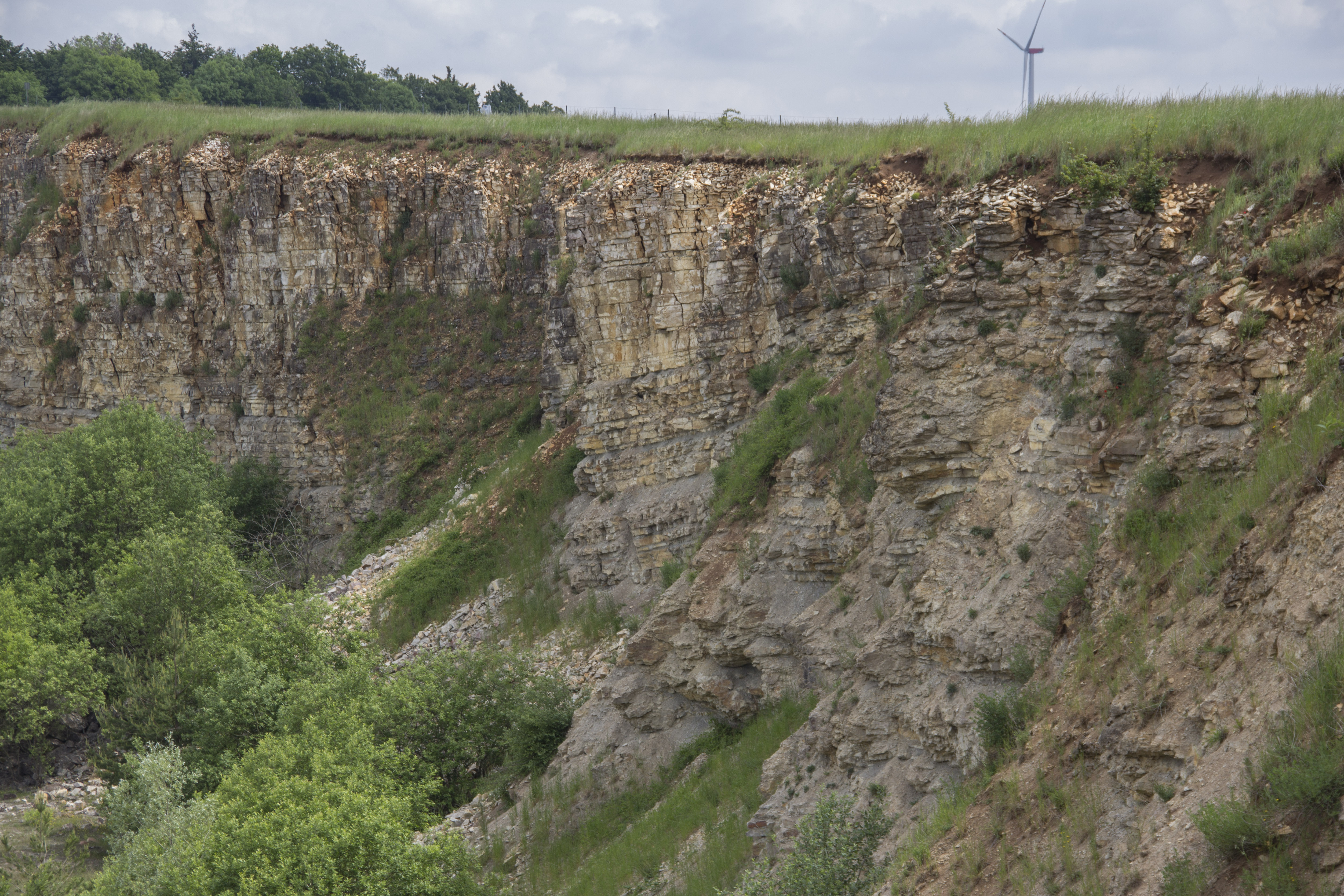
Teilansicht des Steinbruch Winnberg bei Sengenthal/Oberpfalz
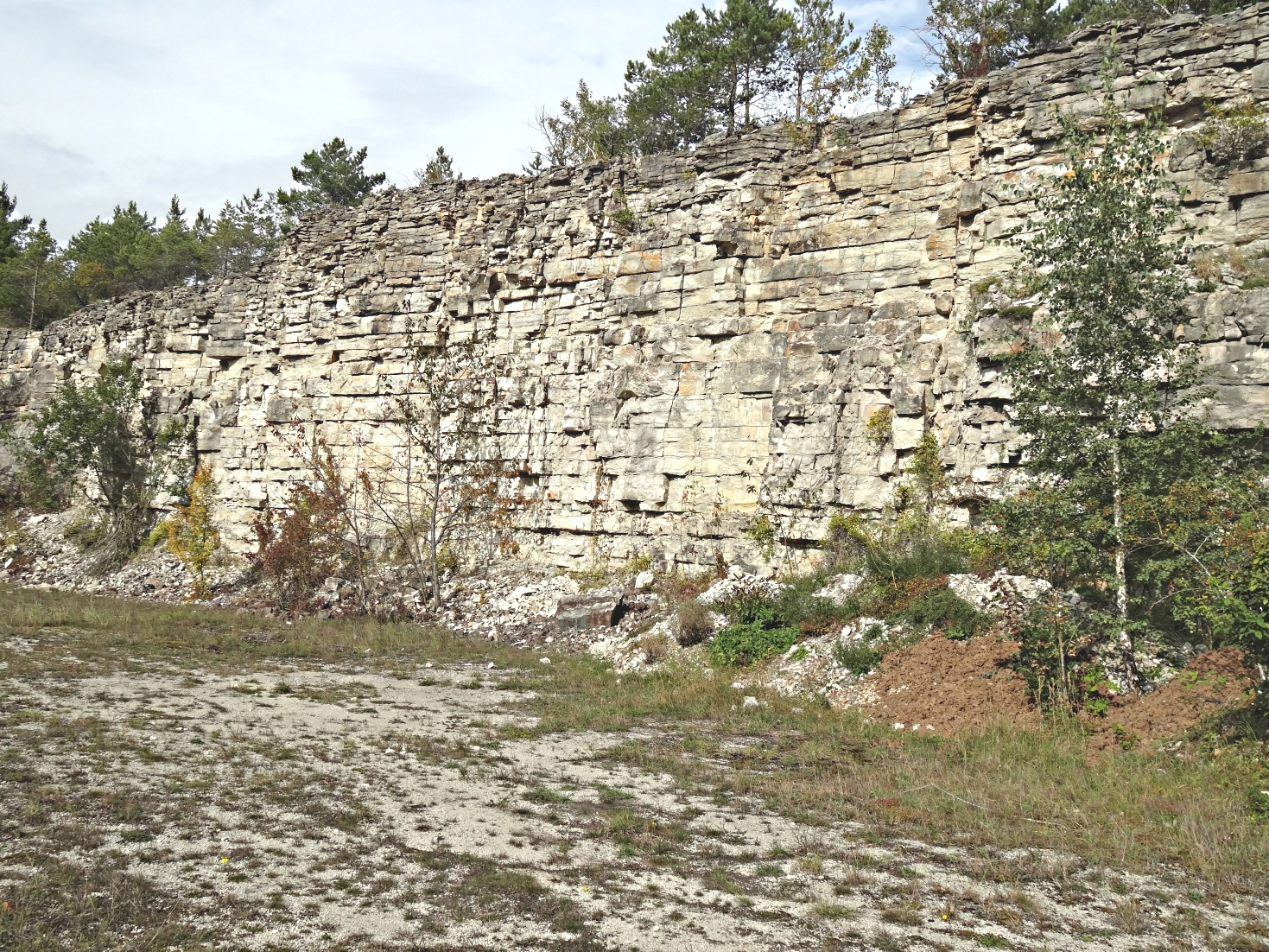
Ehemaliger Kalkstein-Steinbruch bei Uetzing/Oberfranken
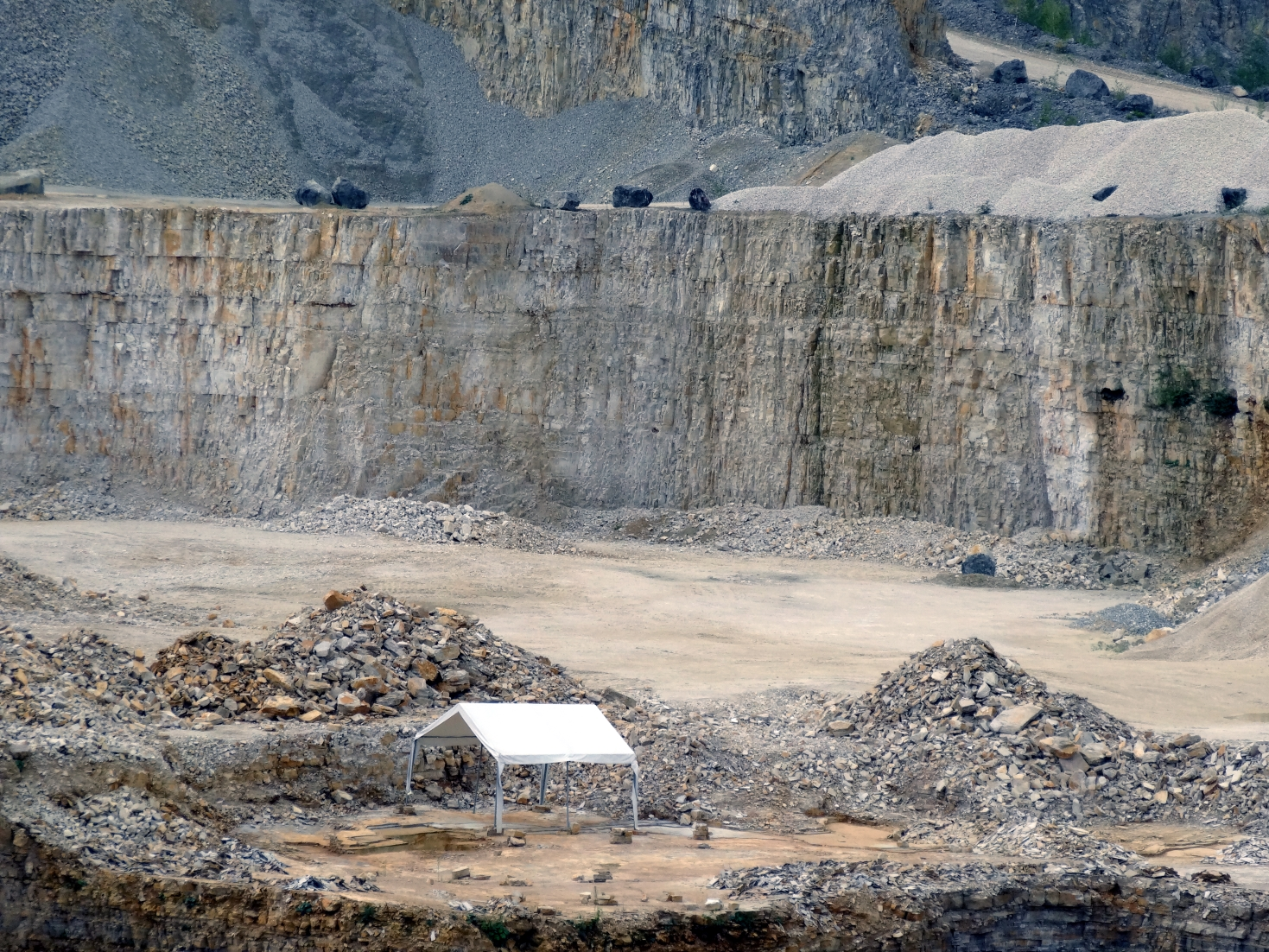
Arbeitsplatz der Fossilienausgräber auf den Plattenkalkhorizonten im Steinbruch Wattendorf/Oberfranken

Fossillagerstätten und Fundorte sind u. a. die Steinbrüche
- Wattendorf bei Bamberg[23]  mit Plattenkalken, Bischberg bei Bamberg,[24] Drügendorf bei Eggolsheim,[25] Kälberberg (Buttenheim),[26][27] Gräfenberg[28] Ludwag nahe Bamberg, Kümmersreuth/Bad Staffelstein und Ebermannstadt/Landkreis Forchheim, jeweils in Oberfranken
- Steinbruch Winnberg bei Sengenthal/Oberpfalz[29]
- diverse Oberflächenfundstellen, wie z. B. das Schwammriff bei Laibarös (Fränkische Schweiz) Laibarös/Landkreis Bamberg

##### Fossilien
Ammoniten und Belemniten

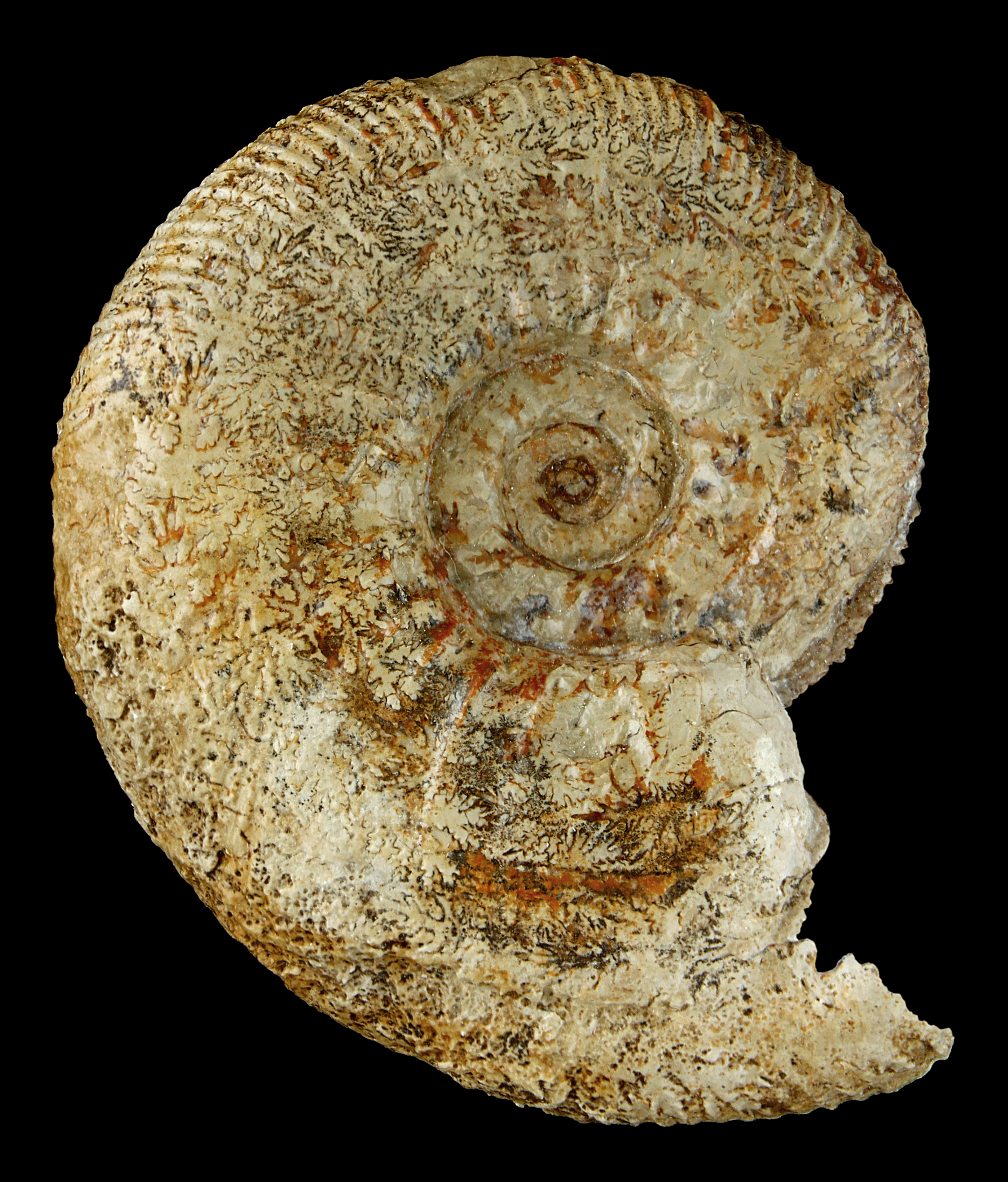
Ammonit Rasenia involuta
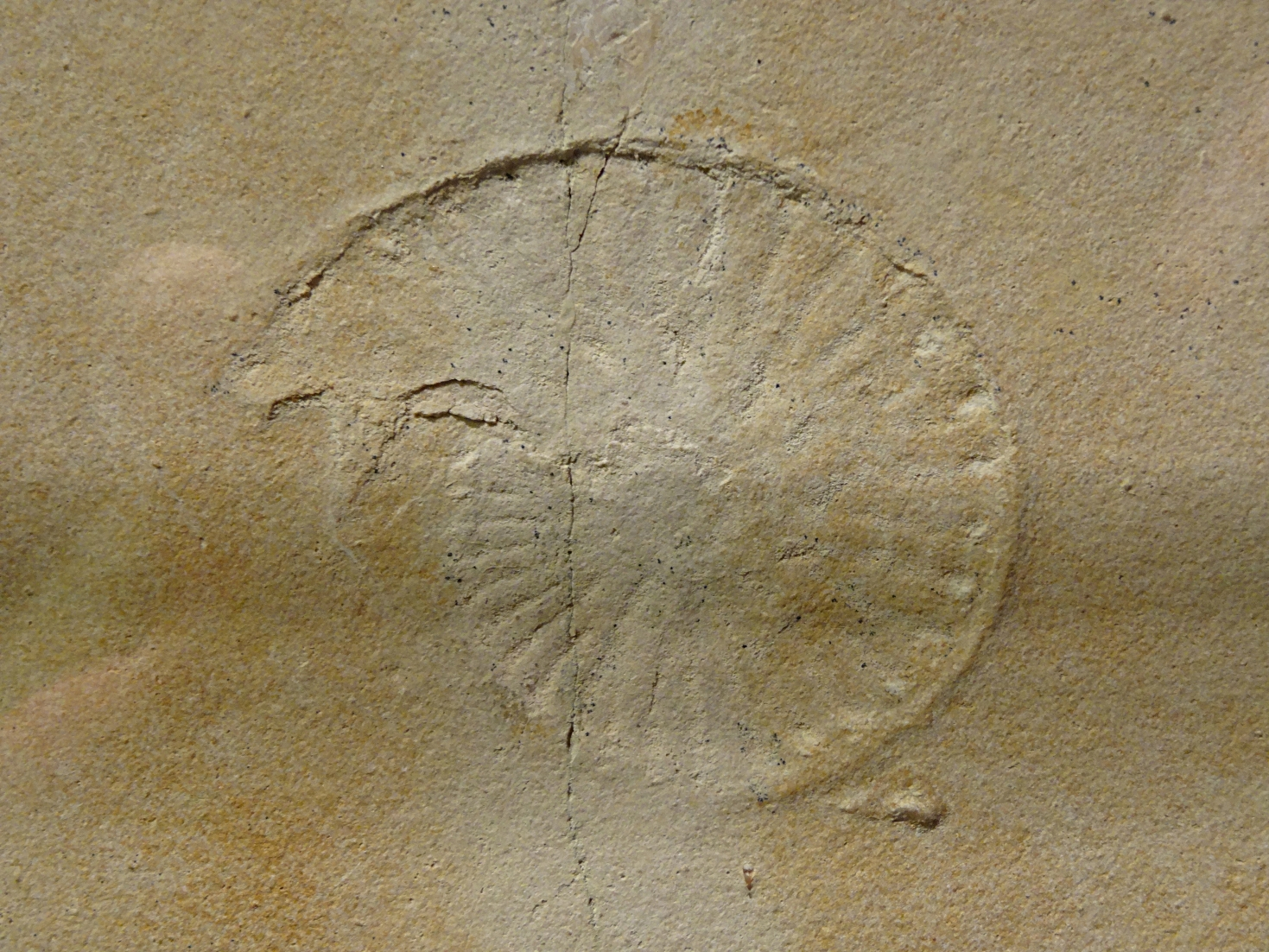
Ammonit Aulacostephanus
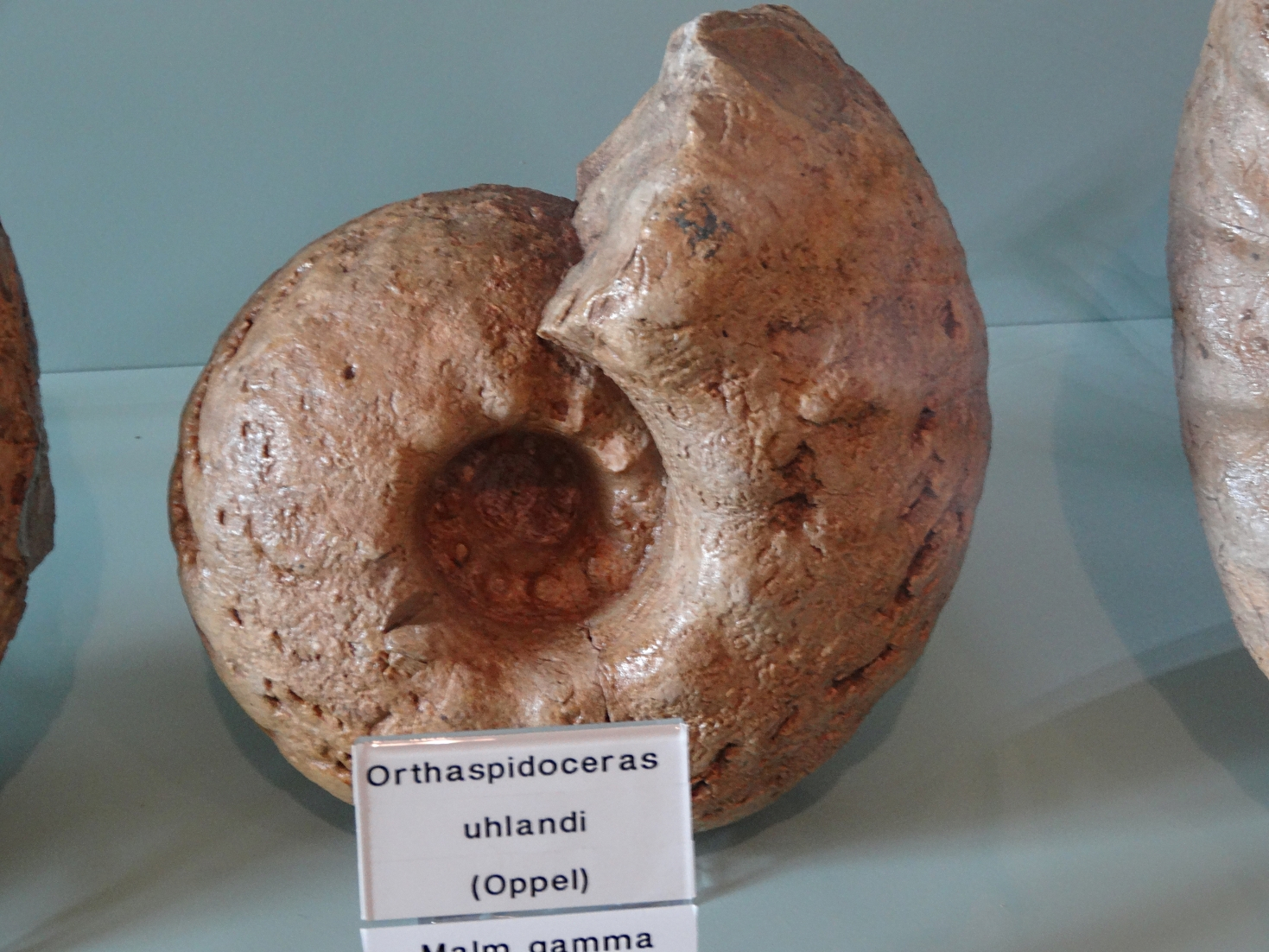
Ammonit Orthaspidoceras uhlandi
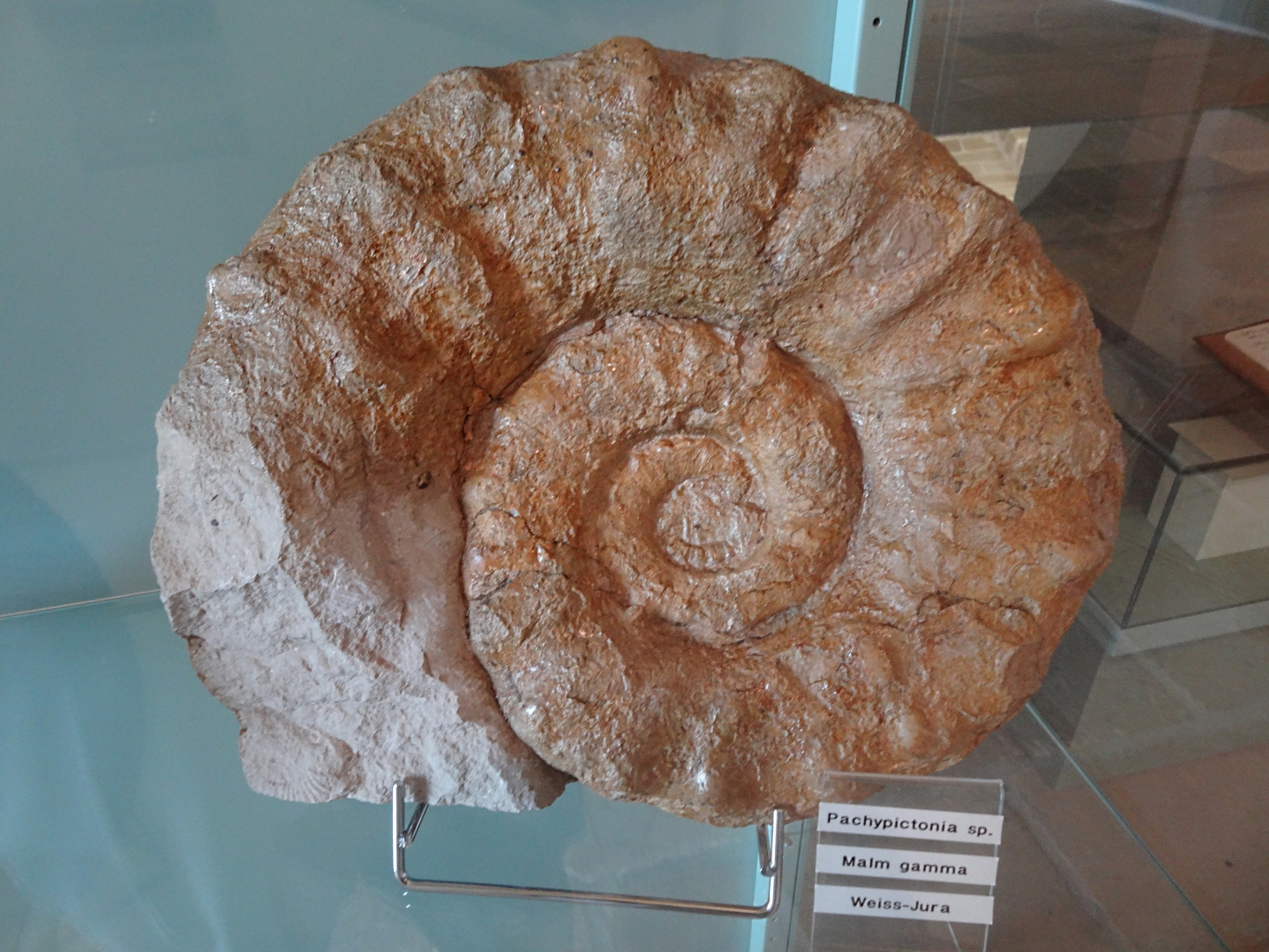
Ammonit Pachypictonia sp.
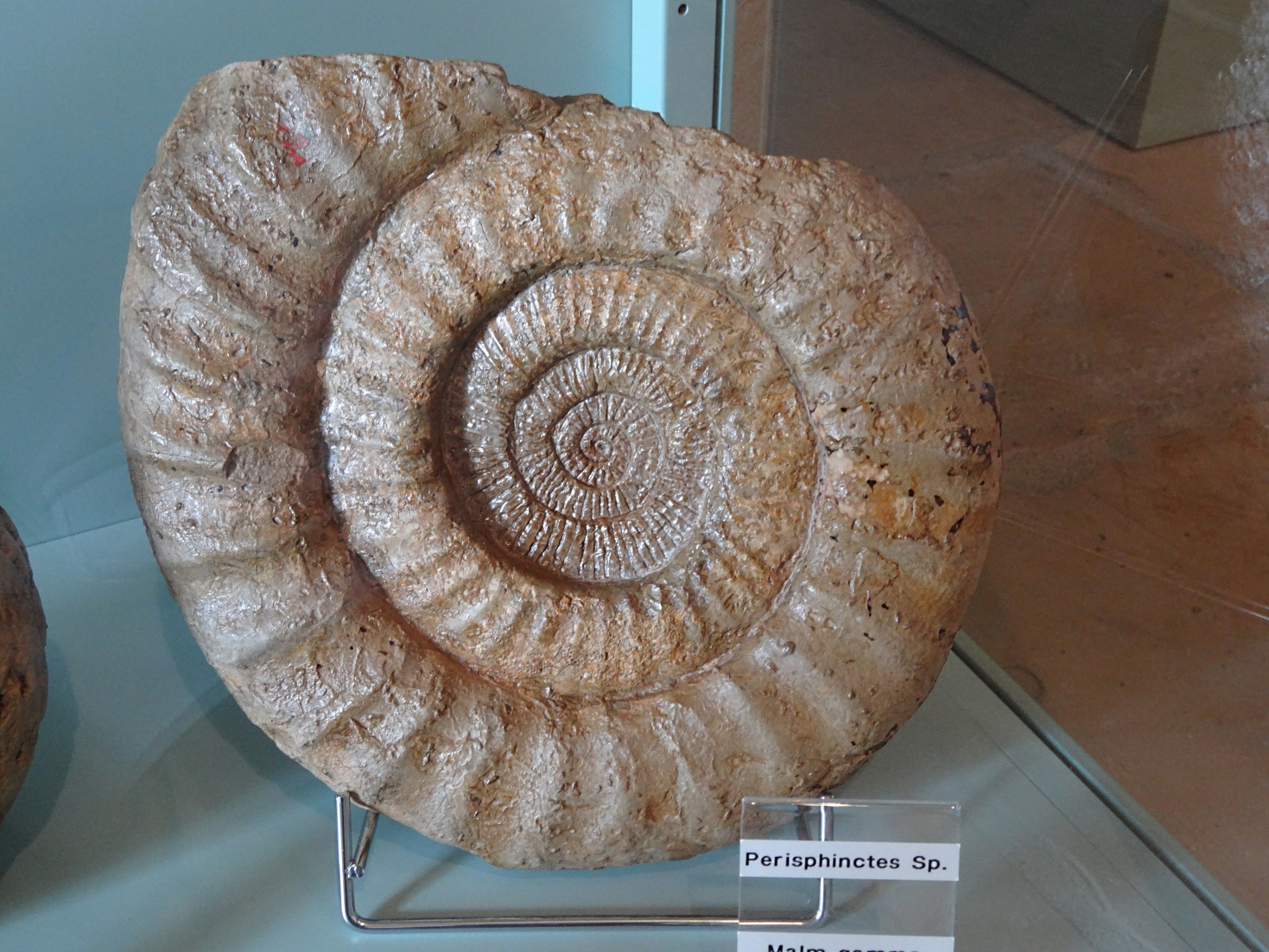
Ammonit Perisphinctes sp.
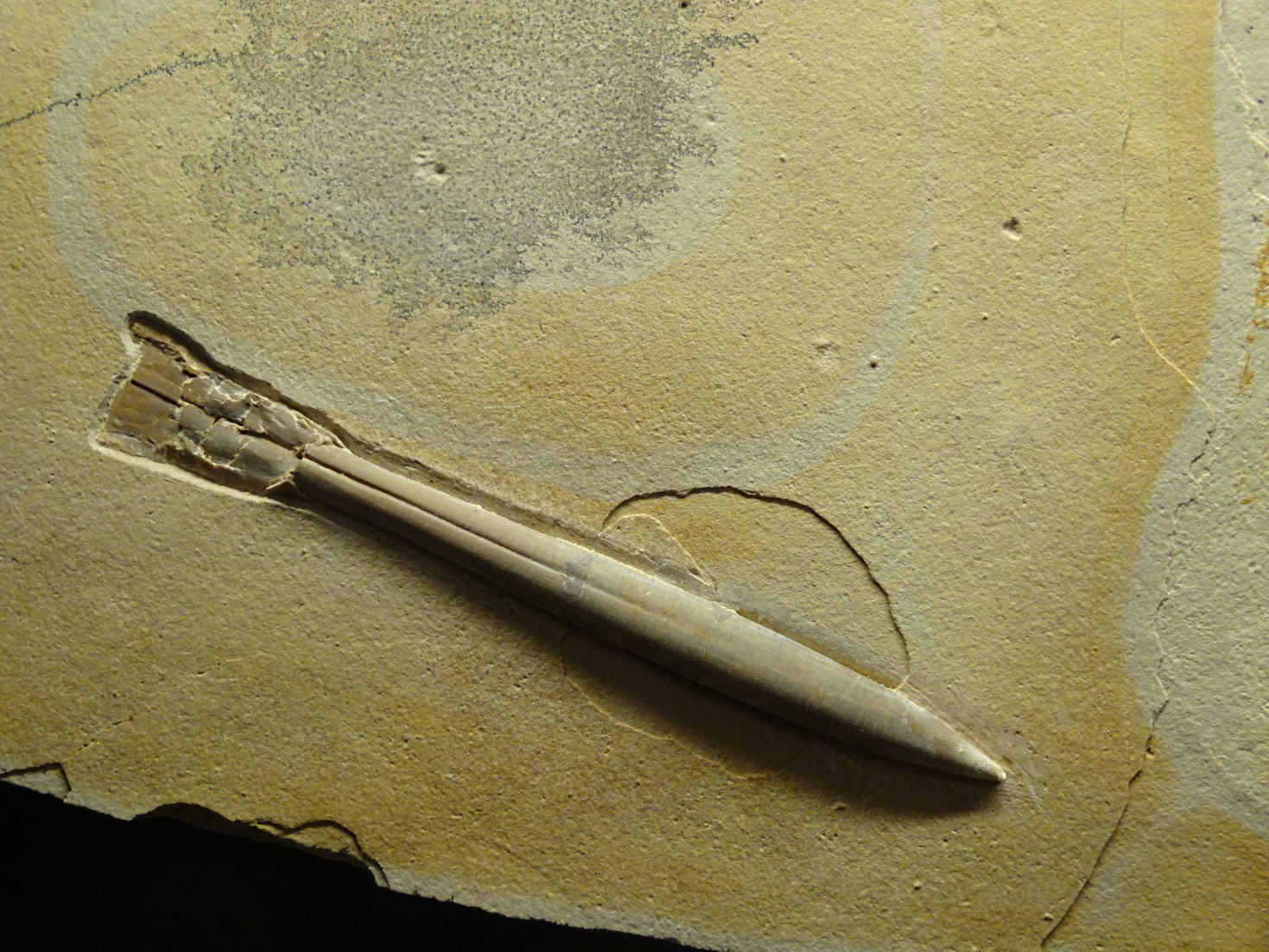
Belemnit Rostrum mit Teil vom Phragmokon
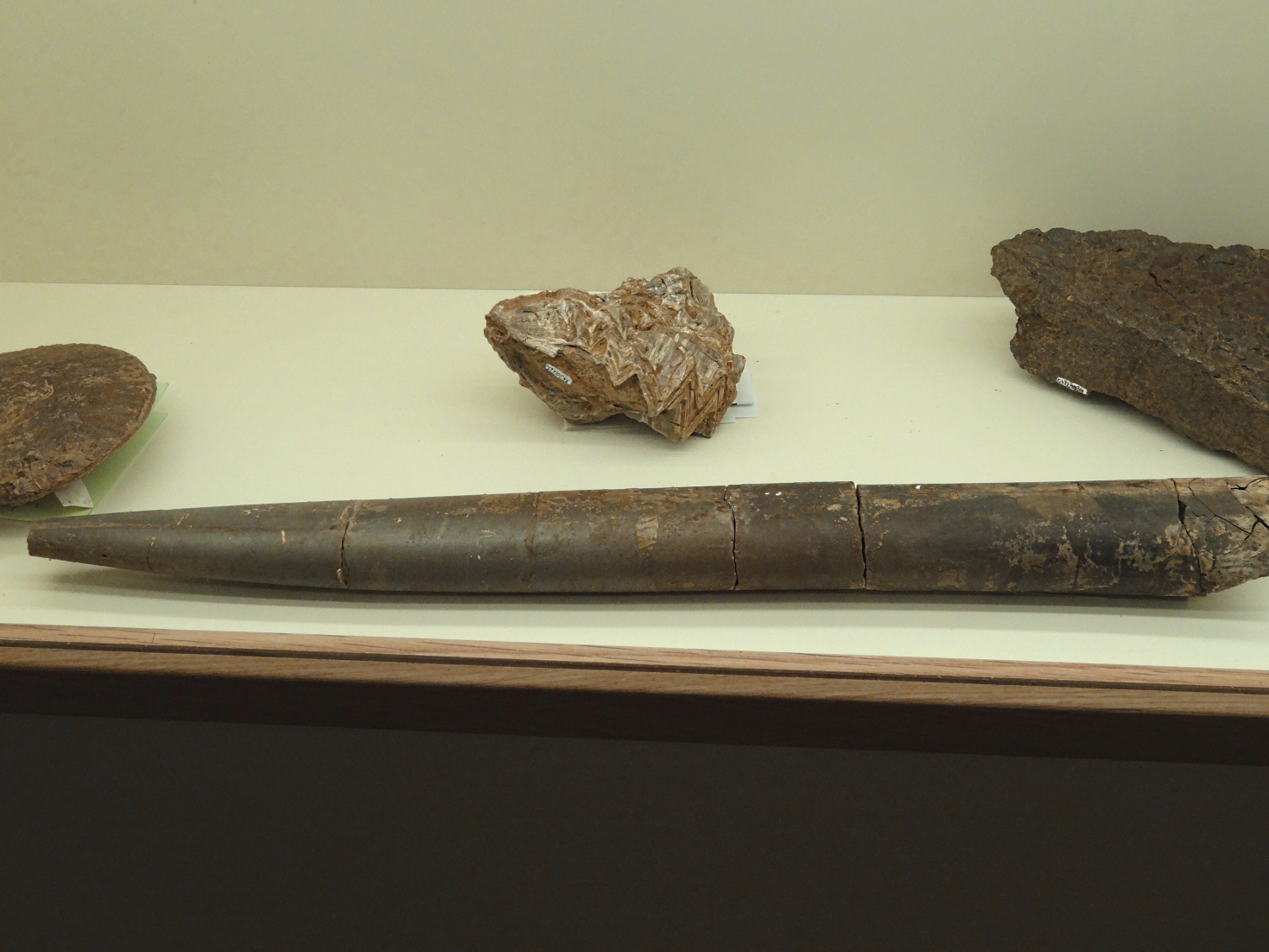
Belemnit Rostrum, unbenannt
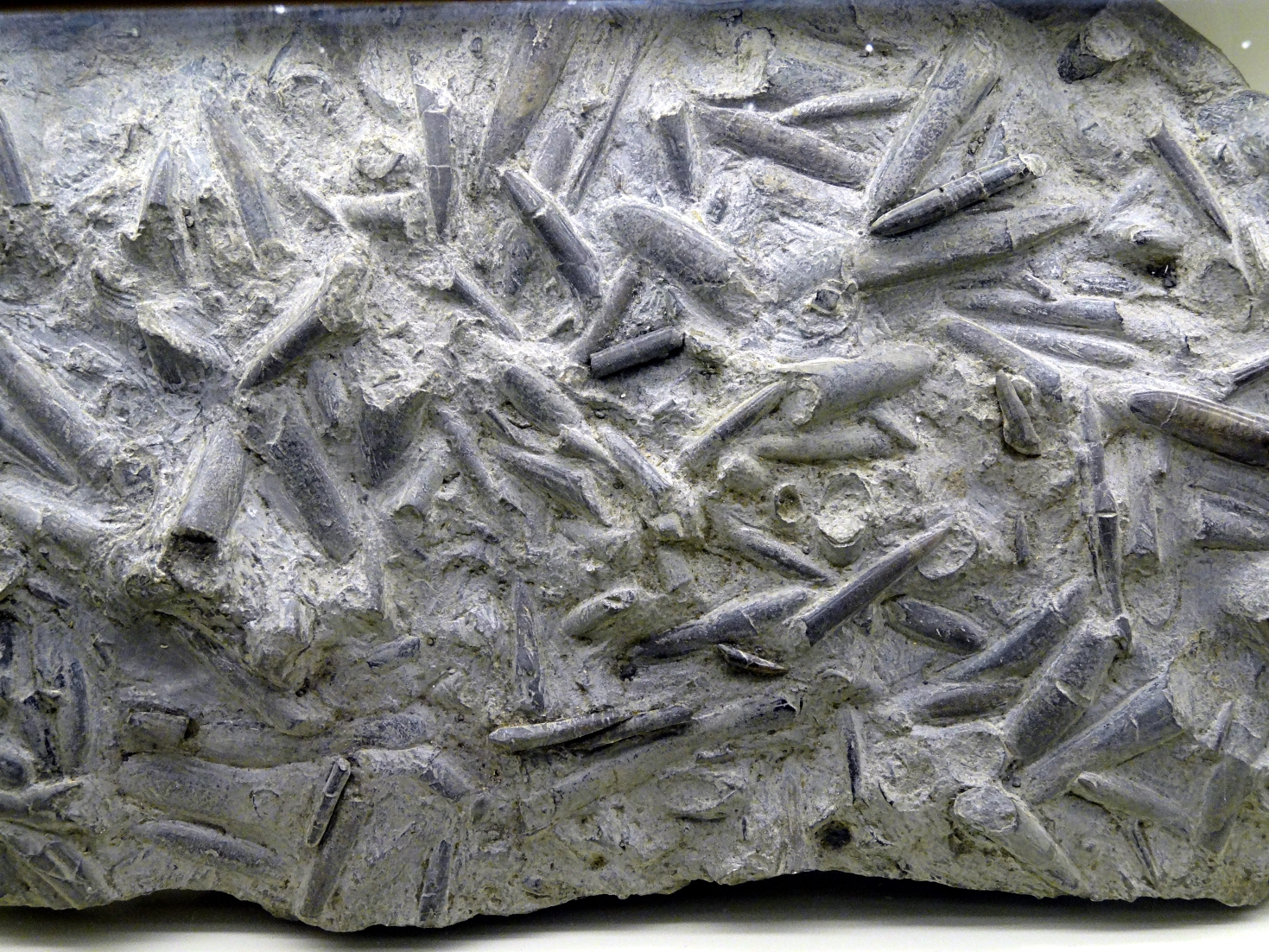
Belemnitenschlachtfeld

Meeresschnecken, Muscheln, Schwämme und Korallen

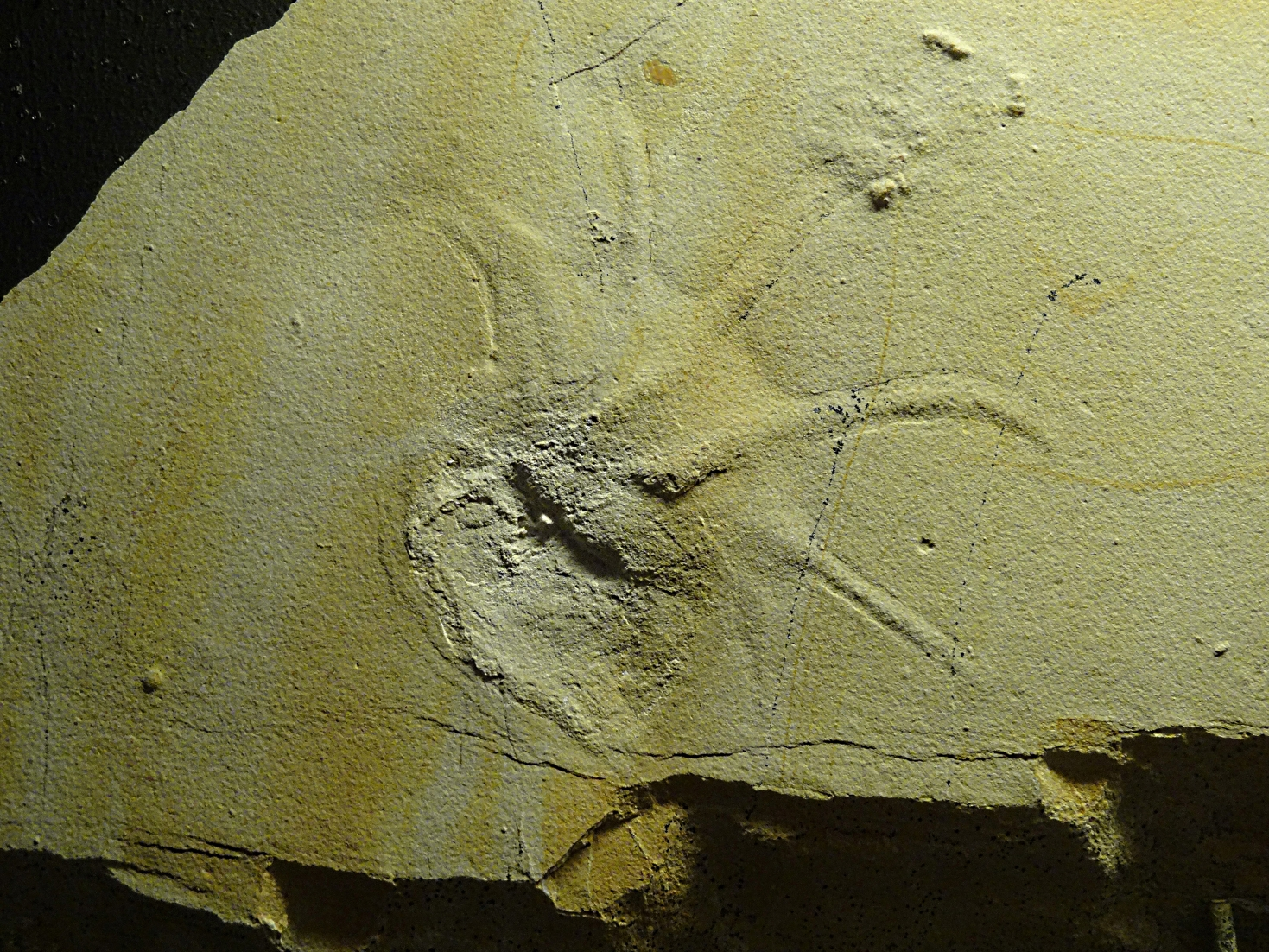
Flügelschnecke Harpagodes sp.
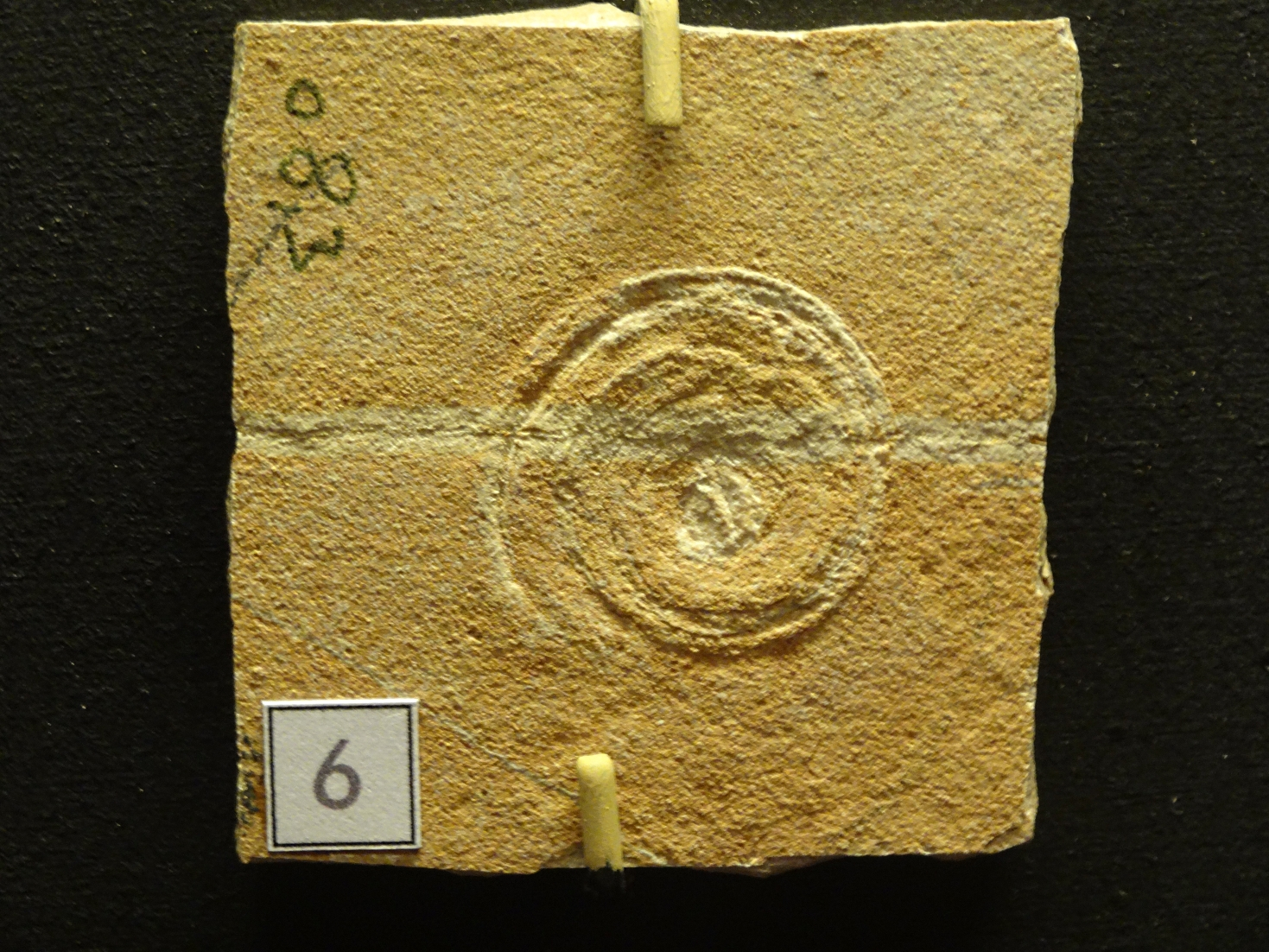
Schlitzkreiselschnecke Bathrotomaria
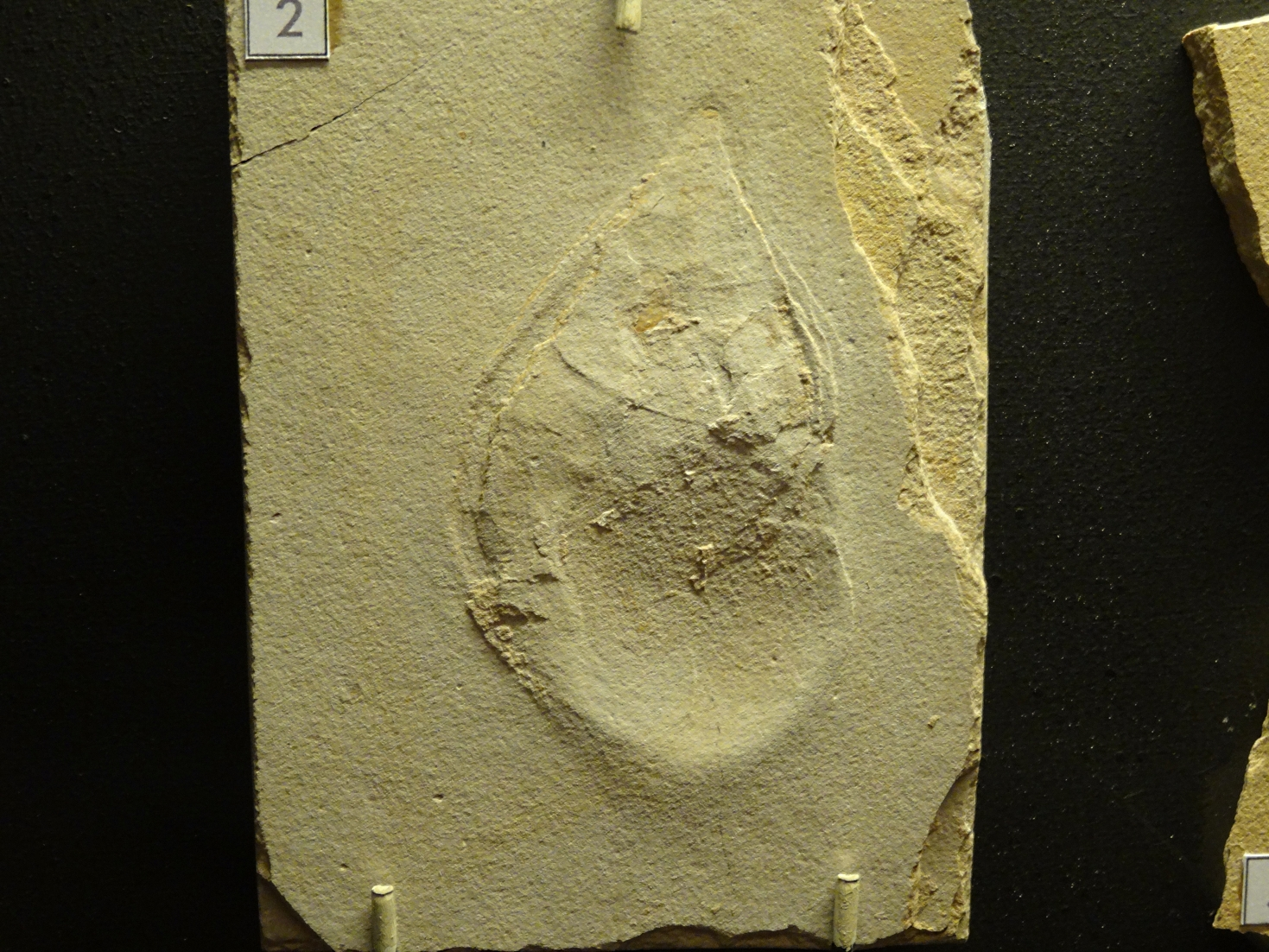
Mondschneckenähliche Meeresschnecke Globularia
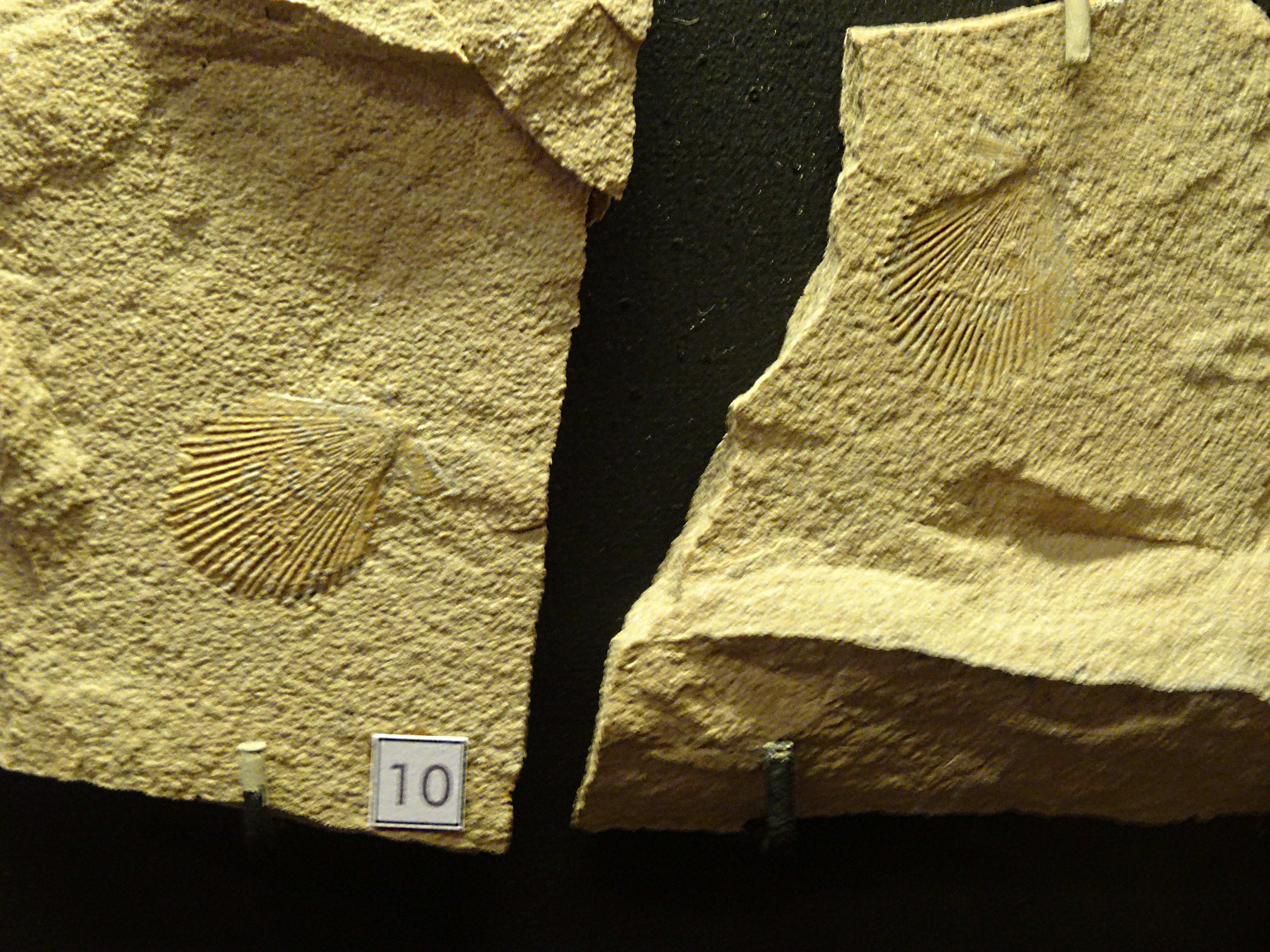
Kammmuschel Chlamys sp. Abdruck mit Gegenplatte
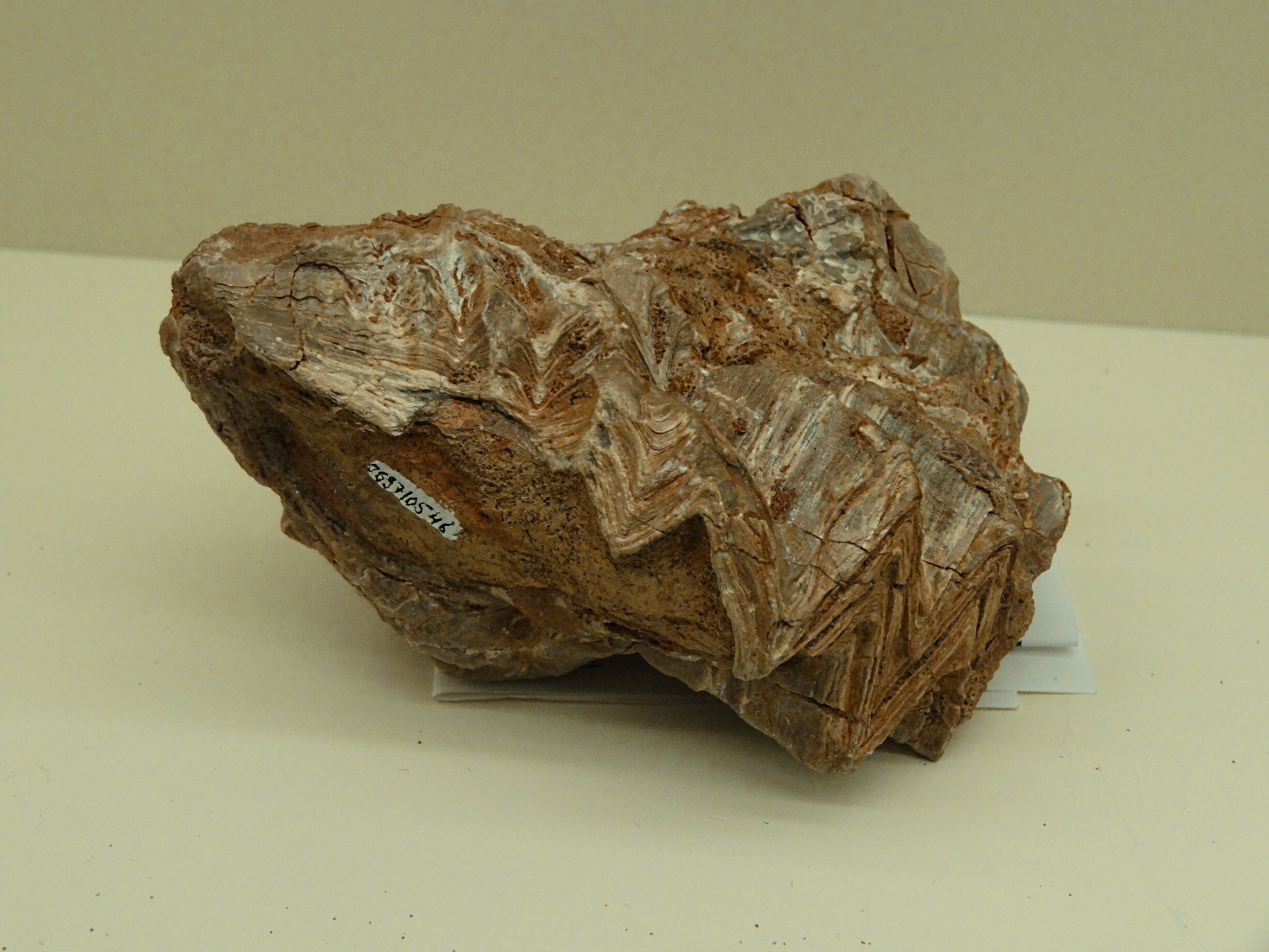
Auster, unbenannt
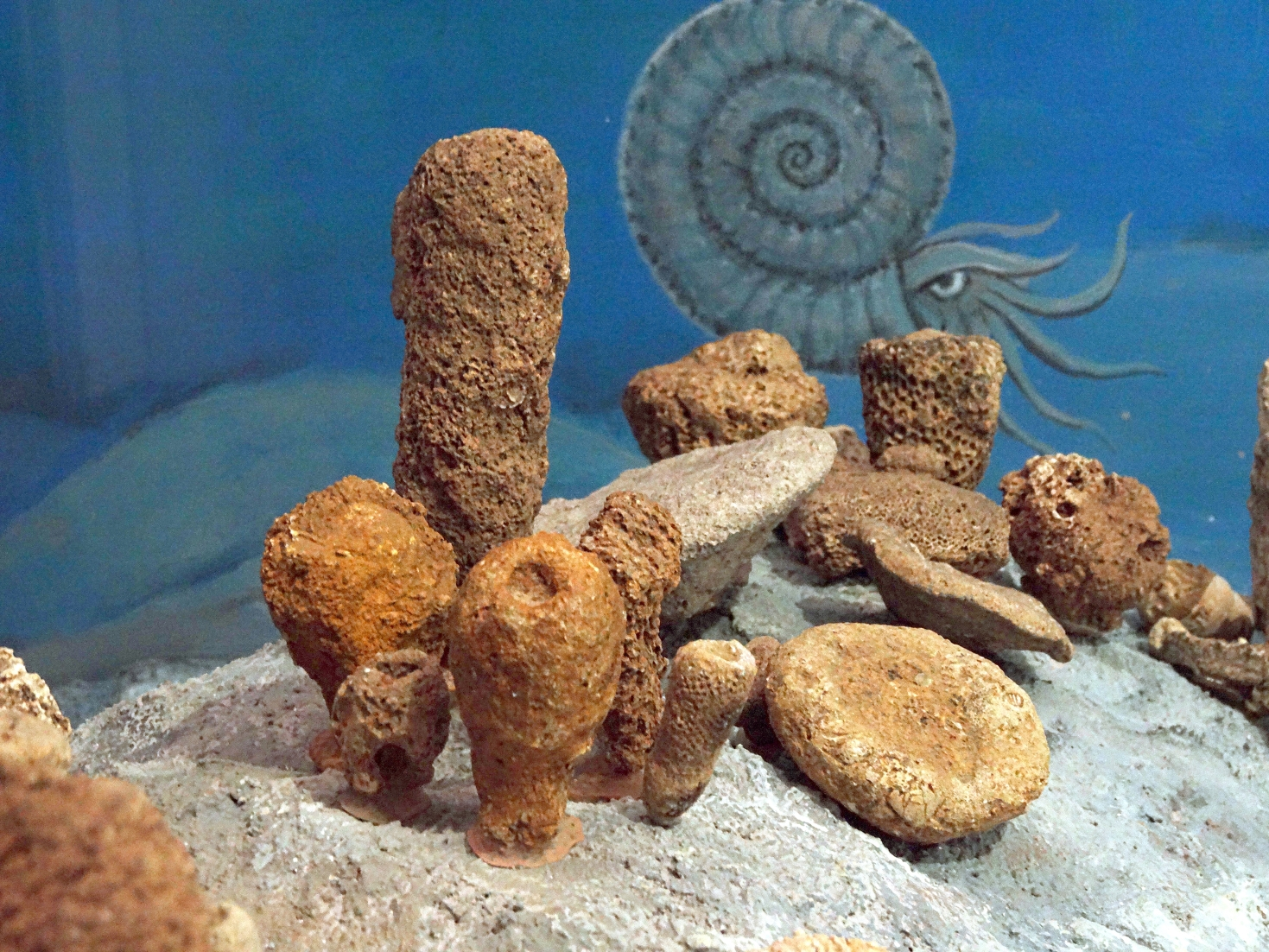
Diorama verschiedener Glasschwämme
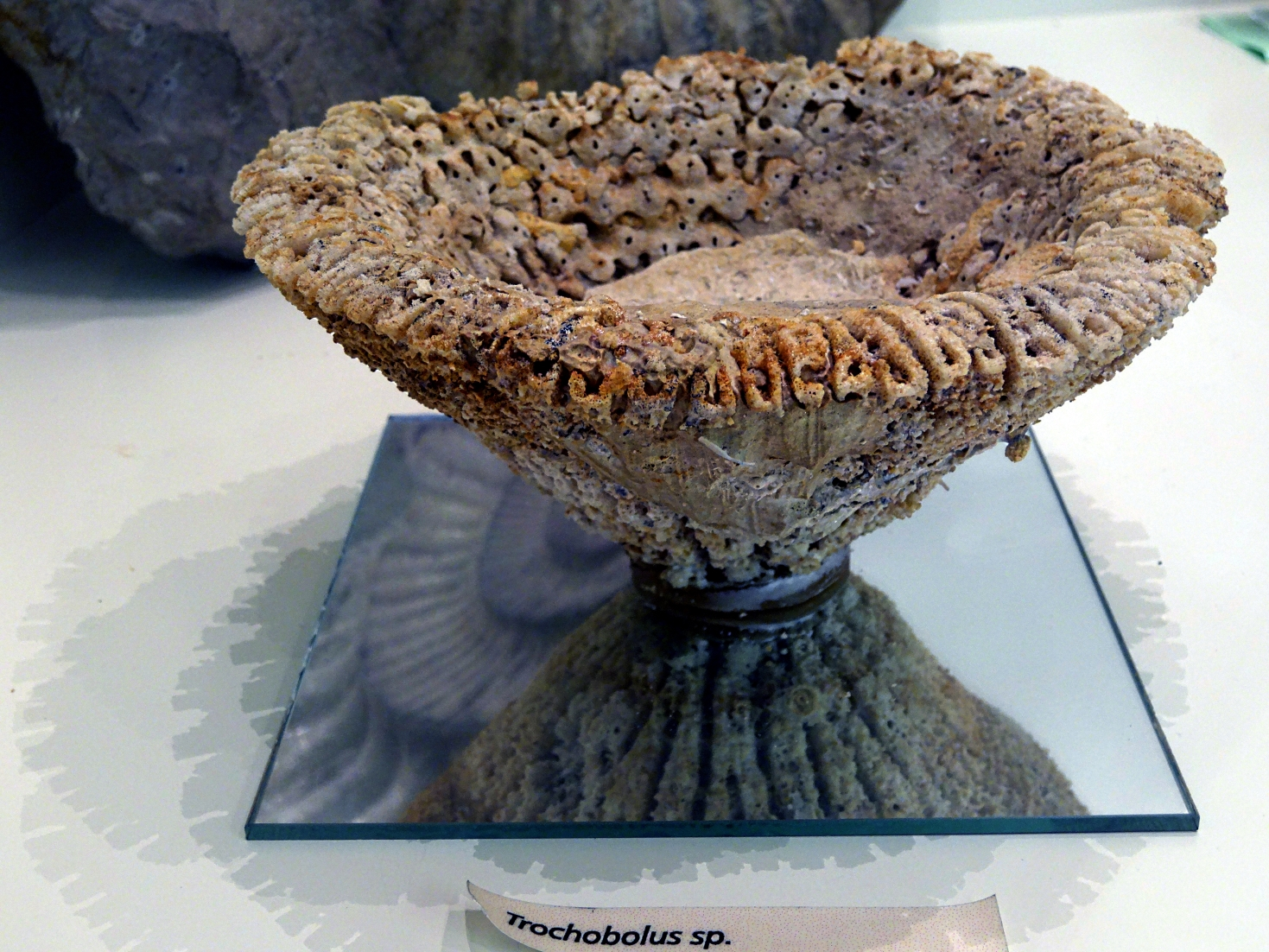
Glasschwamm Trochobolus
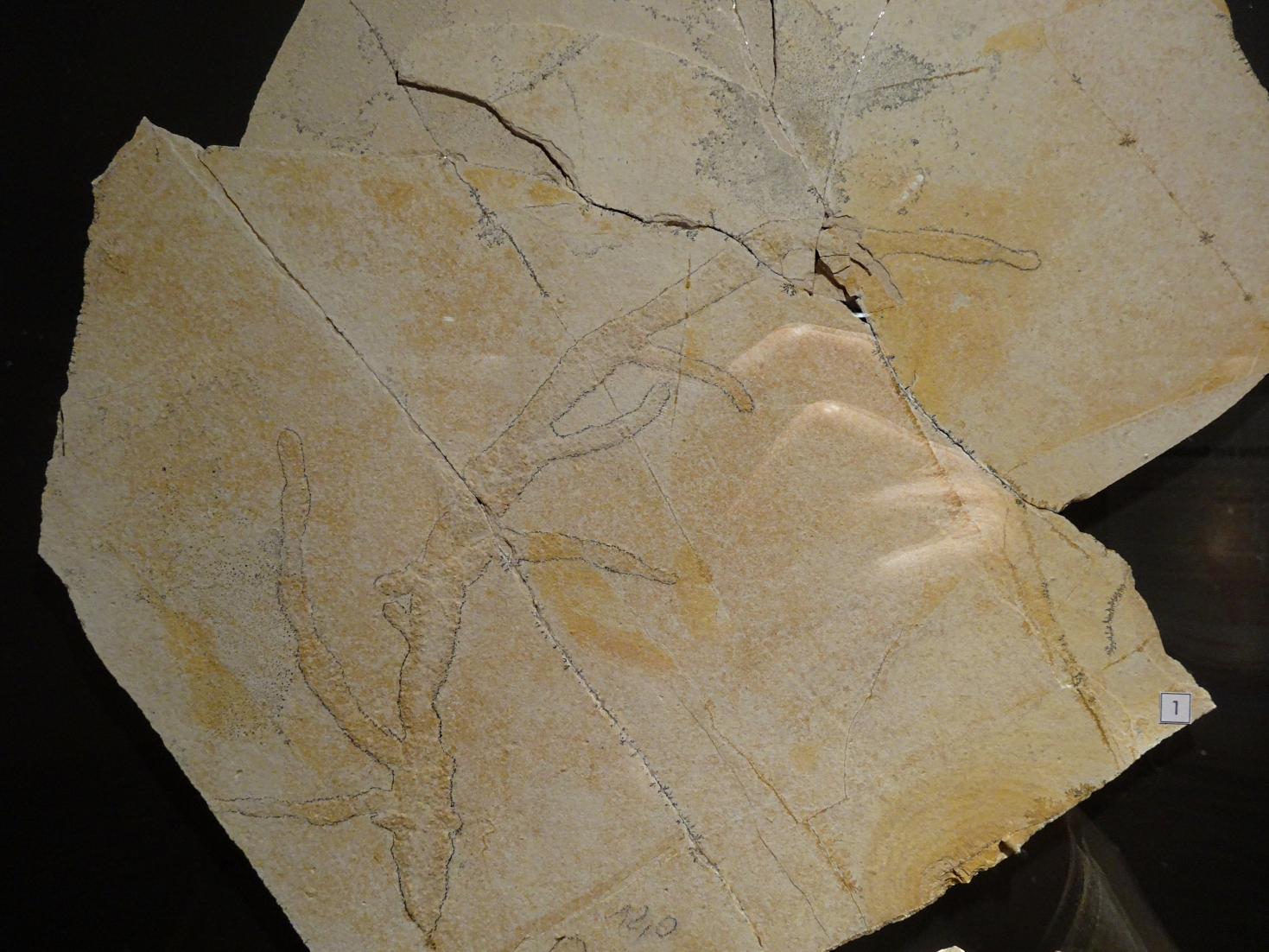
Kieselschwamm Codites sp. mit Umrißmakierung
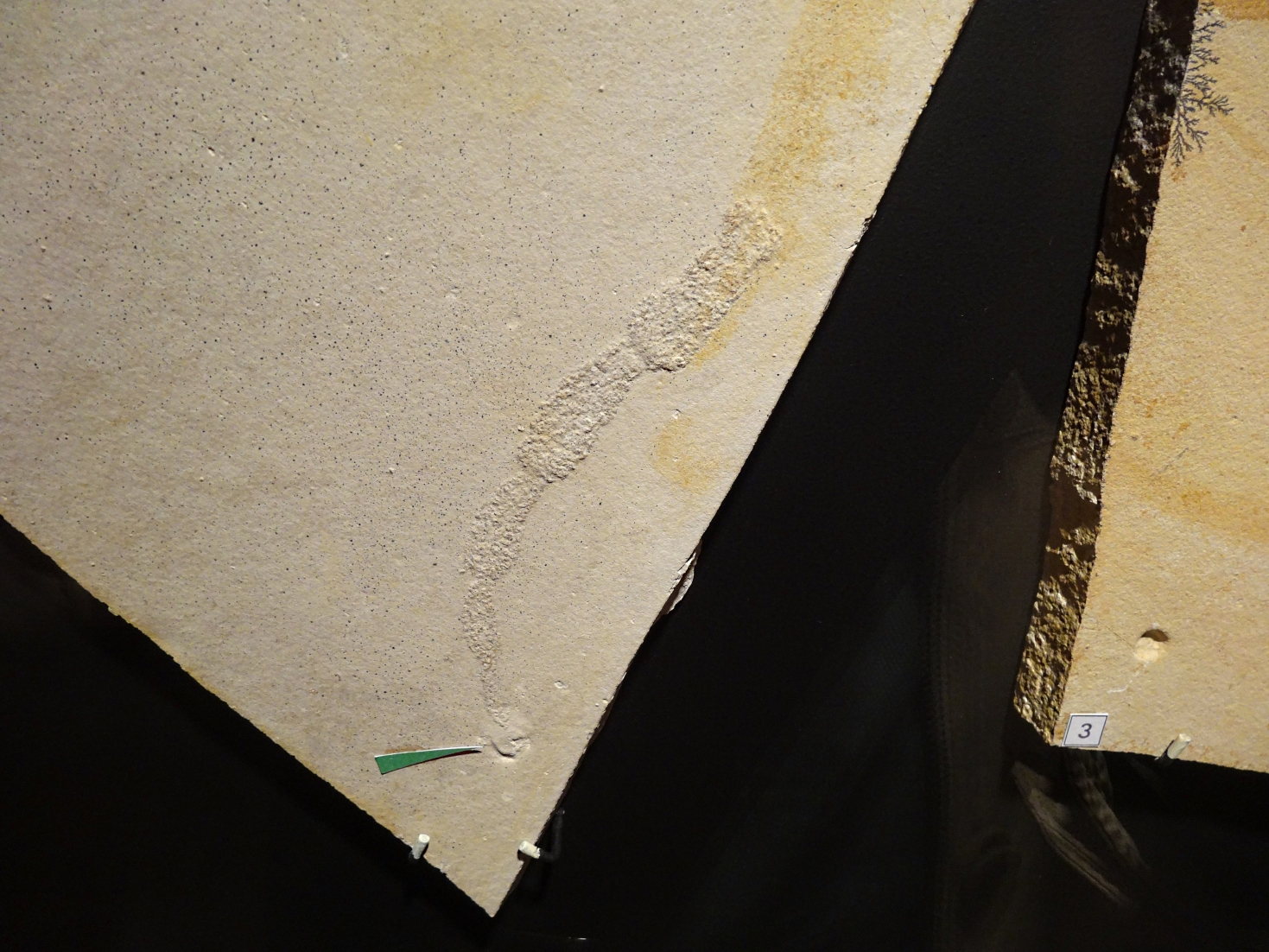
Kieselschwamm Codites sp. mit Schlauchkörper-Einschnürung
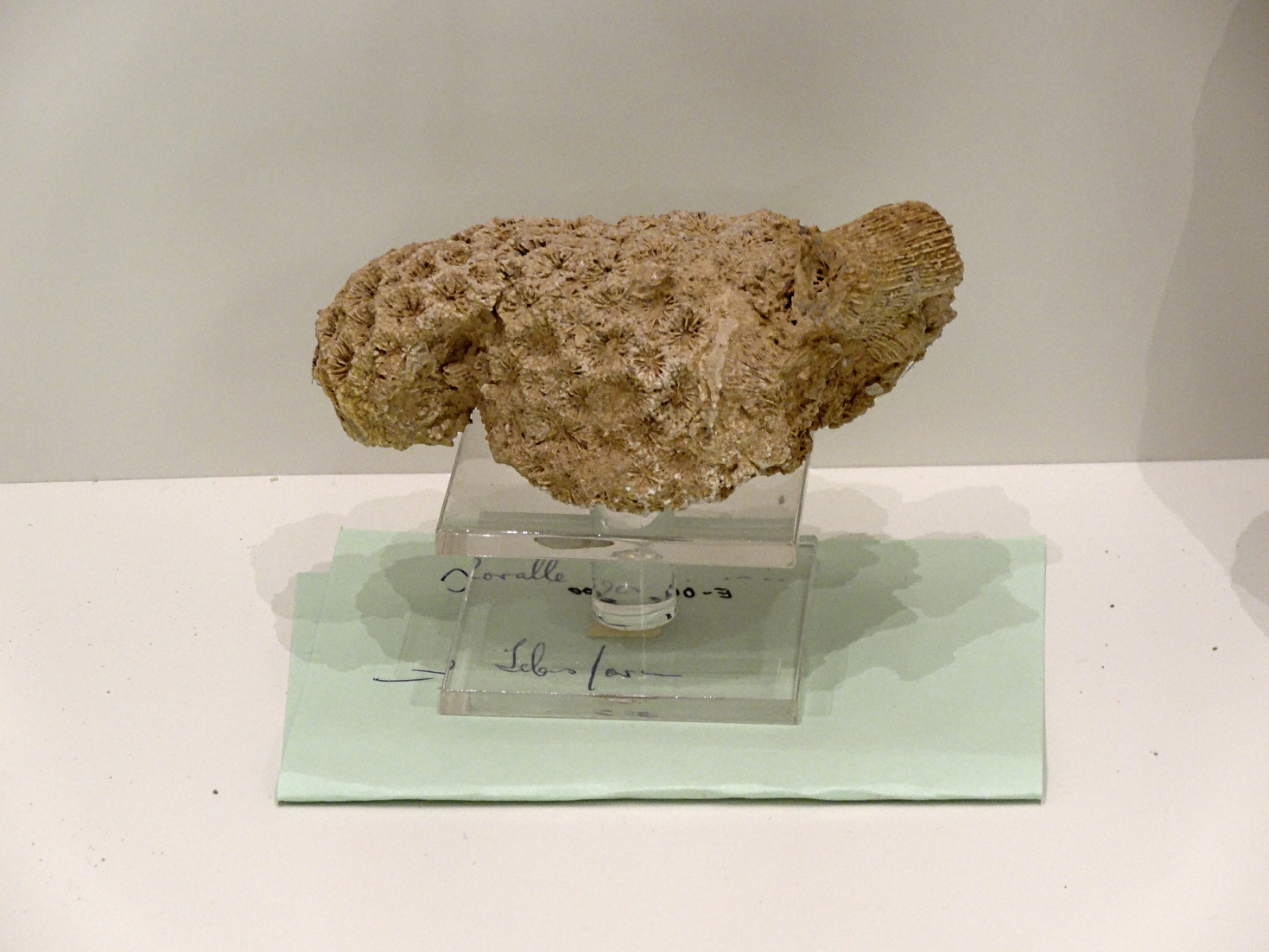
Korallenstock, unbenannt

Stachelhäuter und Krebstiere

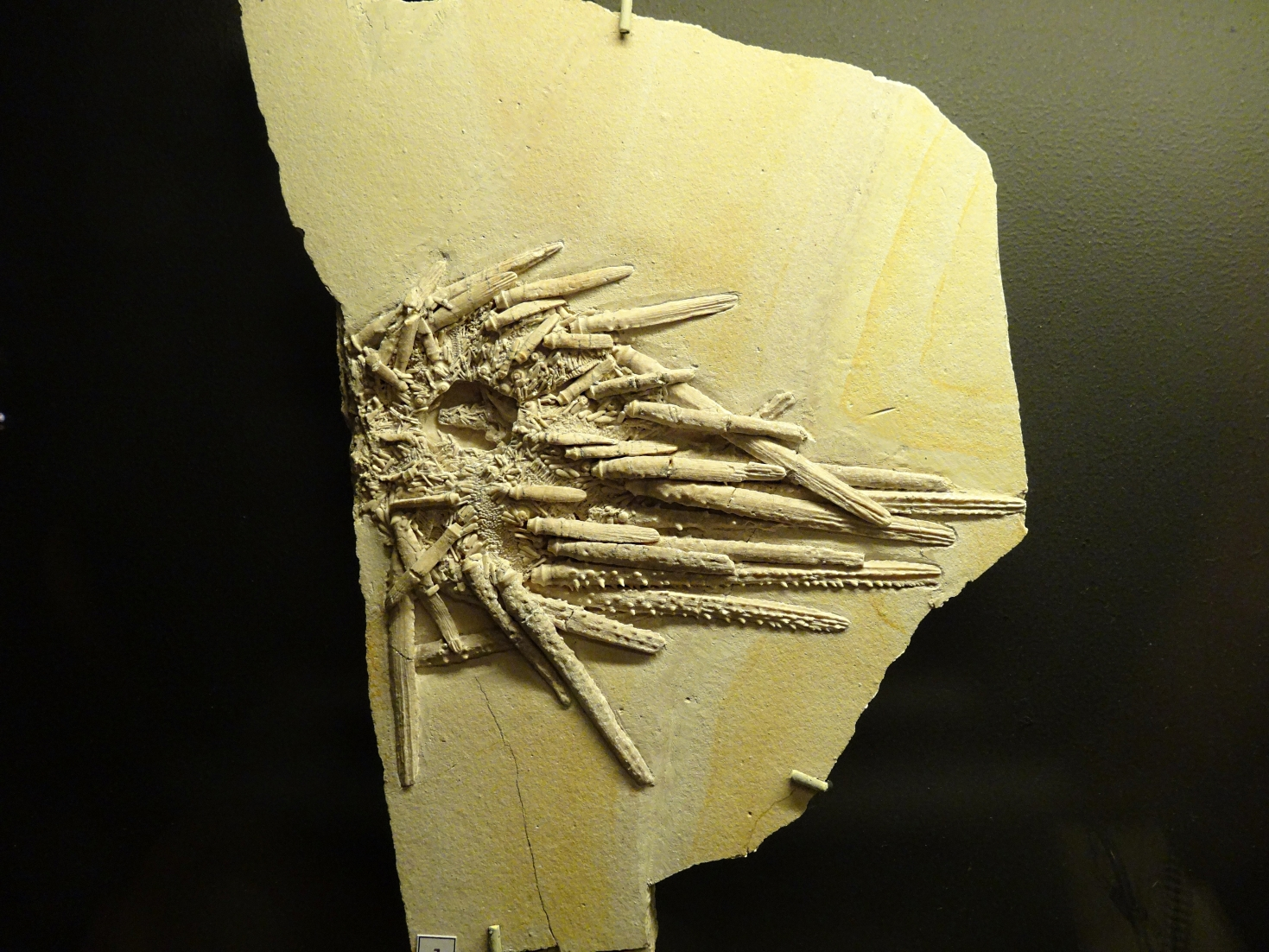
Regulärer Seeigel Rhabdocidaris sp.
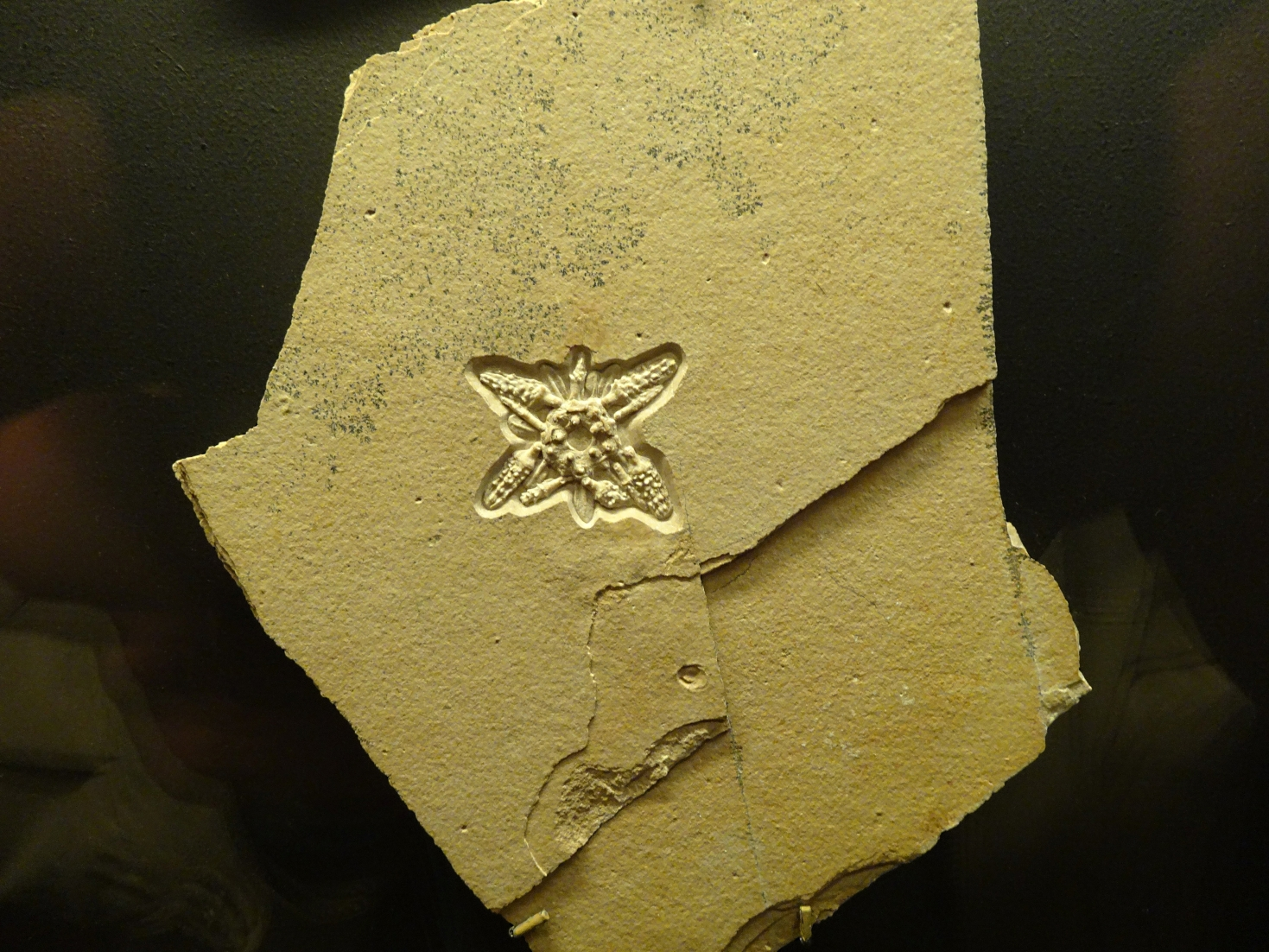
Regulärer Seeigel, unbestimmt
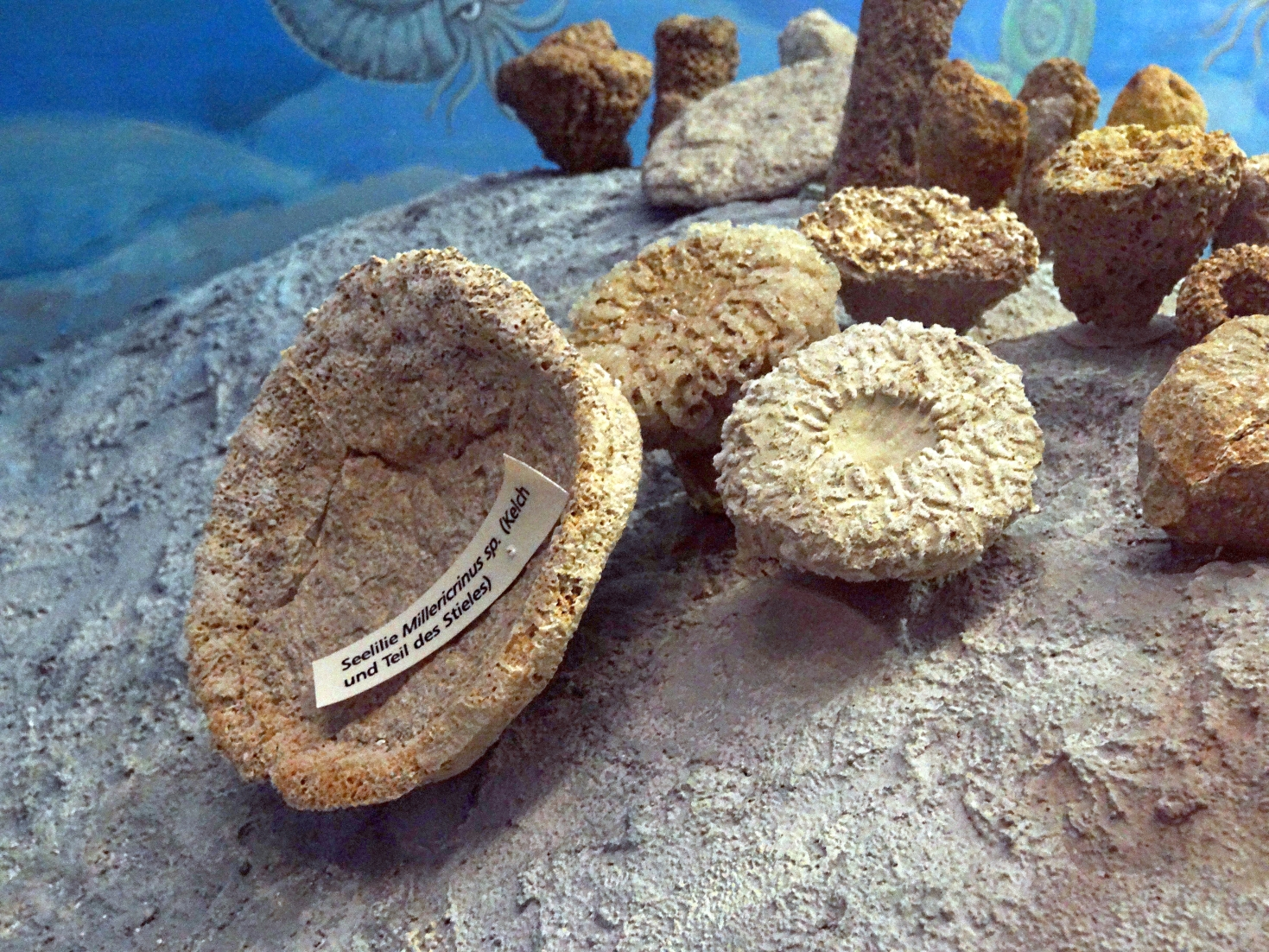
Diorama mit Seelilie Millericrinus, Kelch und Stielfragment
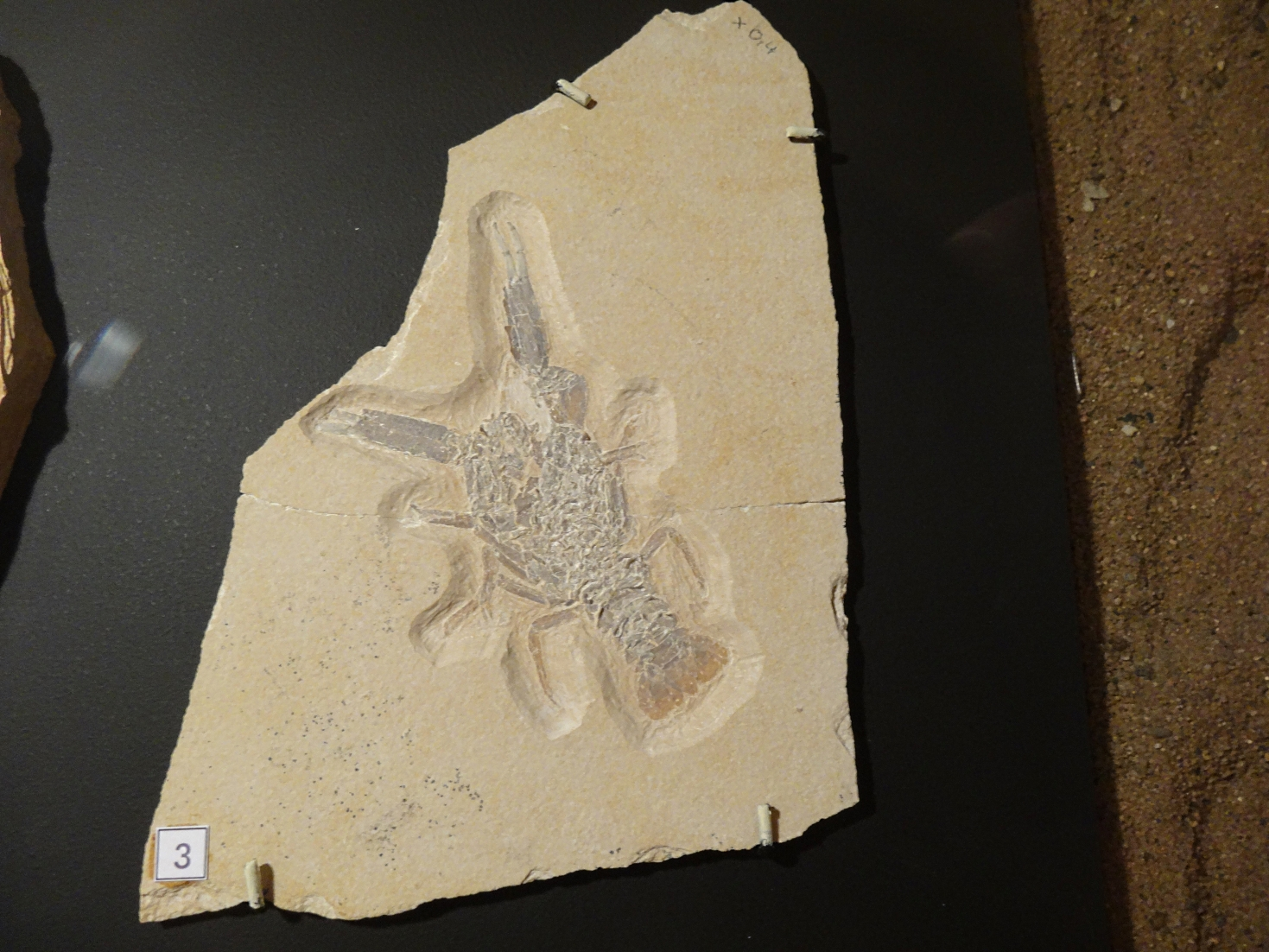
Zehnfußkrebs (Panzerkrebs) Galicia veltheimii
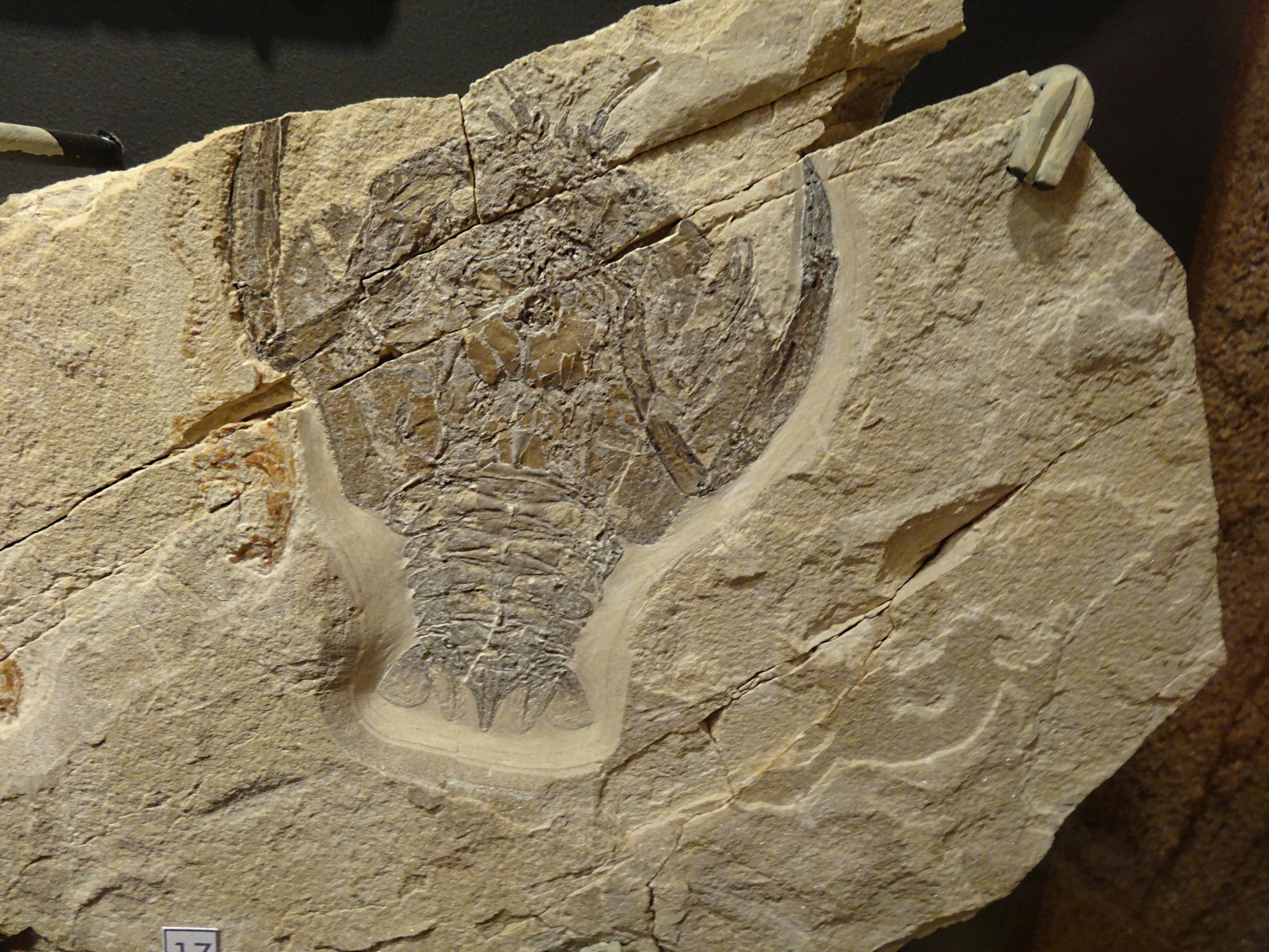
Zehnfußkrebs (Panzerkrebs) Soleryon schorri
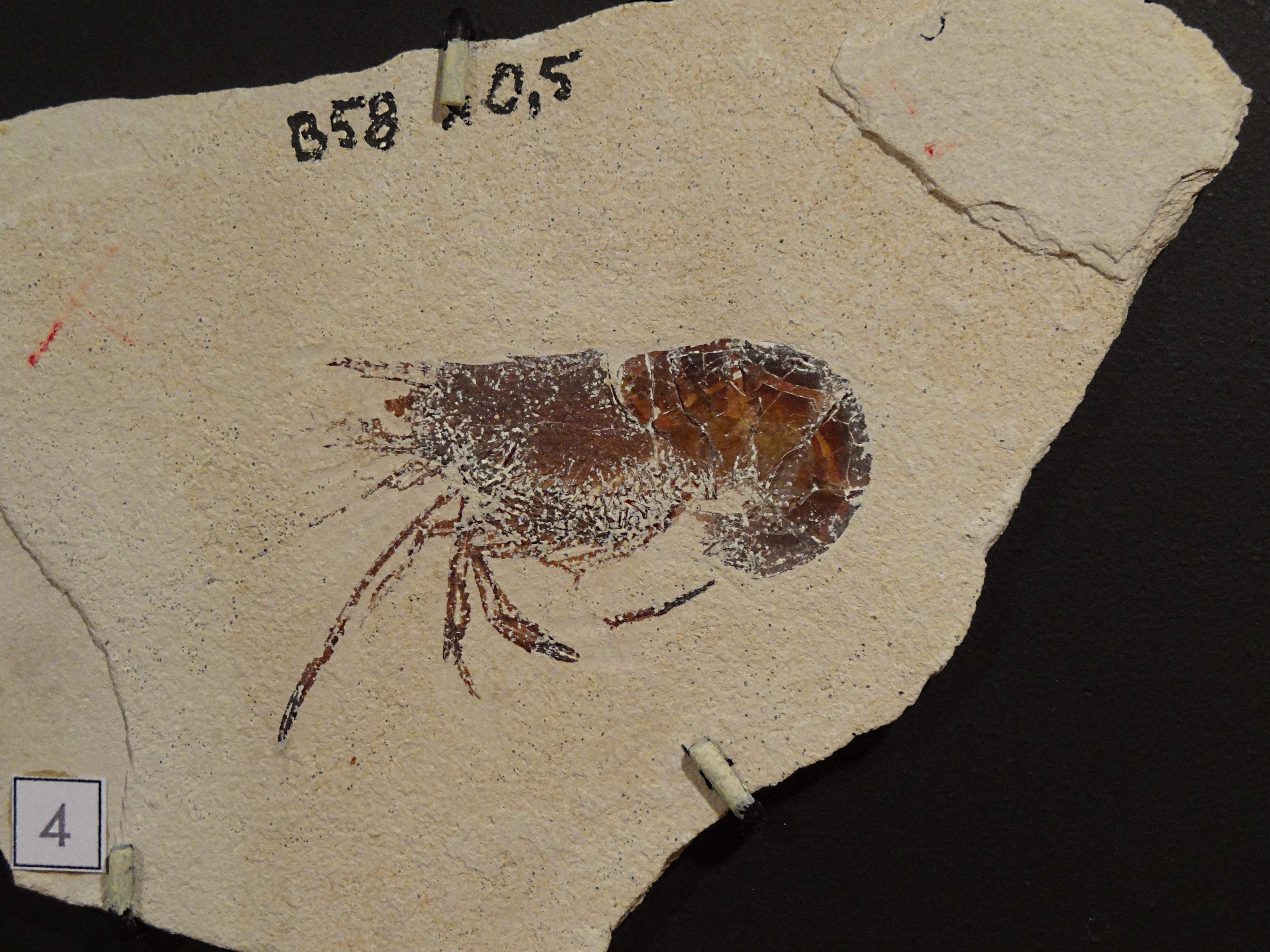
Garnele Bylgia ruedelli
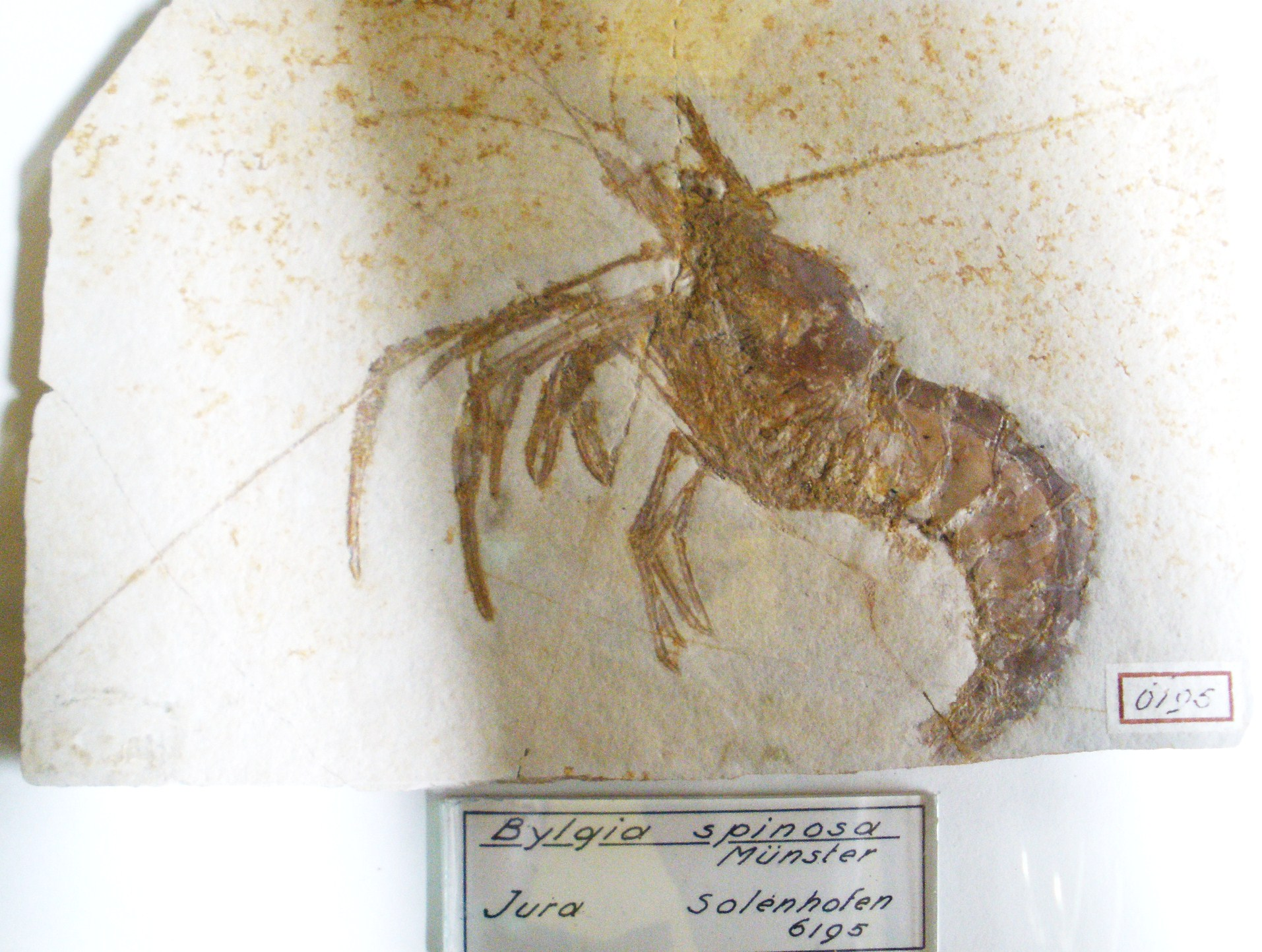
Garnele Bylgia spinosa

Fische

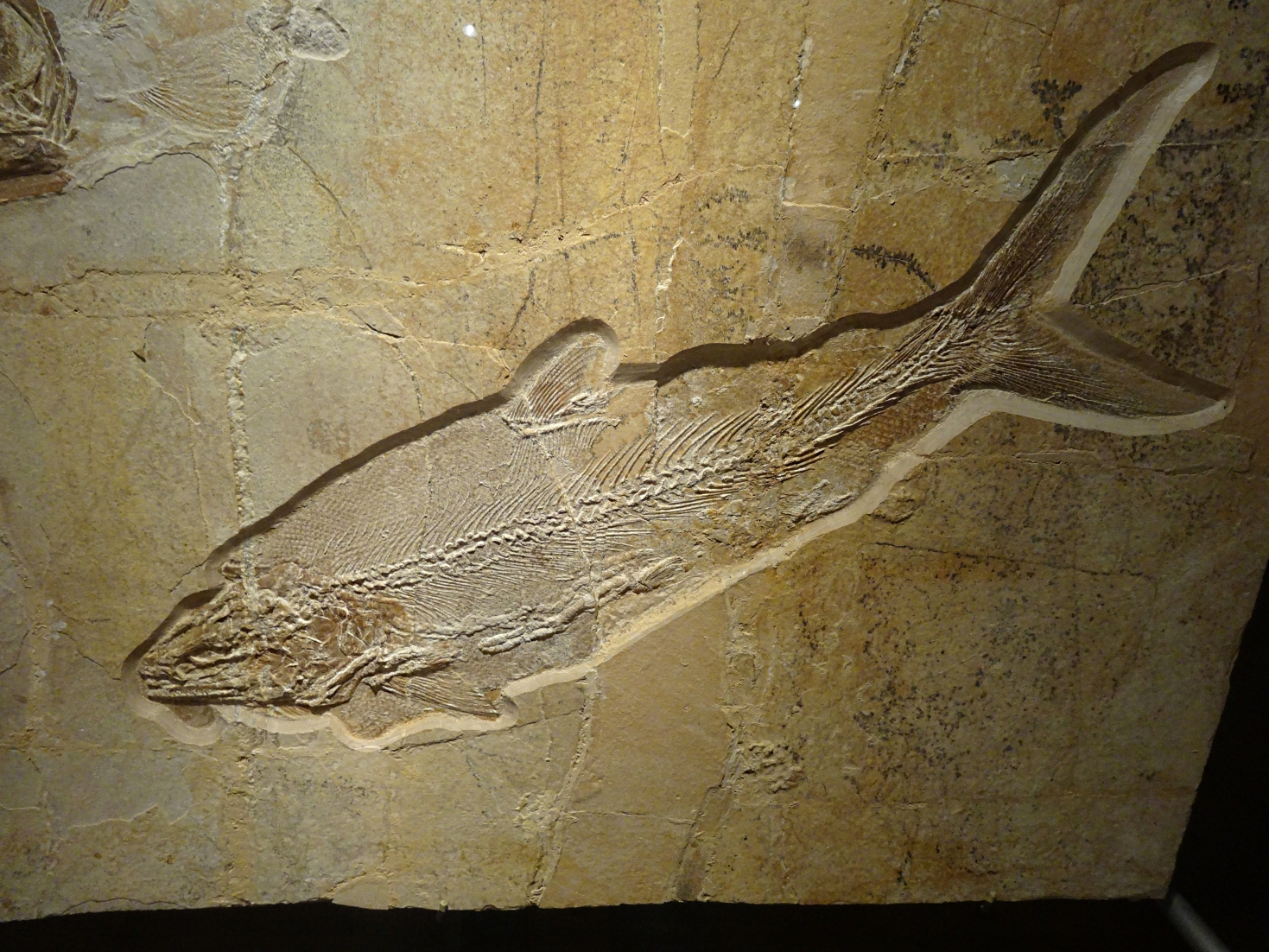
Knochenfisch Caturus
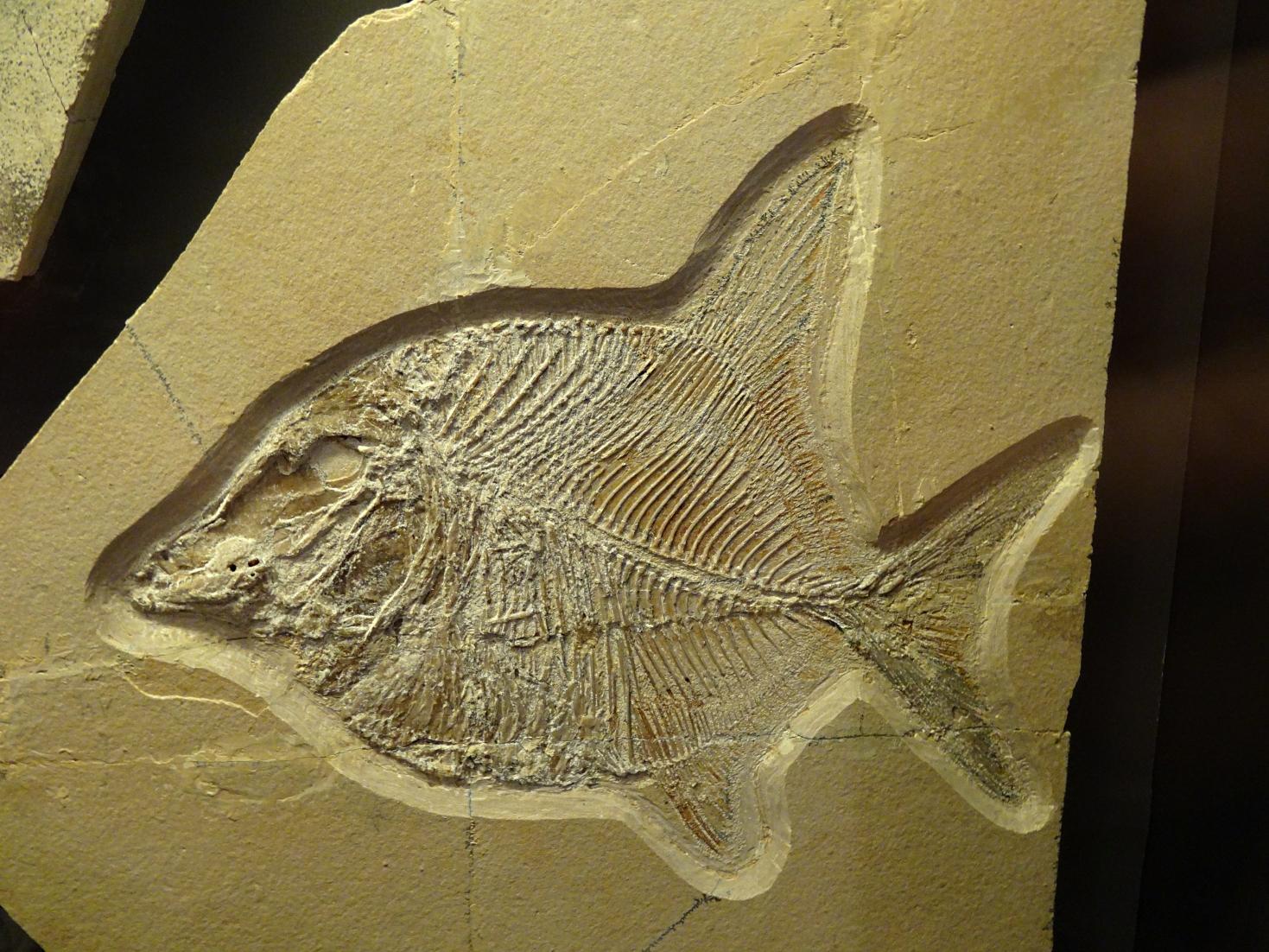
Knochenfisch Proscinets sp.
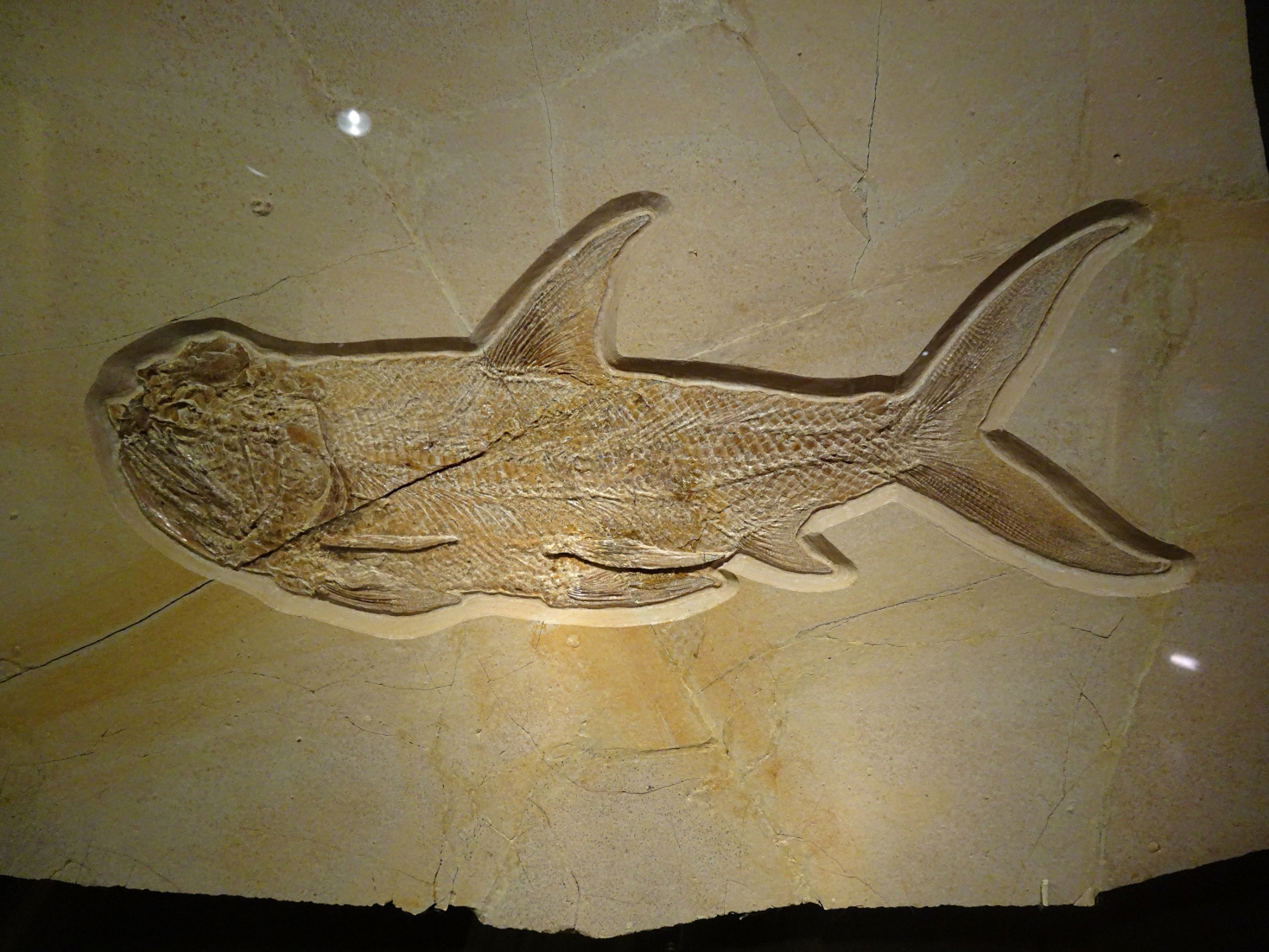
Knochenfisch Ionoscopiformes, unbestimmt
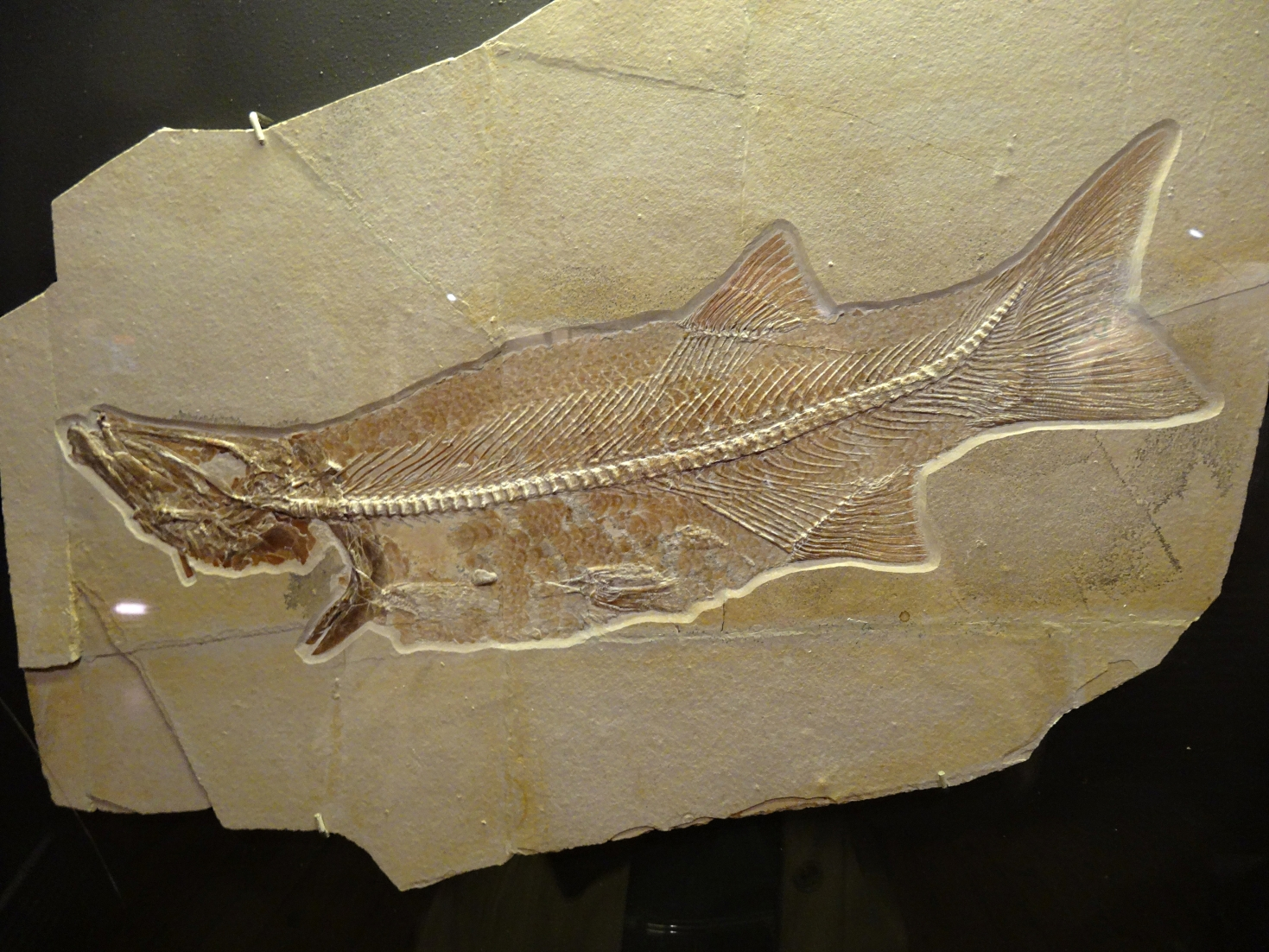
Knochenfisch Ionoscopiformes, unbestimmt
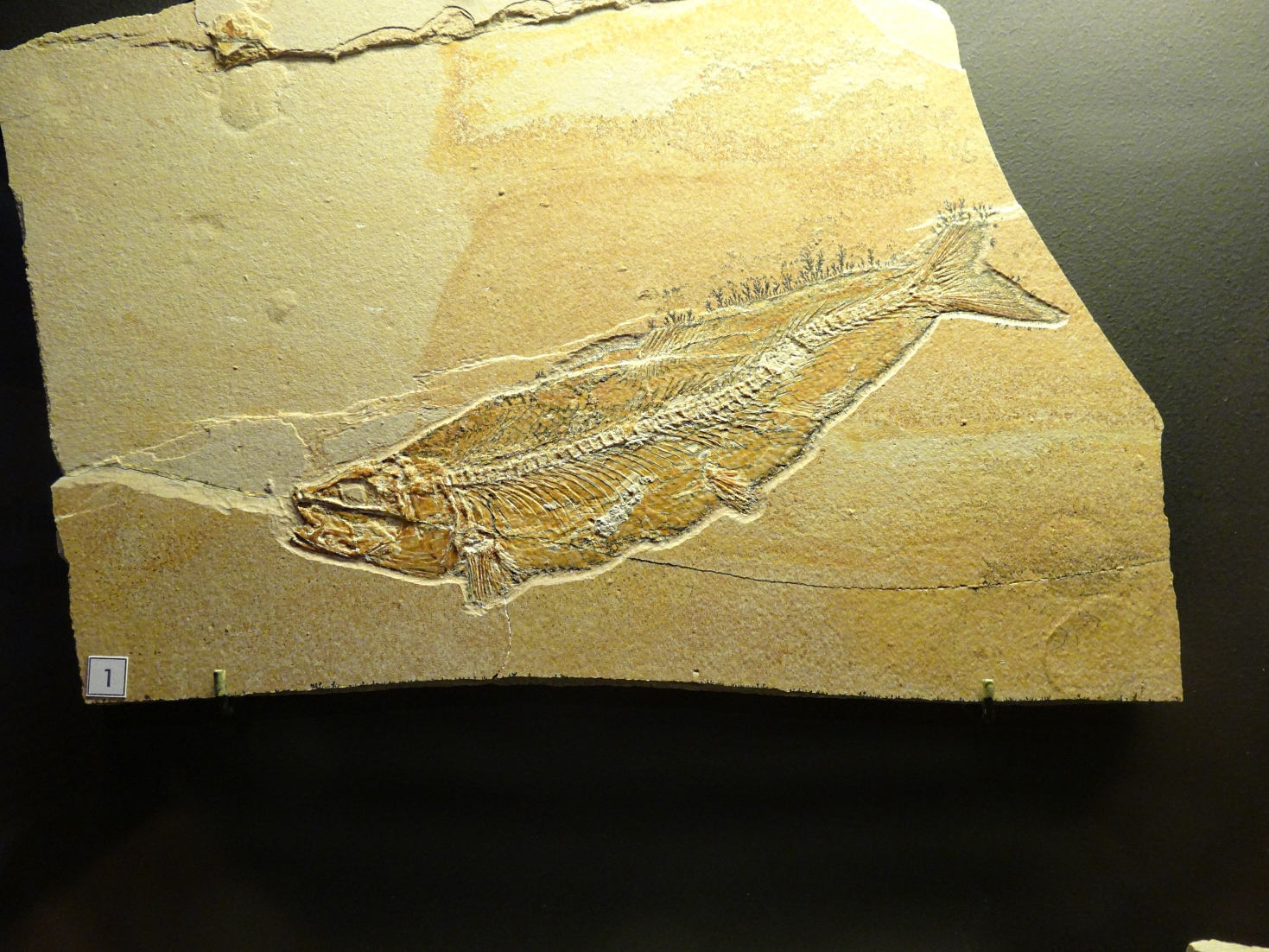
Knochenfisch Tharsis sp.
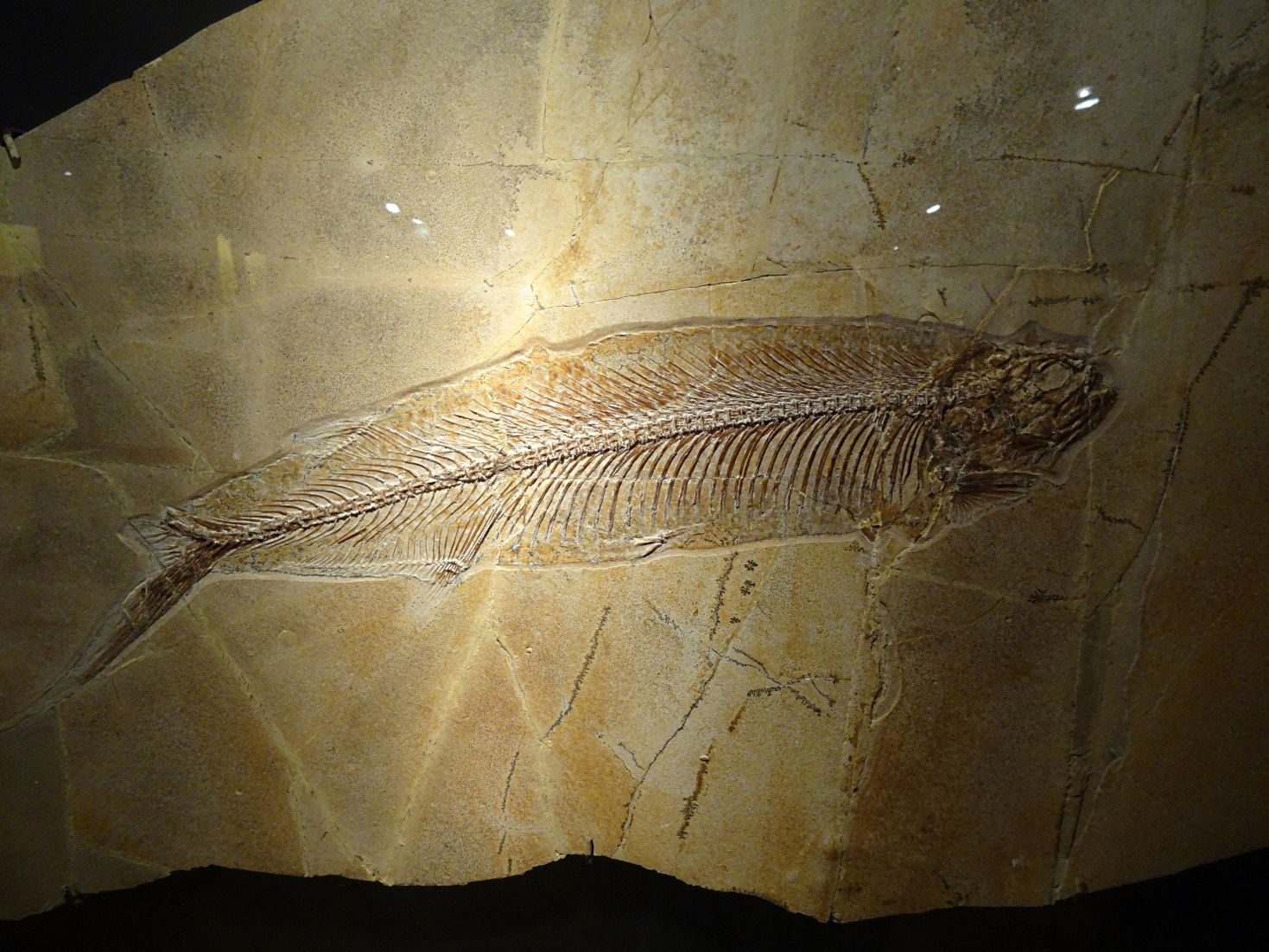
Knochenfisch Thrissops sp.
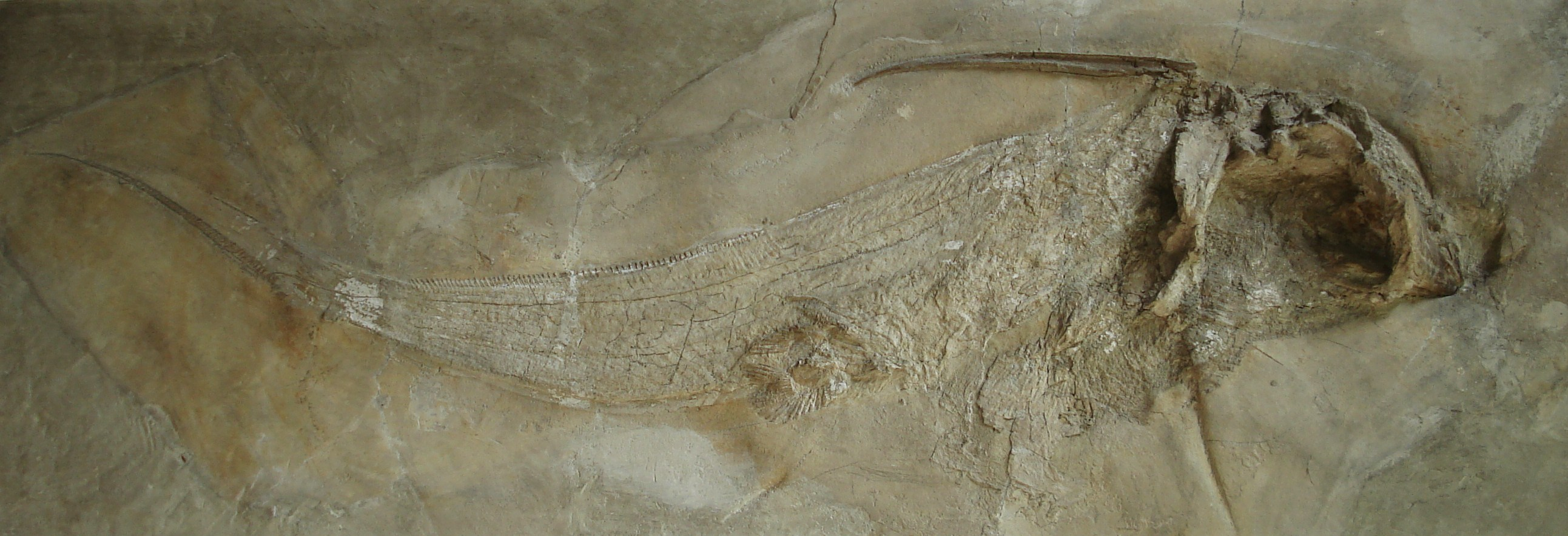
Knorpelfisch Seekatze Ischyodus quenstedti
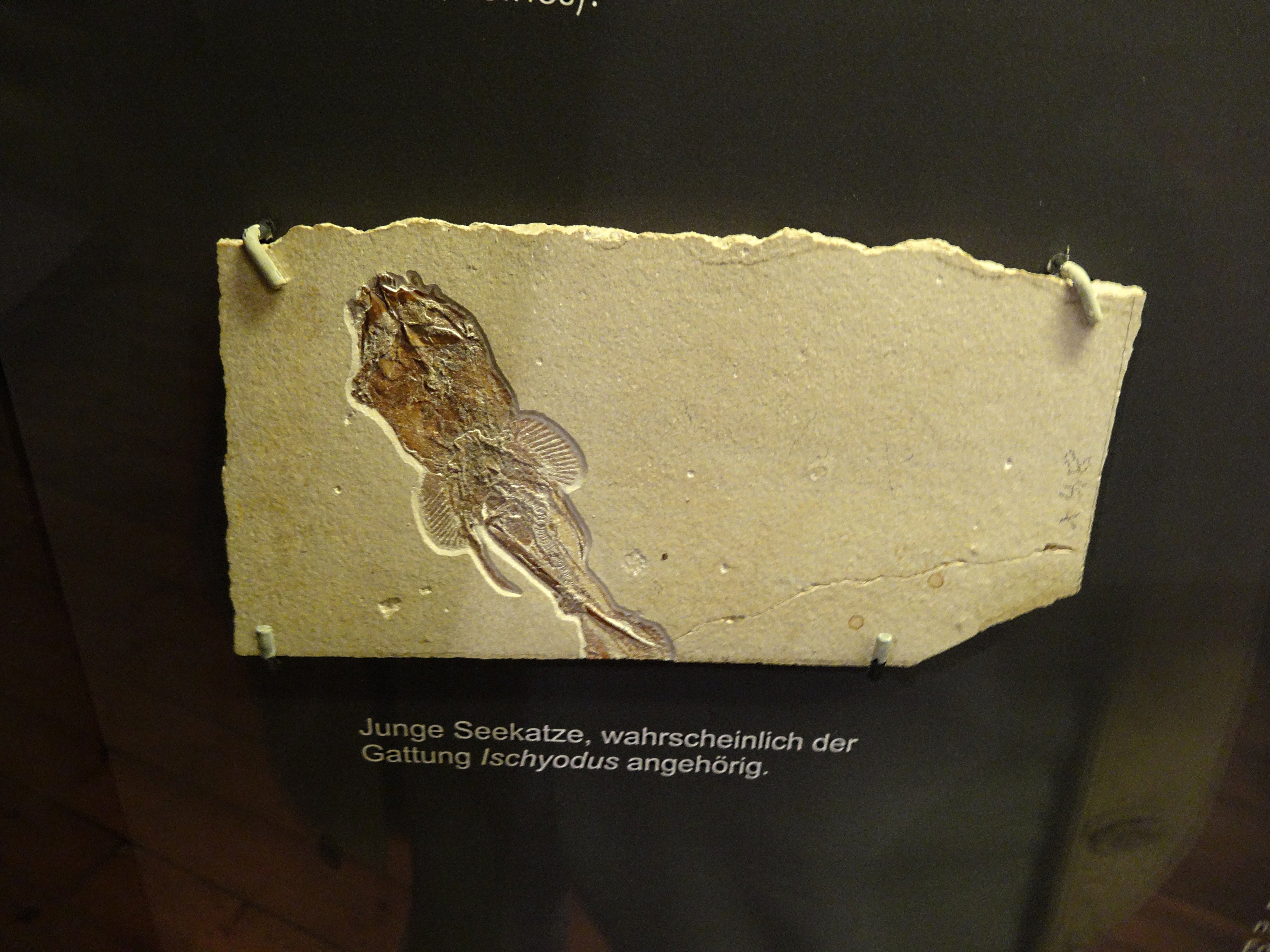
Knorpelfisch Seekatze Ischyodus sp., juvenil
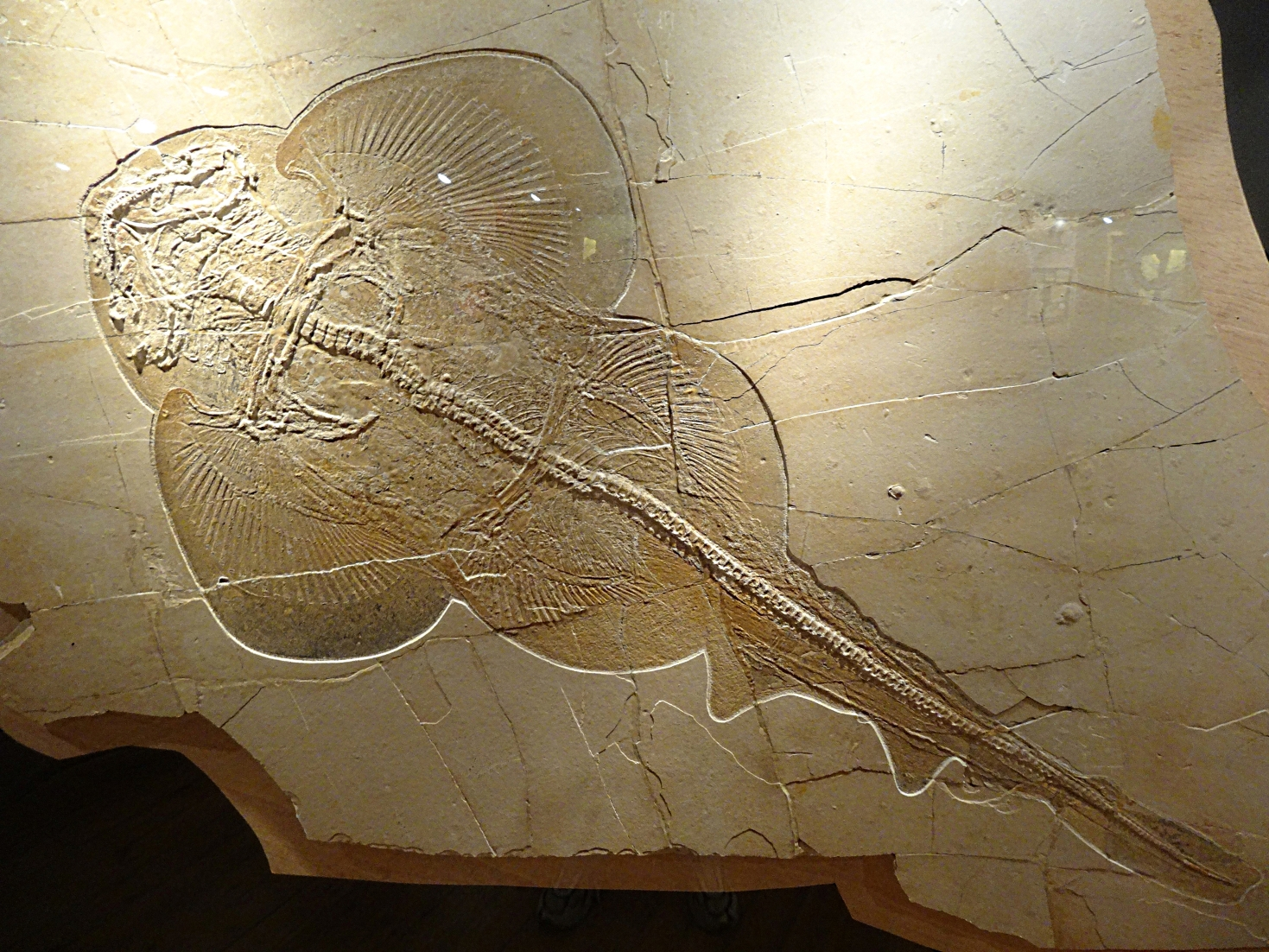
Engelhai Pseudorhina sp.
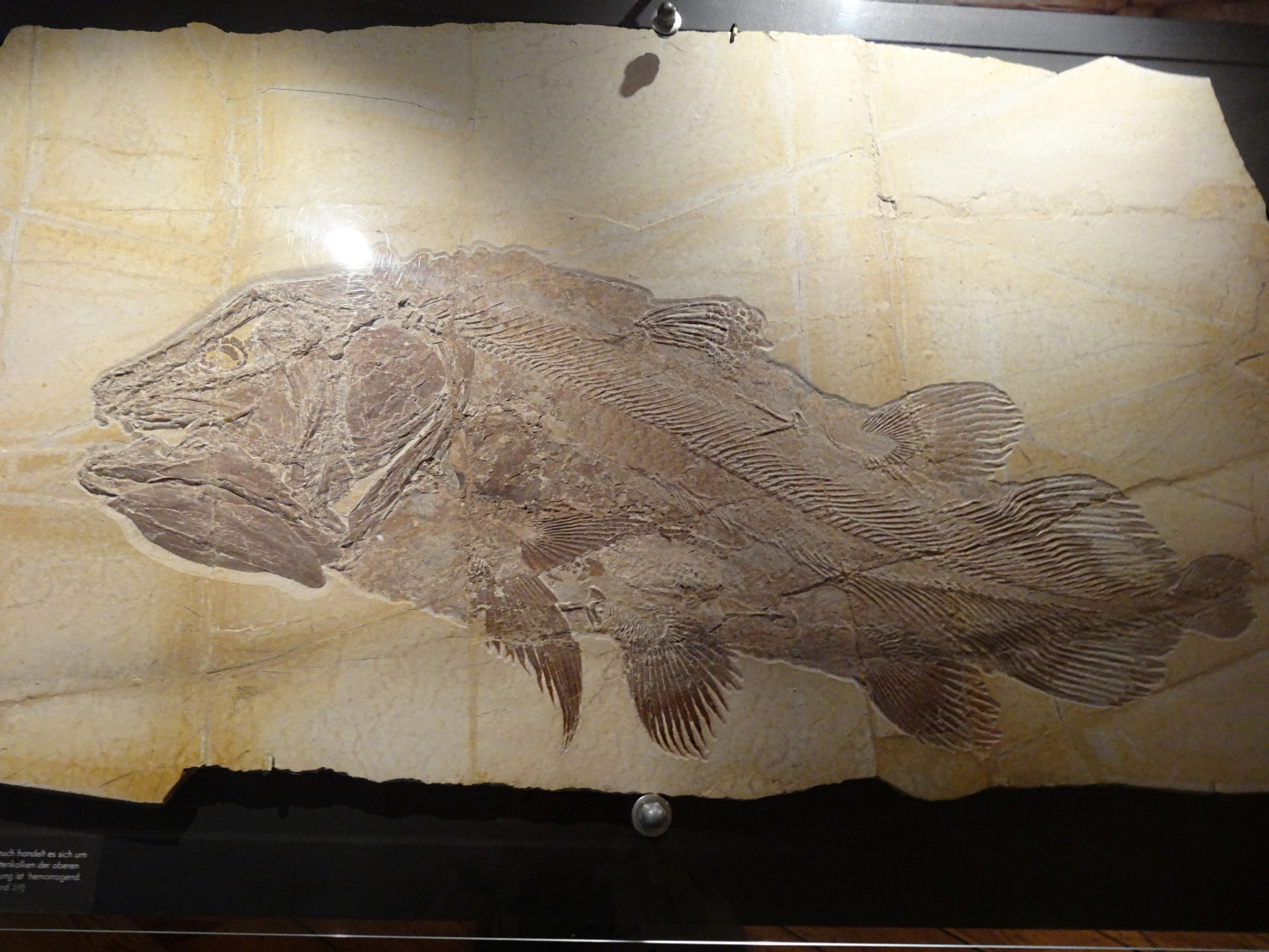
Quastenflosser Undina sp.

Reptilien

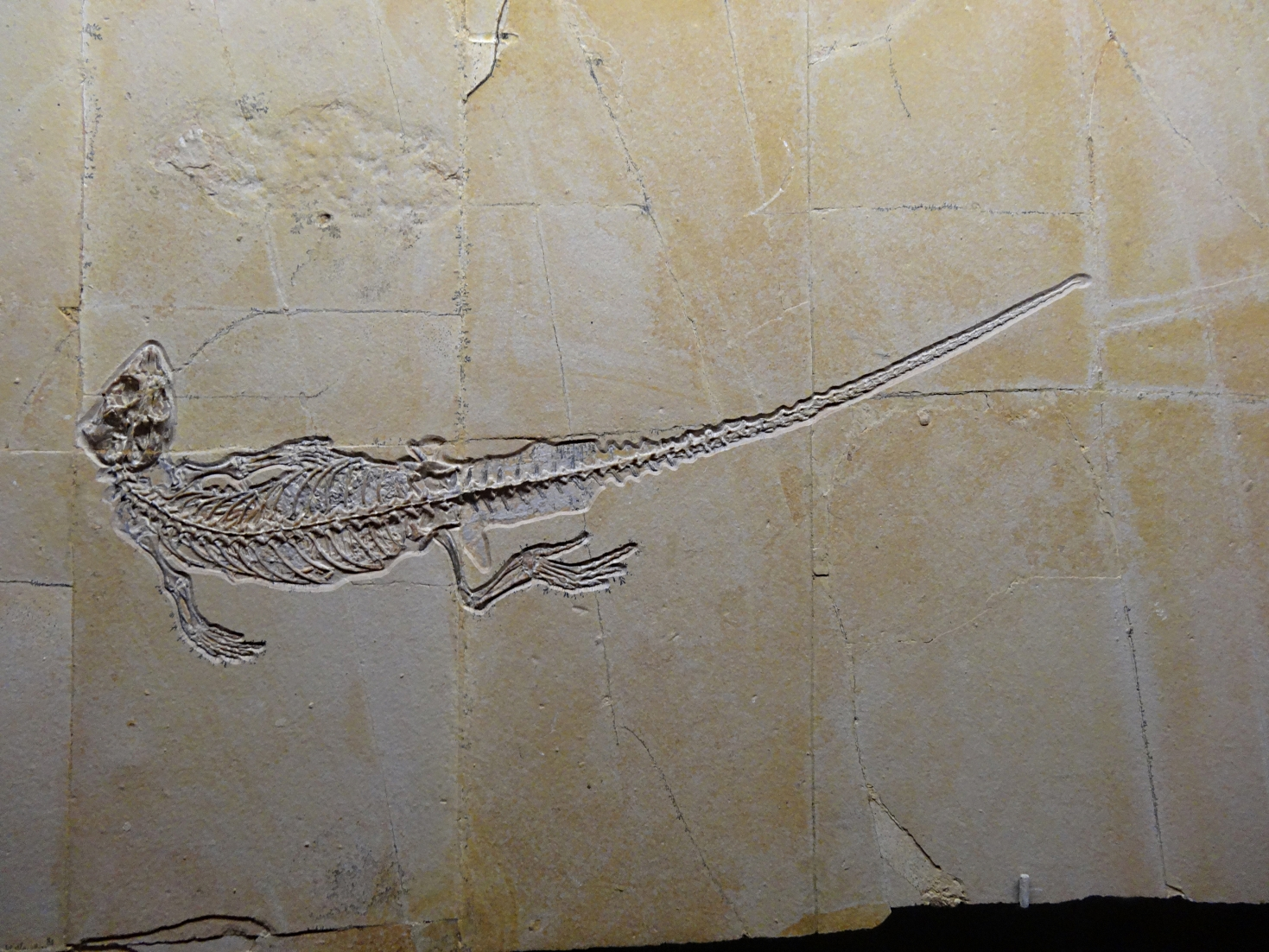
Brückenechse, unbestimmt
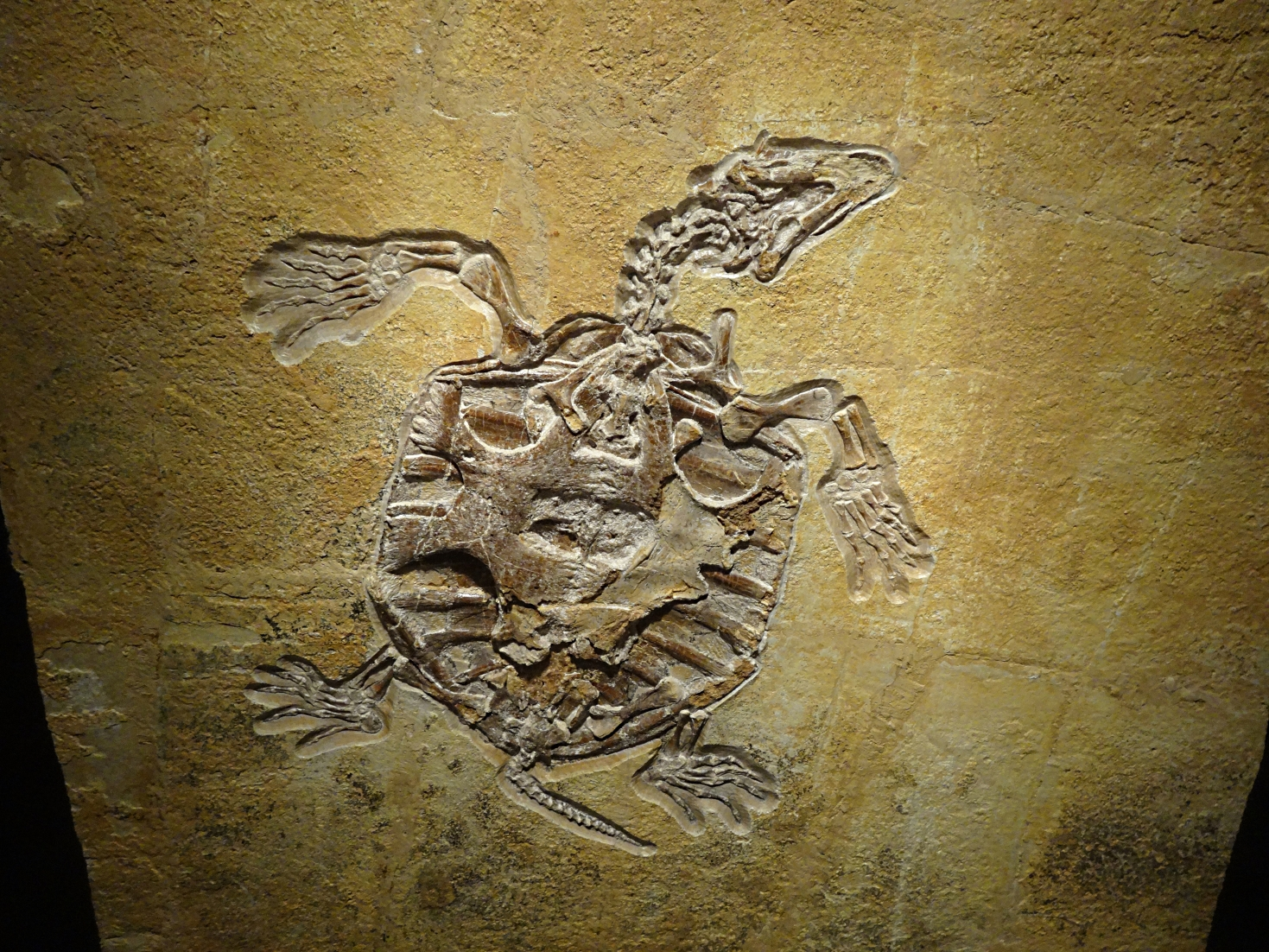
Meeresschildkröte Eurysternidae, Bauchseite, juvenil
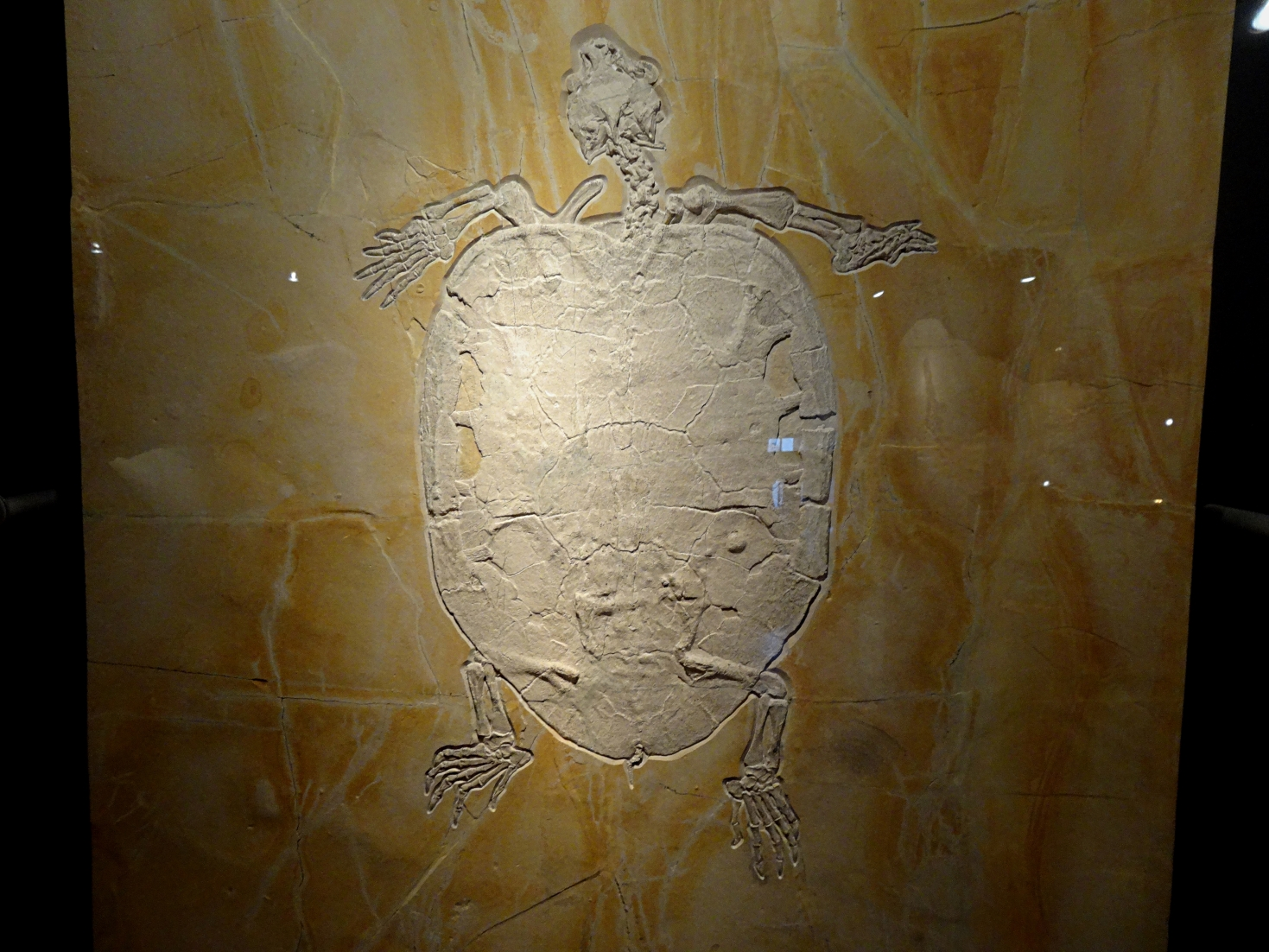
Ästuare Schildkröte Plesiochelys
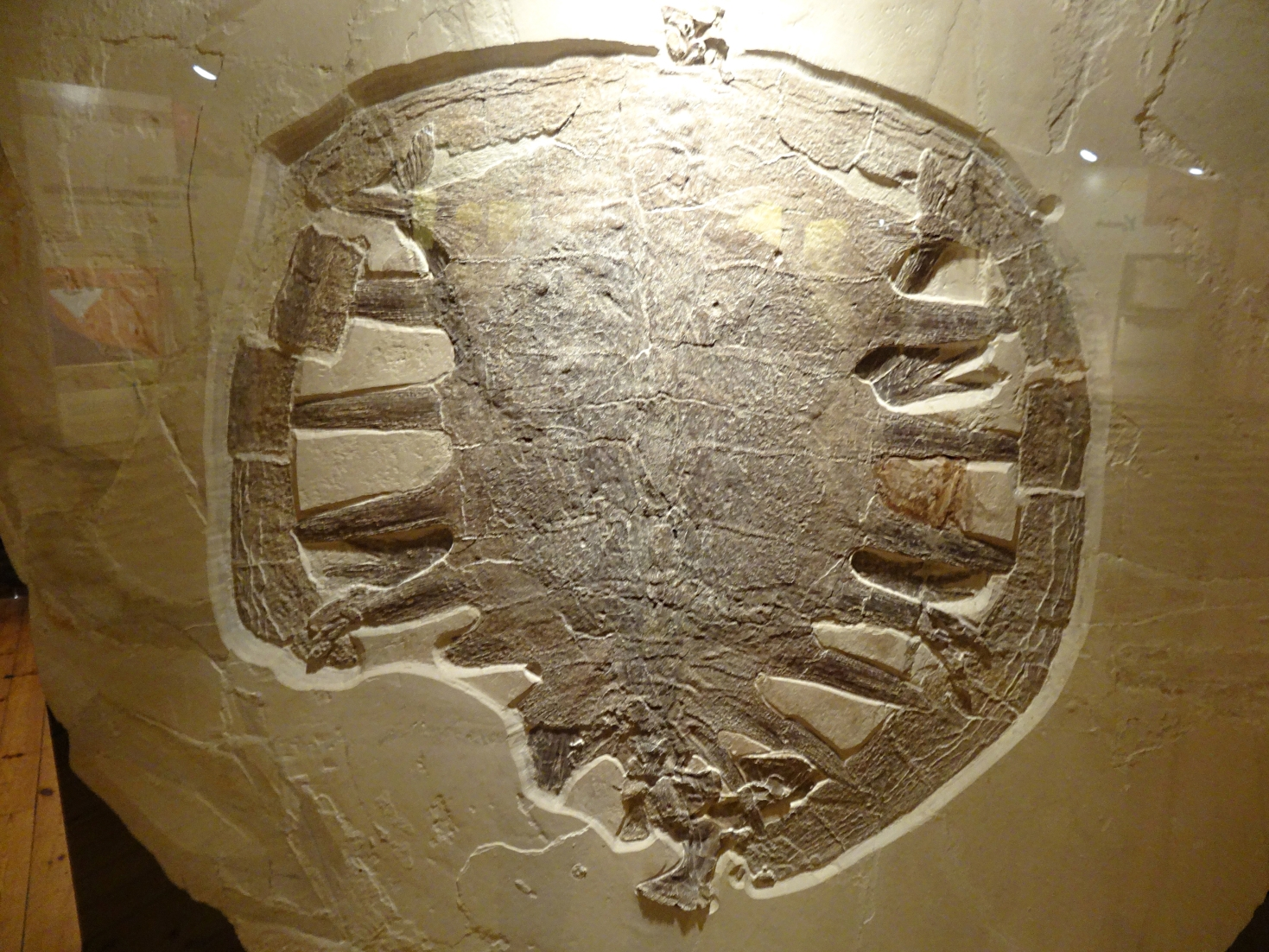
Panzer einer Riesenschildkröte, unbestimmt
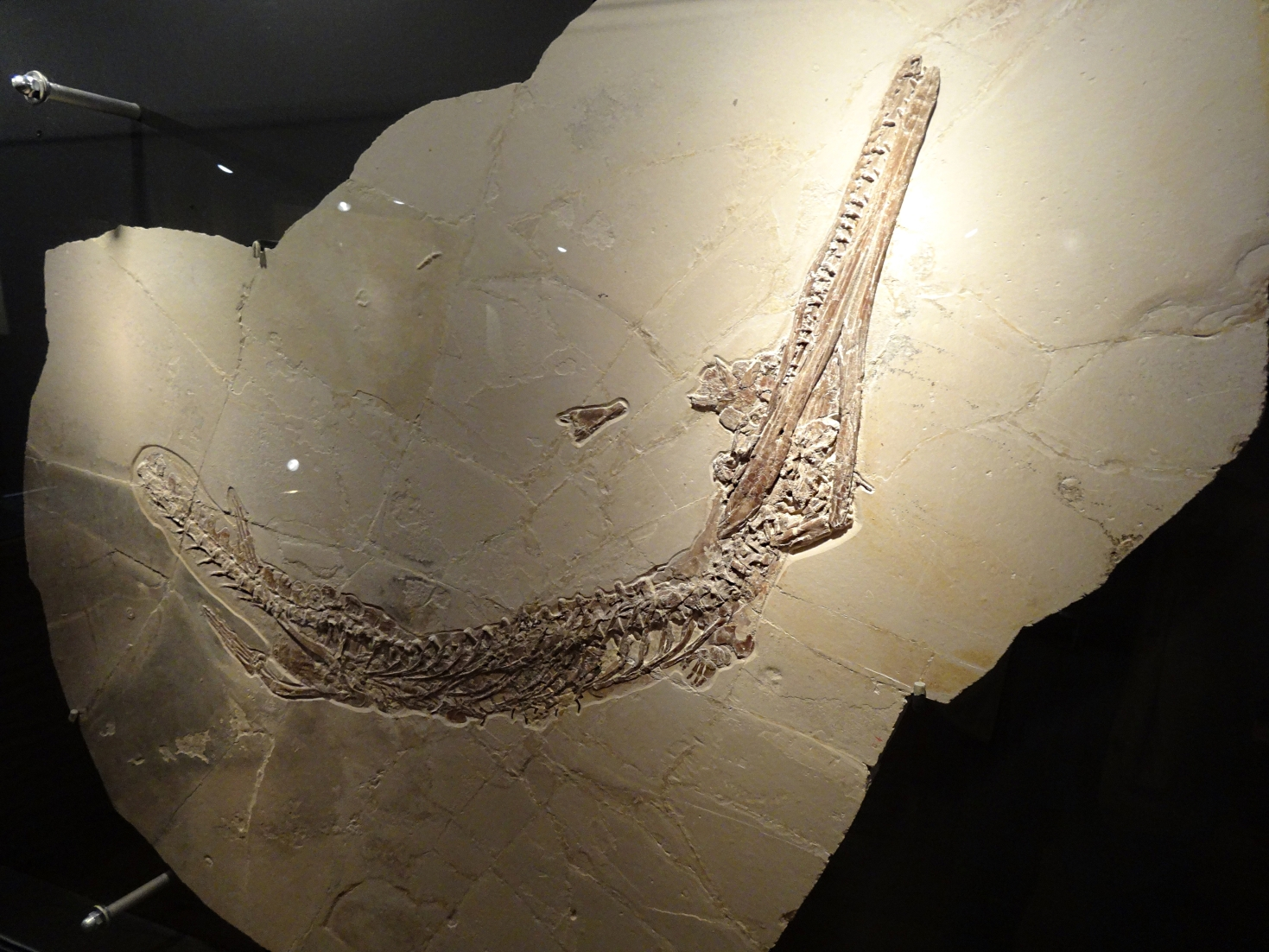
Meereskrokodil Dakosaurus, Vorderkörper
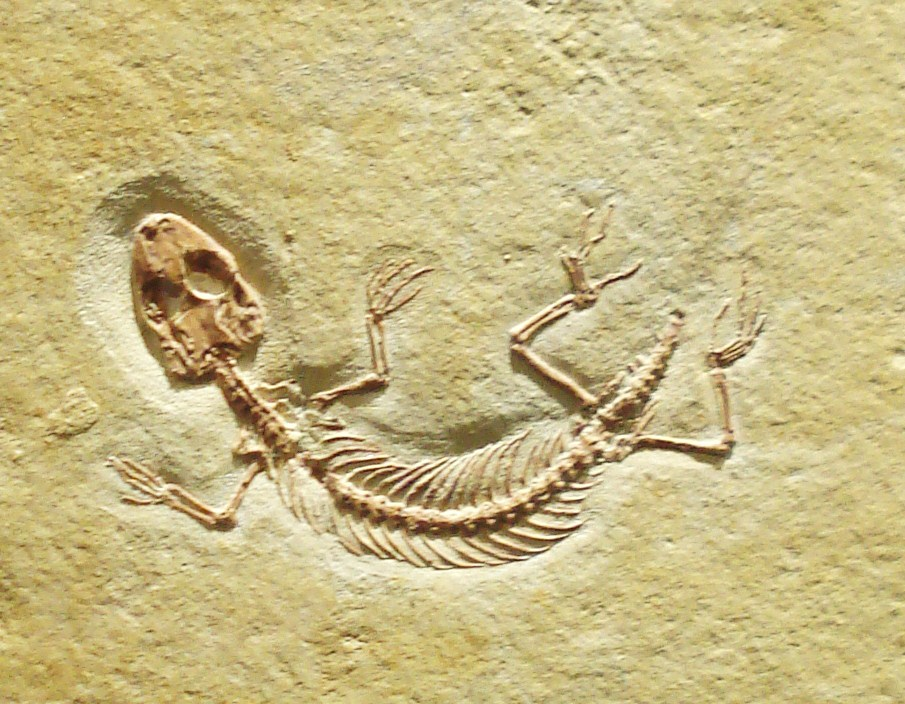
Schuppenkriechtier Eichstaettisaurus schroederi
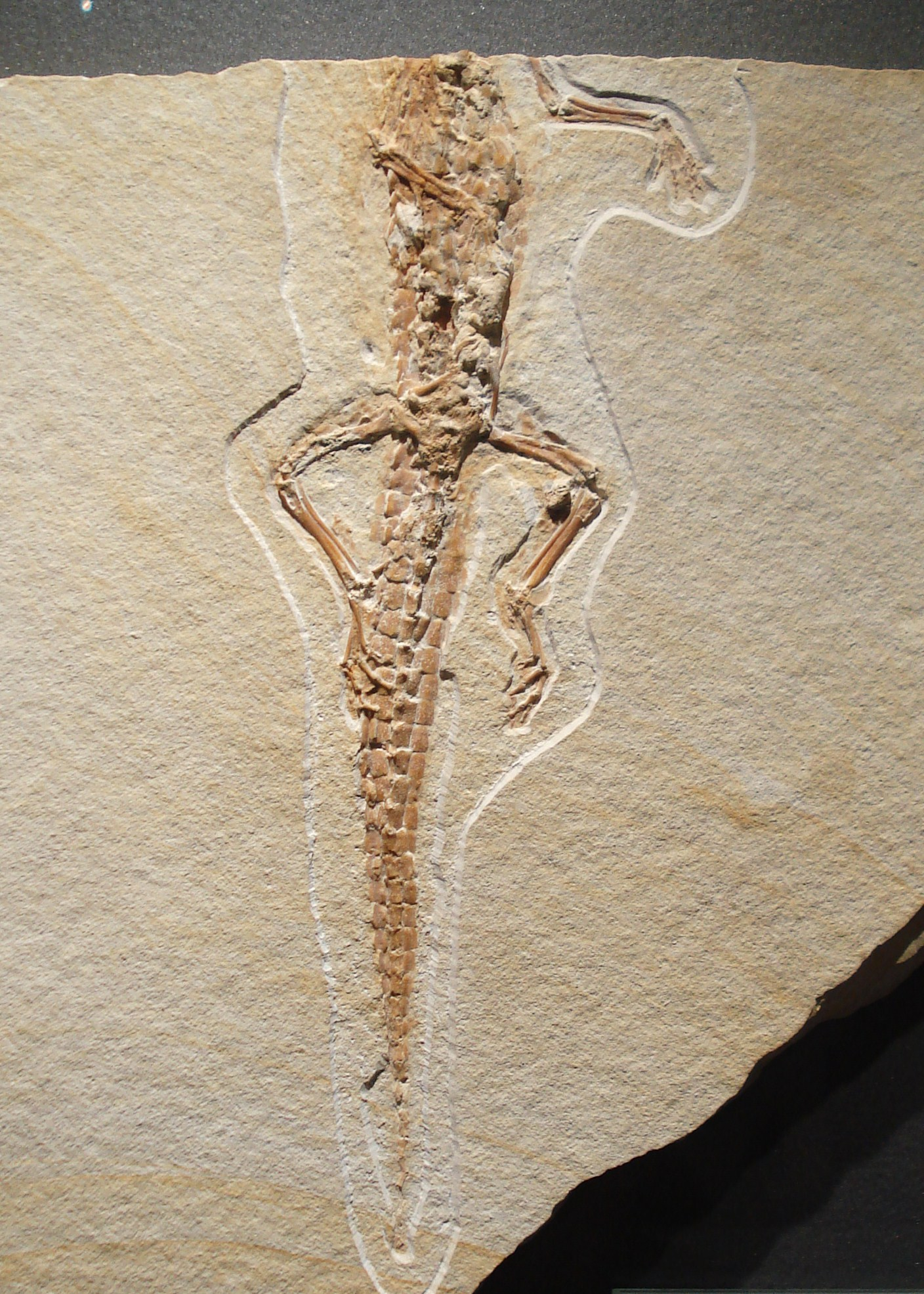
Krokodilartiges Reptil Alligatorellus
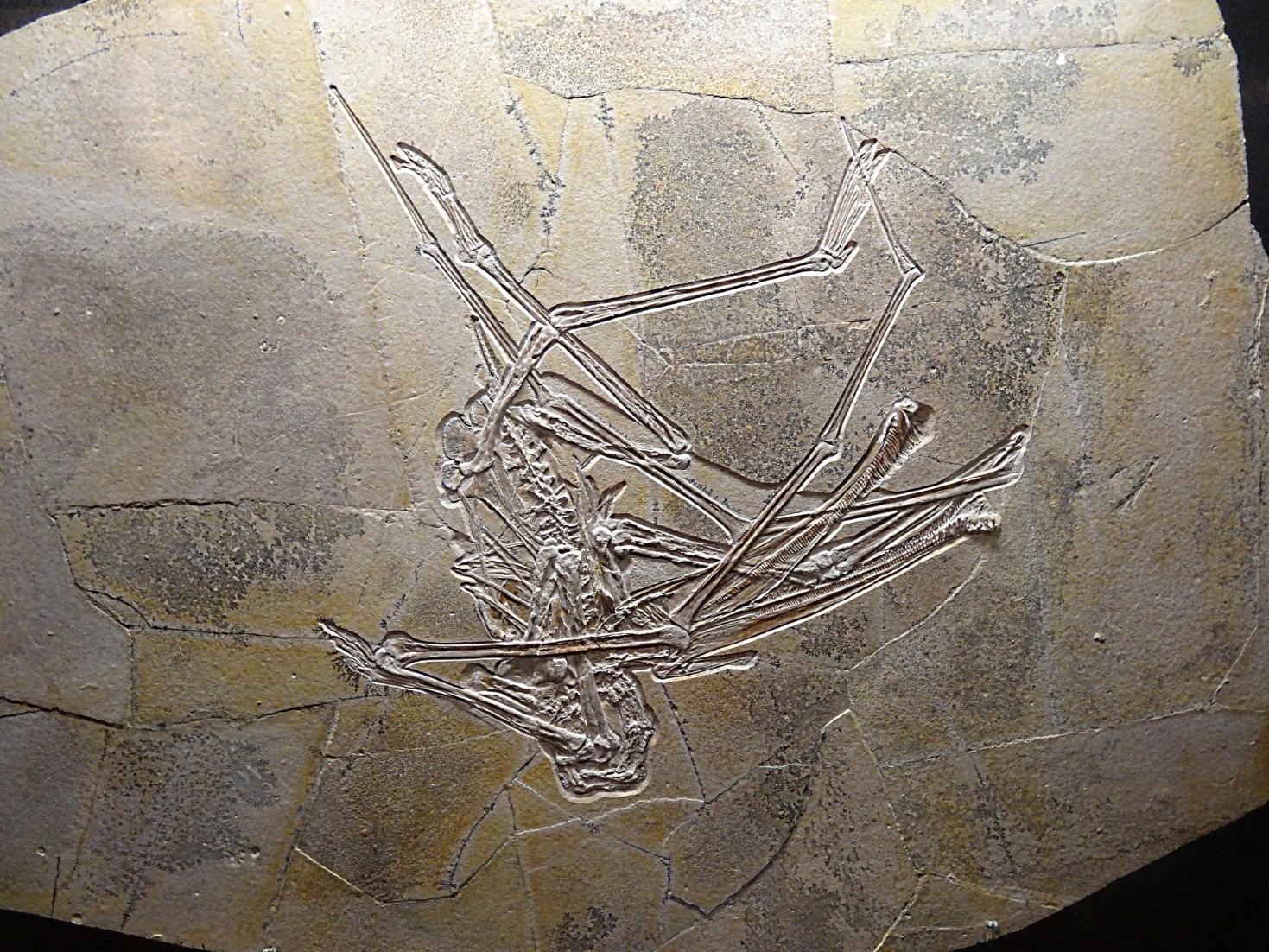
Langschwanzflugsaurier Preondactylus

Pflanzen

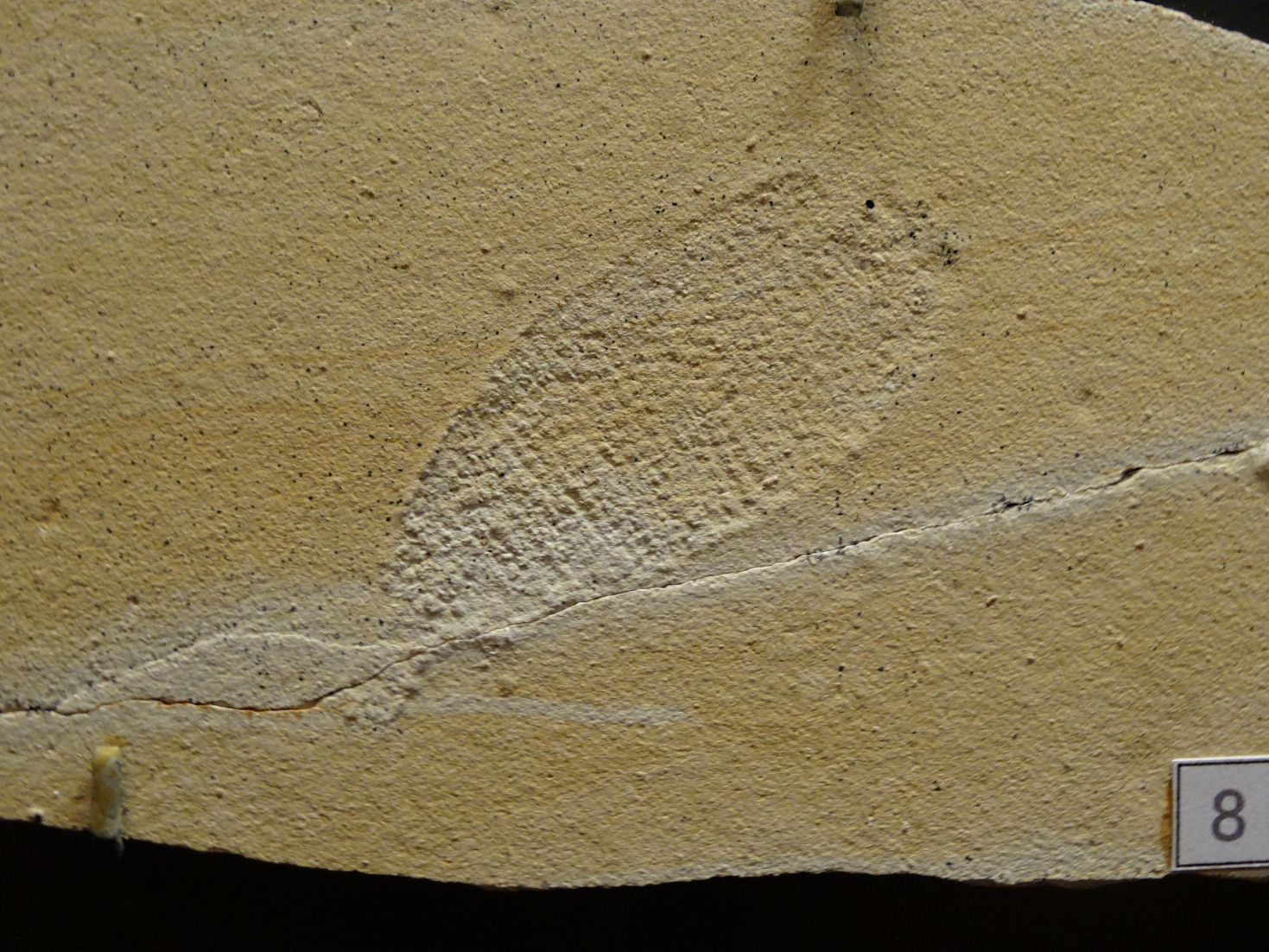
Wirtelalge Goniolina sp.
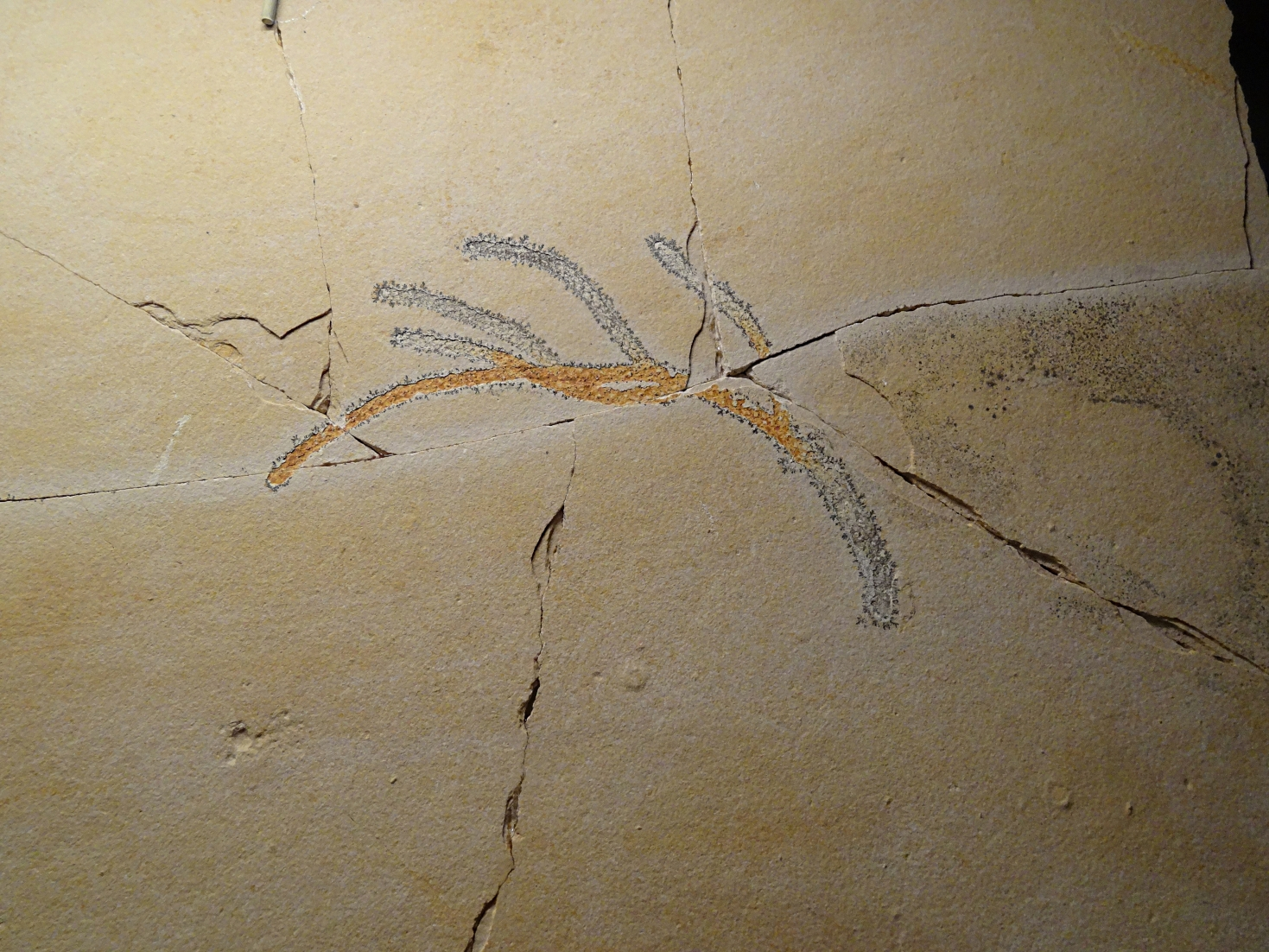
Konifere Cheirolepidiaceae Brachyphyllum Sprosse
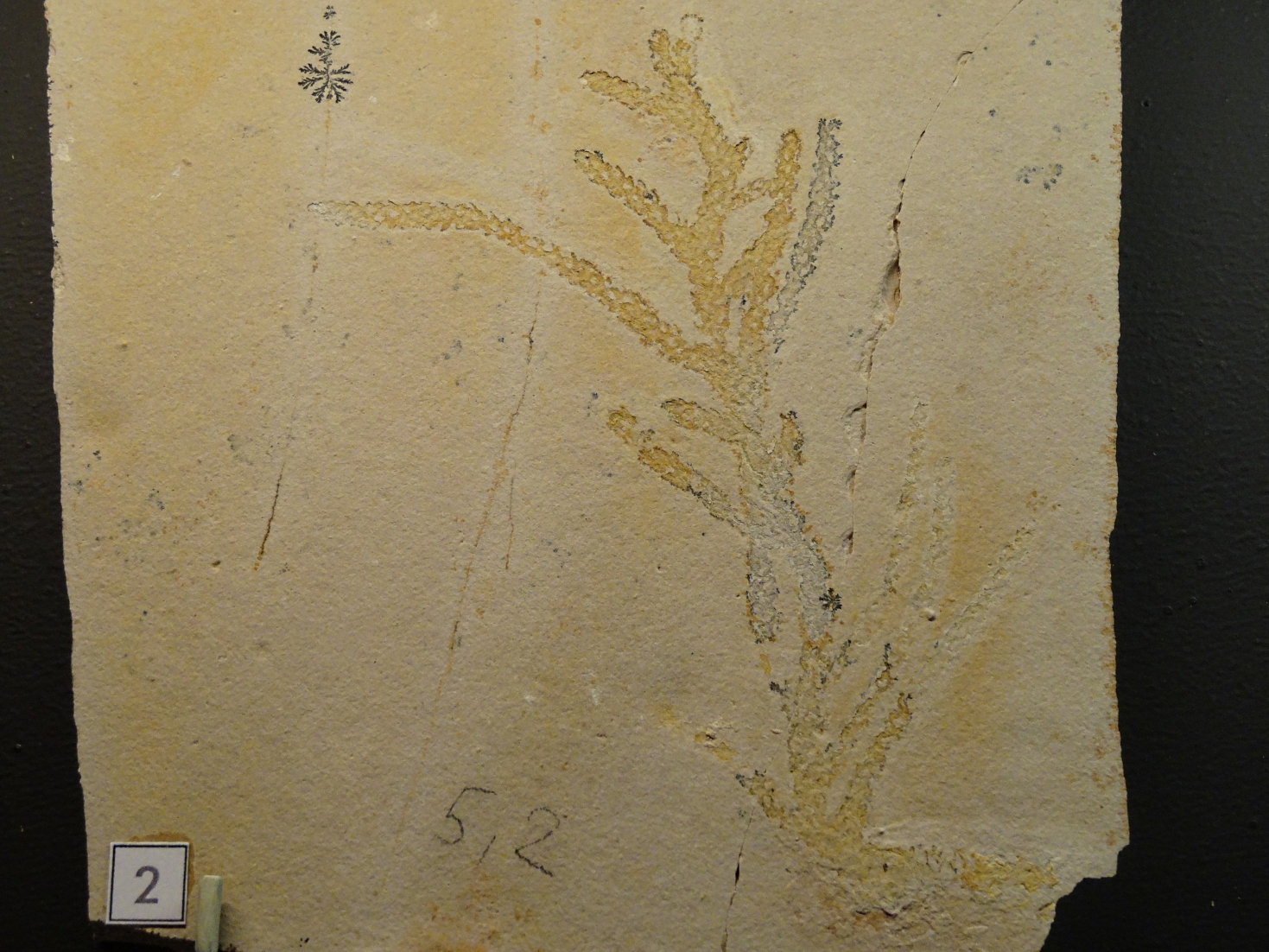
Konifere Cheirolepidiaceae Brachyphyllum Sprosse
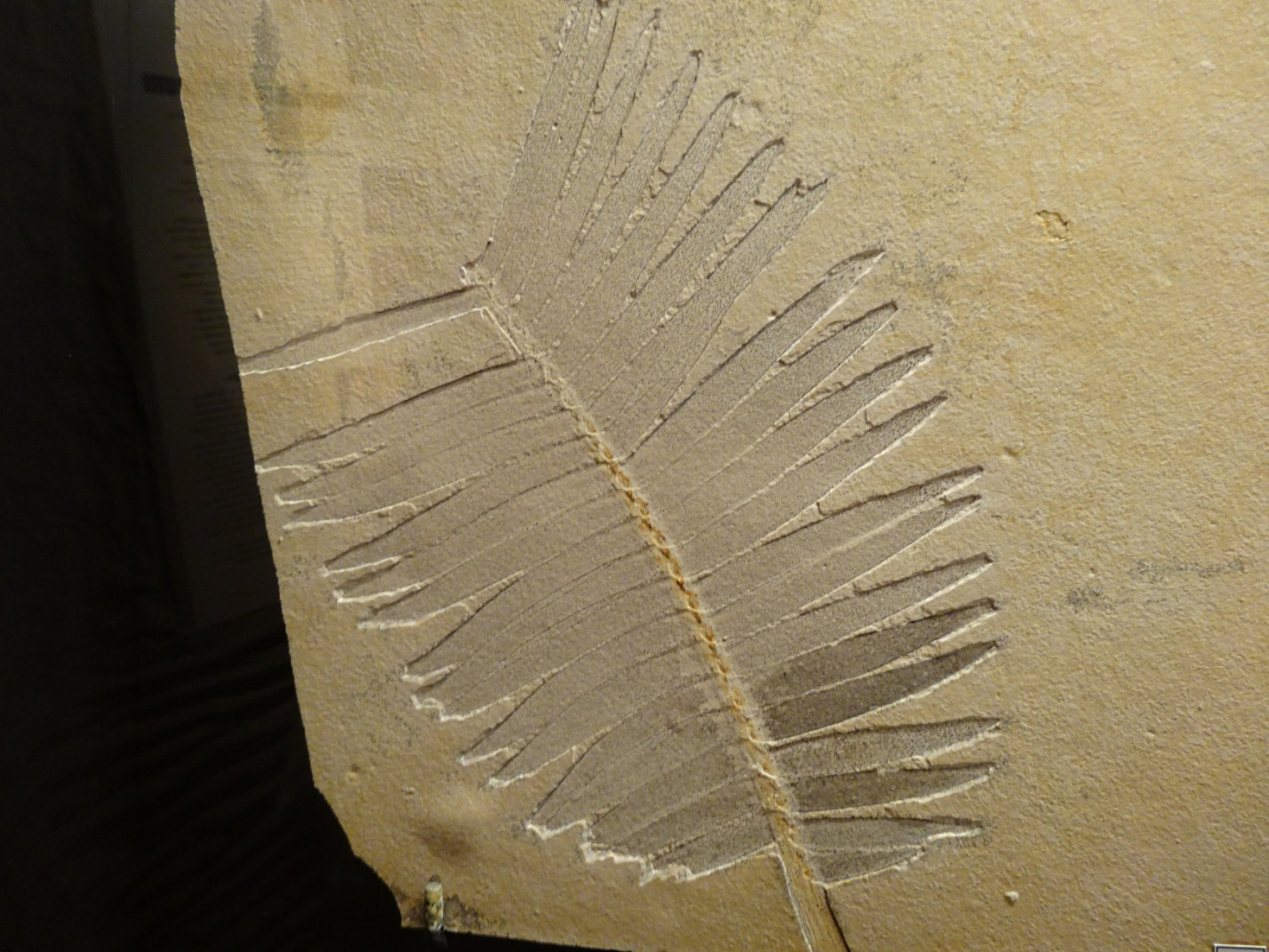
Bennettitales Zamites Blattwedel

Häufige Fossilien sind vertreten durch:
- Ammoniten (Ammonoidea), Familien Parkinsoniidae, Aspidoceratidae, Perisphinctidae, Oppeliidae, Ataxioceratidae
- Belemniten (Belemnoidea), Gattung Hibolithes
- Meeresschnecken (Gastropoda), Gattungen Flügelschnecke Harpagodes, Schlitzkreiselschnecke Bathrotomaria, mondschneckenähliche Globularia, Obornella, Pyrgotrochus, Spinigera, Gordenellidae
- Muscheln (Bivalvia), Gattungen Kammmuschel Chlamys, Austern, Retroceramus, Pholadomya
- Armfüßer (Brachiopoda), Ordnung Terebratulida, Gattung Trigonellina
- Schwämme (Porifera), Klassen Glasschwämme (Hexactinellida), Gattungen Trochobolus, Tremadictyon, Cypellia und Sporadopyle sowie Kieselschwämme, Gattung Codites
- Seeigel (Echinoidea), Gattungen Rhabdocidaris (Regulärer Seeigel/Regularia) und Plegiocidaris sowie Collyrites (Irregulärer Seeigel/Irregularia)
- Seelilien und Haarsterne (Crinoidea), Familie Millericrinida, Gattung Millericrinus, Familie Isocrinidae, Gattungen Balanocrinus und Chariocrinus sowie Ordnung Cyrtocrinida, Gattung Eugeniacrinites
- Krebstiere (Crustacea), Ordnung Zehnfußkrebse, (Panzerkrebs) Gattungen Galicia und Soleryon sowie Garnele Bylgia
- Knochenfische (Osteichthyes), Klasse Strahlenflosser (Actinopterygii), Gattungen Caturus, Proscinets, Ordnungen Ionoscopiformes, Leptolepidiformes, Gattung Tharsis, Ordnung Ichthyodectiformes, Gattung Thrissops
- Fleischflosser (Sarcopterygii), Ordnung Quastenflosser (Coelacanthiformes), Gattungen Undina und Holophagus
- Knorpelfische (Chondrichthyes), Ordnung Seekatze, Gattung Ischyodus, Ordnung Engelhaie (Squatiniformes), Gattung Pseudorhina sowie Fragmente aus der Gruppe Haie (Selachii), Gattungen Notidanus und Sphenodus
- Dinosaurier (Dinosauria), theropode Gattung Sciurumimus
- Schuppenechsen (Lepidosauria), Klade Sphenodontia (Rhynchocephalia), Gattungen Brückenechse (Sphenodon) und Pleurosaurus
- Meeresschildkröte (Cheloniidae), Familien Eurysternidae und Plesiochelyidae mit der Gattung Plesiochelys
- Krokodilartiges Reptil, Gattung Alligatorellus
- Meereskrokodil (Crocodylia), Gattung Dakosaurus
- Flugsaurier (Pterosauria), Familie Langschwanzflugsaurier, Gattung Preondactylus
- Pflanzen (Embryophyta), Ordnungen Bennettitales, Gattung Zamites, Koniferen (Coniferales), Familie Cheirolepidiaceae, Gattung Brachyphyllum
- Alge (Alga), Gruppe Grünalge Chlorobionta und Familie Wirtelalge (Dasycladaceae), Gattung Goniolina

#### Südliche Fränkische Alb

##### Fossillagerstätten und Fundorte
Fossilien aus der Südlichen Fränkischen Alb stammen vor allem aus der Region um Solnhofen mit den dortigen weltweit berühmten Plattenkalkstein-Fossililagerstätten. Neben den allgemein bekannten Vorkommen Solnhofen/Landkreis Weißenburg-Gunzenhausen und Eichstätt/Große Kreisstadt gibt es noch weiterer Fundorte, wie zum Beispiel bei Langenaltheim/Landkreis Weißenburg-Gunzenhausen, Zandt/Landkreis Cham, Hienheim/Landkreis Kelheim, Painten/Landkreis Kelheim, Blumenberg und Brunn/Landkreis Regensburg. Das Fossilsspektrum in diesen Fundorten unterscheidet sich zum Teil erheblich.

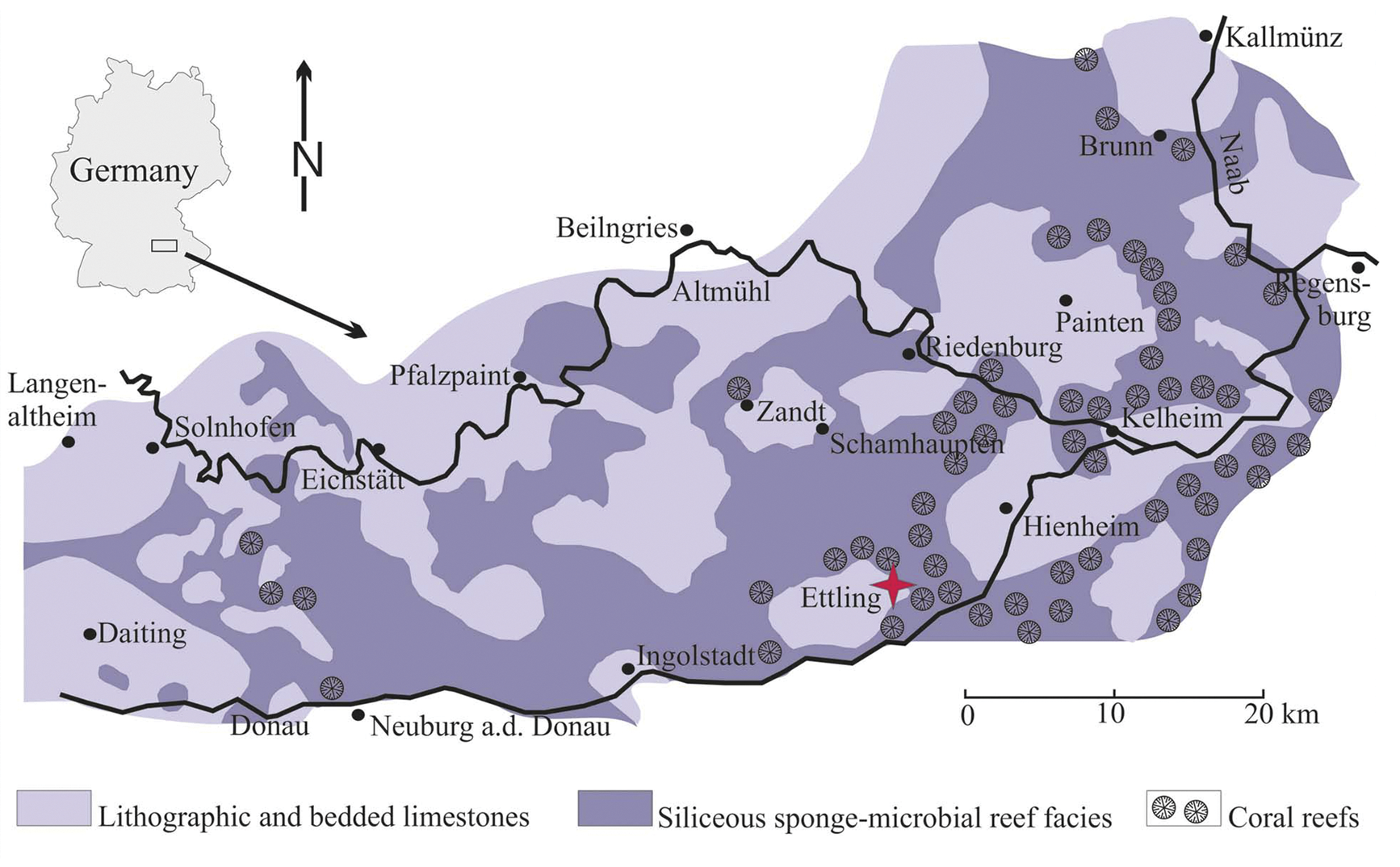
Fazieskarte des „Solnhofener Archipels“ in der Südlichen Fränkischen Alb
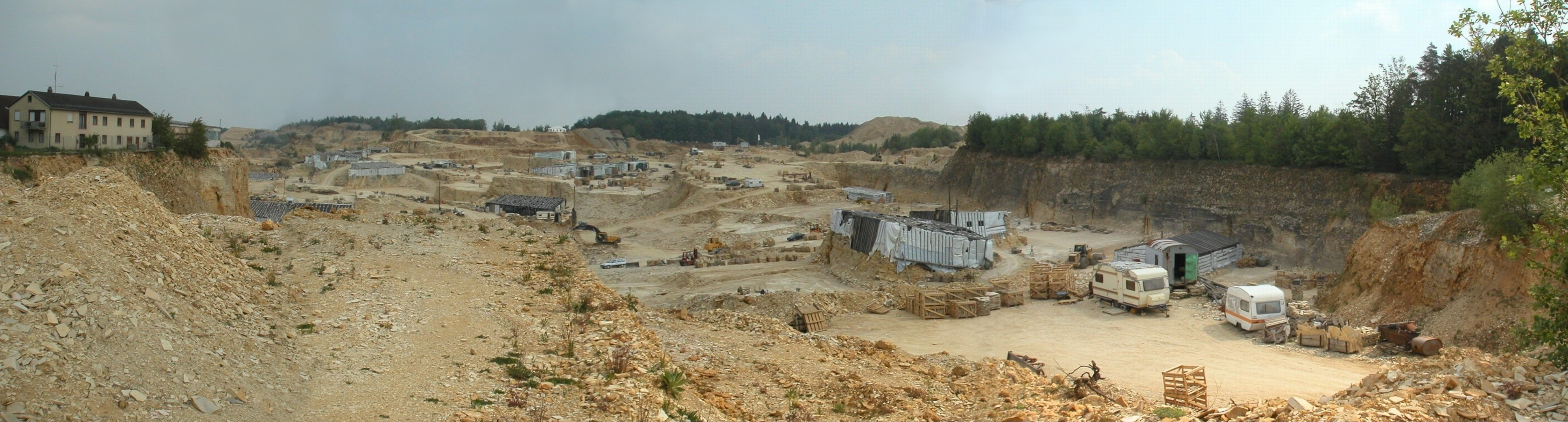
Steinbruch bei Solnhofen/Mittelfranken
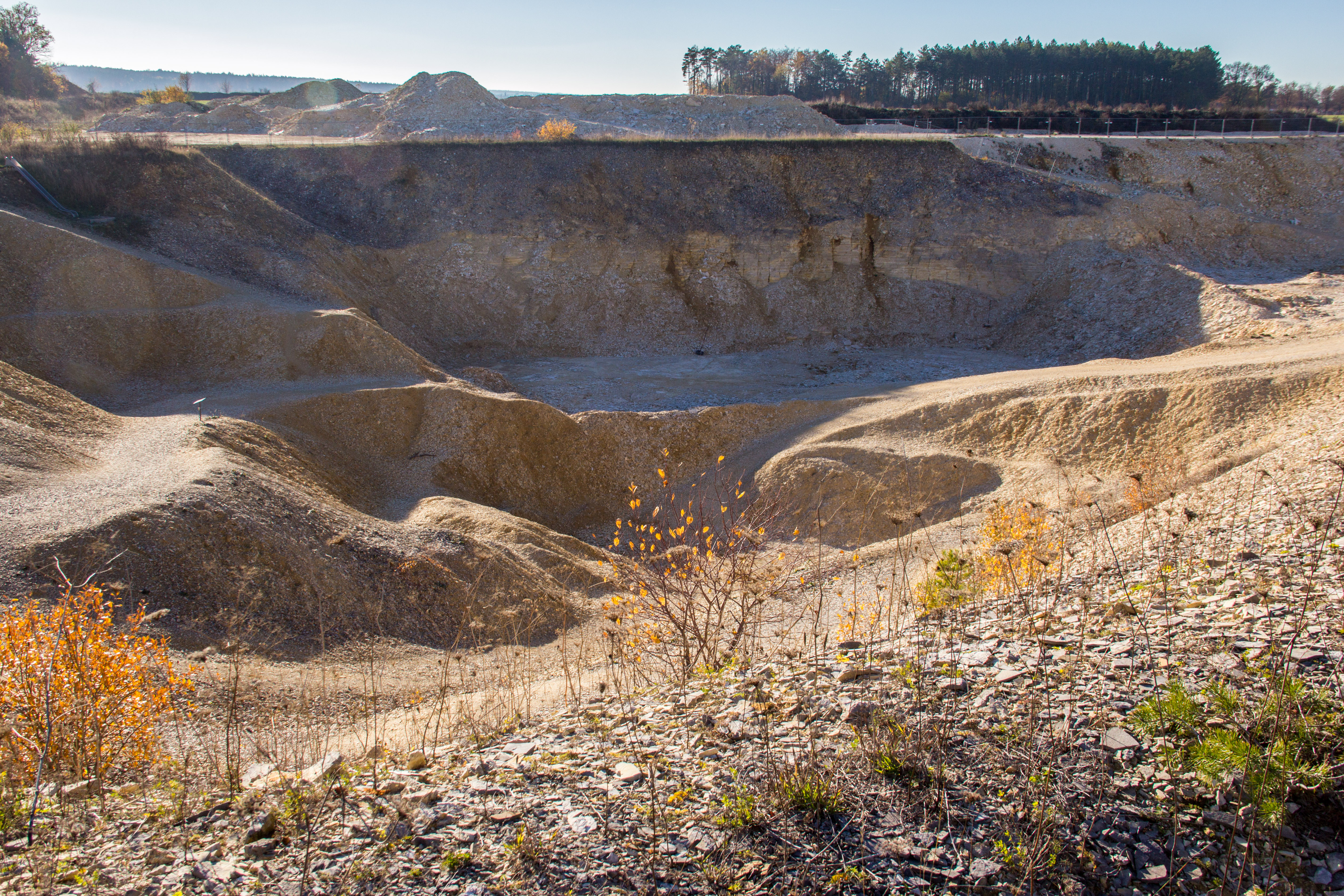
Steinbruch bei Blumenberg/Landkreis Eichstätt
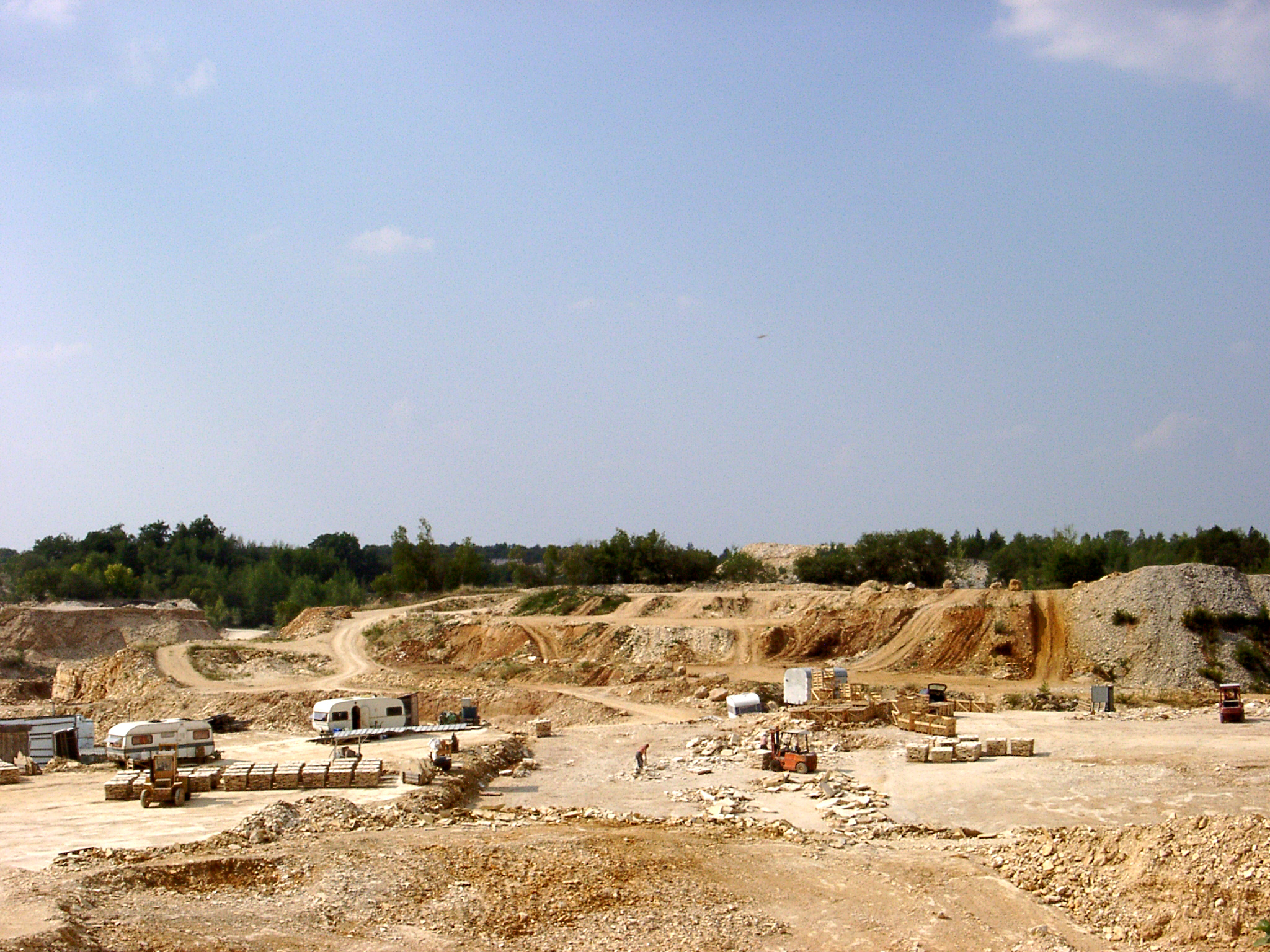
Steinbruch Langenaltheim/Landkreis Weißenburg-Gunzenhausen

##### Fossilien
In den Plattenkalken des Süddeutschen Jura wurden Fossilien von einer großen Biodiversität und mit zum Teil hoher Anzahl gefunden.
Kopffüßer und Muscheln

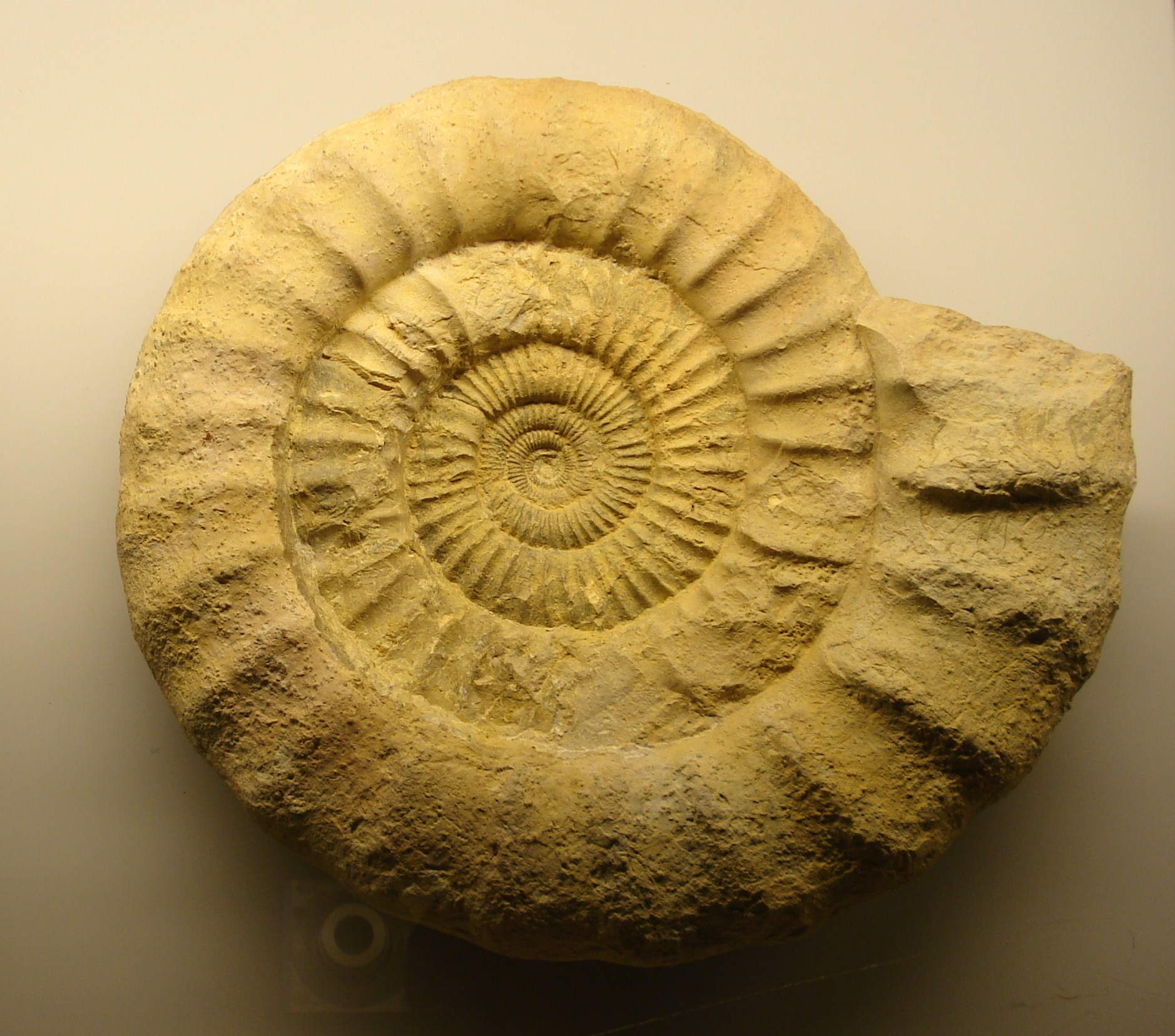
Ammonit Perisphinctes cf choffati
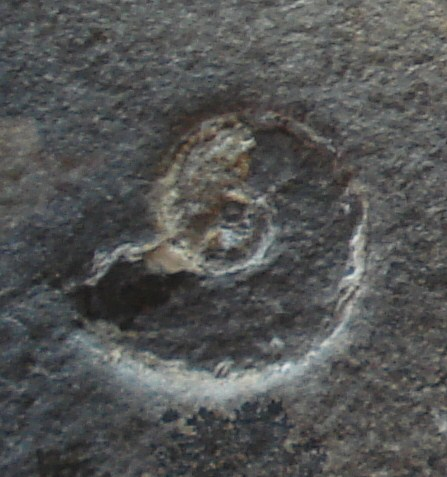
Ammonit Lingulaticeras solenoides
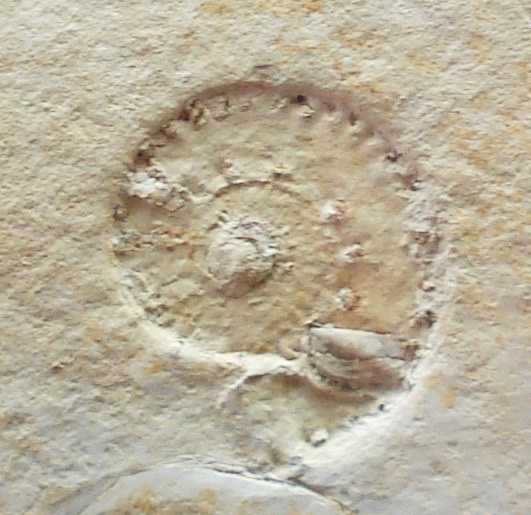
Ammonit Hybonoticeras
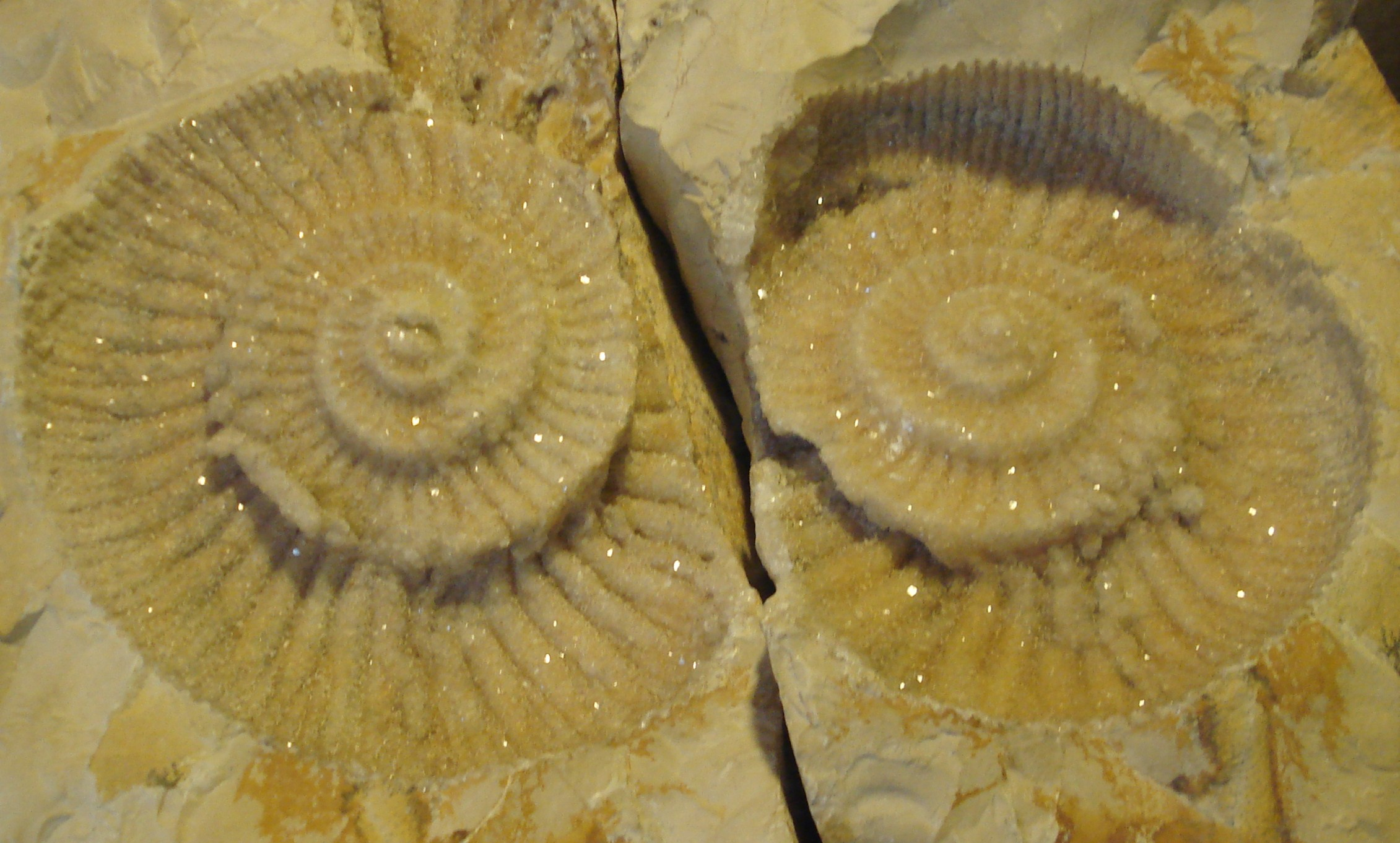
Ammonit Lithacoceras
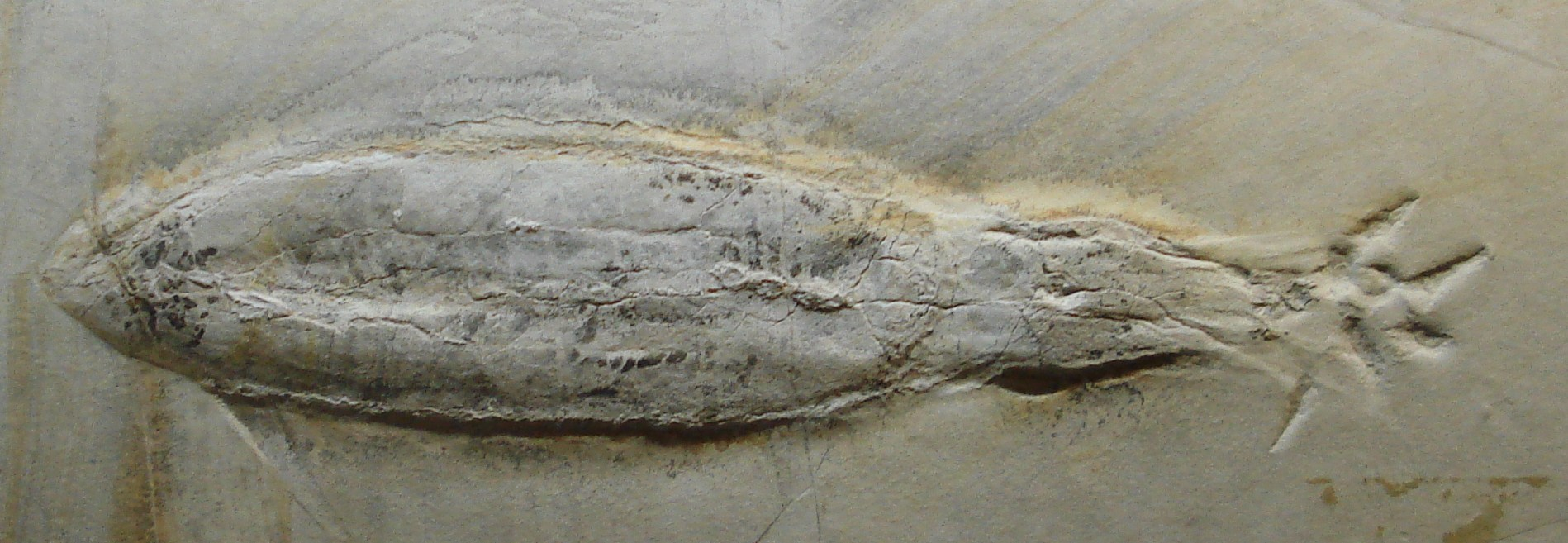
Belemnit Leptoteuthis gigas
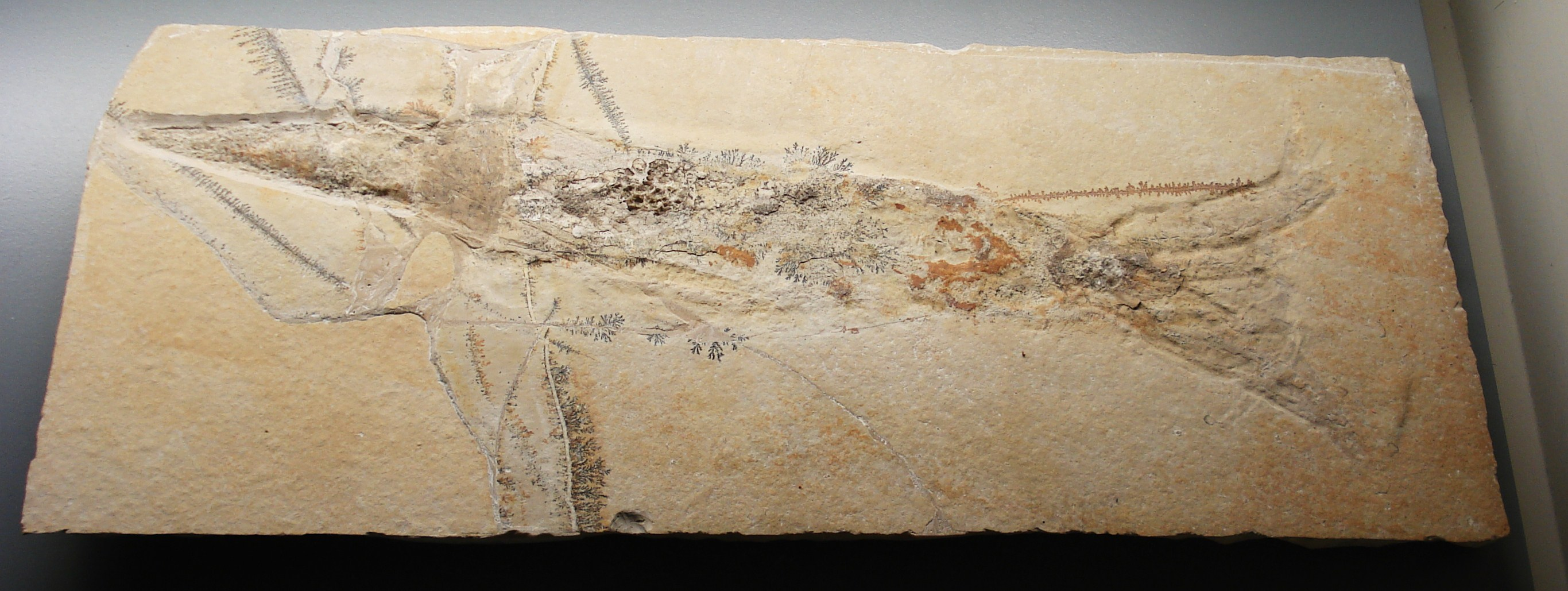
Kalmarähnlicher Belemnit Acanthoteuthis speciosa
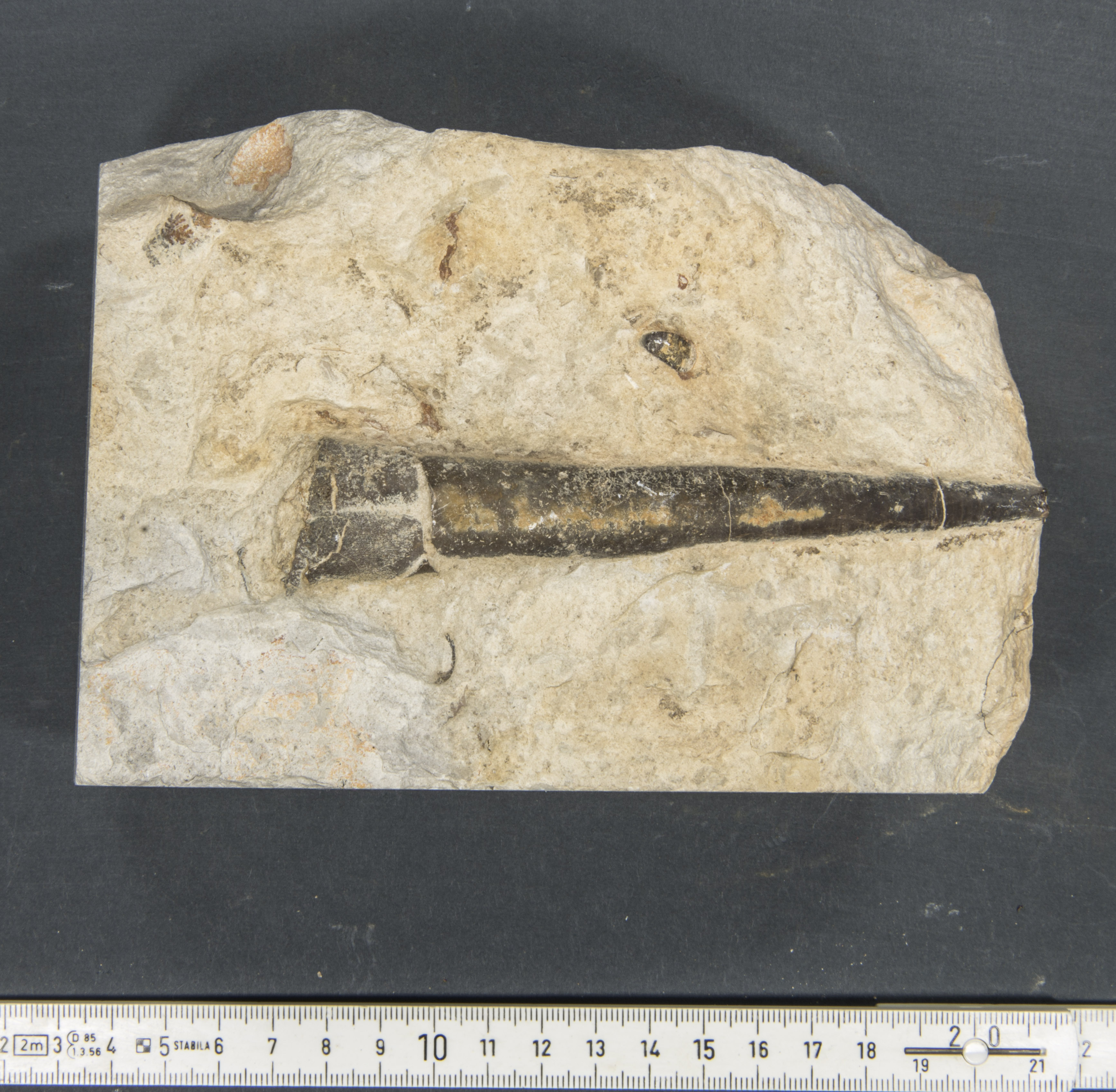
Belemnit Phragmokon und Rostrum
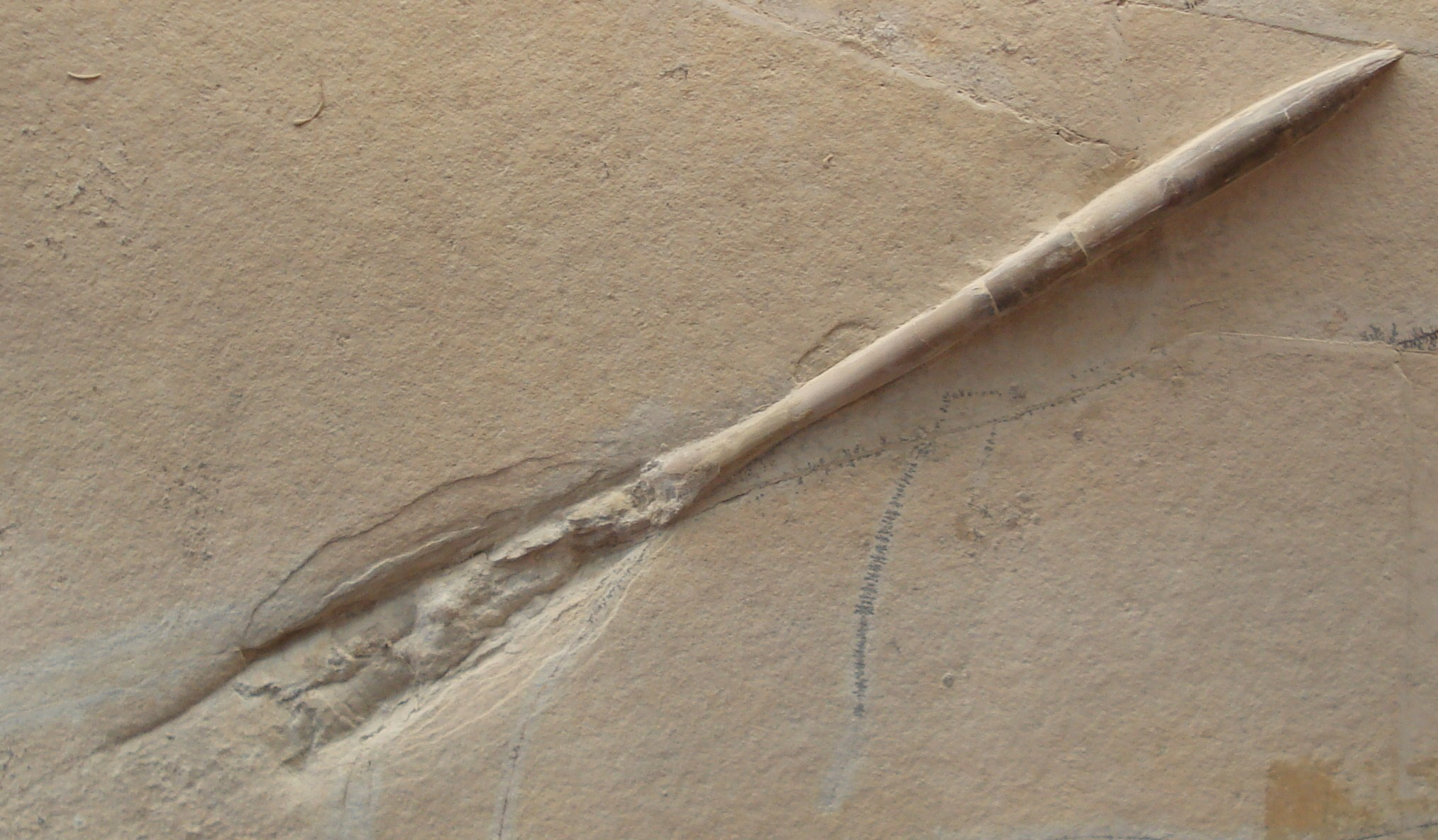
Belemnit Hibolites hastatus
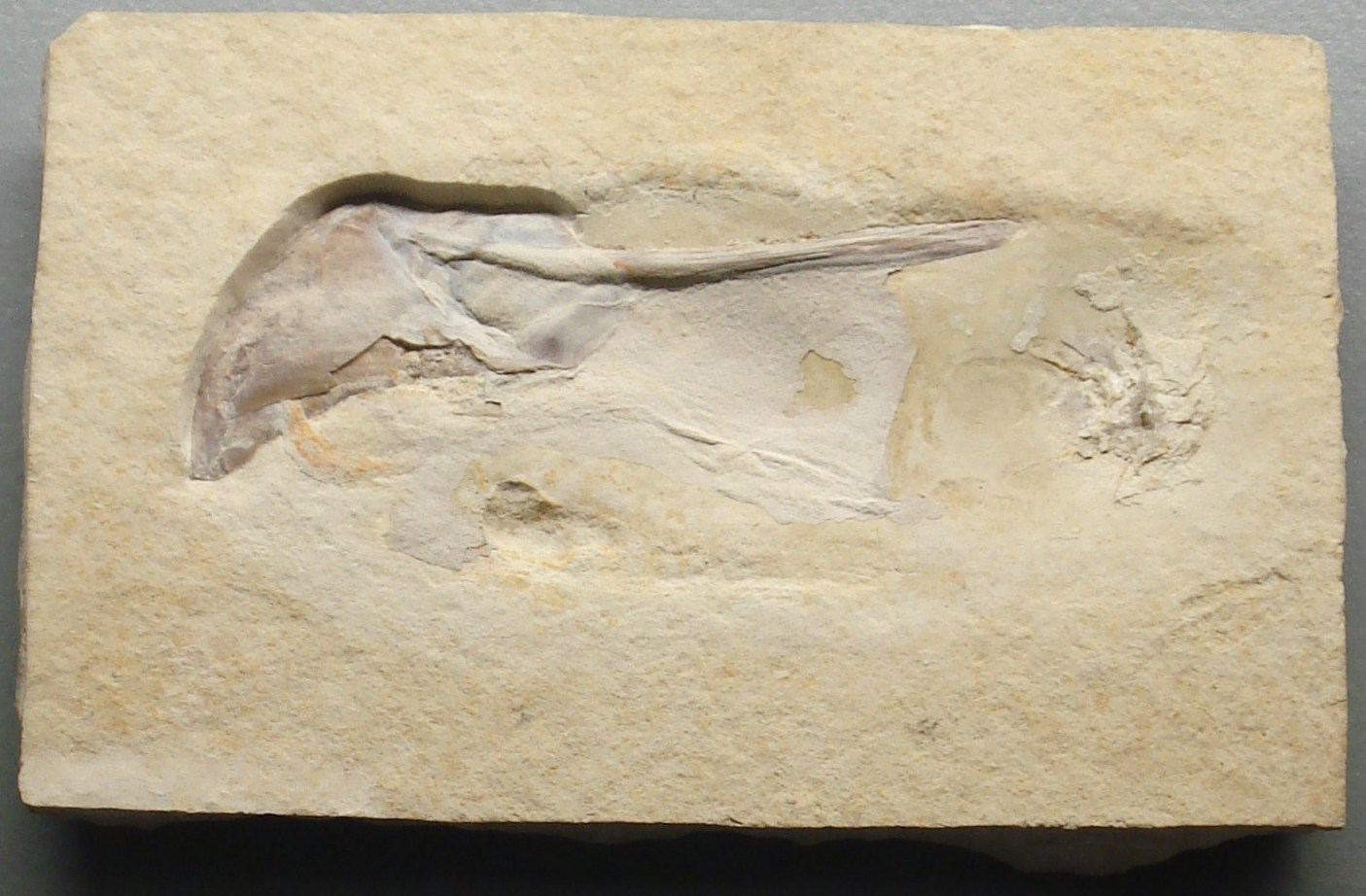
Vampirtintenfischähnlicher Tintenfisch Muensterella scutellaris
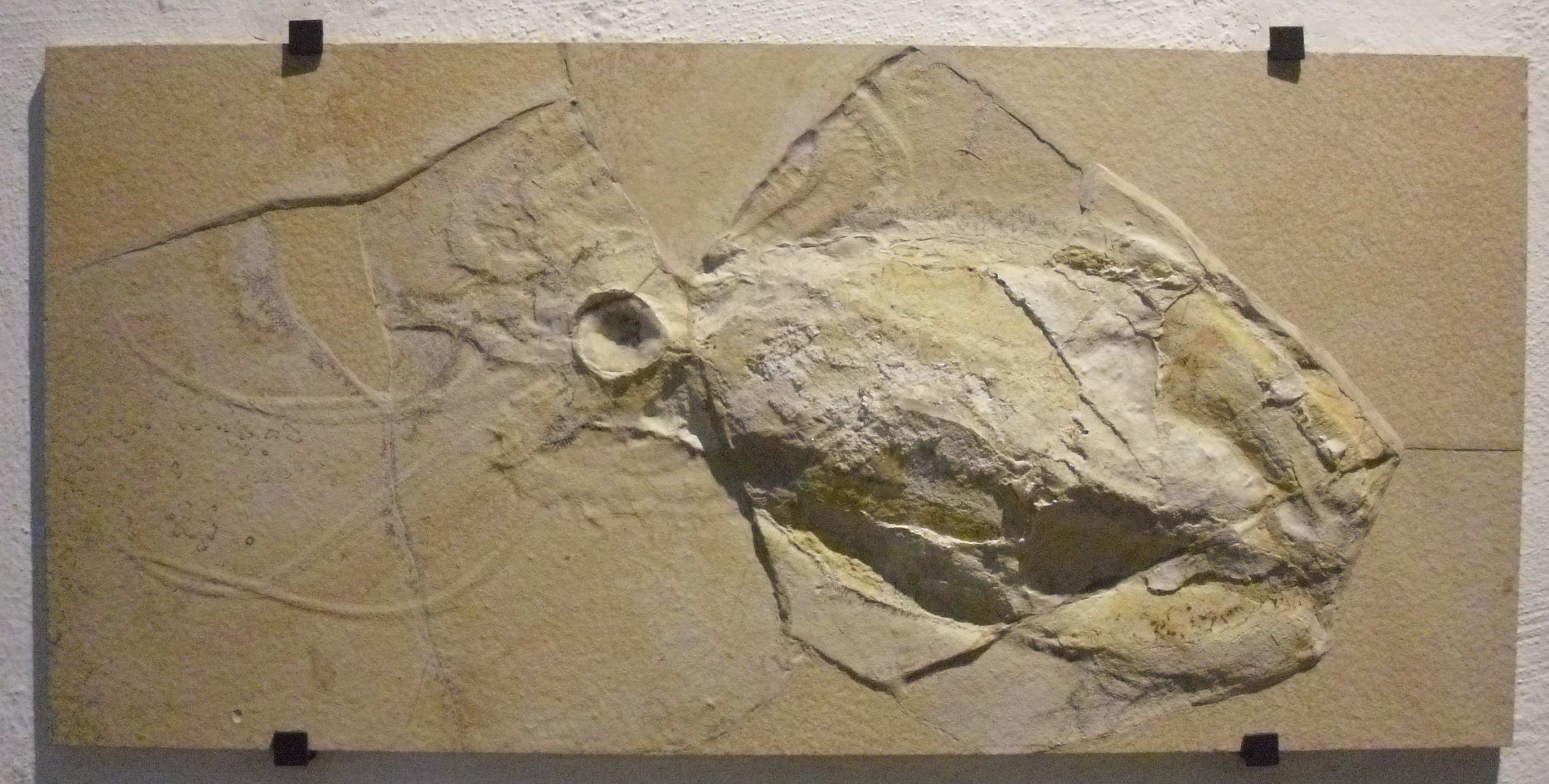
Kalmar Trachyteuthis hastiformis
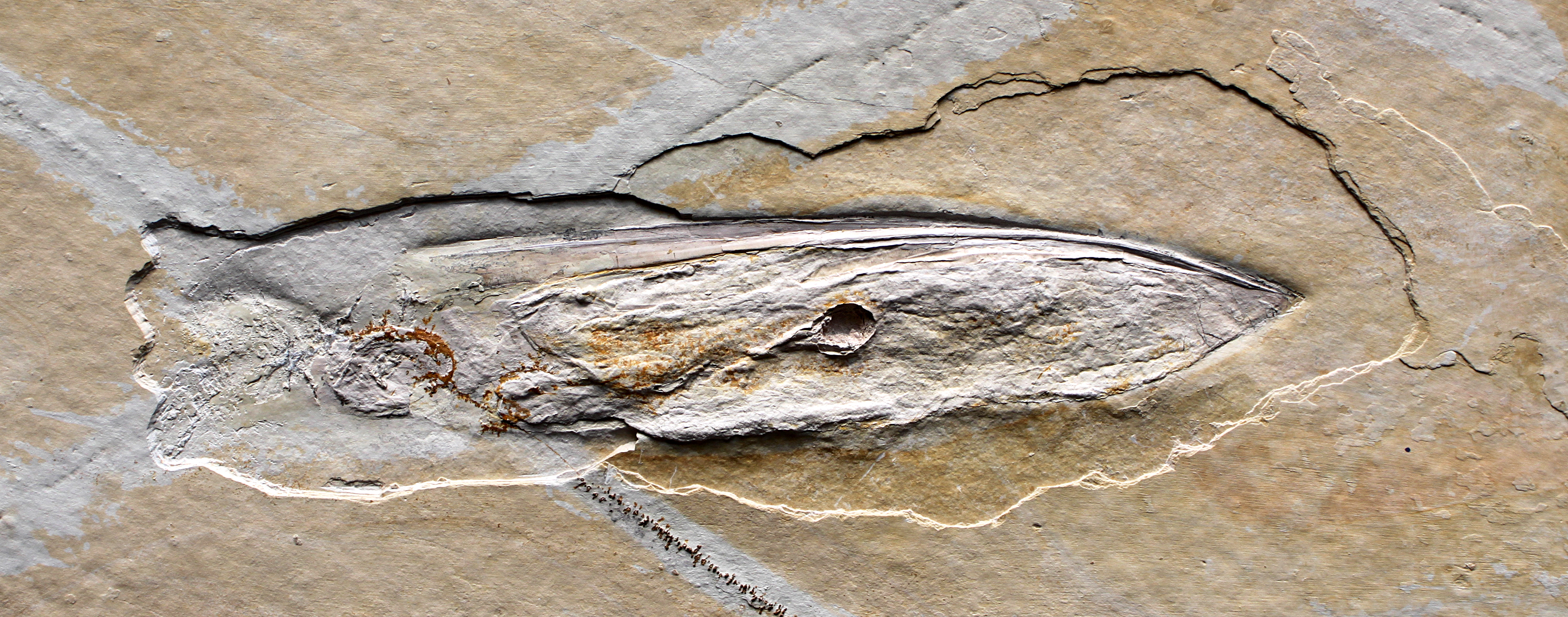
Kalmar Plesioteuthis prisca
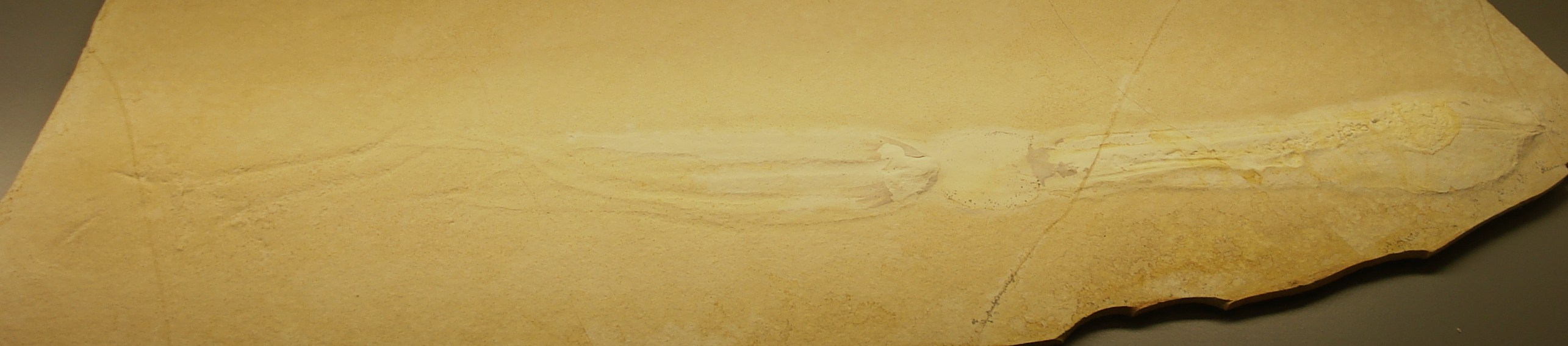
Kalmar Dorateuthis tricarinata
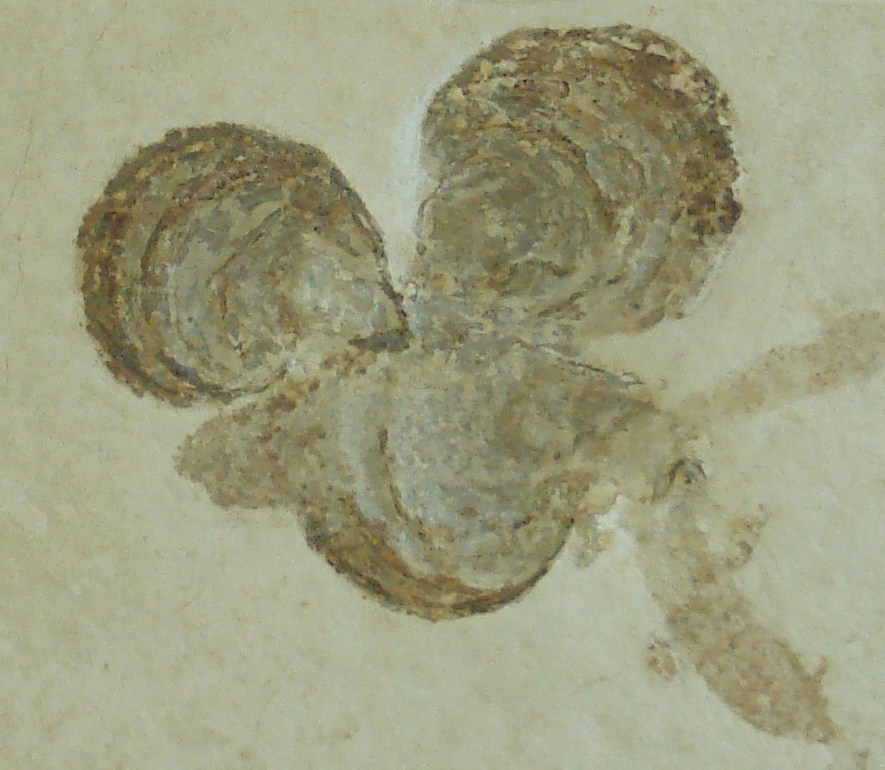
Muschel Liostrea socialis

Krebstiere, Nesseltiere und Stachelhäuter

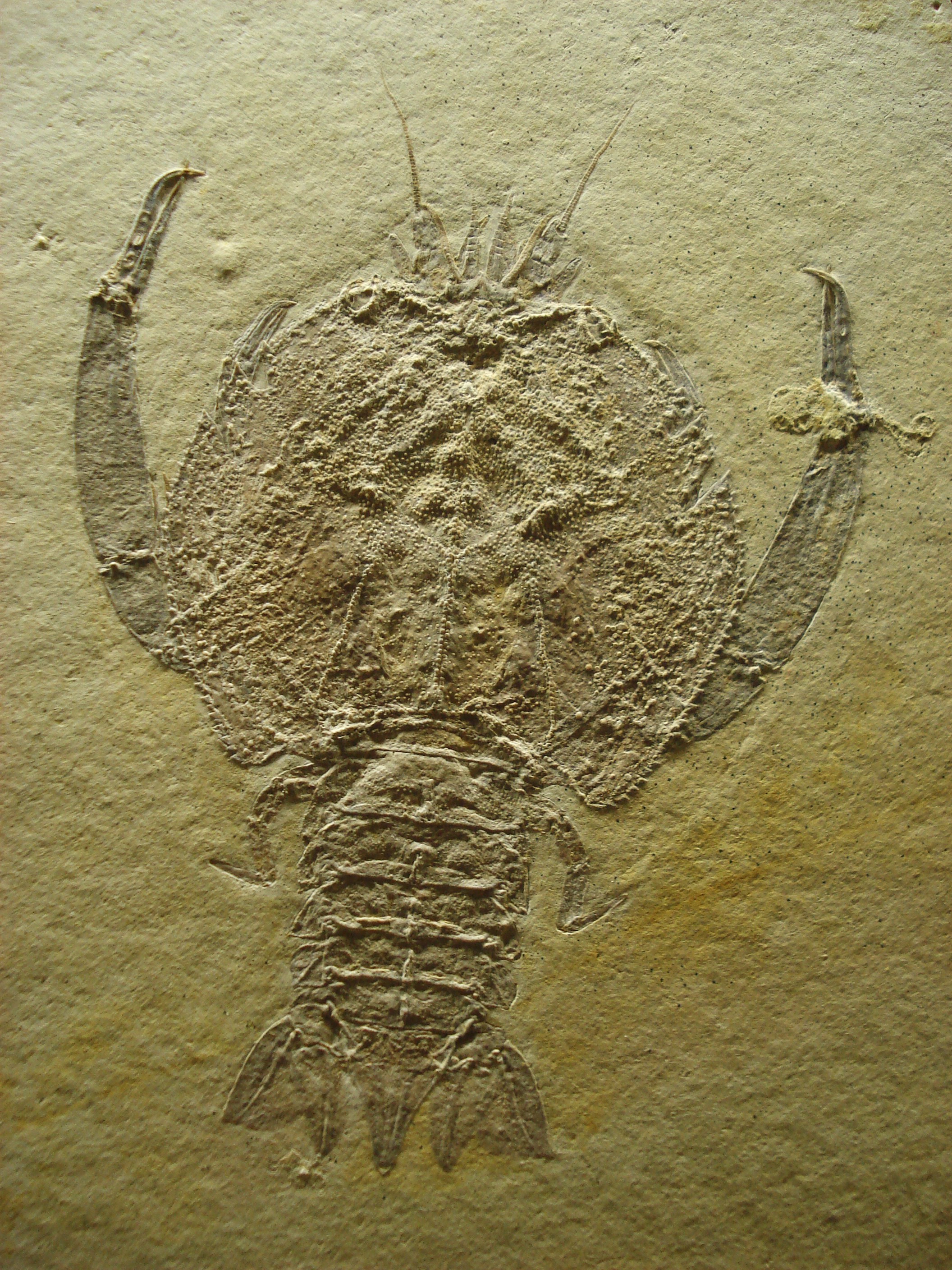
Zehnfußkrebs Cycleryon propinquus
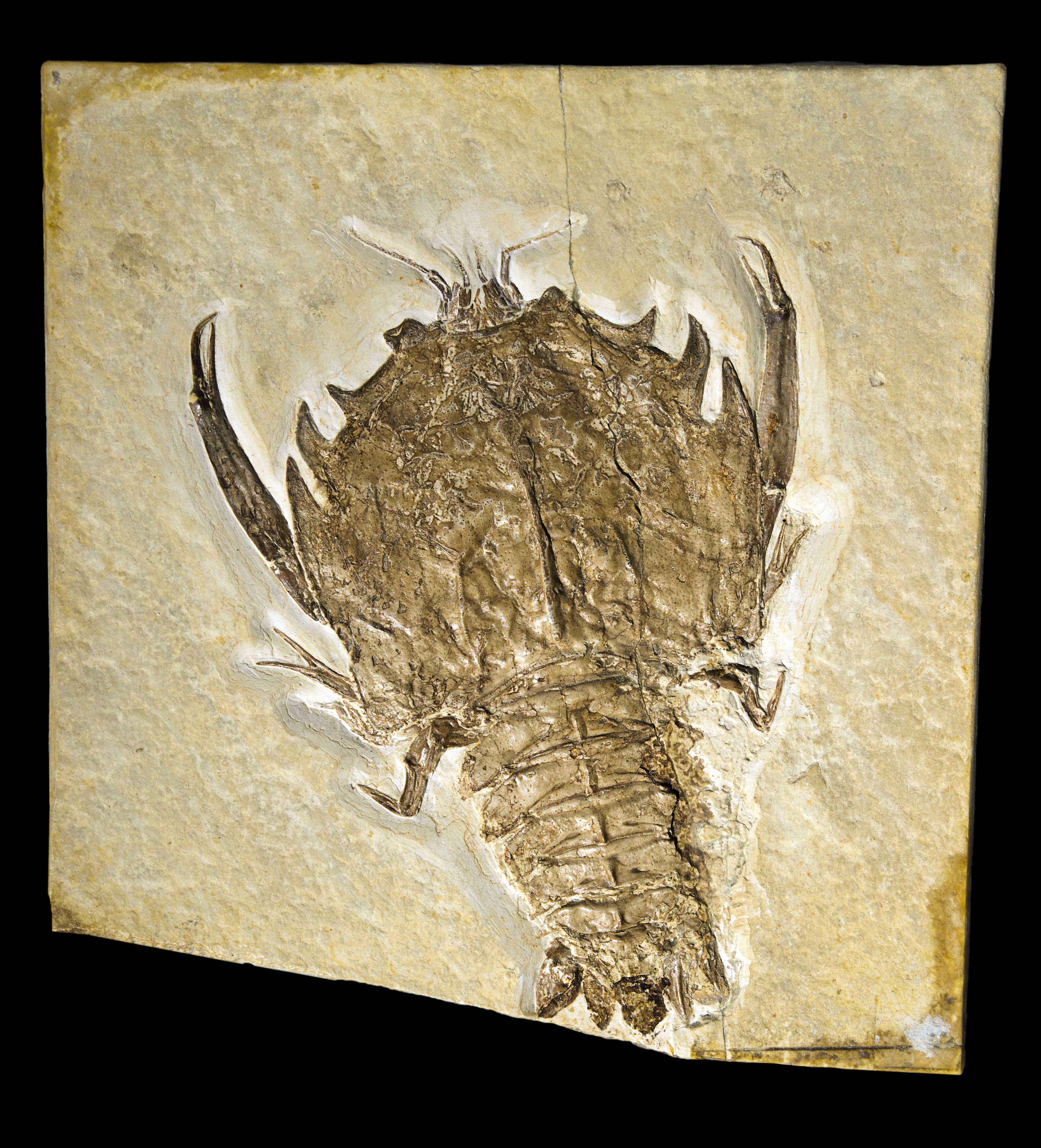
Zehnfußkrebs Eryon cuvieri
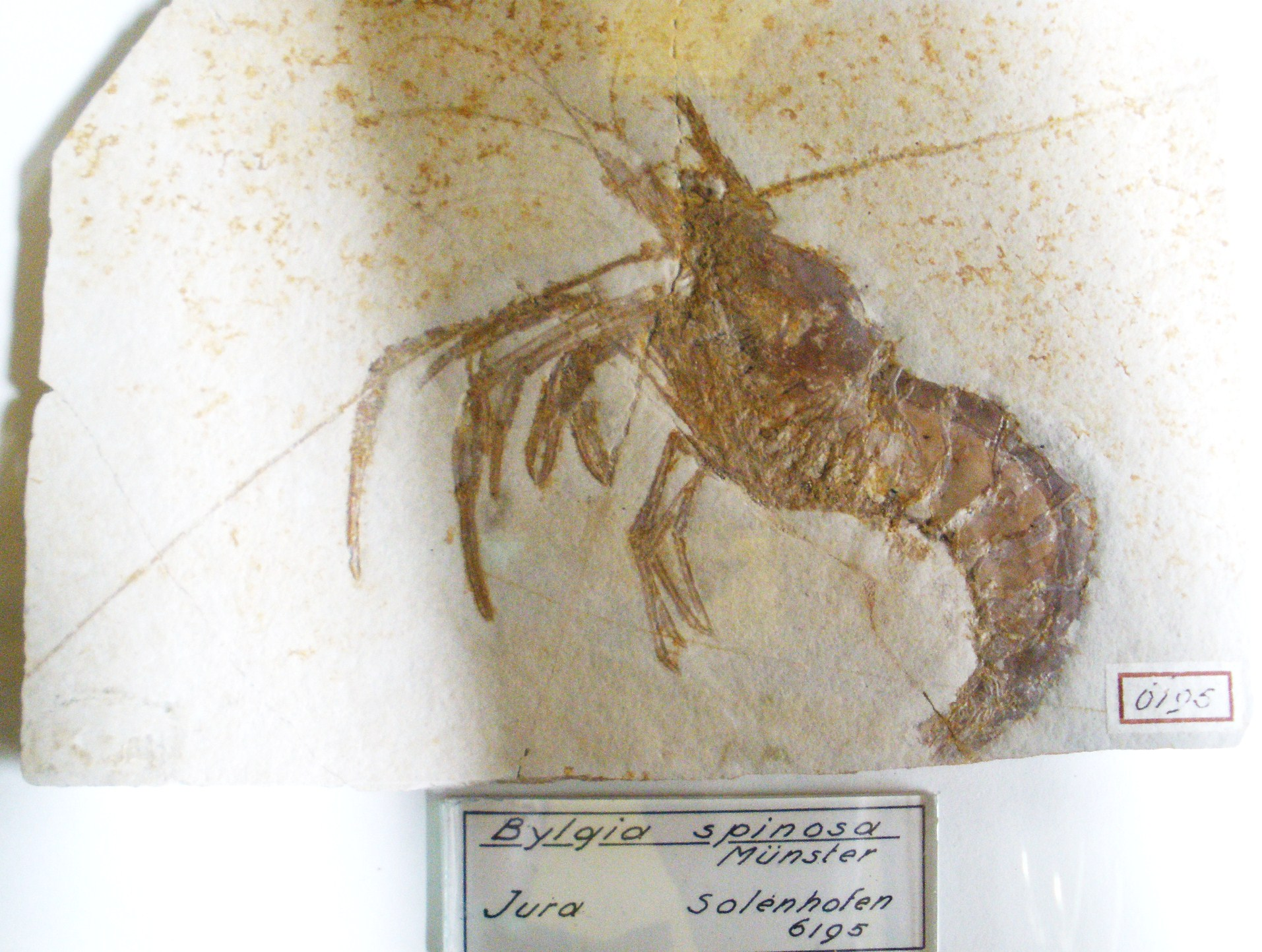
Zehnfußkrebs Bylgia spinosa
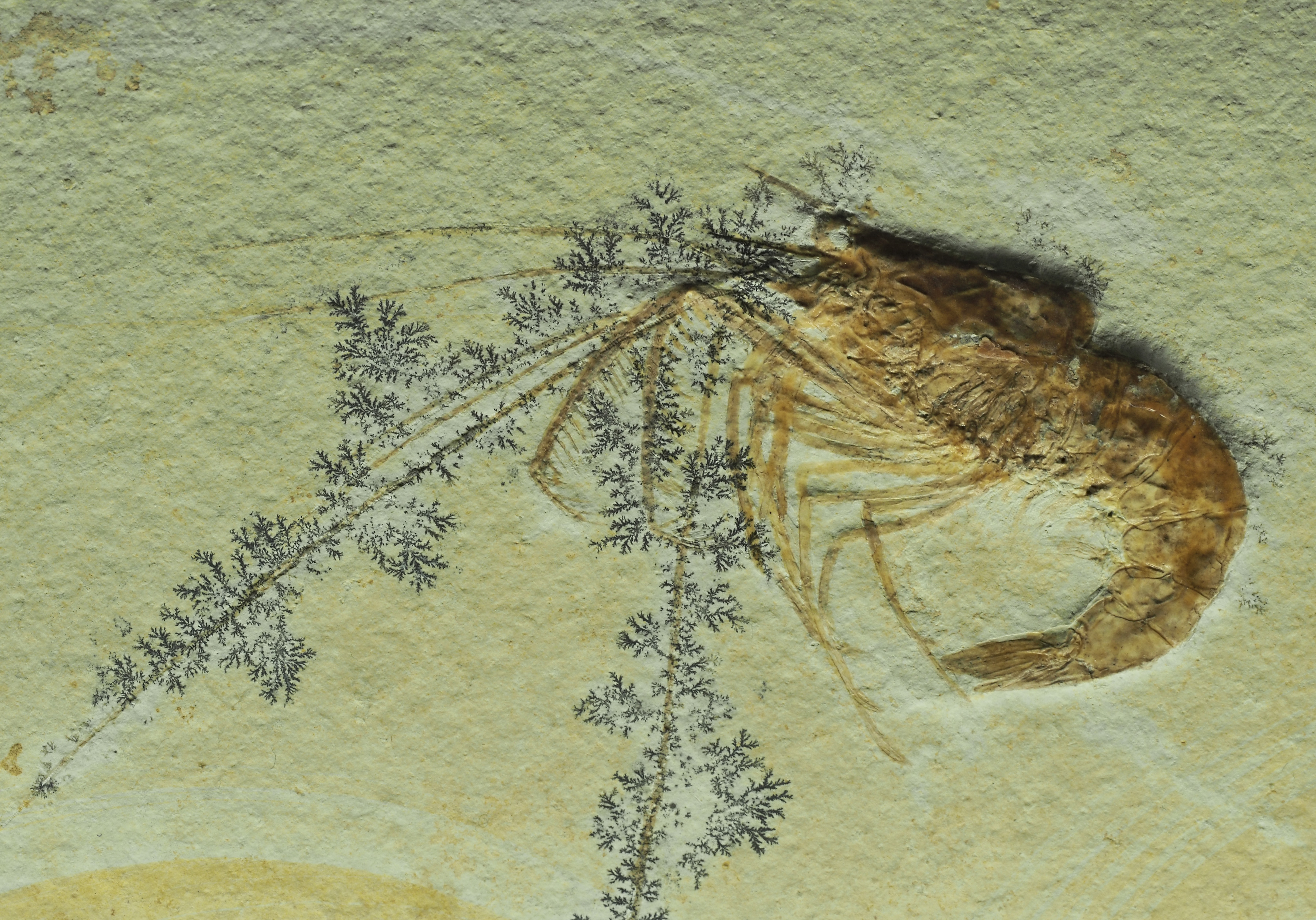
Zehnfußkrebs Antrimpos sp.
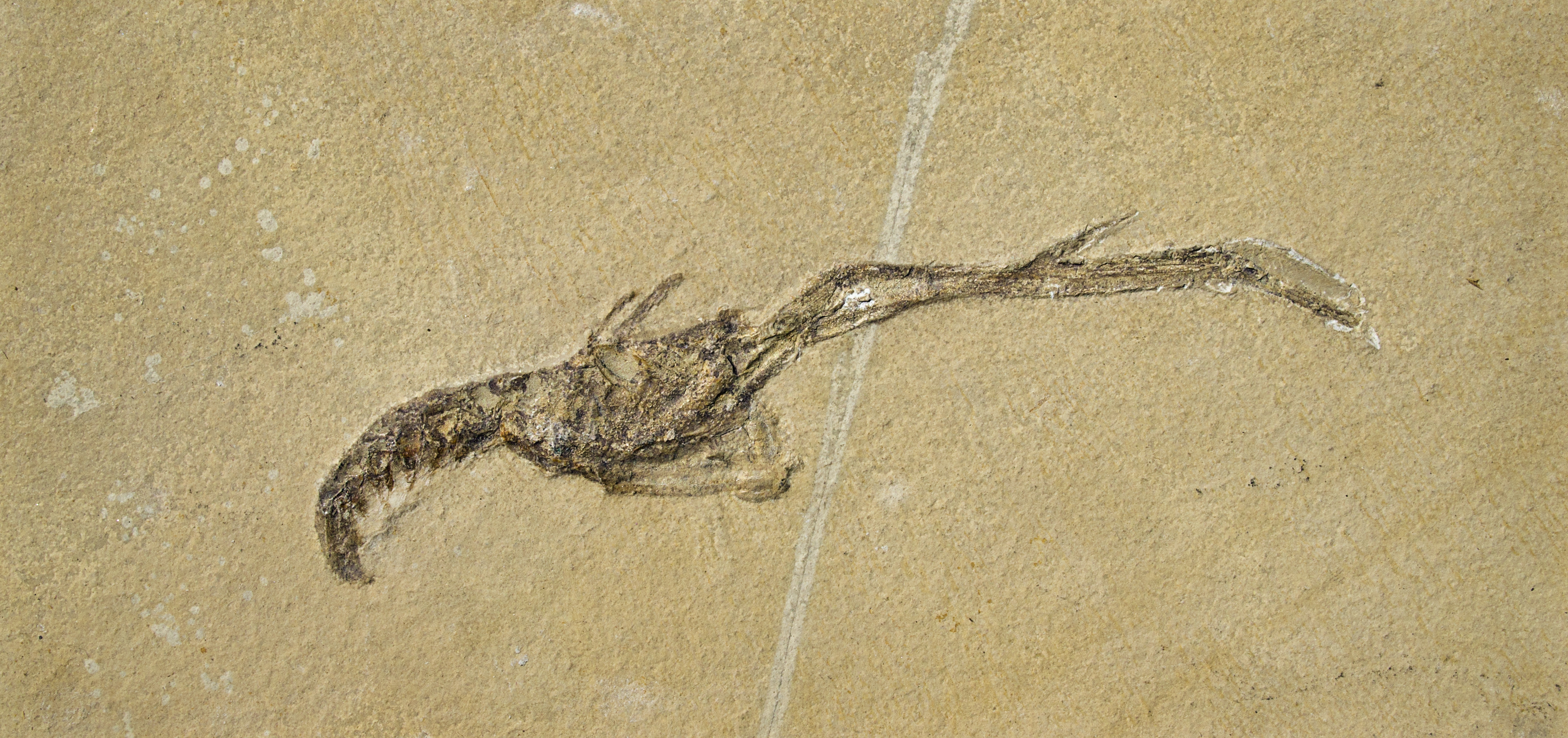
Hummerartiger Zehnfußkrebs Mecochirus longimanatus
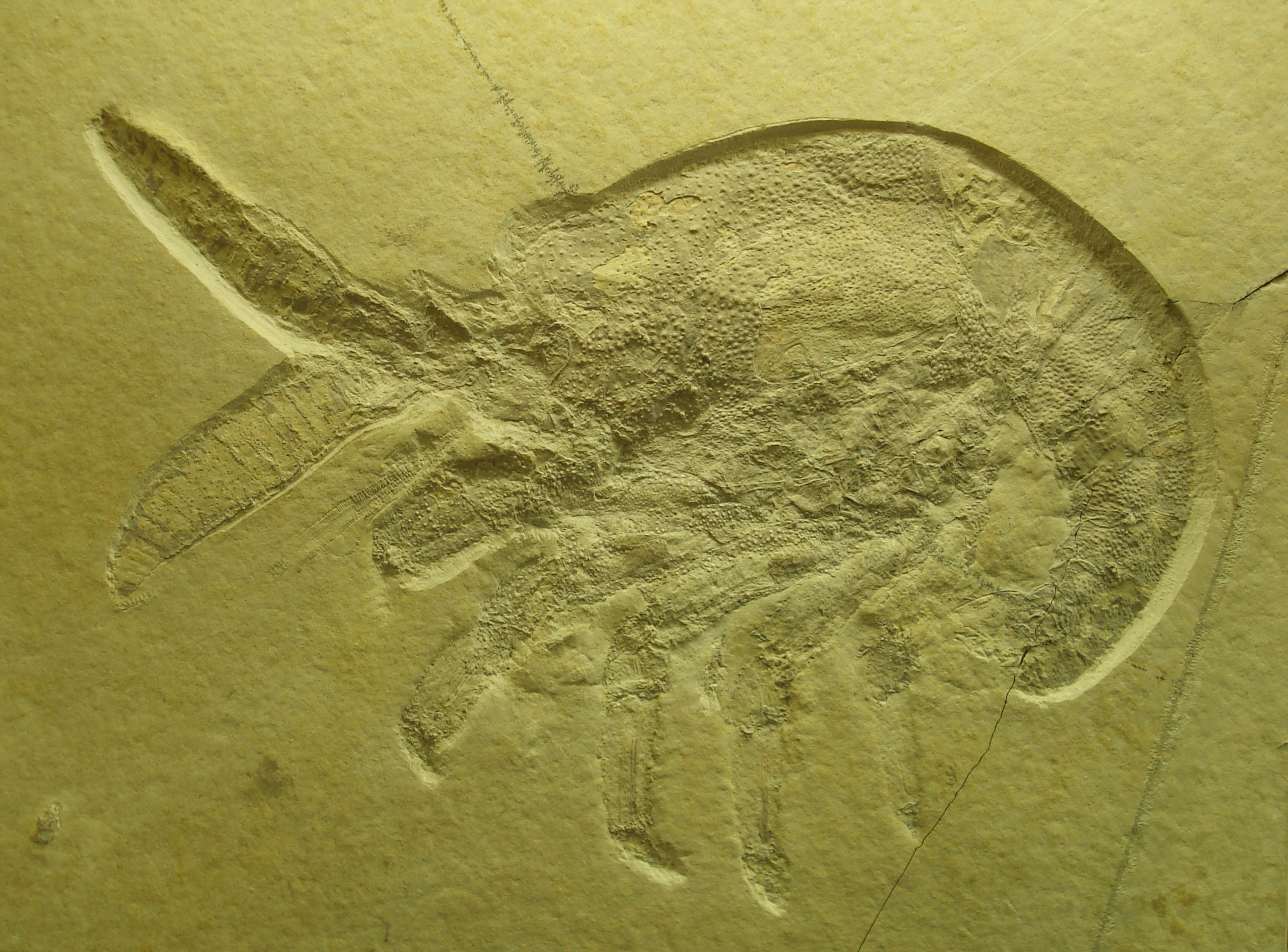
Bärenkrebsähnlicher Zehnfußkrebs Cancrinos claviger
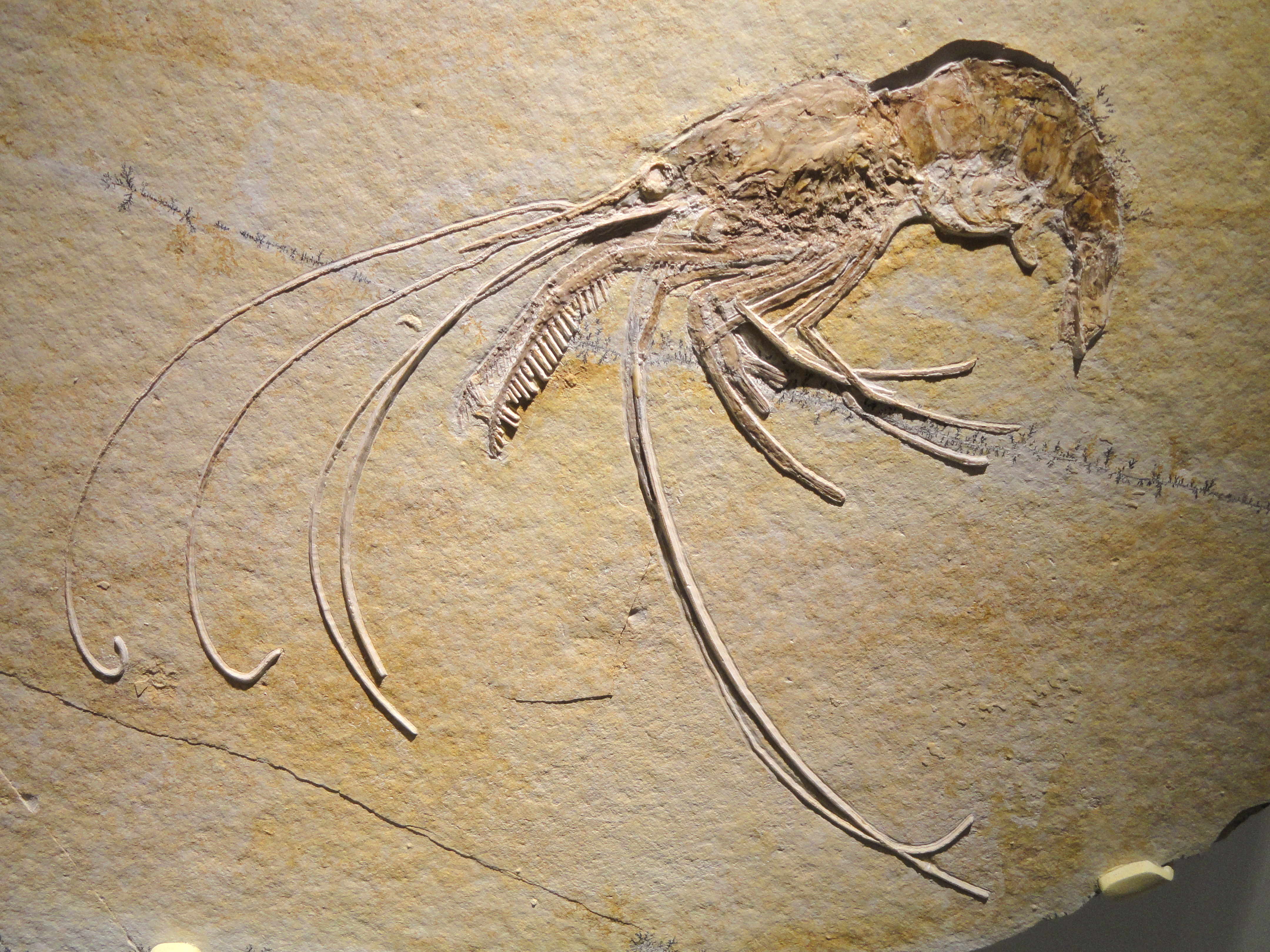
Garnele Aeger tipularius
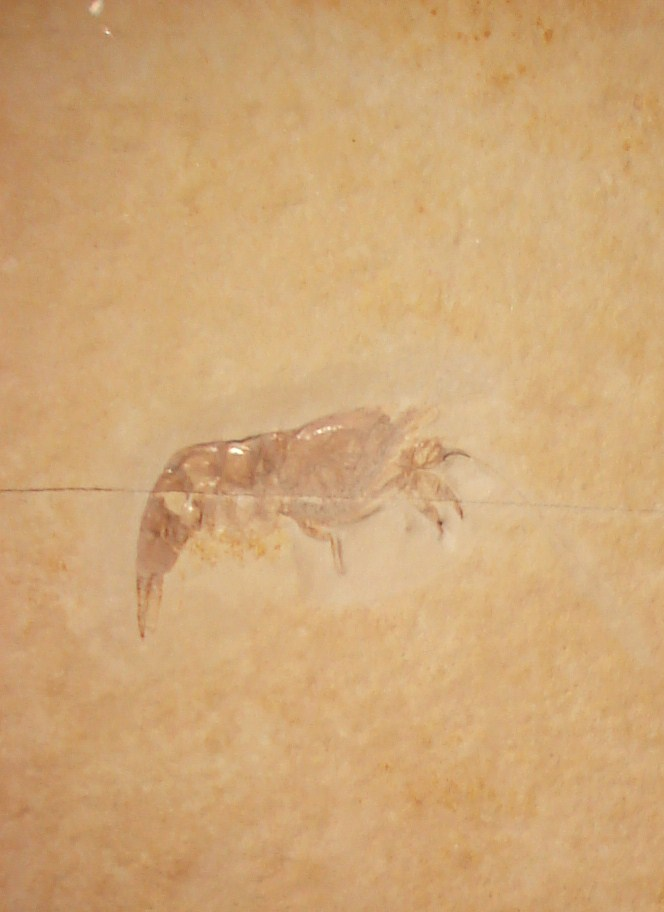
Garnele Harthofia bergeri
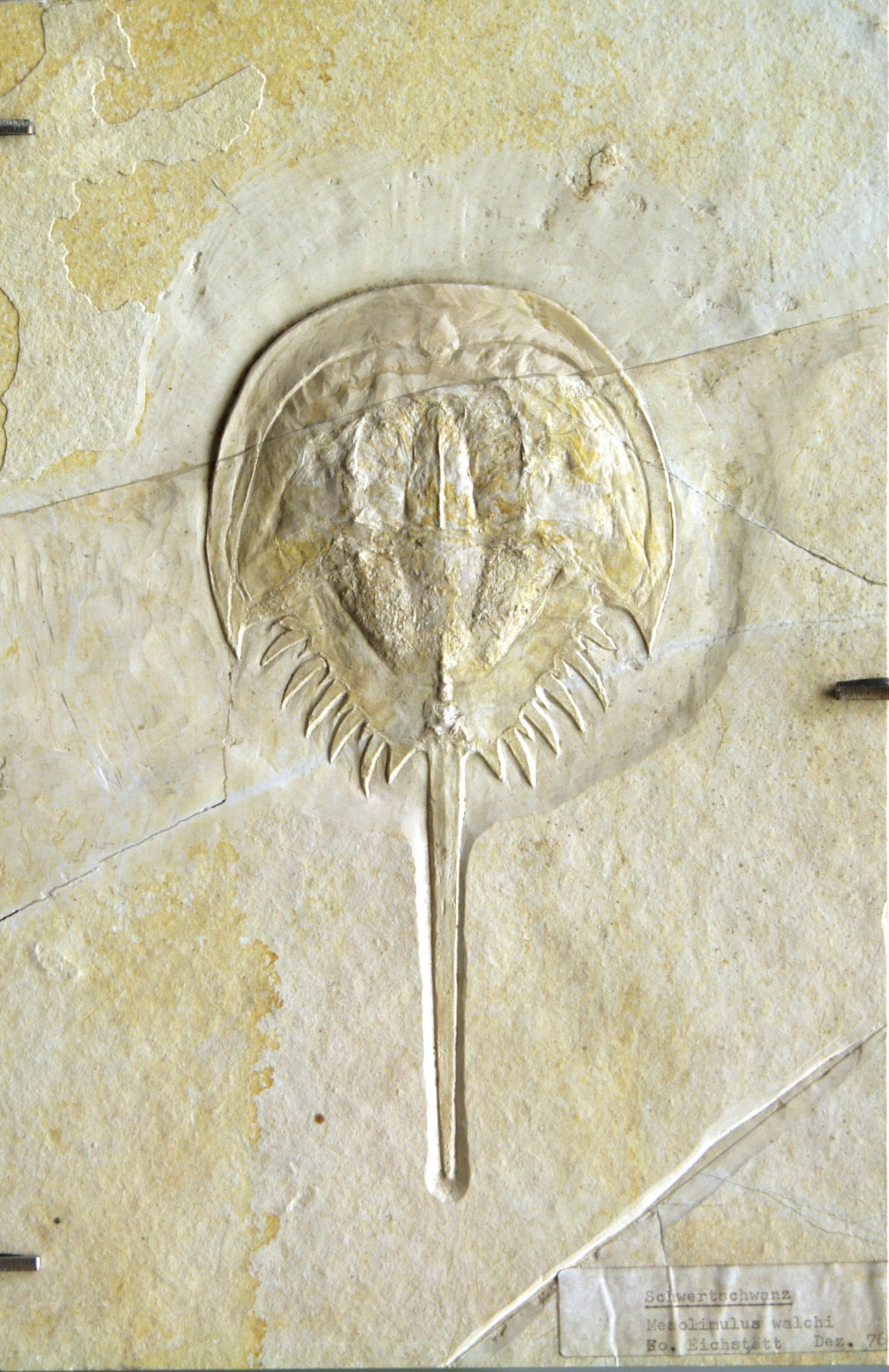
Pfeilschwanzkrebs Mesolimulus walchi
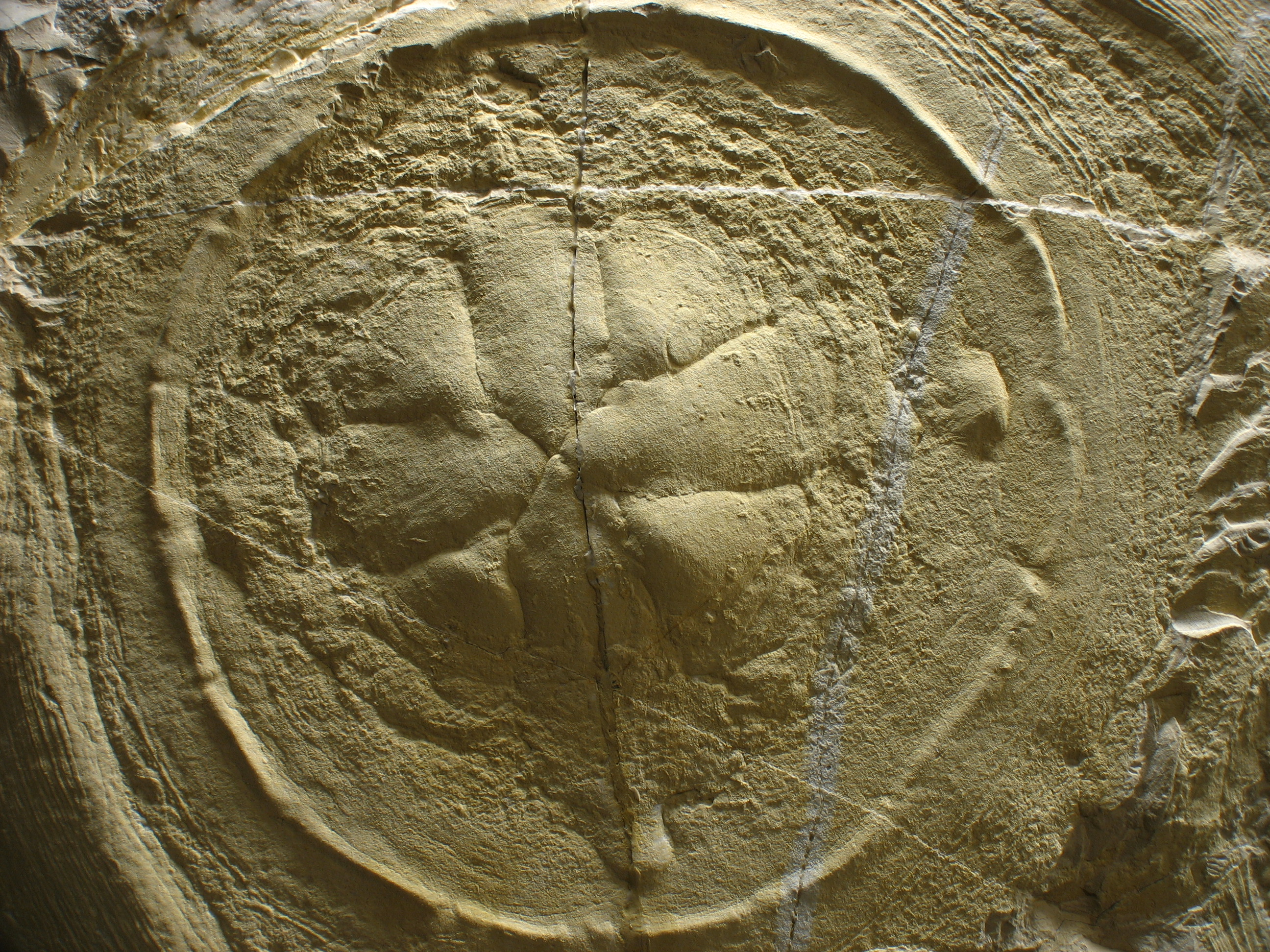
Wurzelmundqualle Rhizostomites admirandus
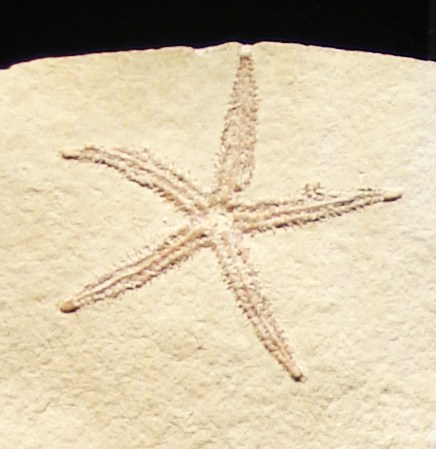
Seestern Terminaster cancriformis
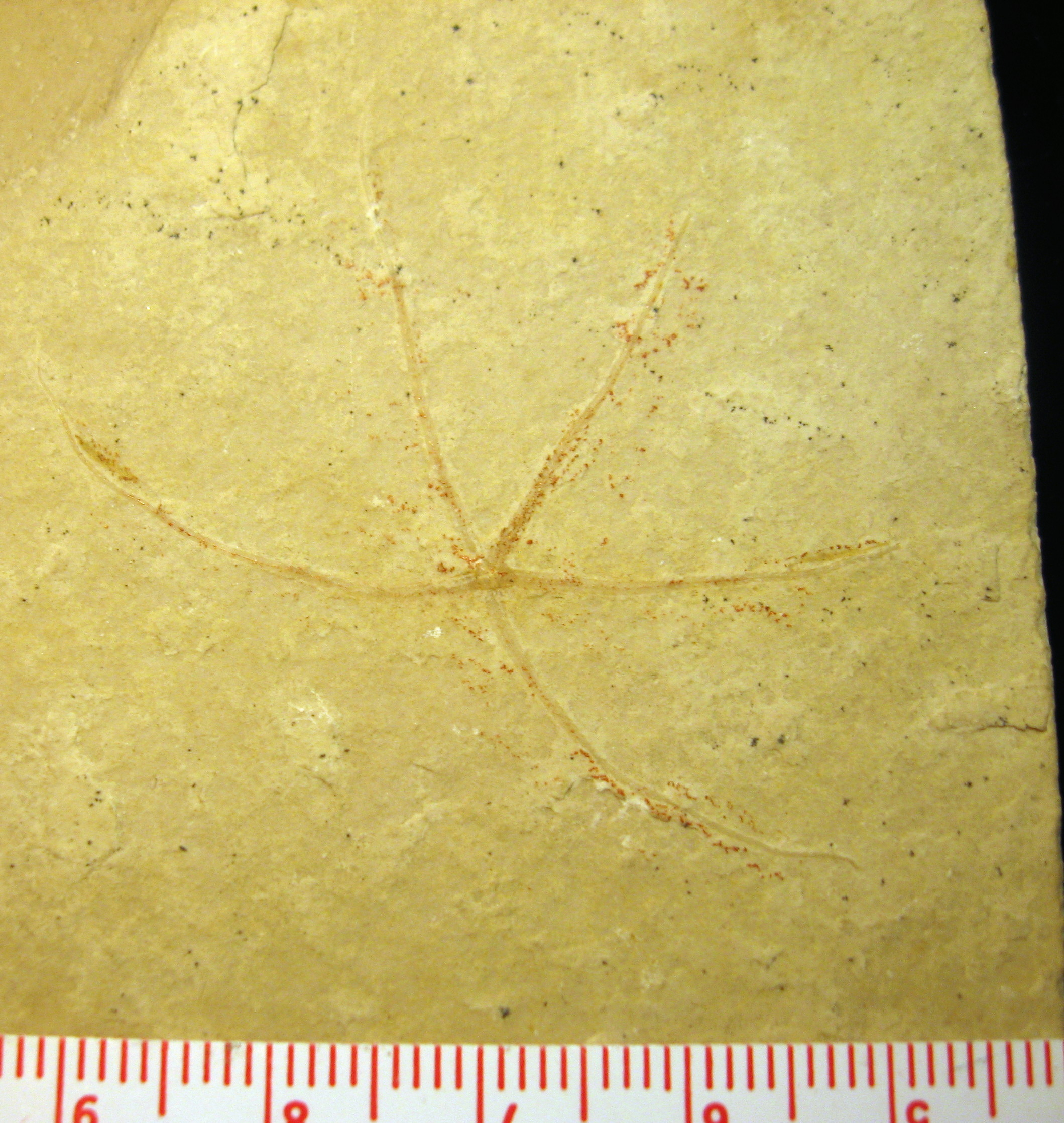
Haarstern Geocoma carinata
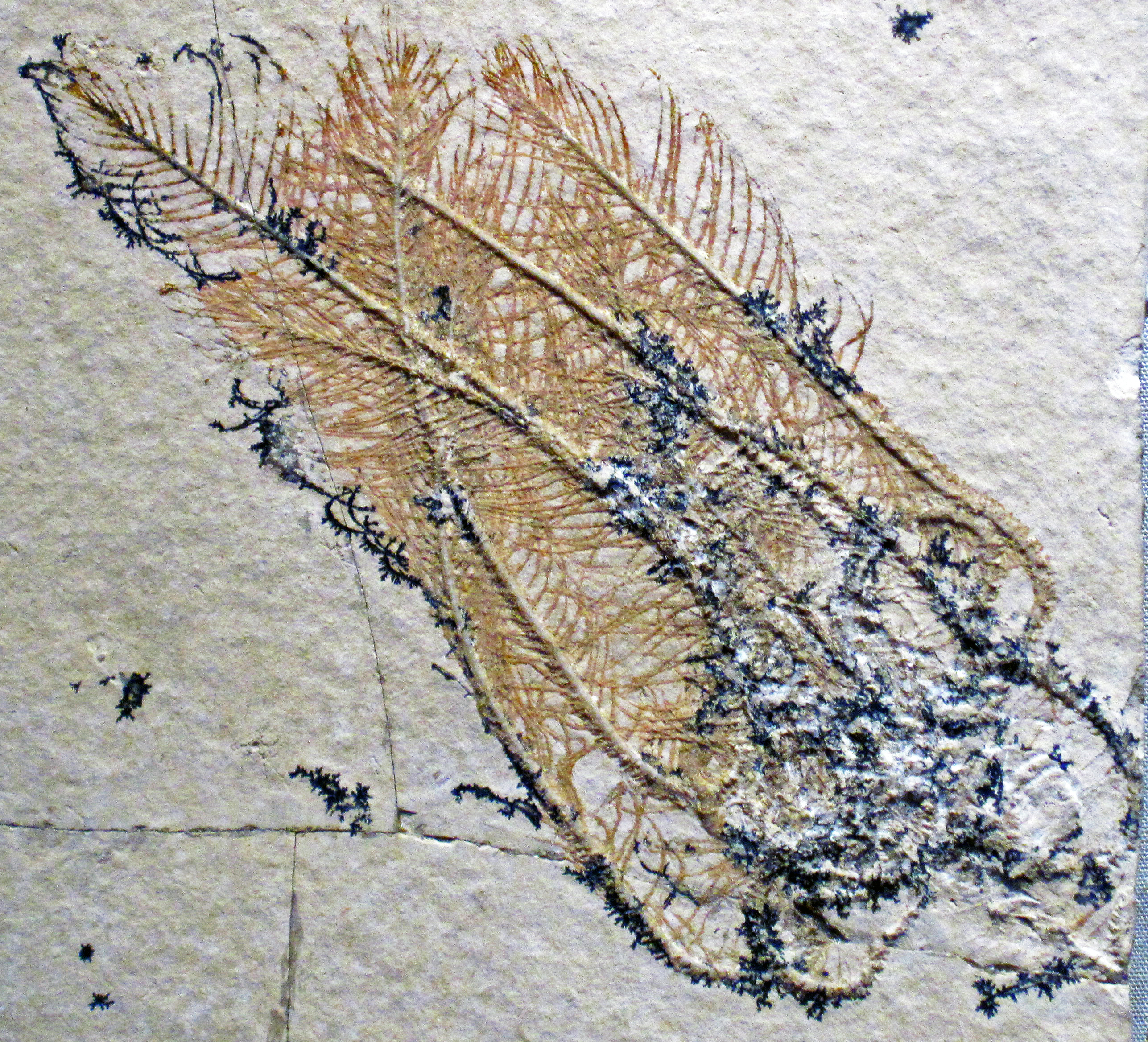
Haarstern Comatula pinnata
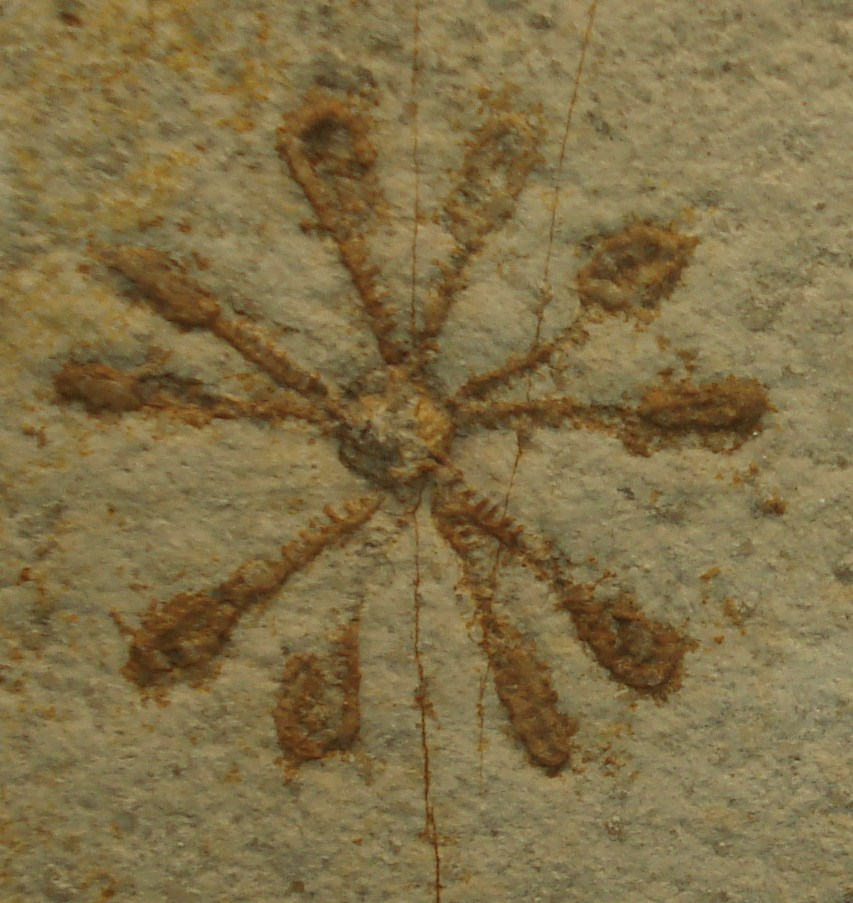
Seelilie Saccocoma tenella

Insekten

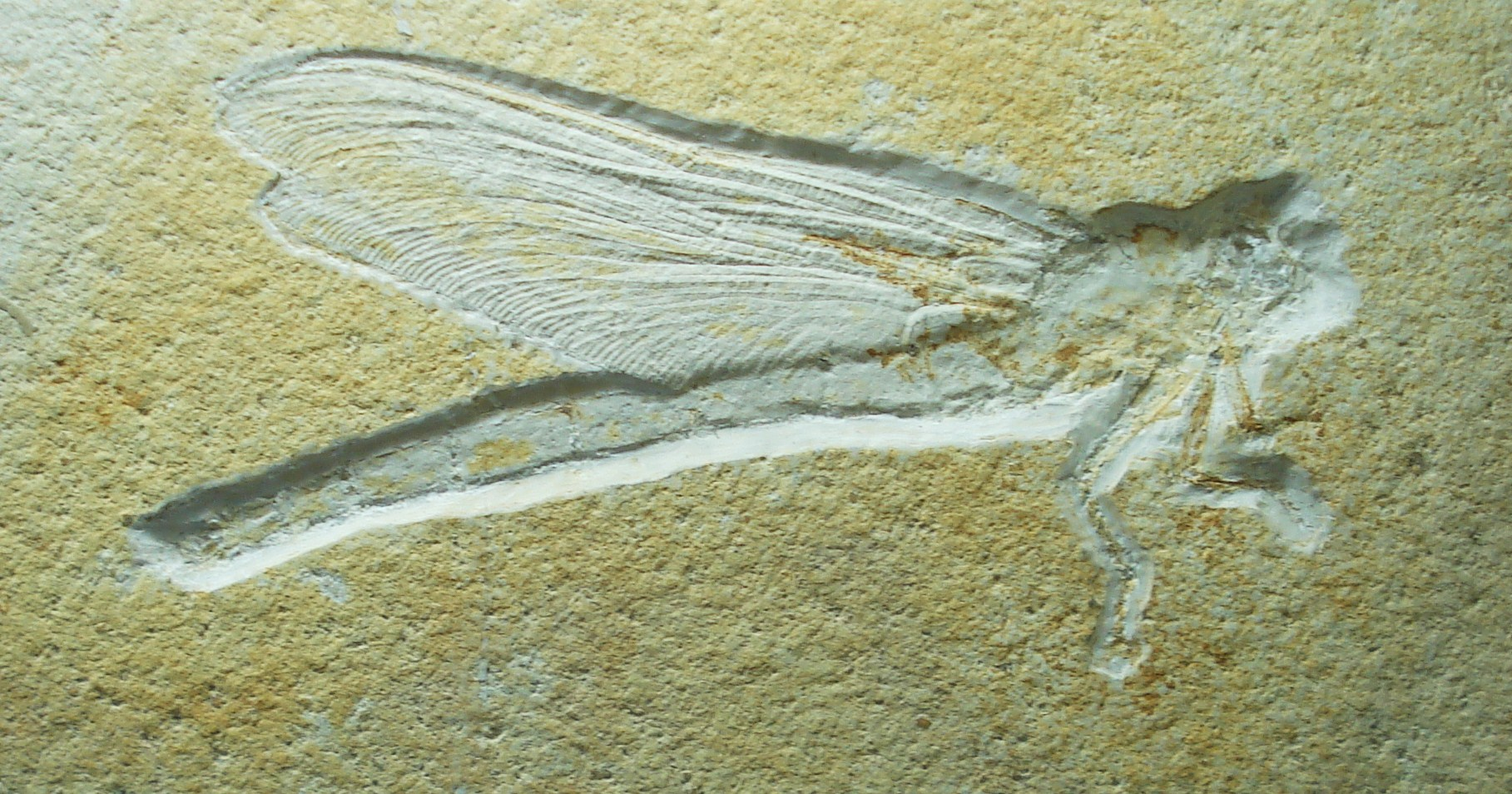
Urlibelle Anisophlebia
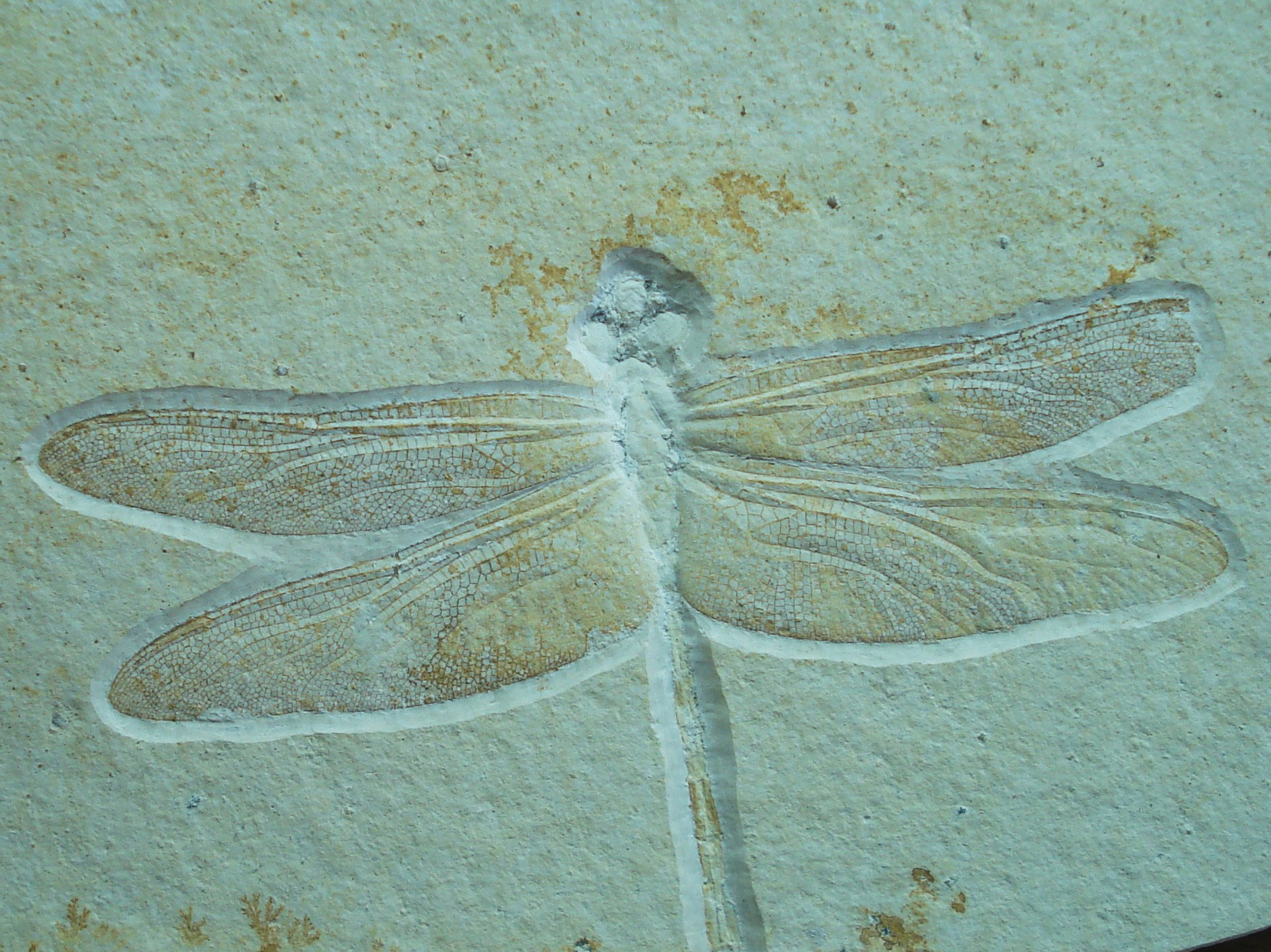
Libelle Cymatophlebia longialata
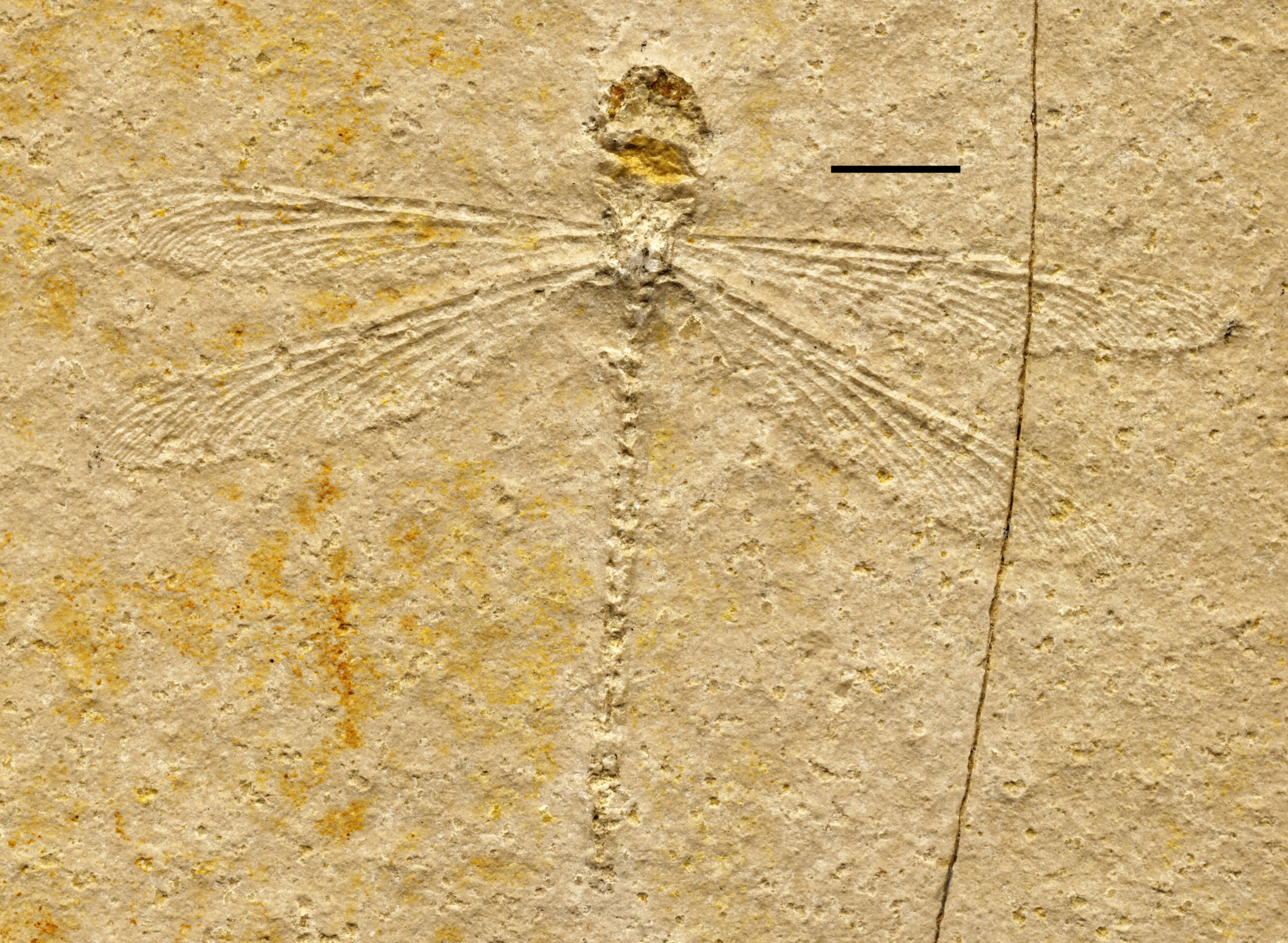
Libelle Stenophlebia spe.
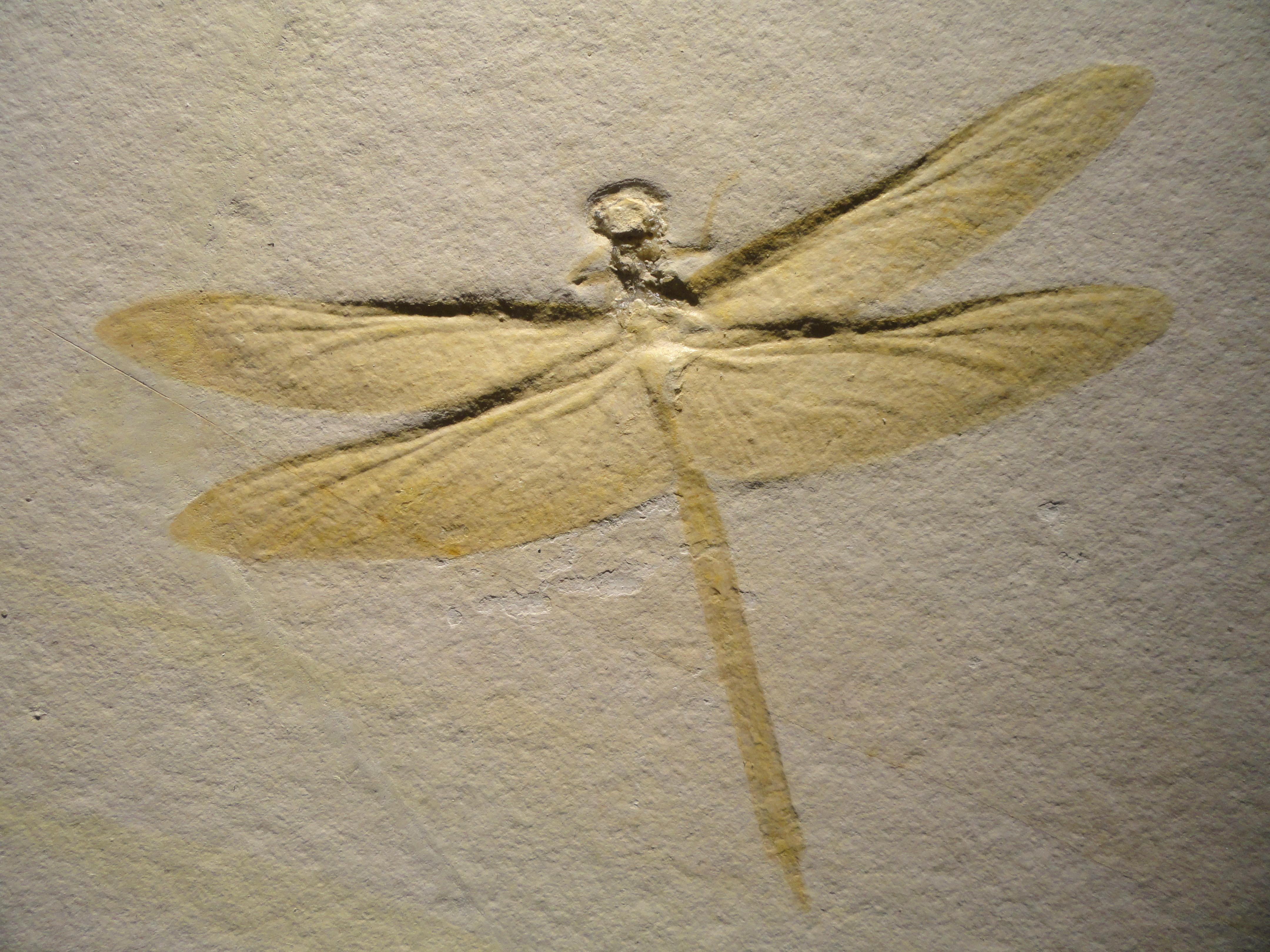
Libelle Mesurupetala
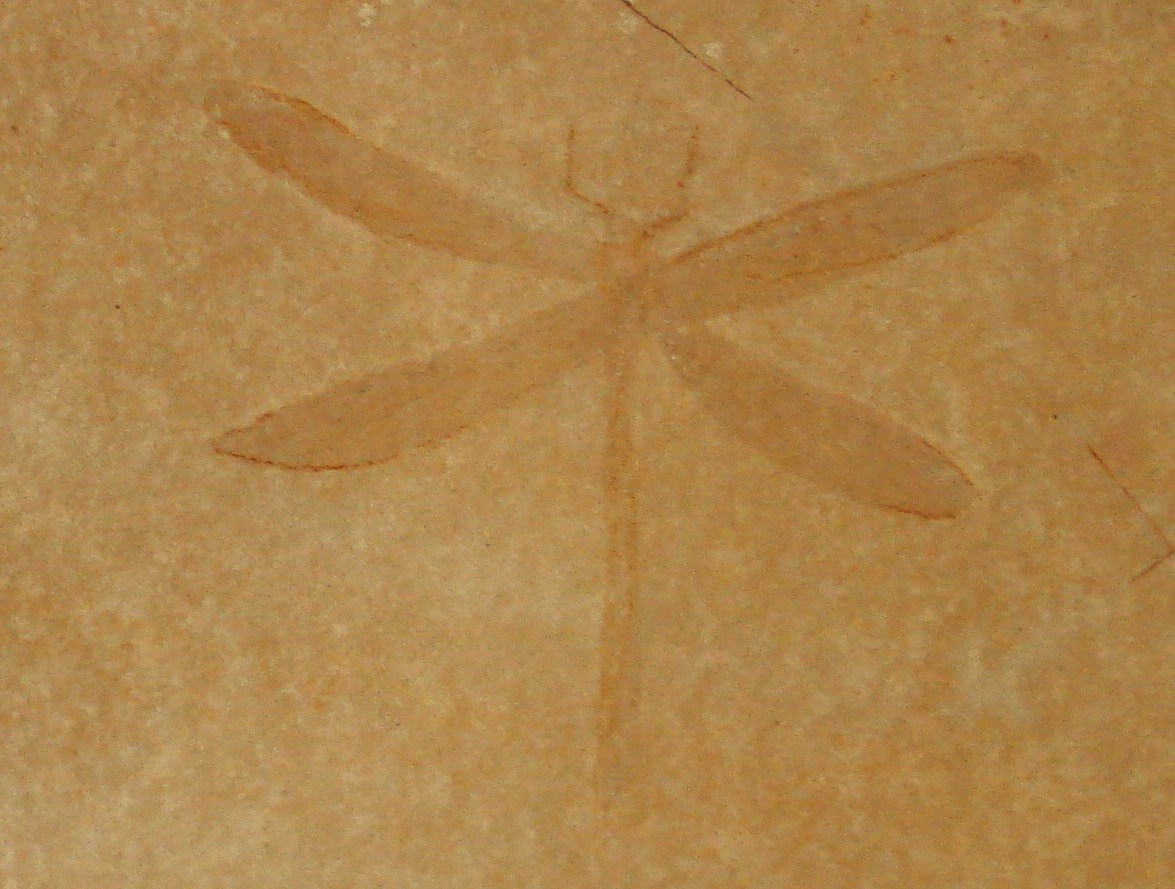
Libelle Steleopteron deichmuelleri
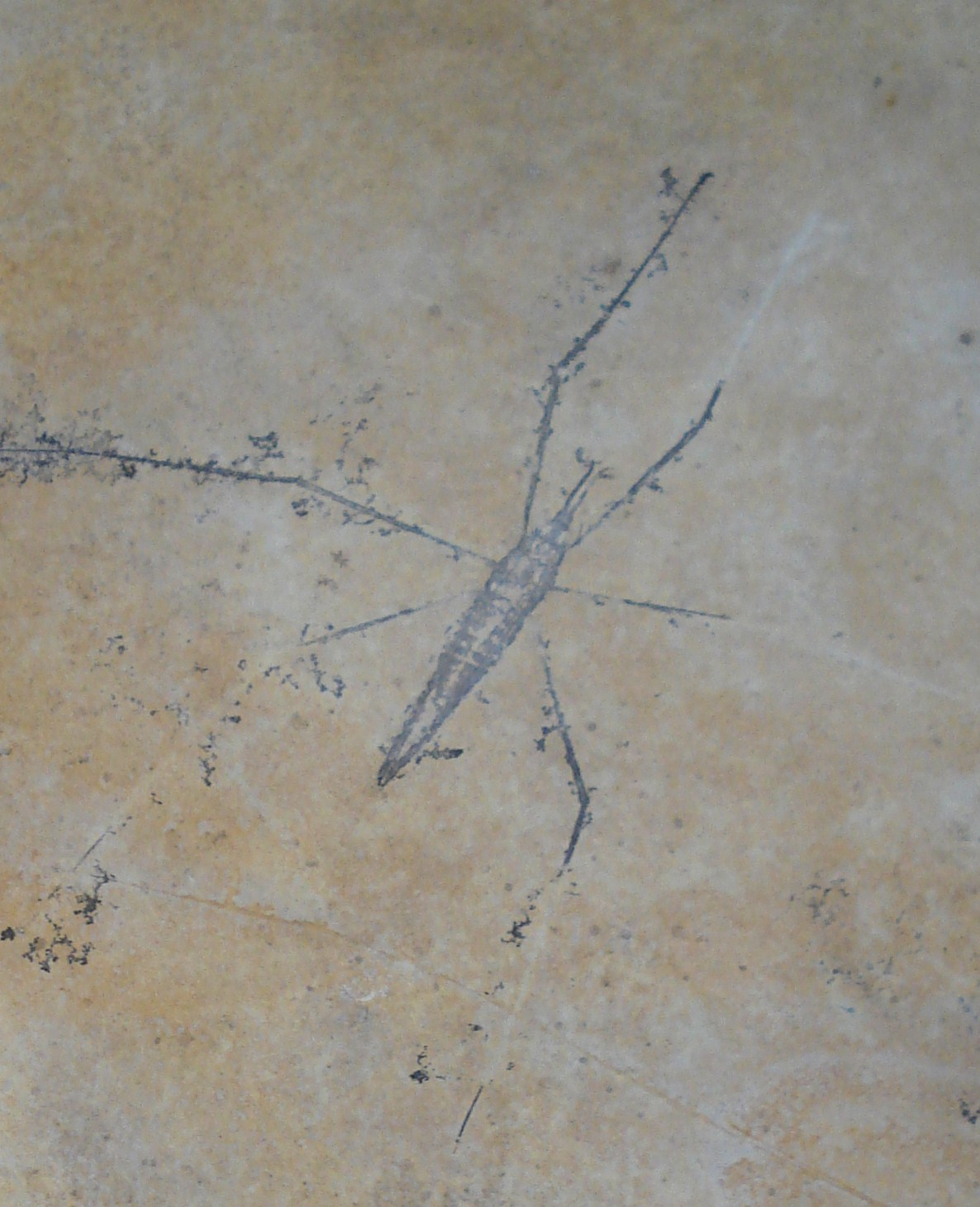
Wasserläufer Chresmoda obscura
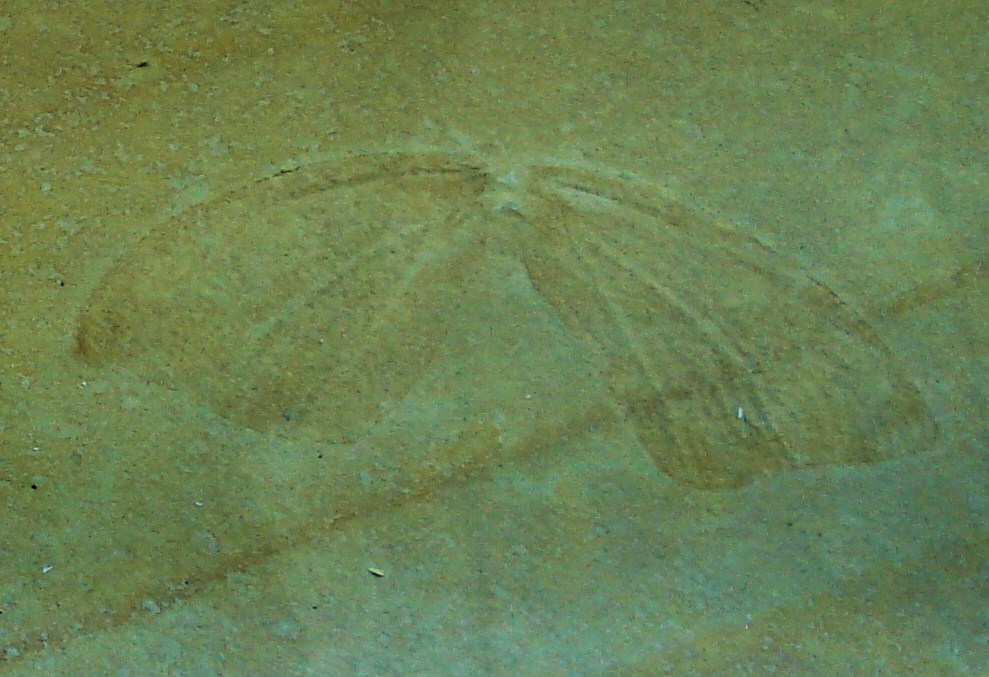
Netzflügler Mesochrysopa zitteli
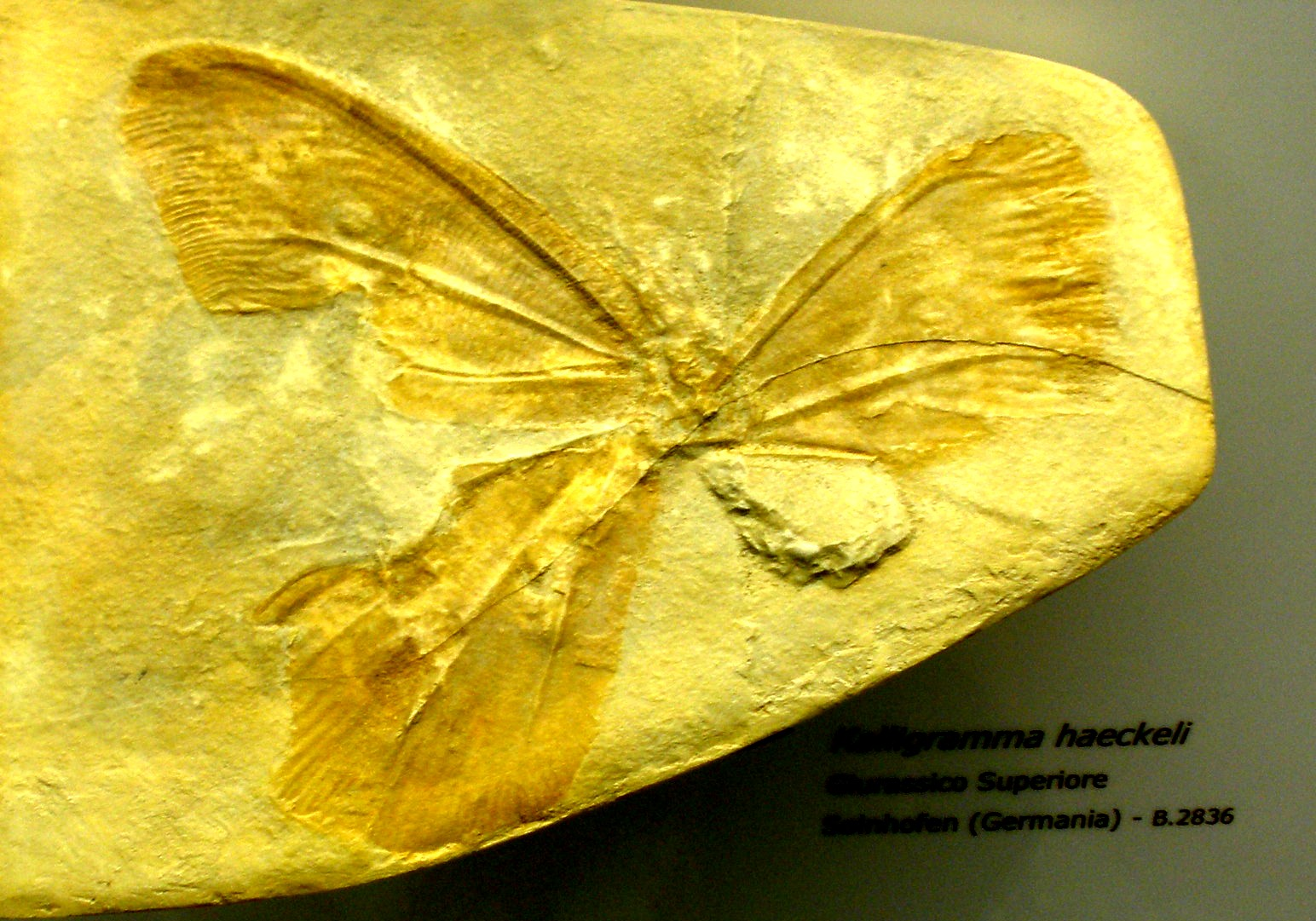
Florfliege Kalligramma haeckeli
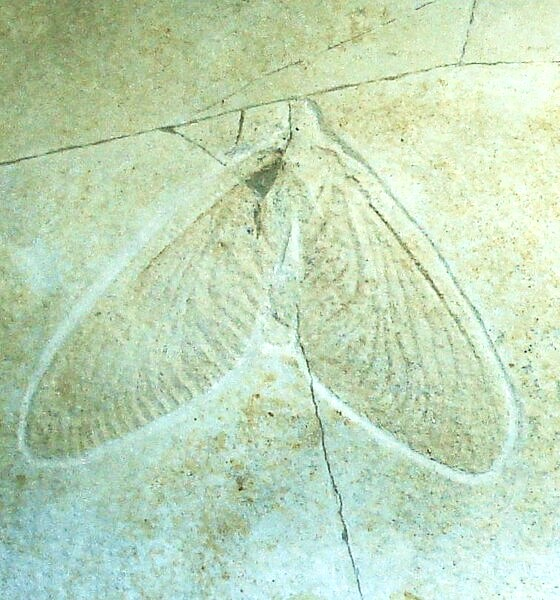
Florfliege Archegetes neuropterorum
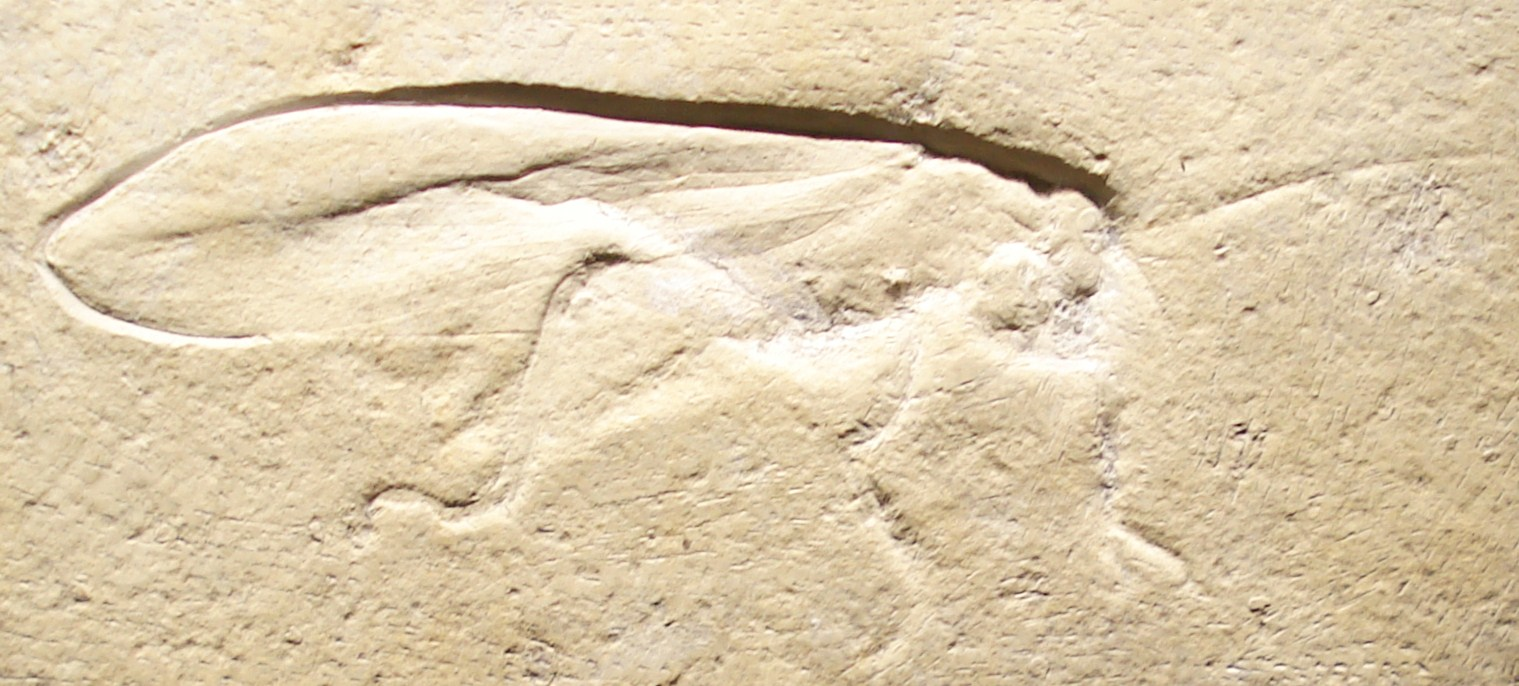
Laubheuschrecke Pycnophlebia speciosa
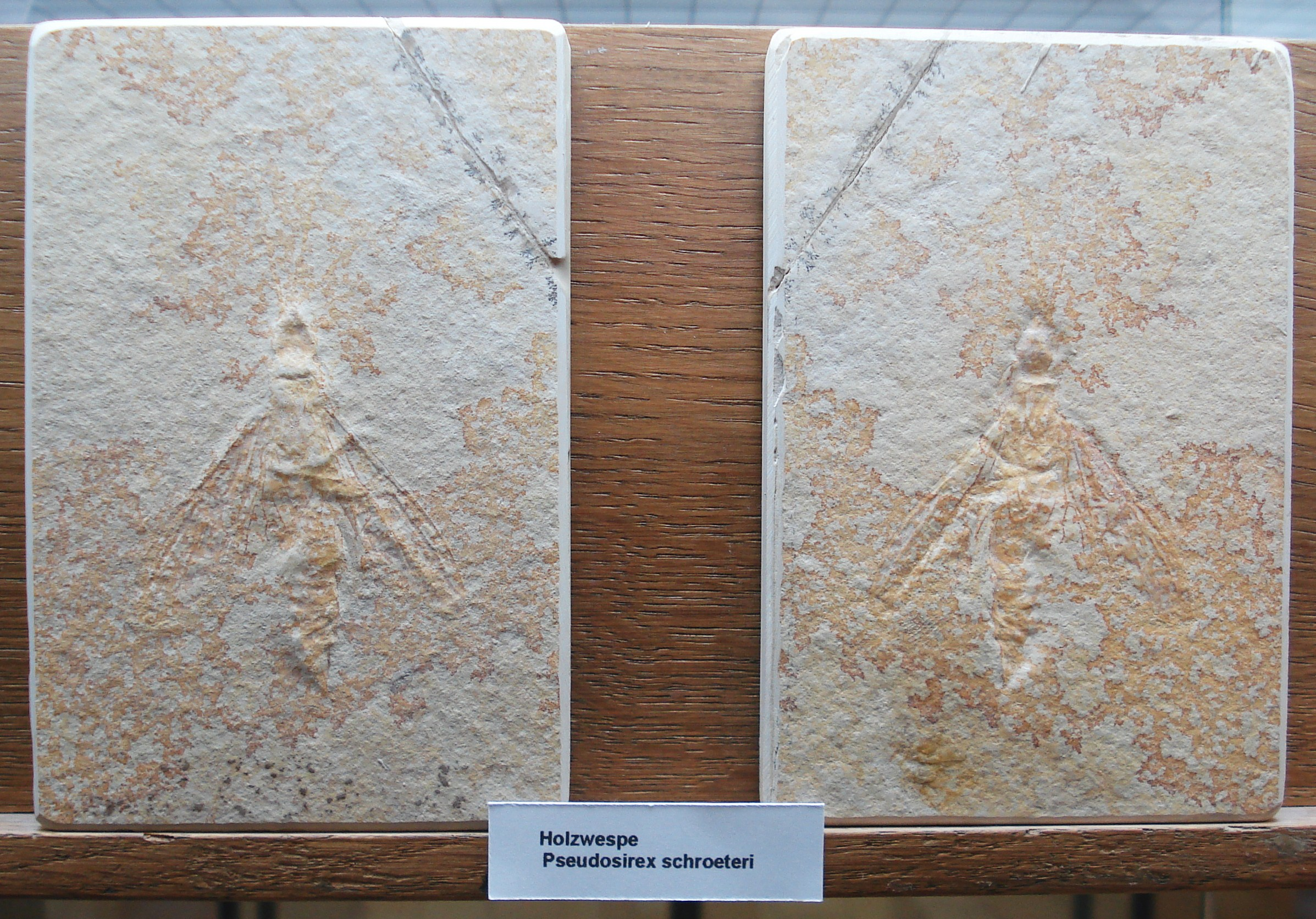
Holzwespe Pseudosirex schroeteri
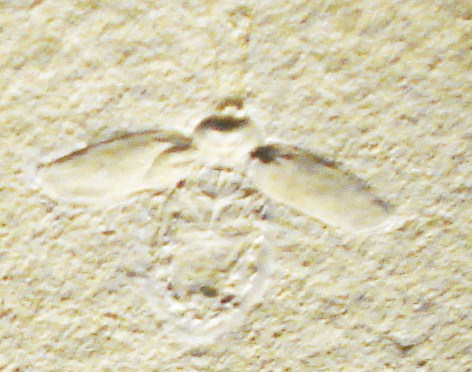
Schabe Lithoblatta lithophila
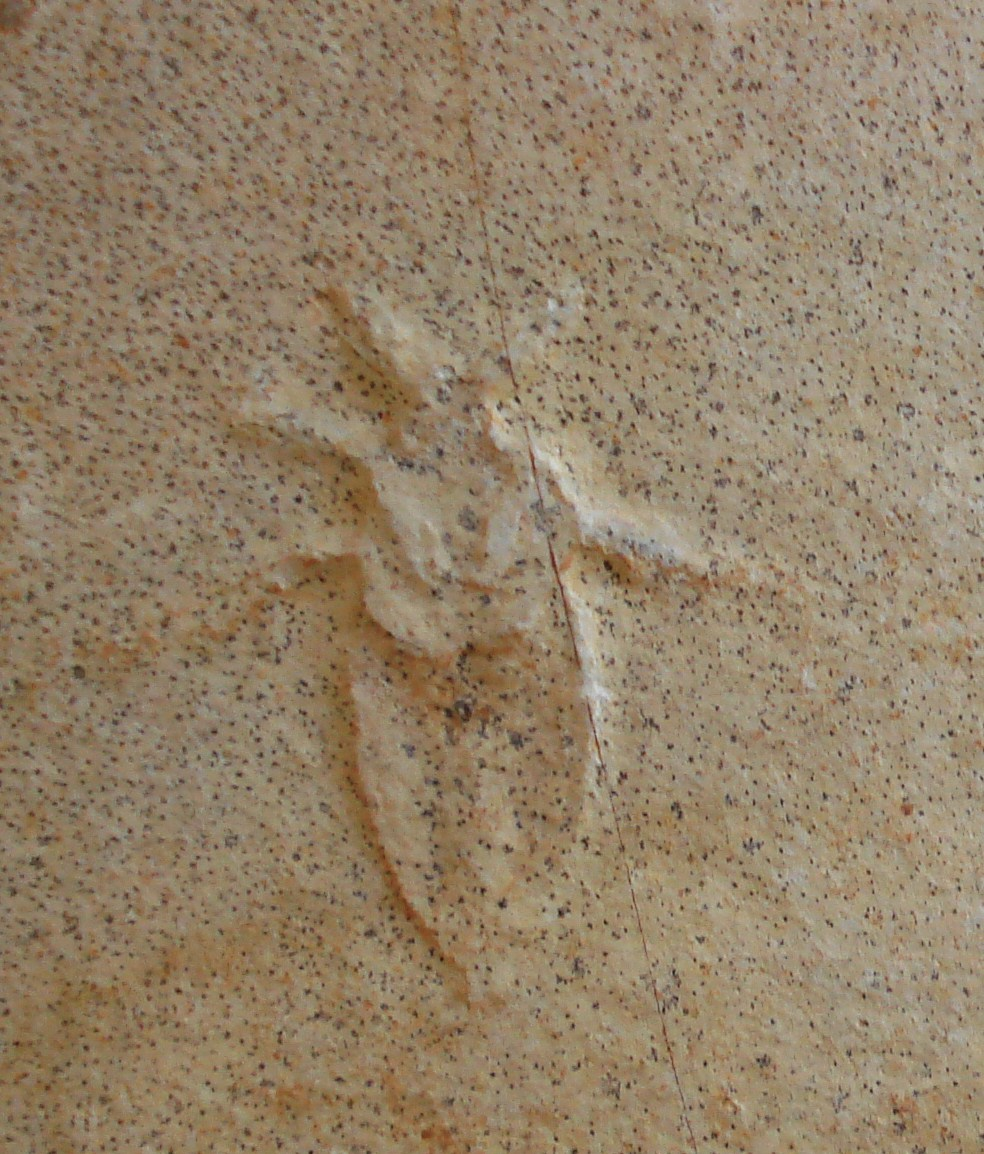
Wanze Mesonepa primordialis
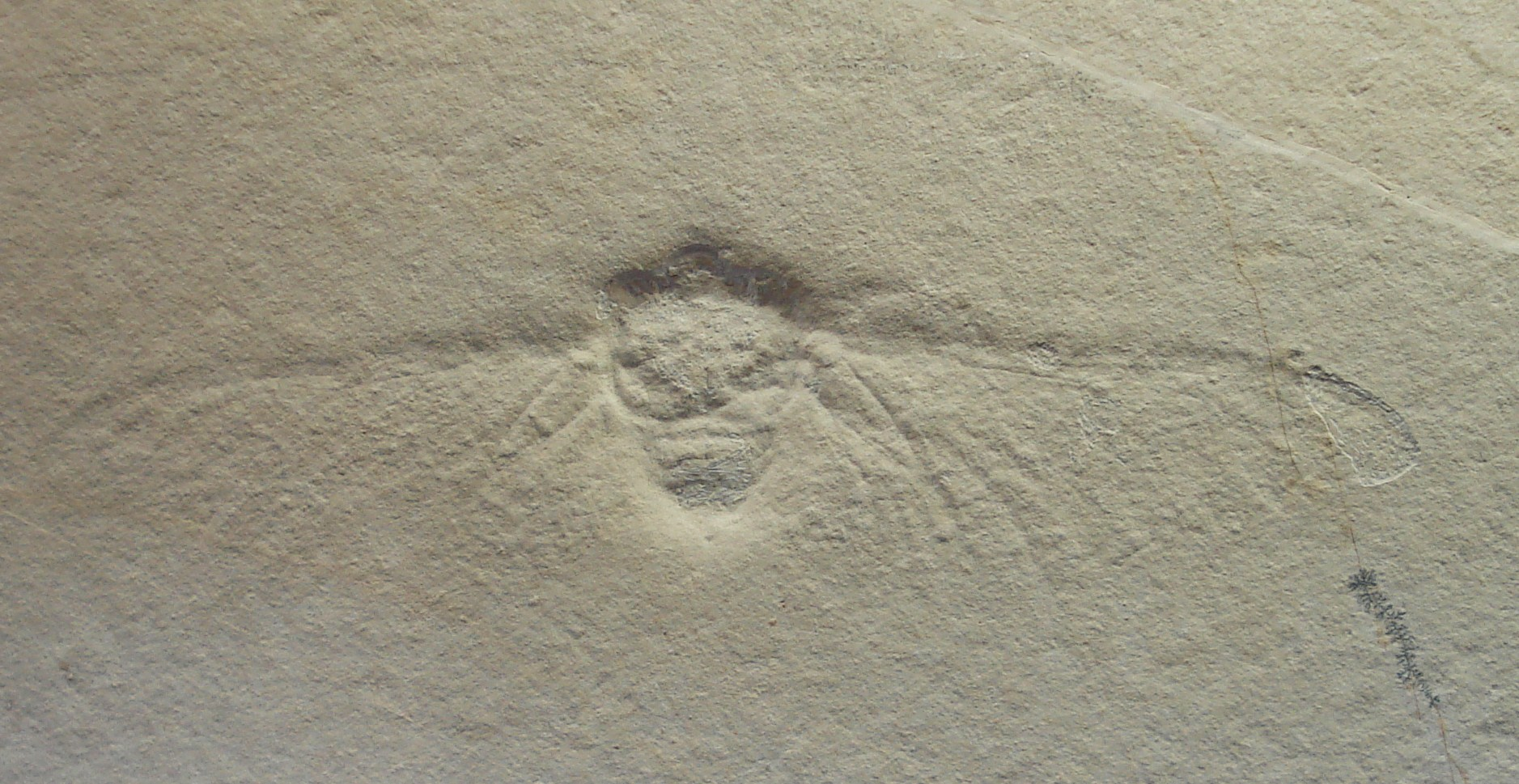
Zikade Prolystra lithographica

Fische

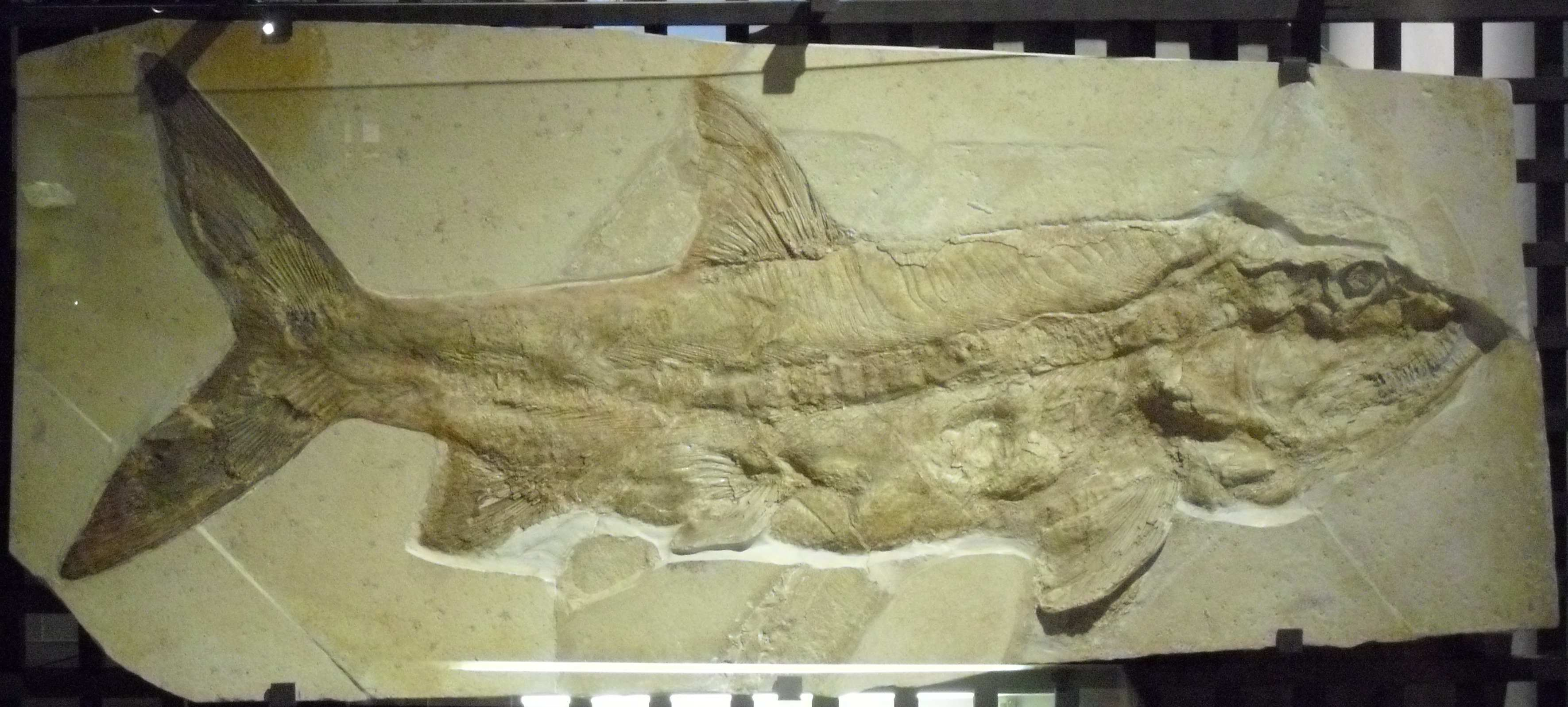
Knochenfisch Caturus giganteus
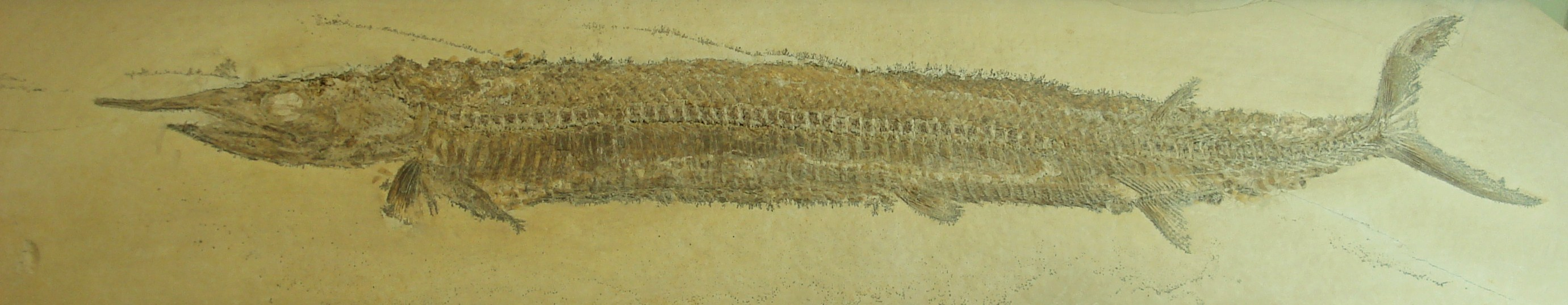
Knochenfisch Aspidorhynchus acutirostris
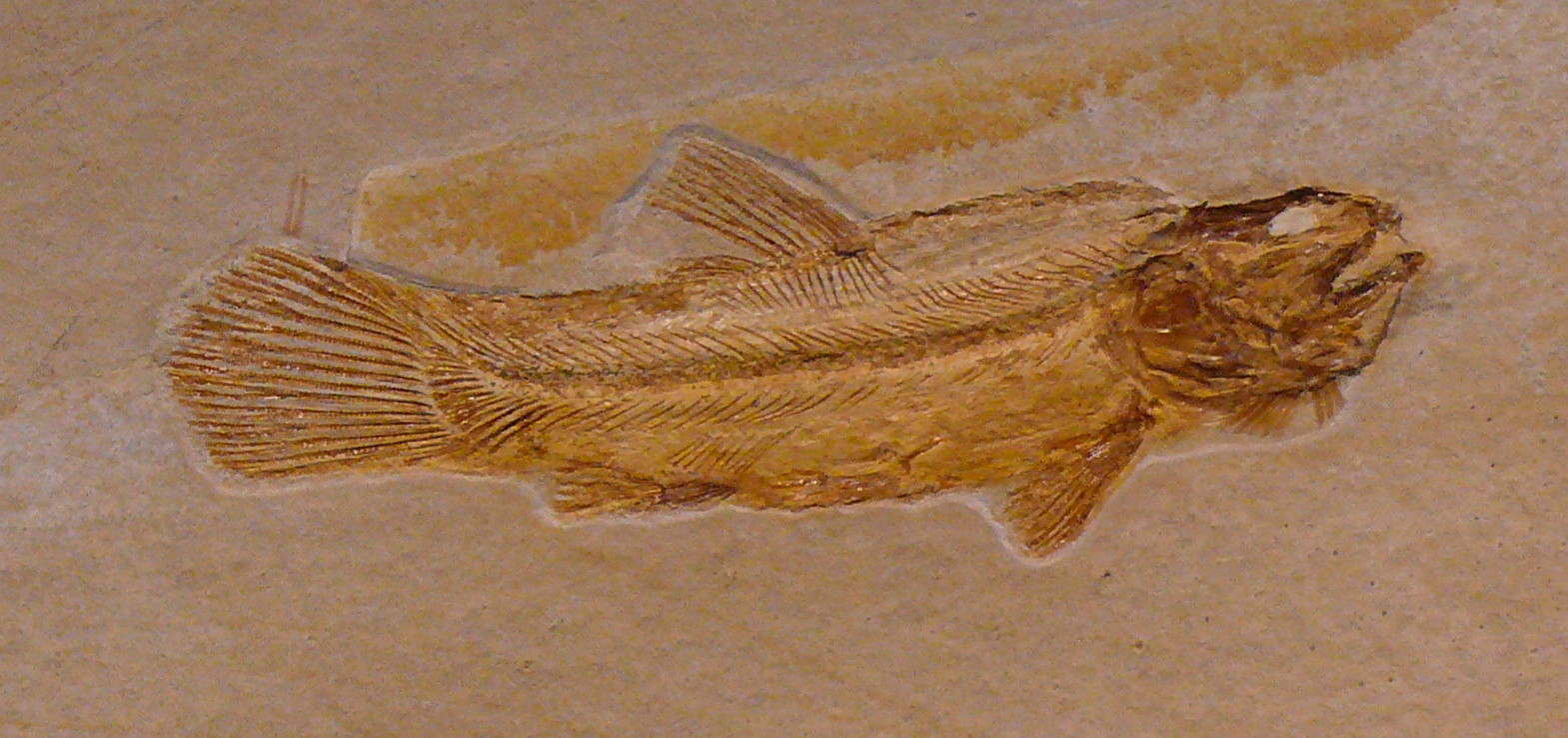
Knochenfisch Amiopsis lepidota
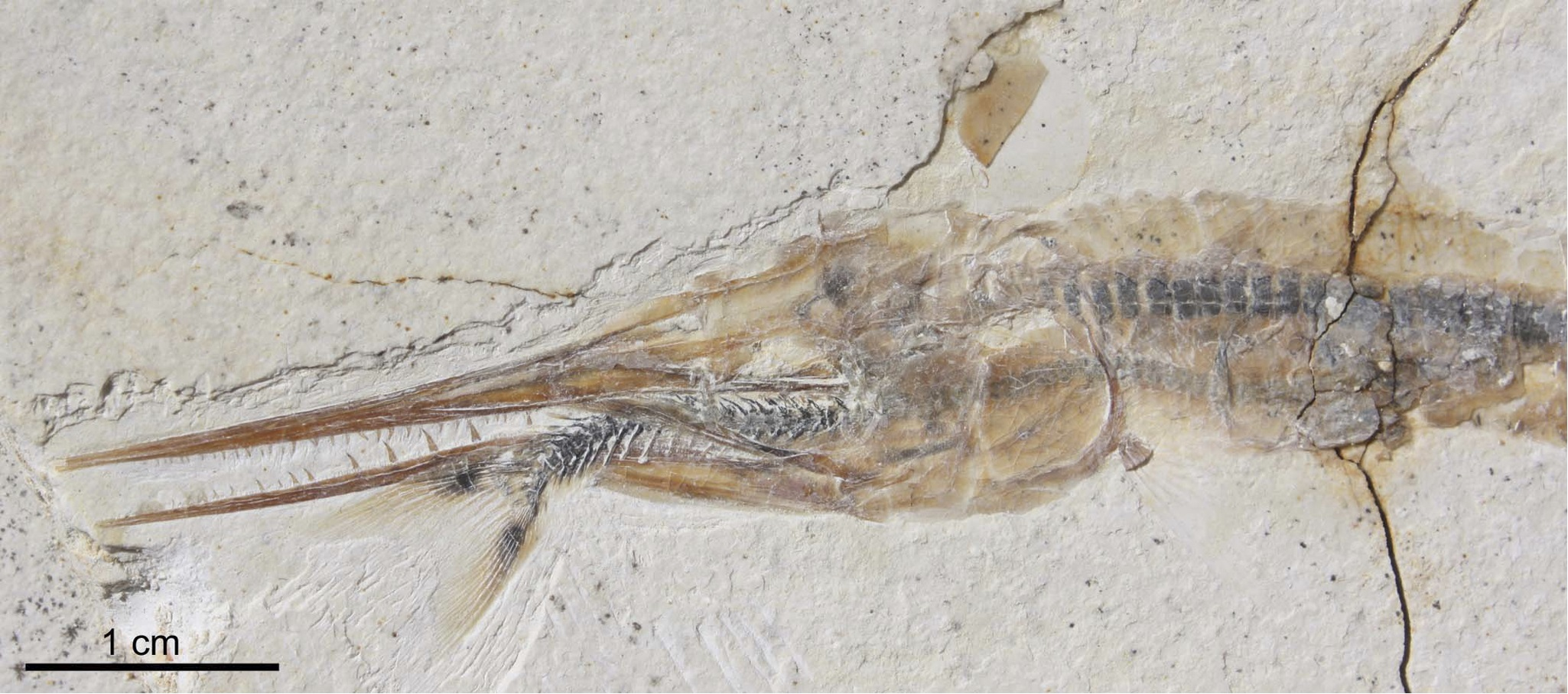
Knochenfisch Belonostomus cf. kochi
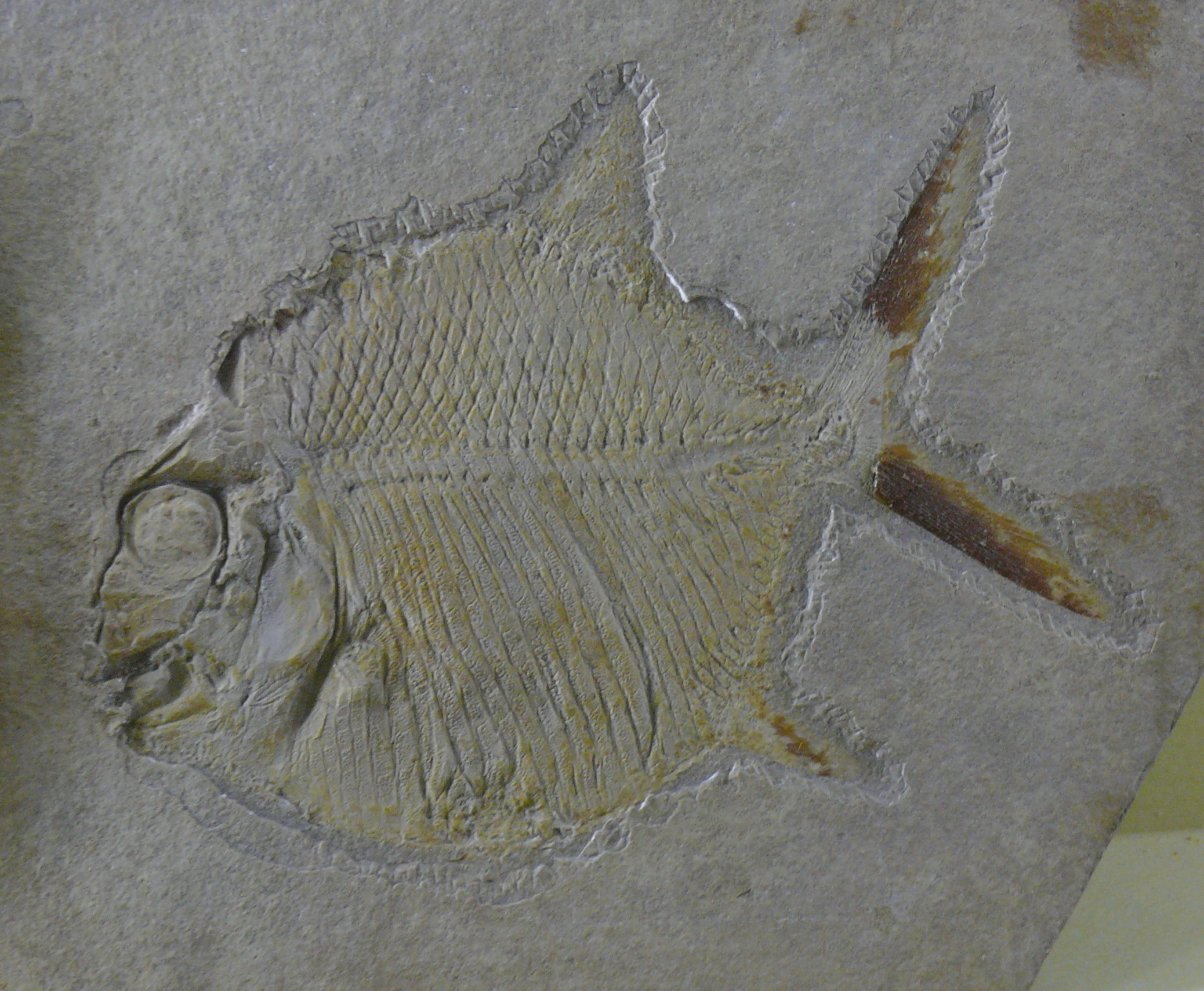
Knochenfisch Gyrodus hexagonus
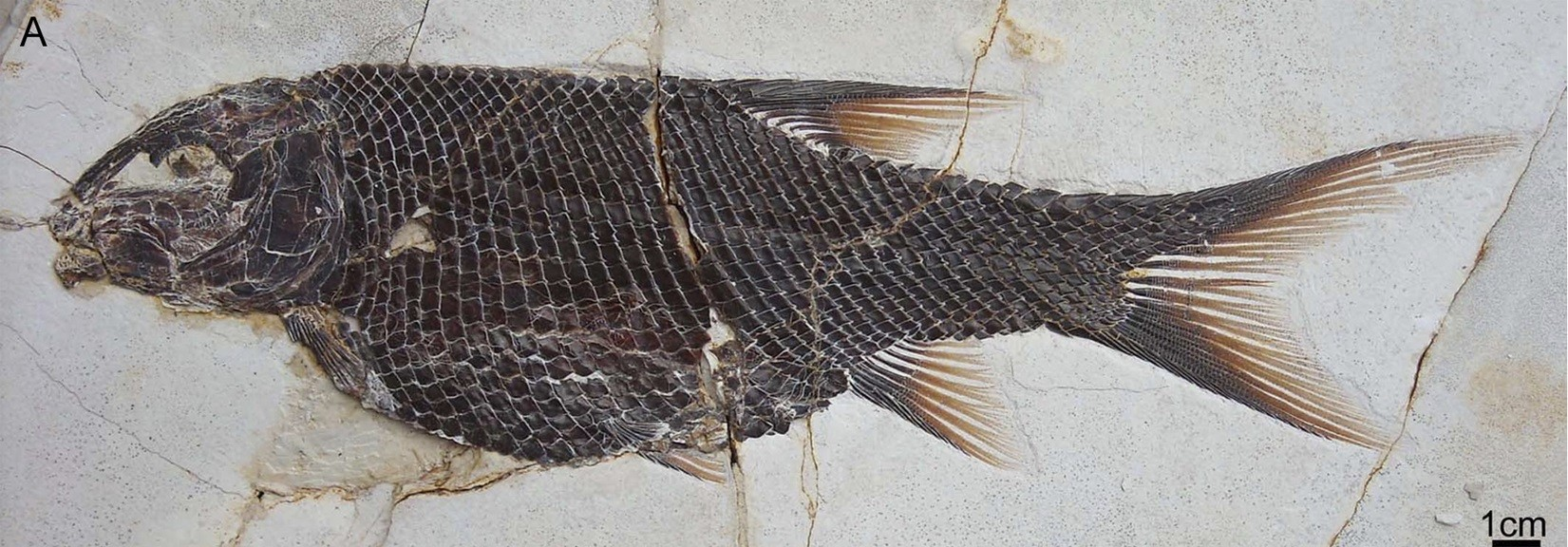
Knochenfisch Macrosemimimus fegerti
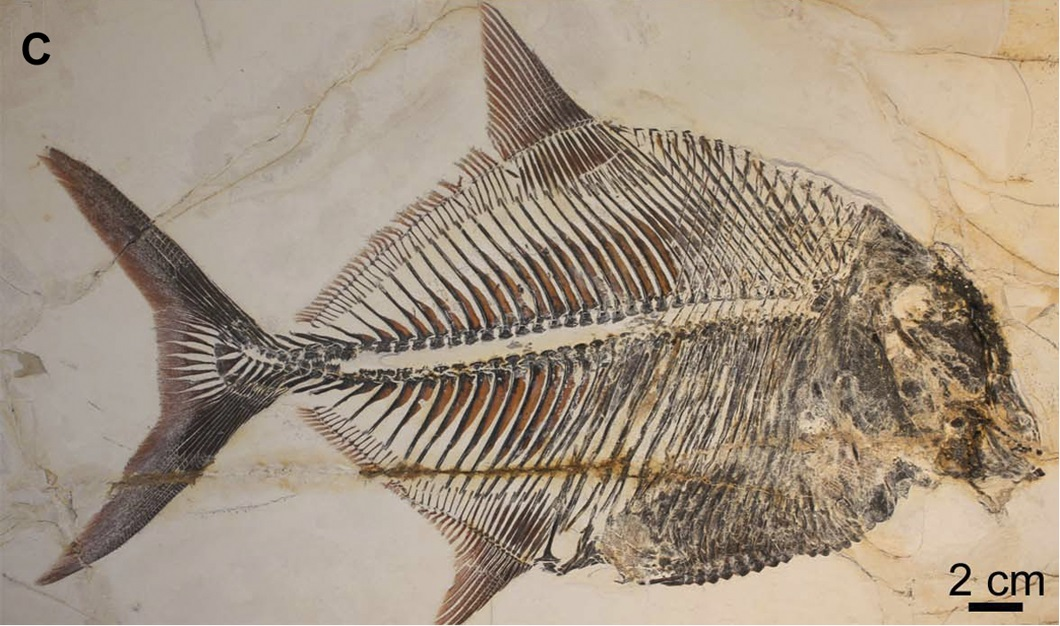
Knochenfisch Proscinetes bernardi
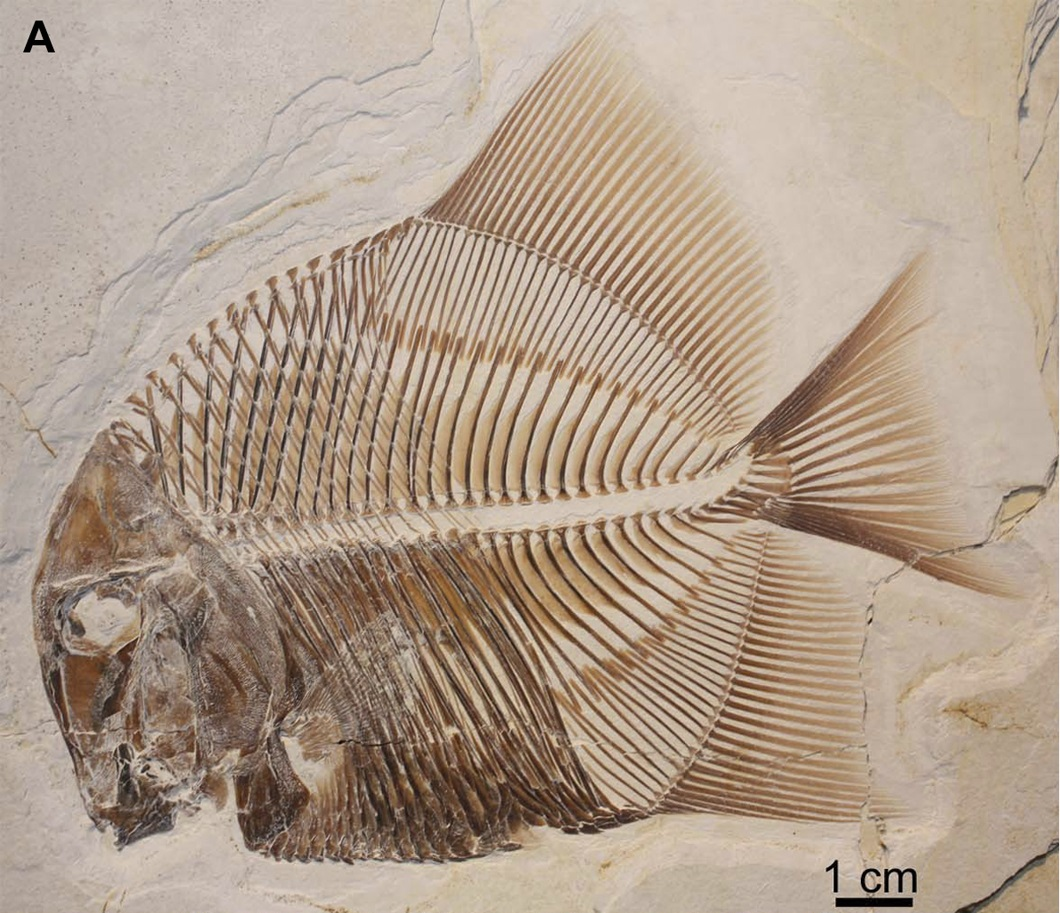
Knochenfisch Turbomesodon relegans
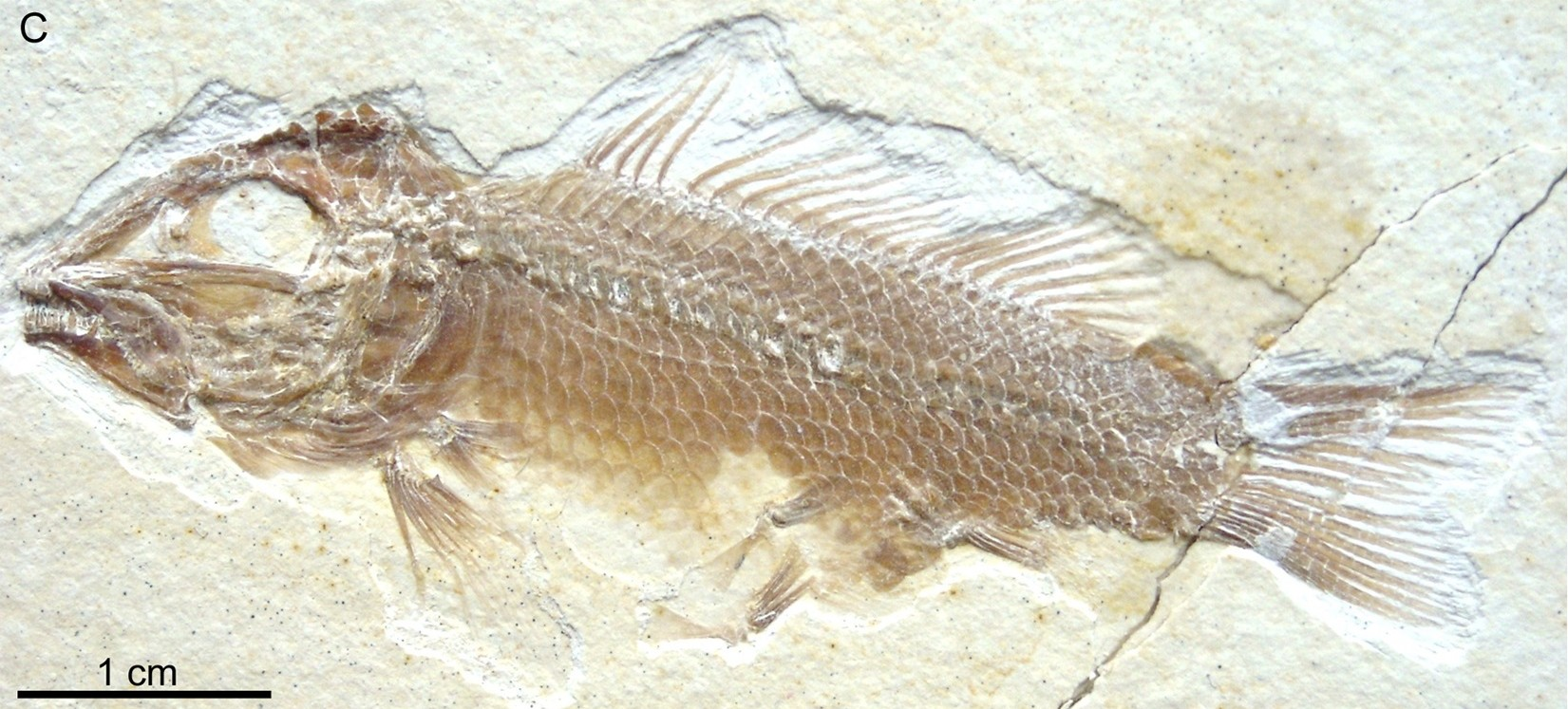
Knochenfisch Notagogus cf. denticulatus
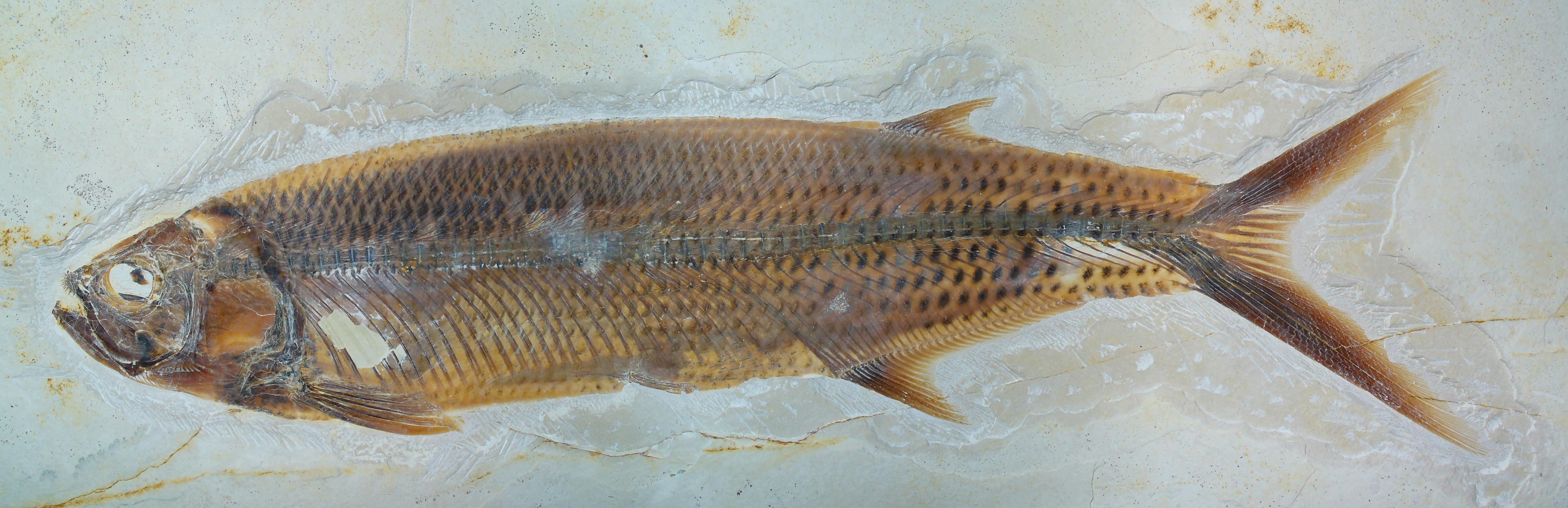
Knochenfisch Thrissops cf formosus
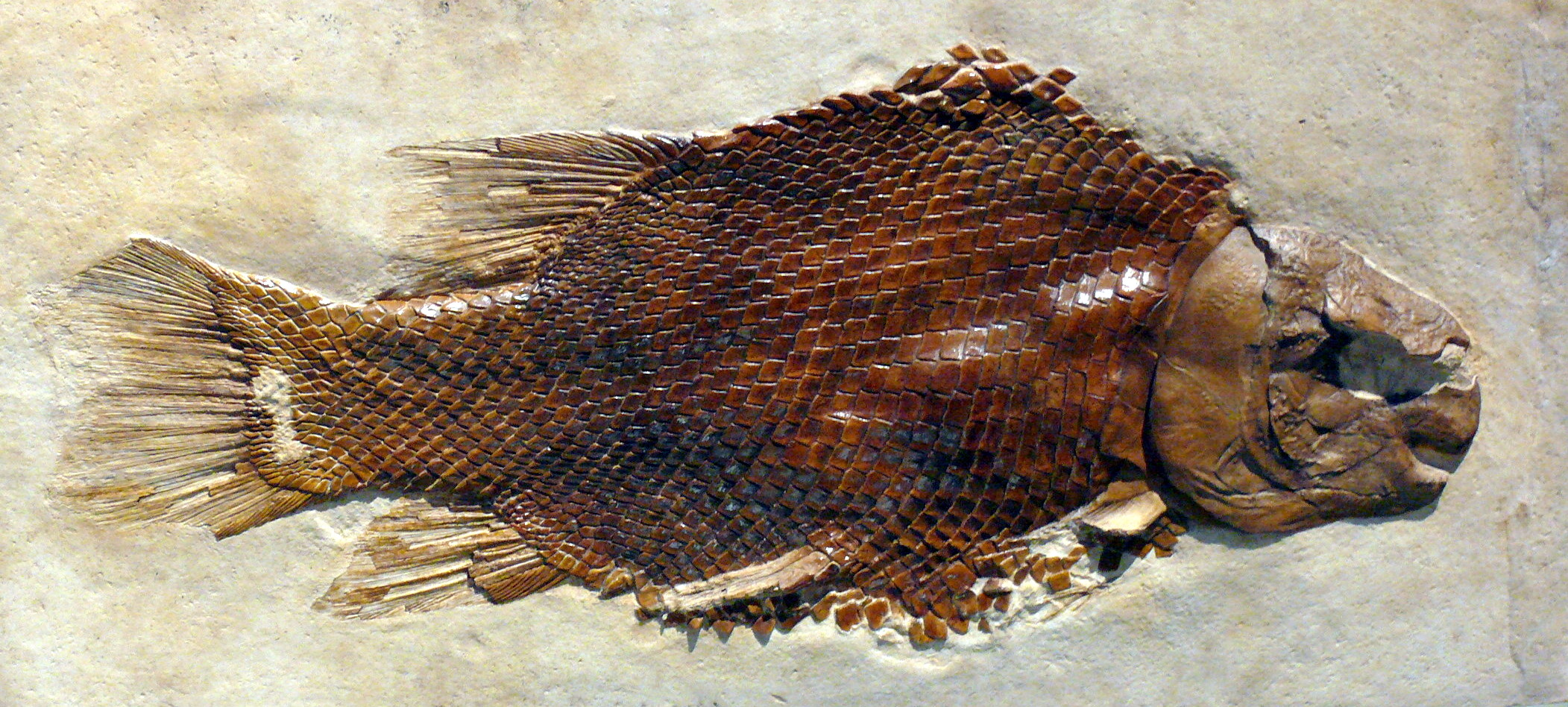
Knochenfisch Lepidotes maximus
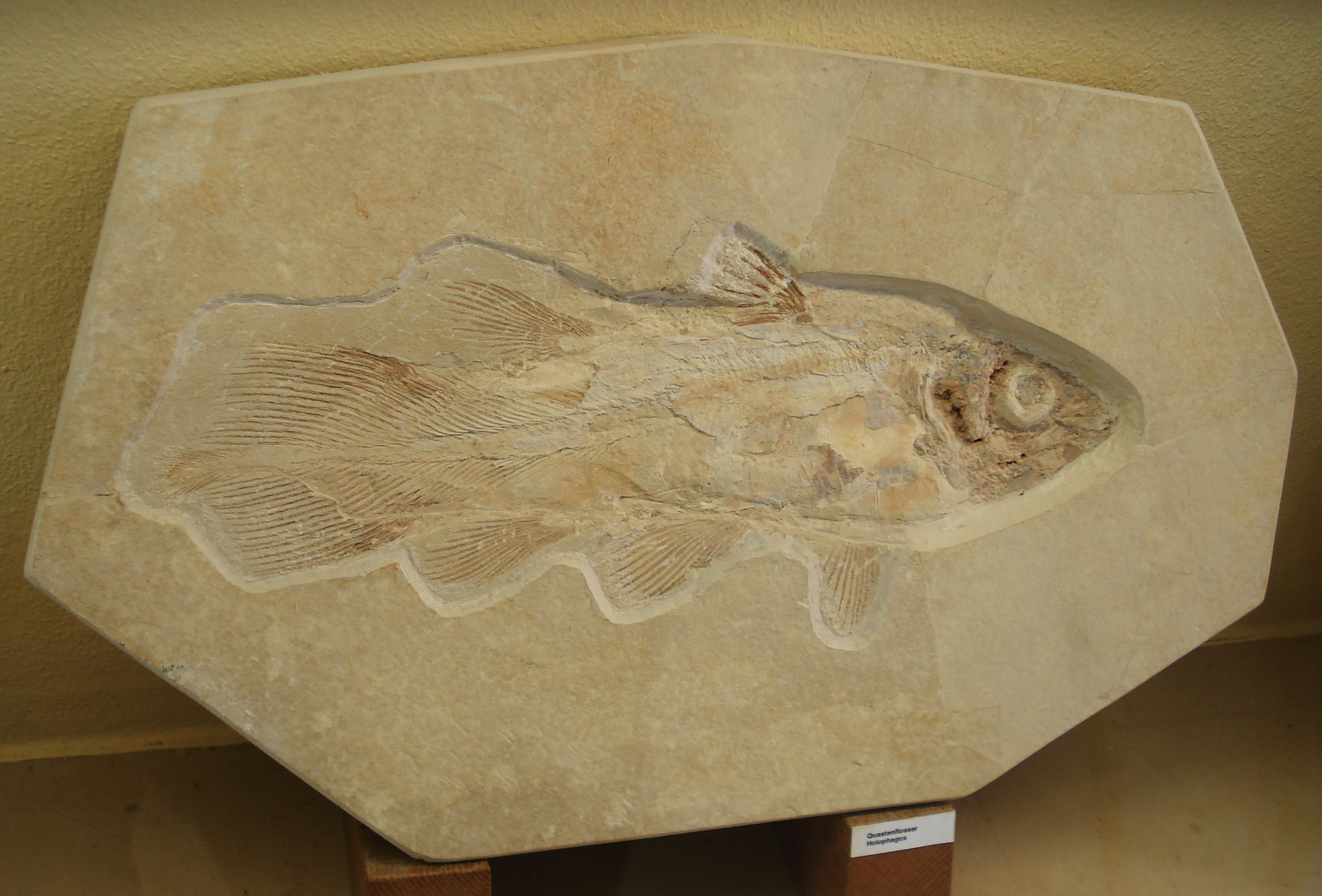
Knochenfisch Quastenflosser Holophagus
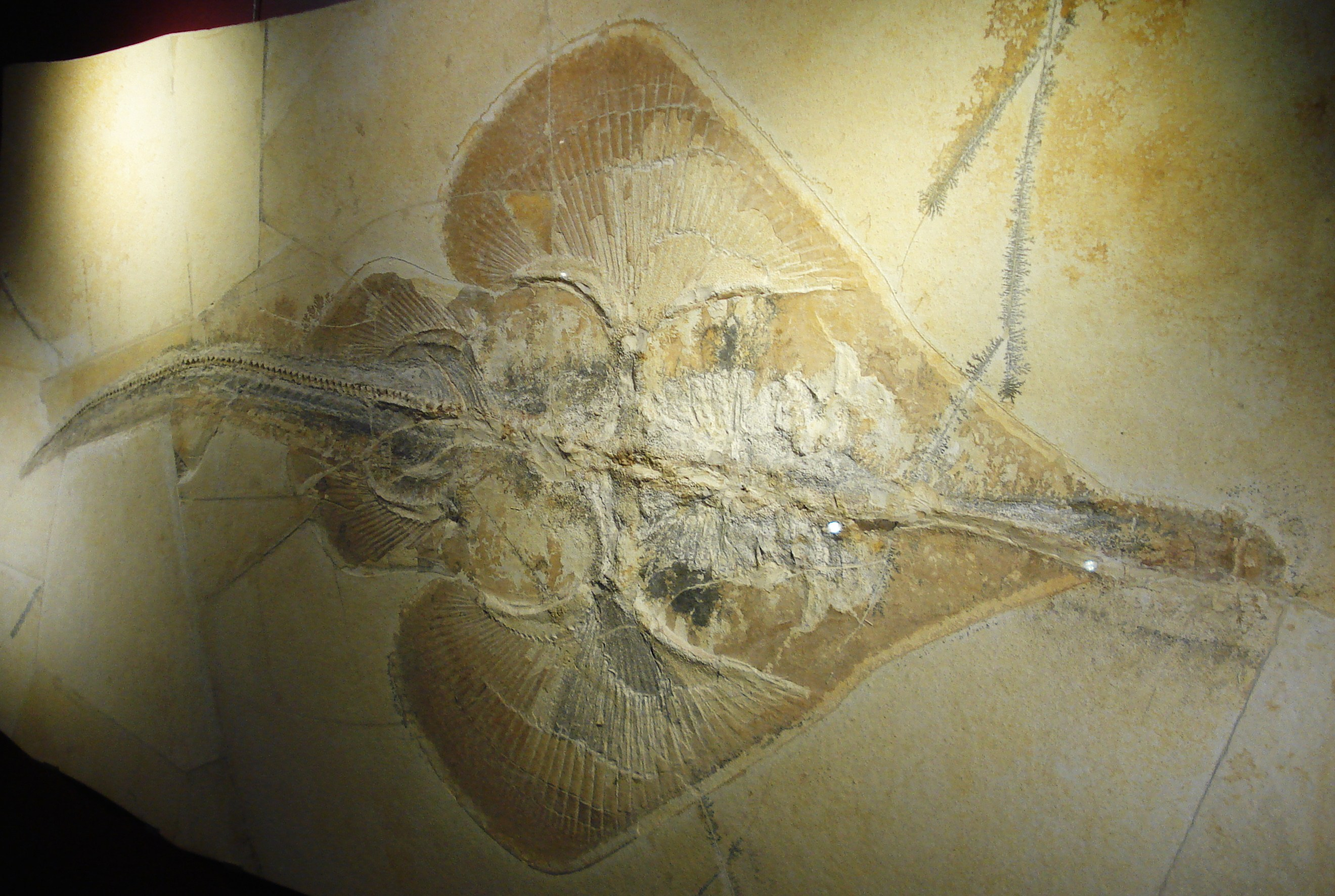
Knorpelfisch Geigenrochen Rhinobatidae Aellopos bugesiacus
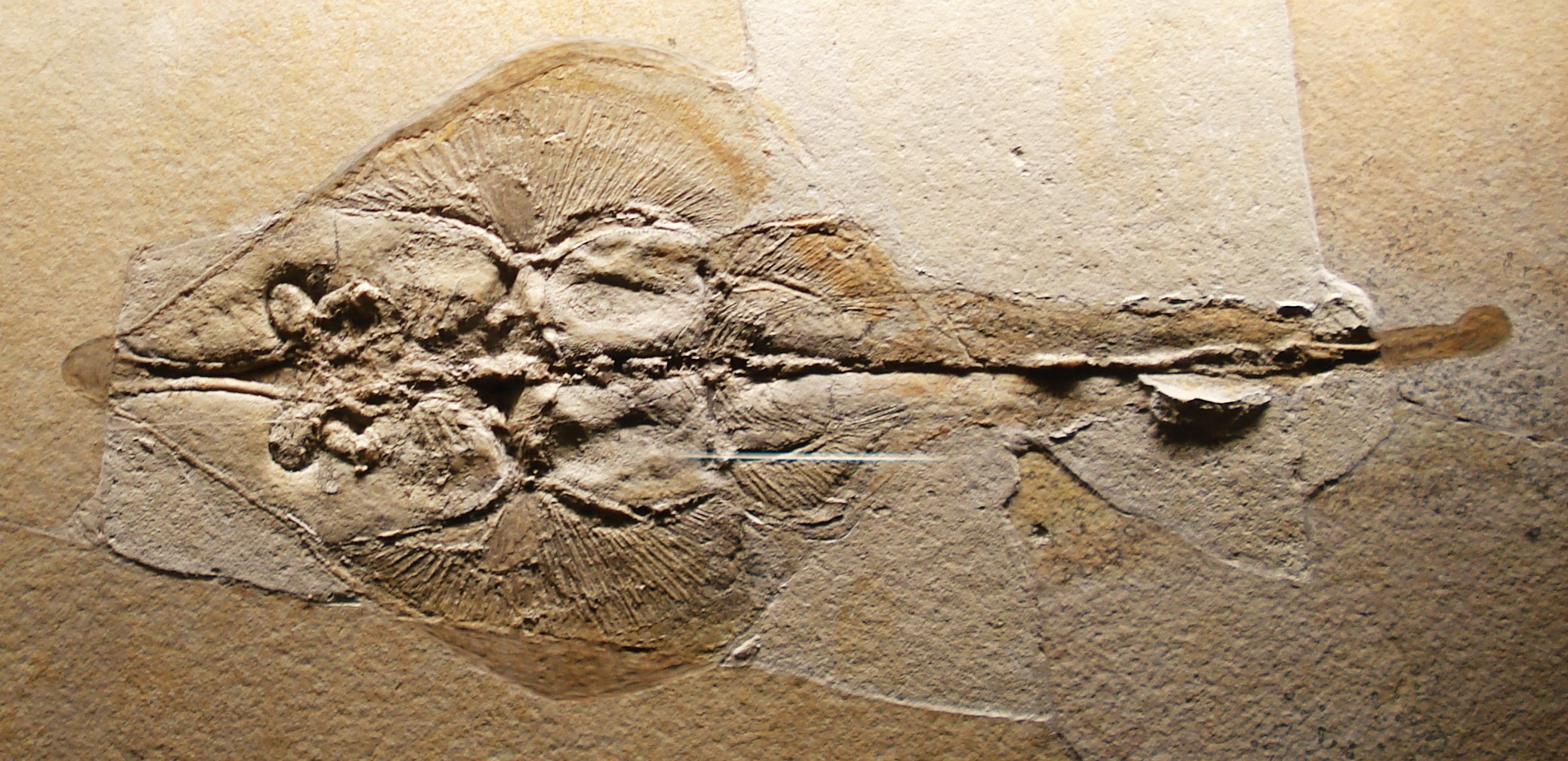
Knorpelfisch Rajiformes Asterodermus platypterus
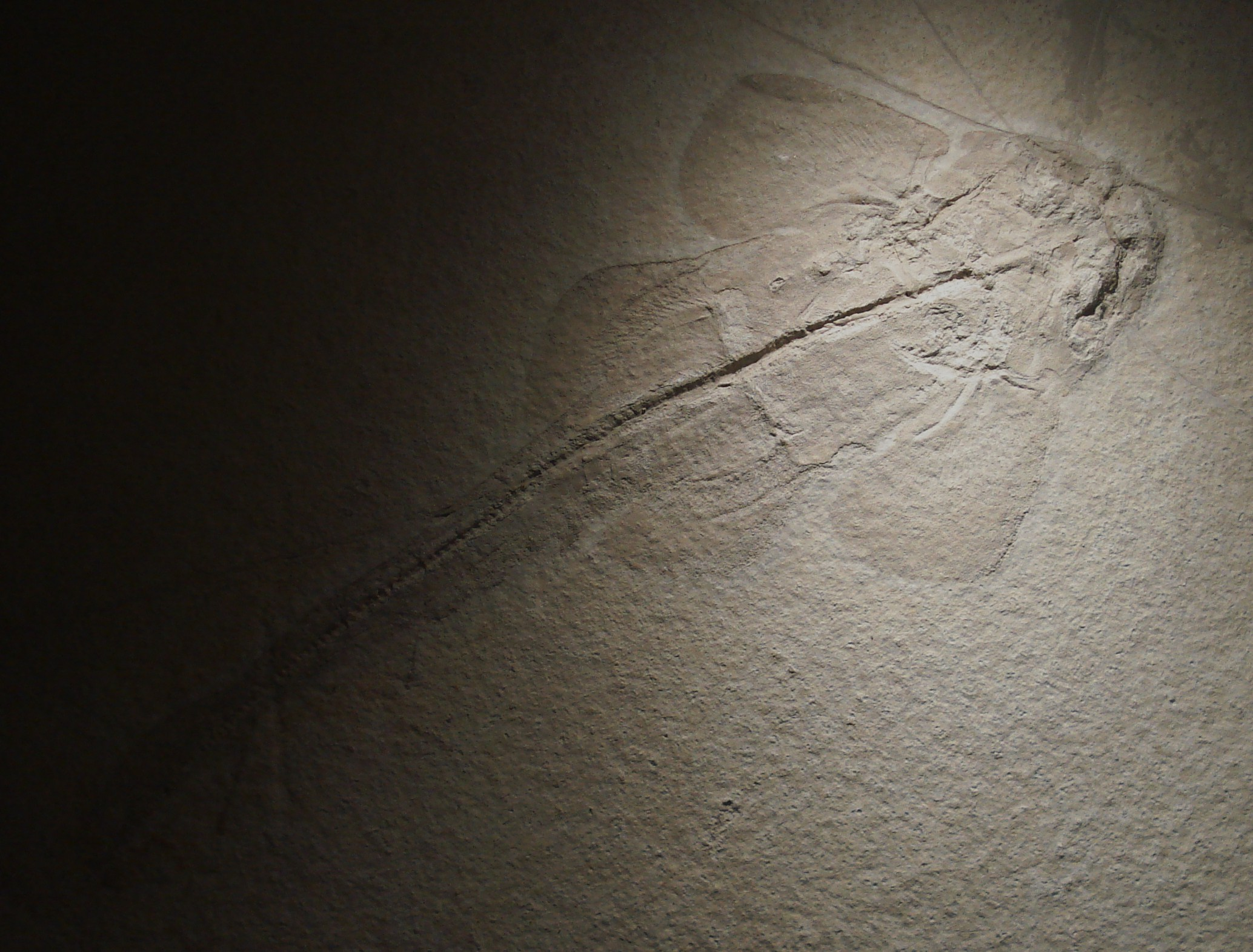
Knorpelfisch Rajiformes Asterodermus pseudorhina
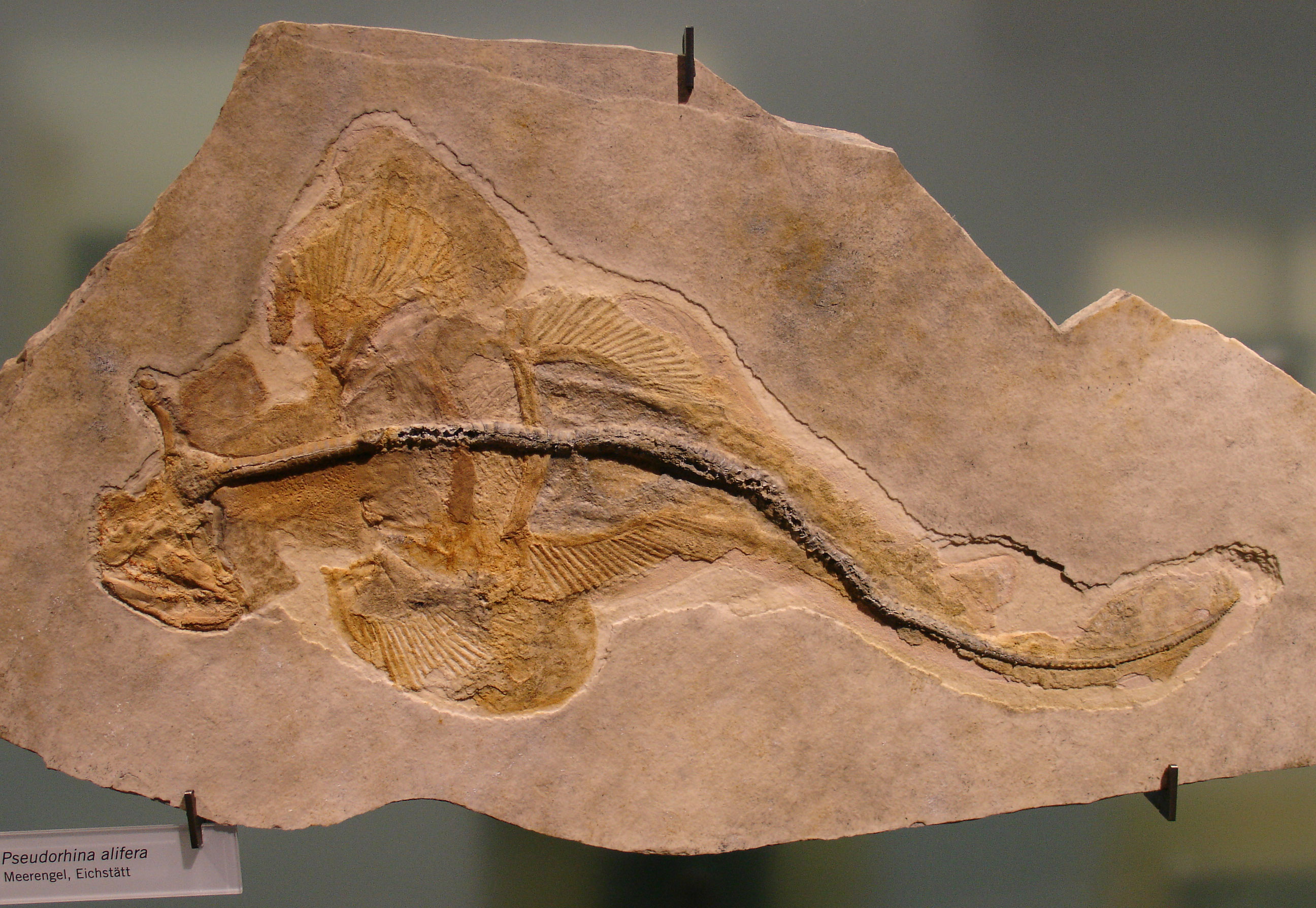
Knorpelfisch Pseudorhinidae Engelhai Pseudorhina alifera
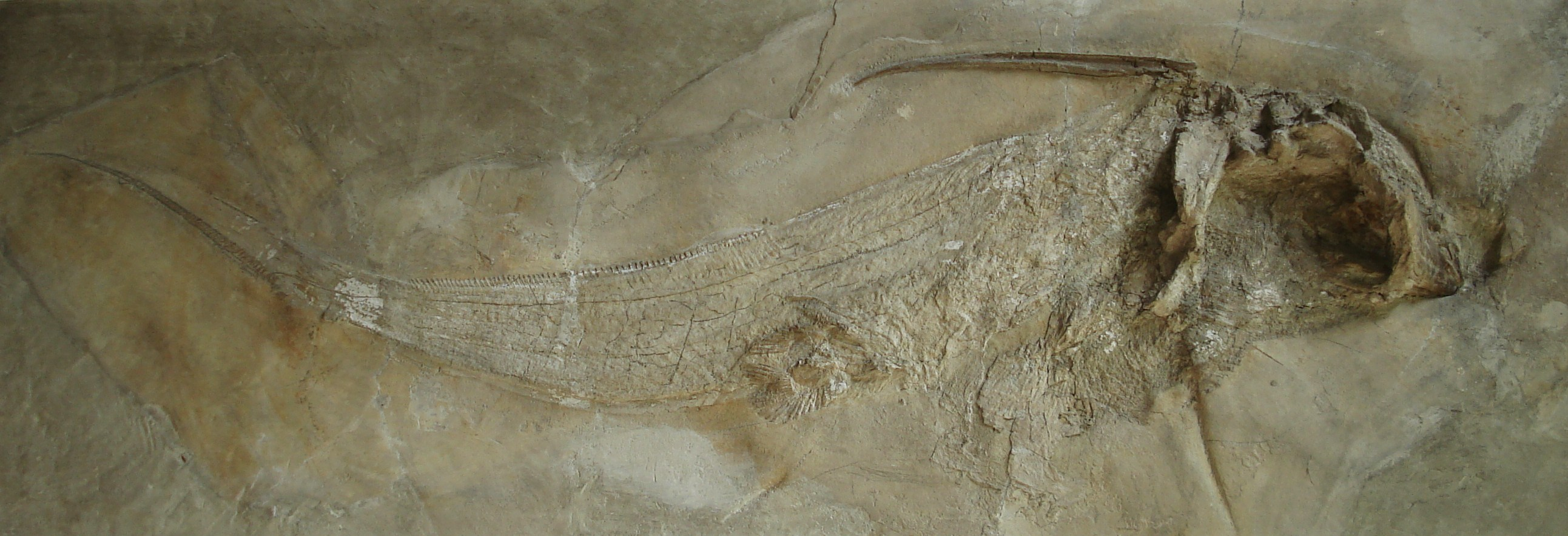
Knorpelfisch Seekatze Ischyodus quenstedti
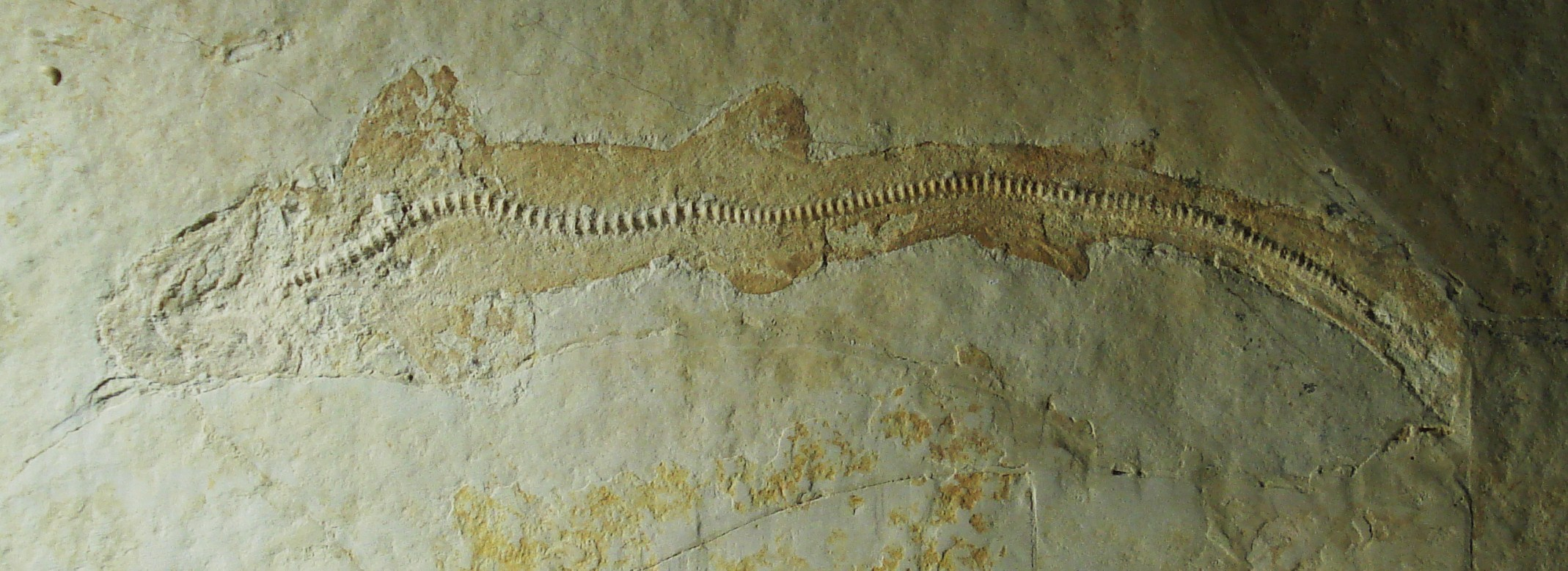
Knorpelfisch Hai Macrourogaleus hassei
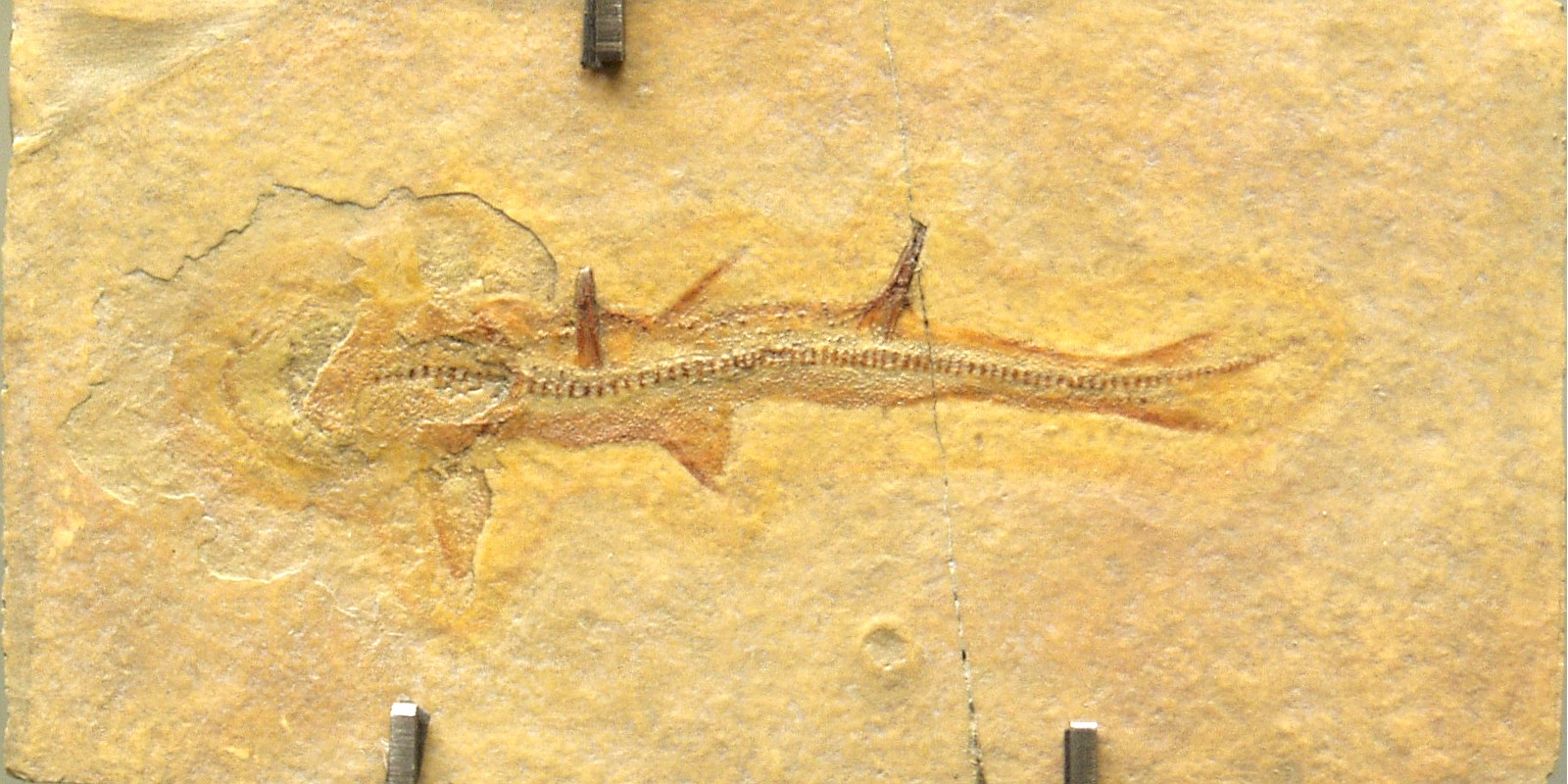
Knorpelfisch Stierkopfhai Heterodontus zitteli

Dinosaurier, Schuppenechsen, Schildkröten und Krokodilartige

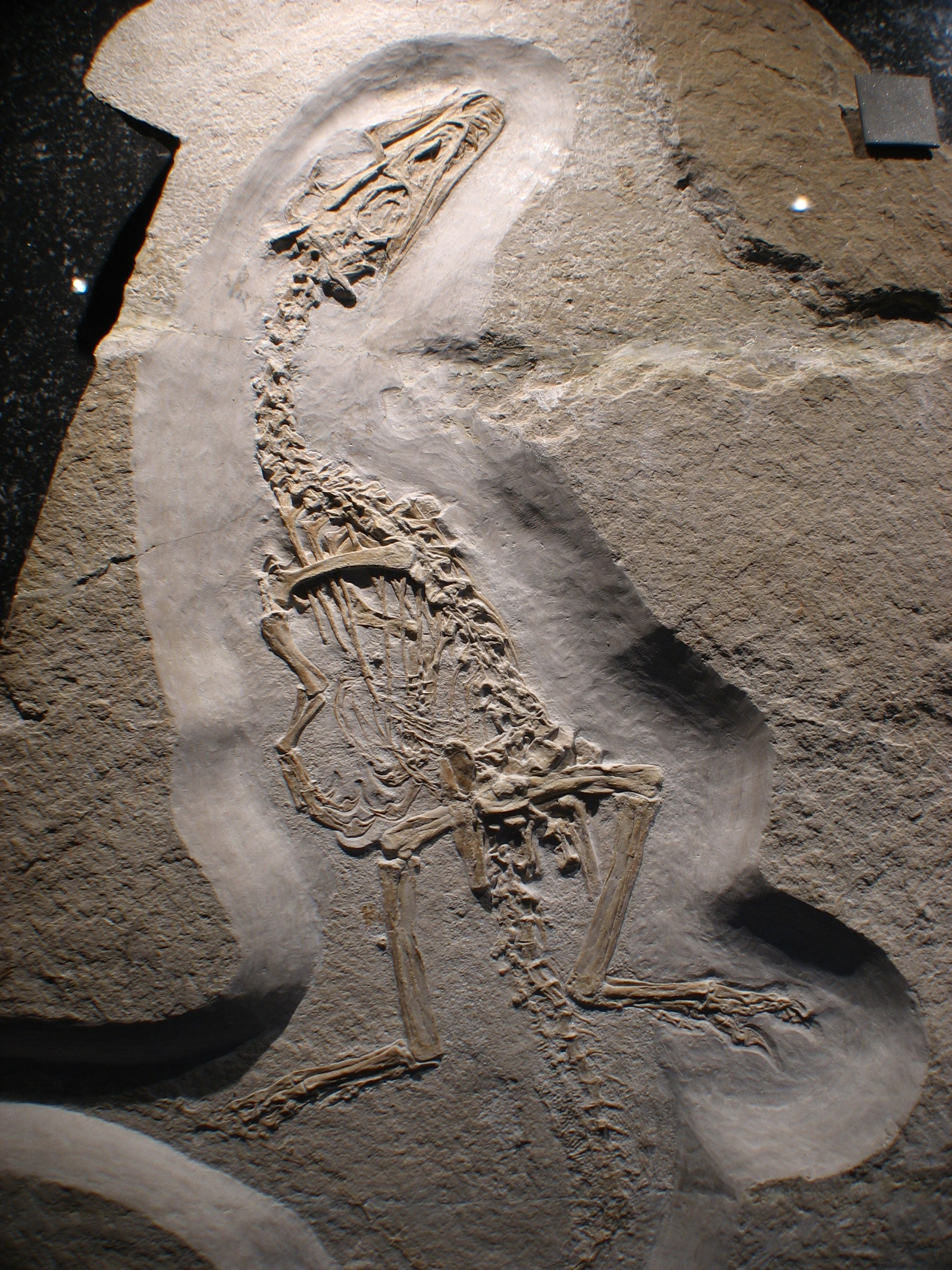
Theropoder Dinosaurier Juravenator starki
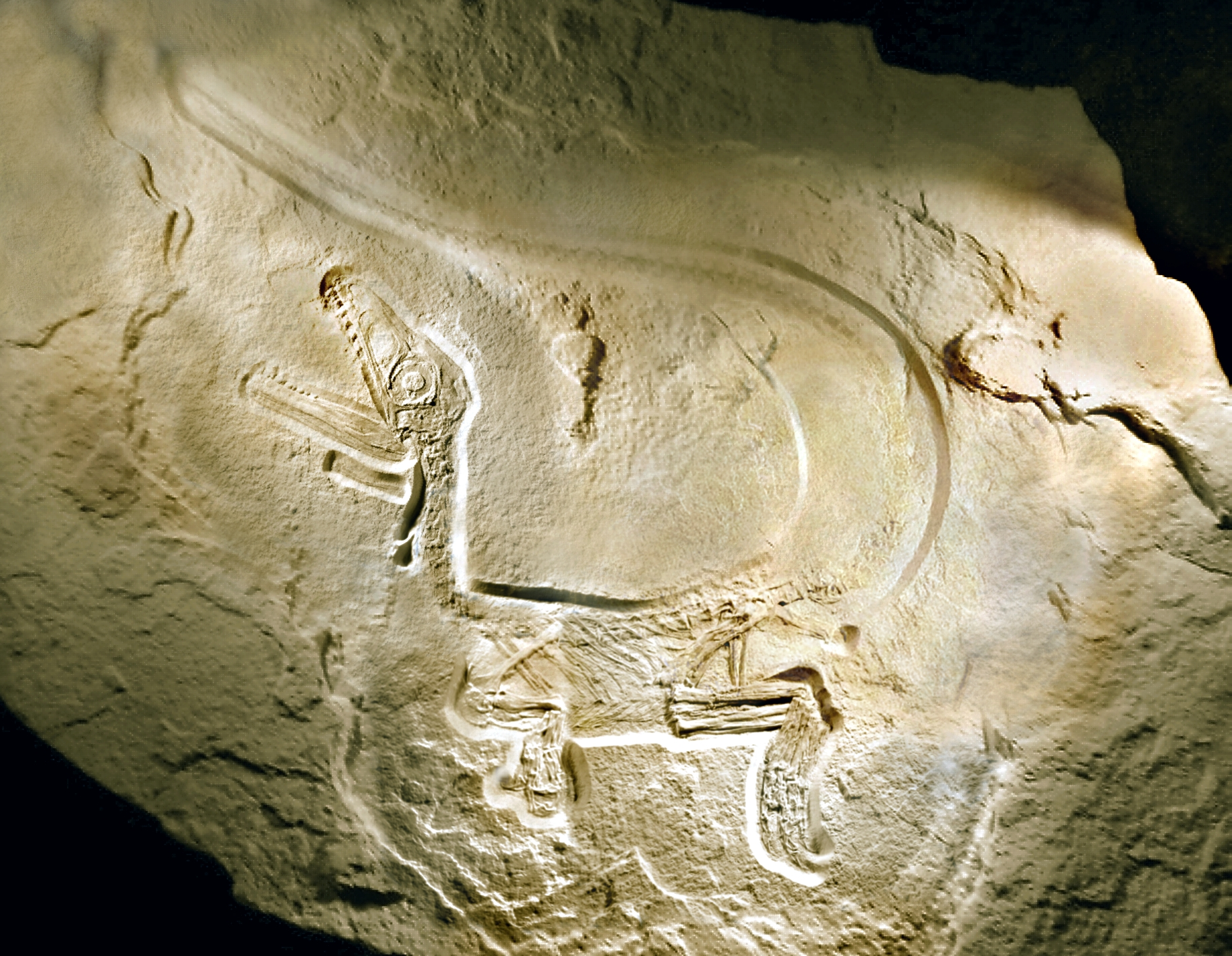
Theropoder Dinosaurier, unbenannt
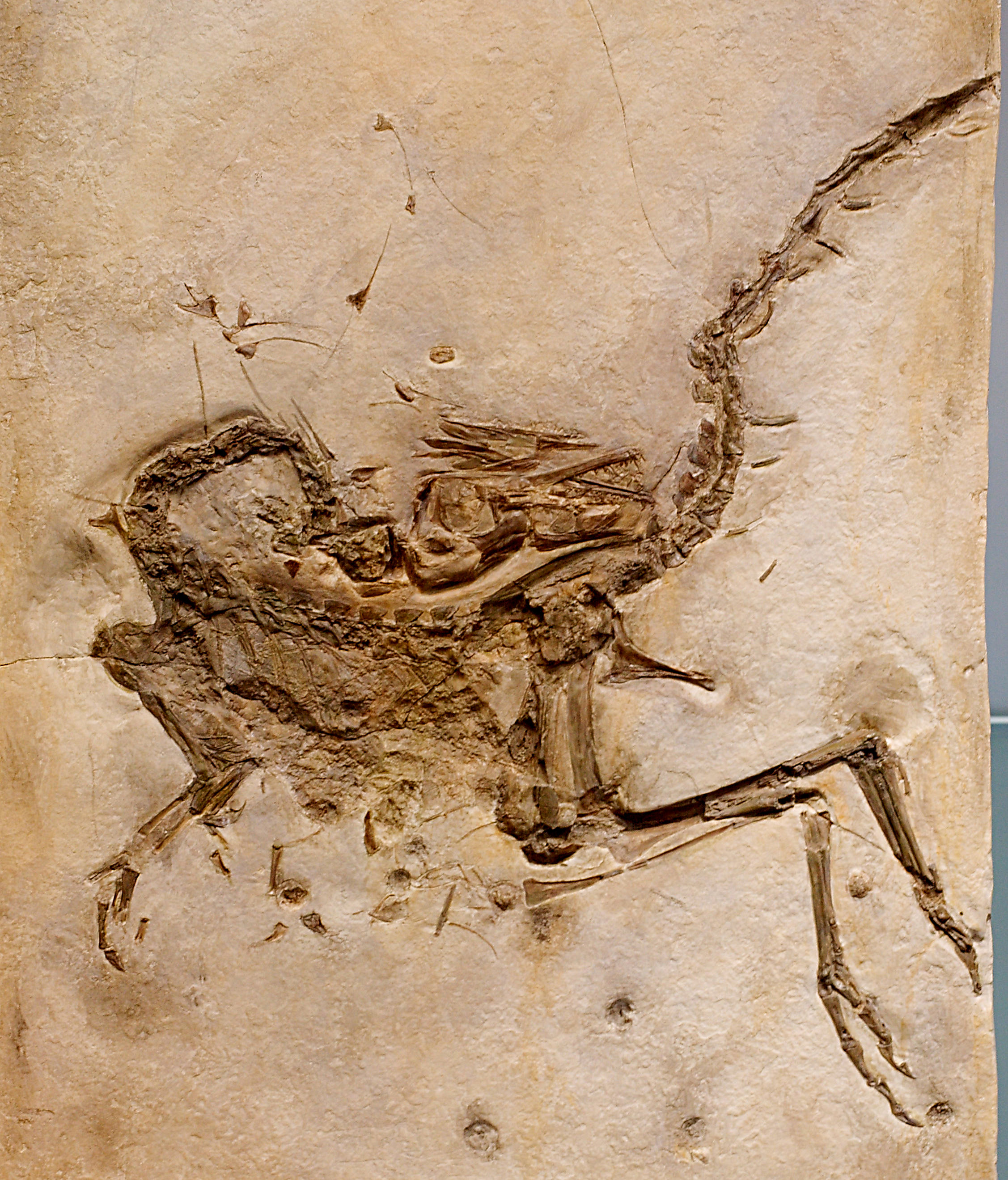
Theropoder Dinosaurier Compsognathus longipes
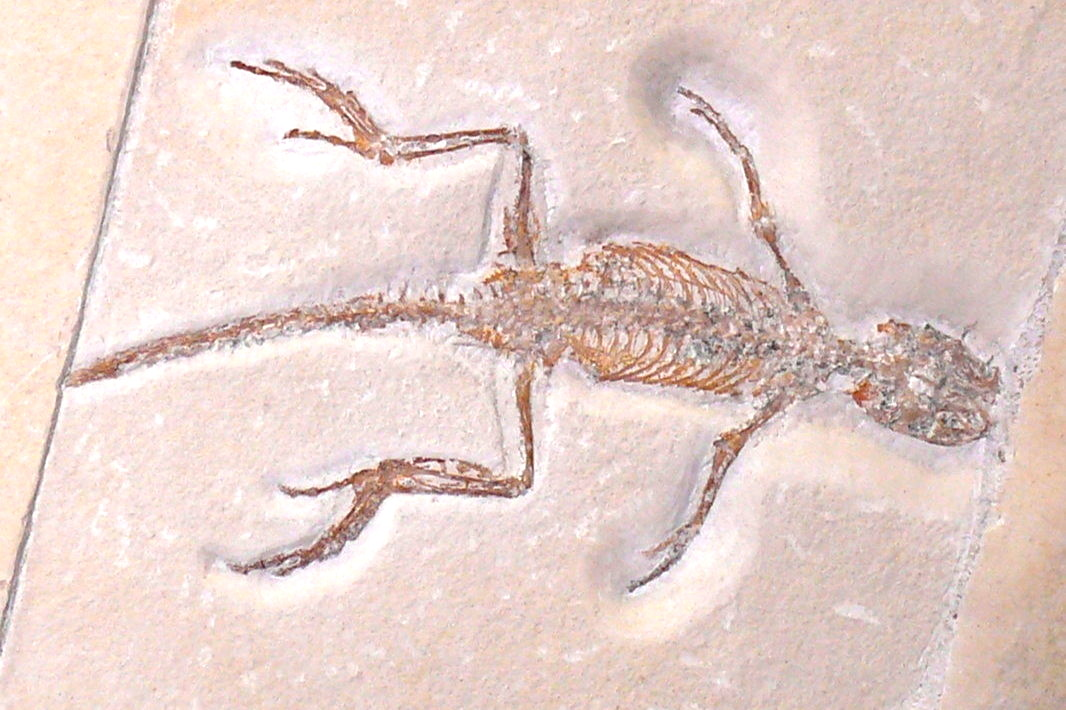
Sphenodontide Schuppenechse Homoeosaurus
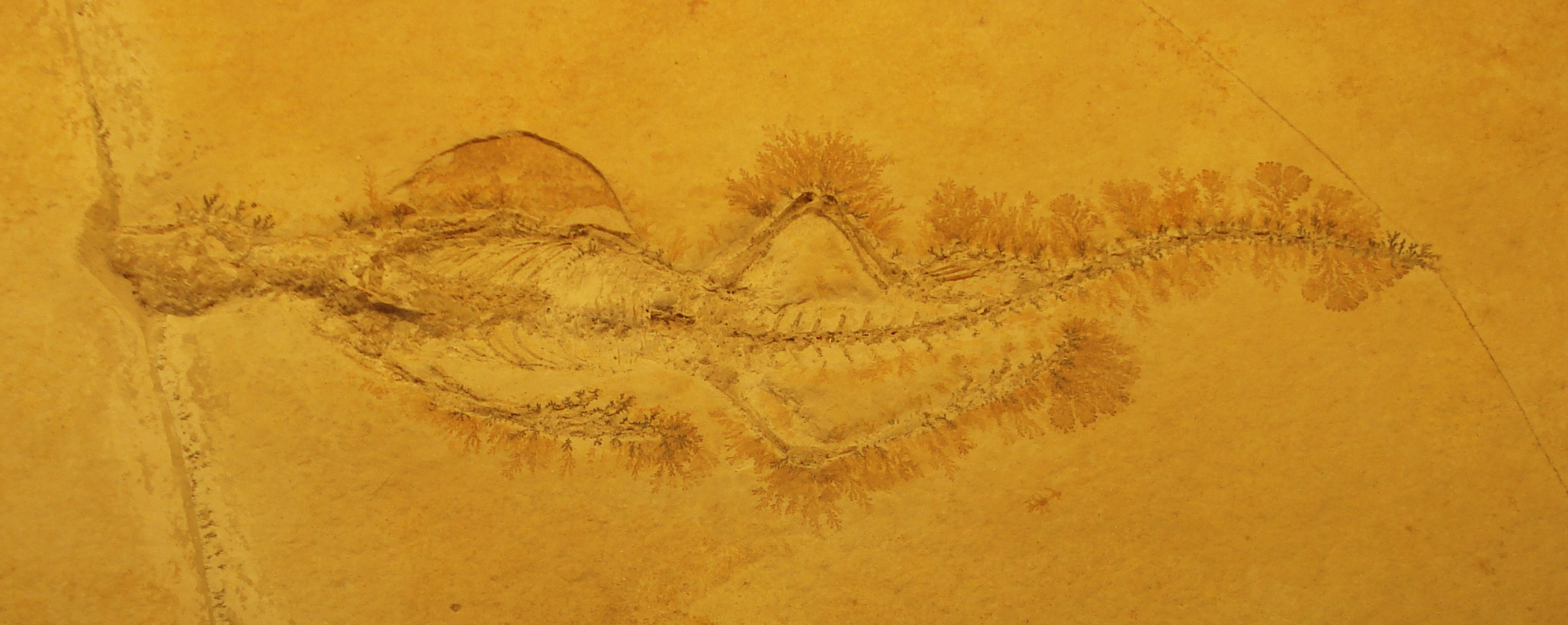
Sphenodontide Schuppenechse Kallimodon pulchellus
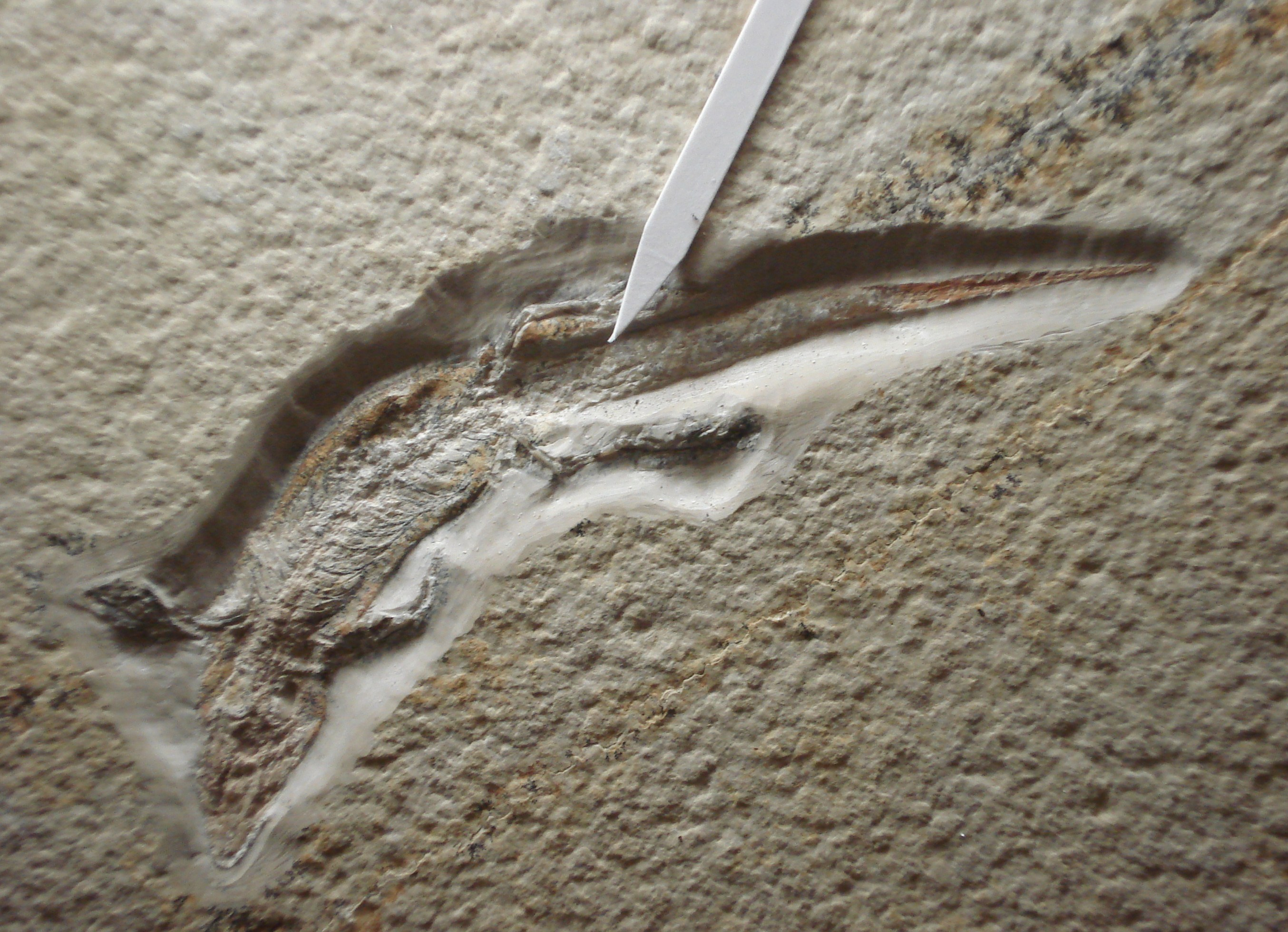
Geckoartiges Schuppenkriechtier Ardeosaurus
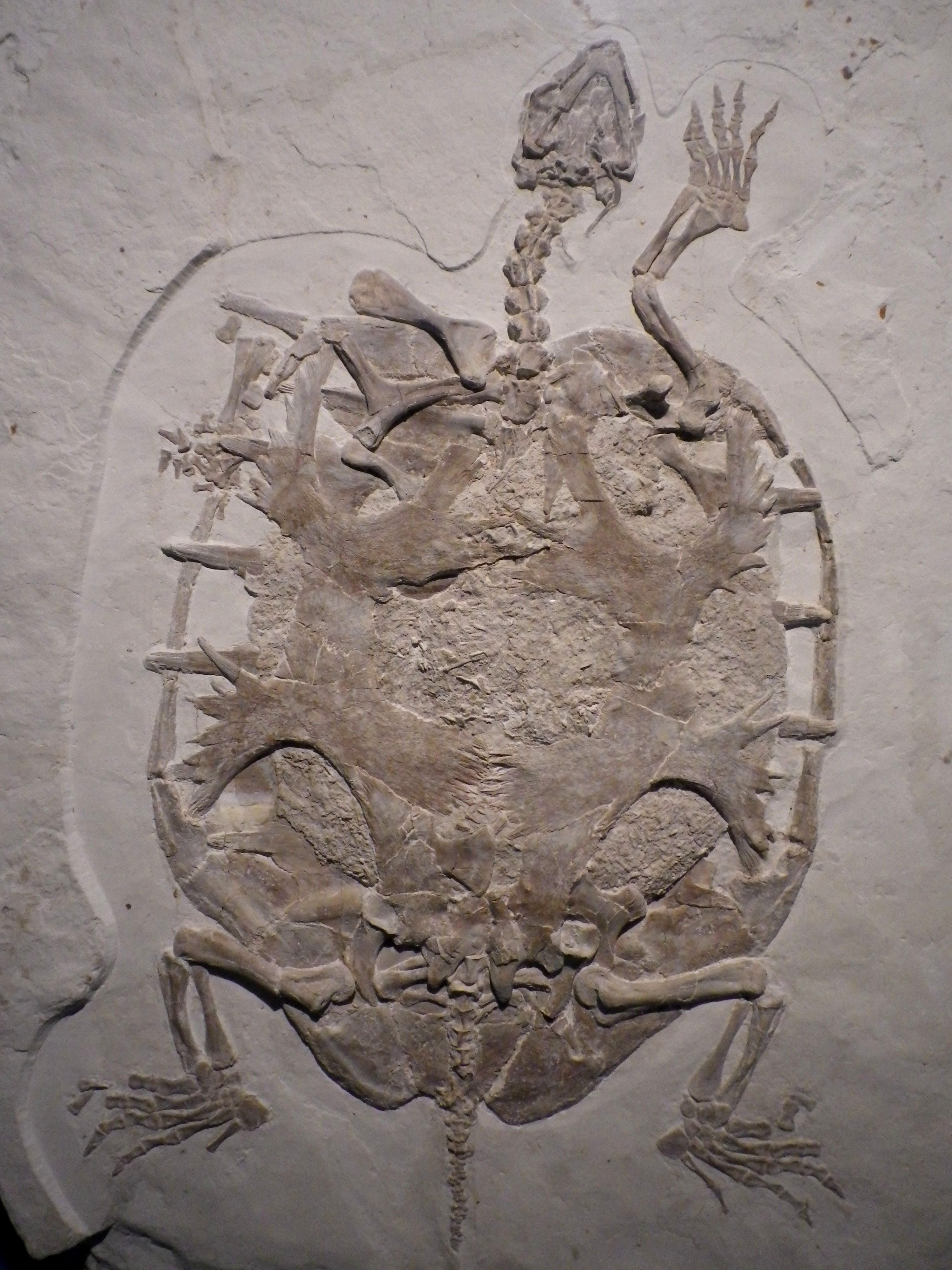
Schildkröte unbenannt, Bauchseite
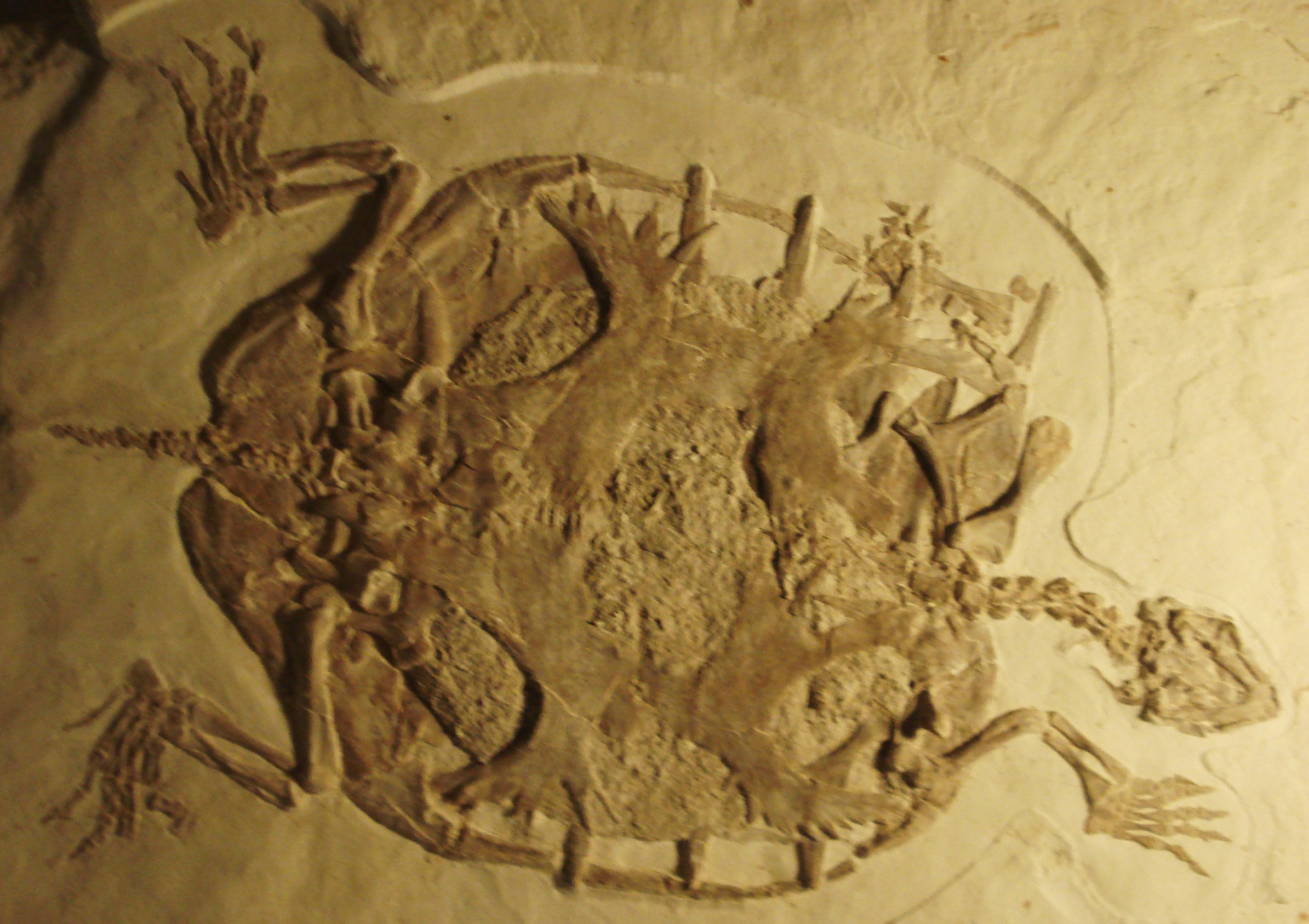
Meeresschildkröte Eurysternum
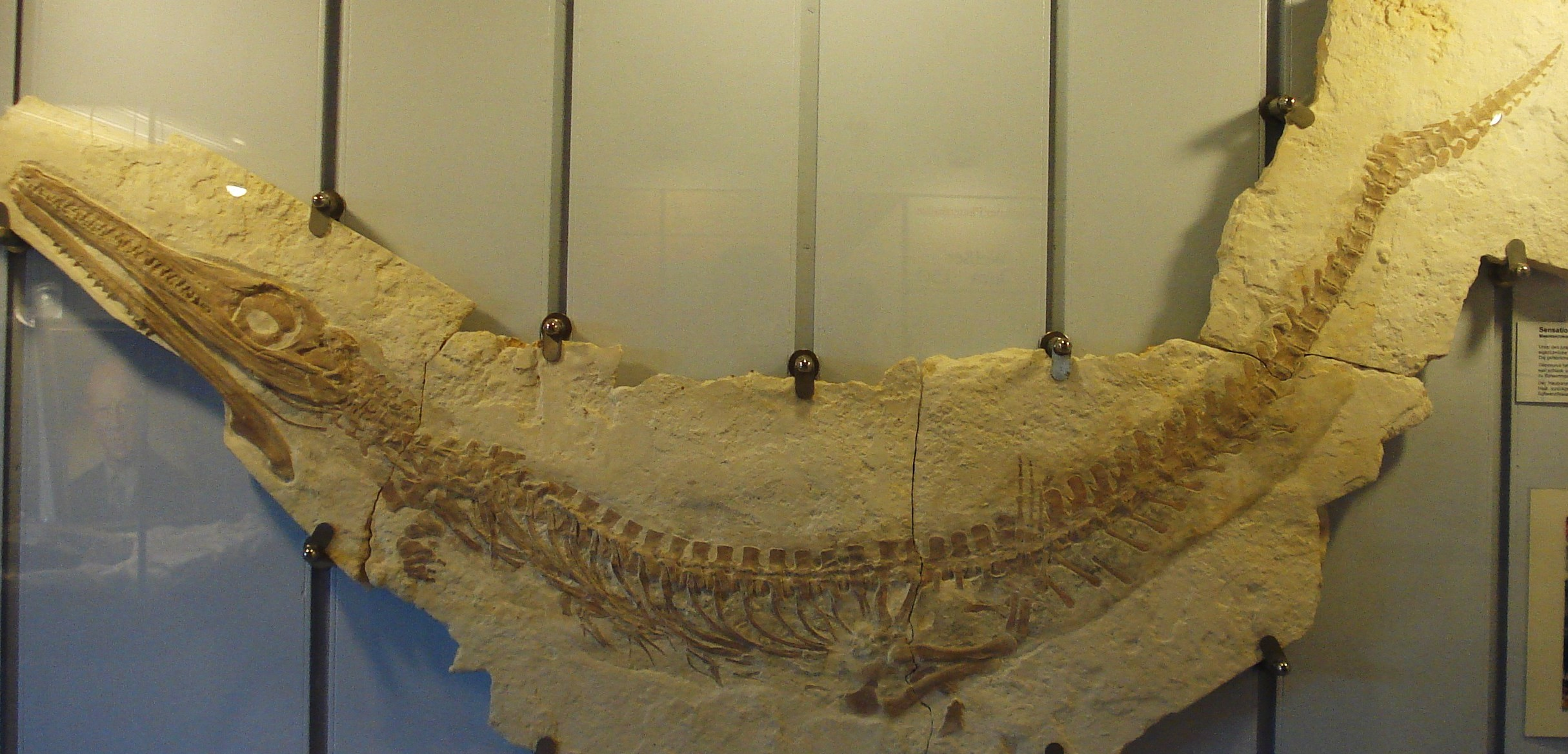
Krokodilartiges Meereskrokodil Geosaurus
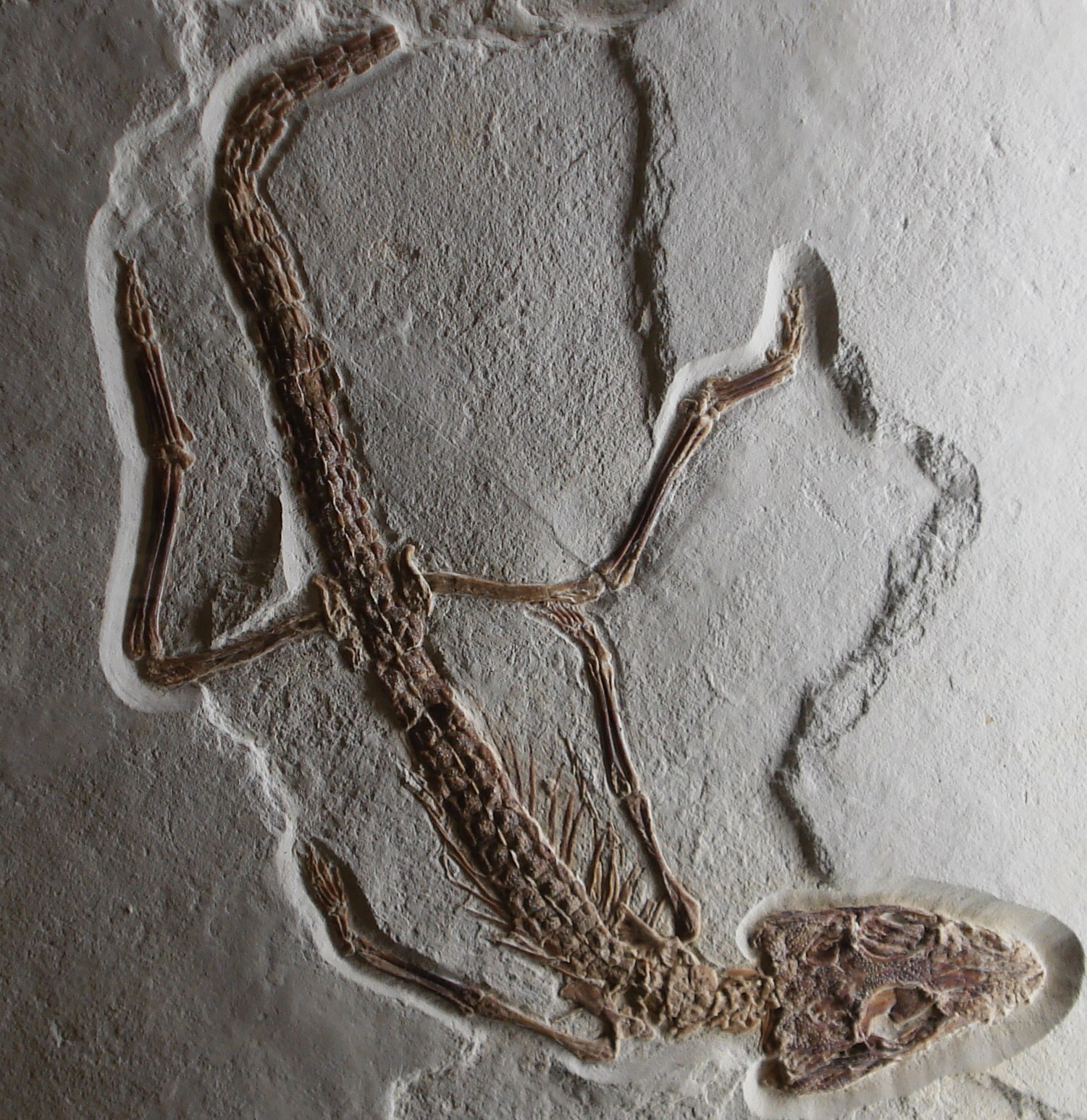
Krokodilähnliches Reptil Atoposaurus bzw. Alligatorellus

Ichthyosaurier und Flugsaurier

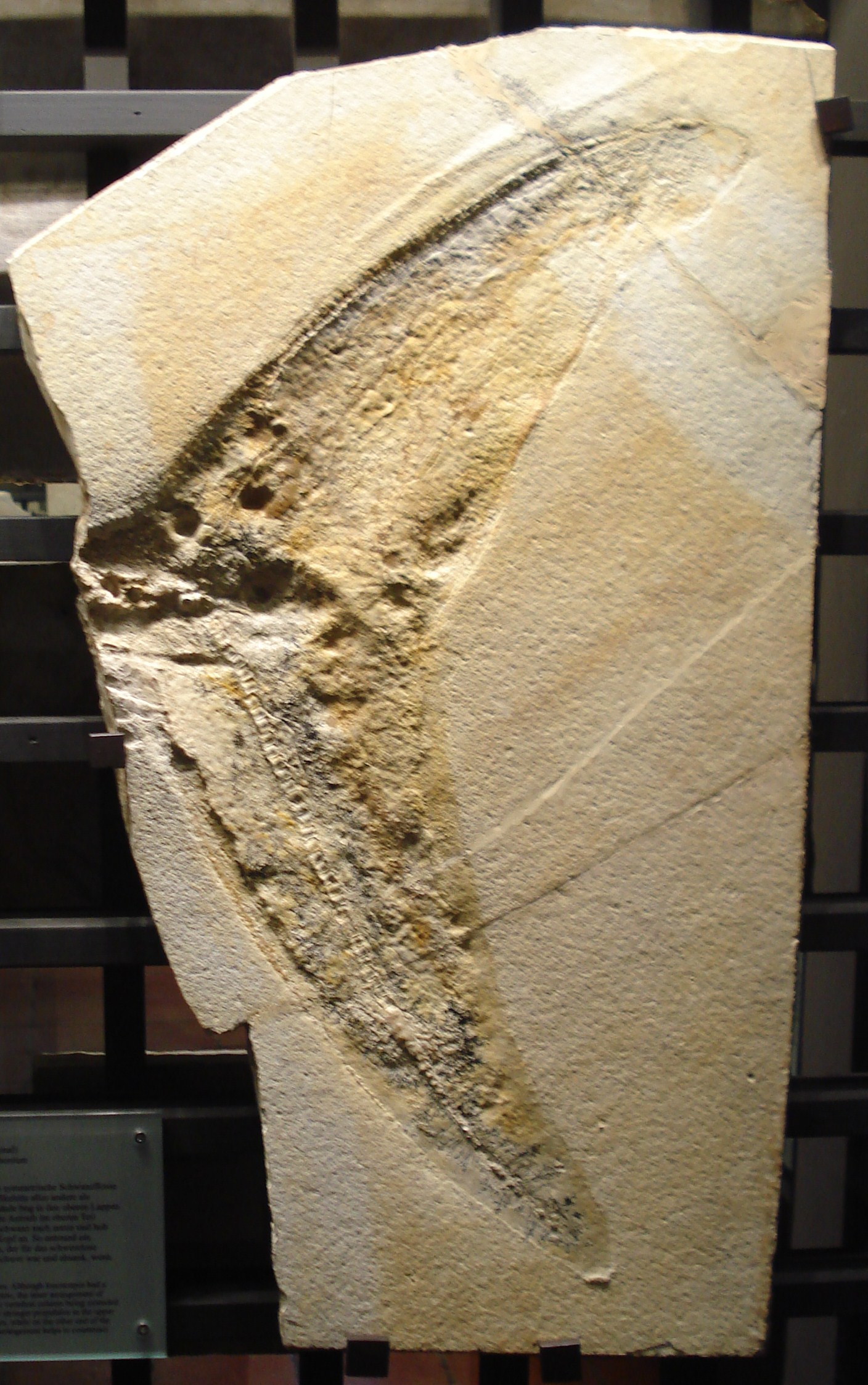
Schwanzflosse des Ichthyosaurier Macropterygius posthumus, syn. Ichthyosaurus trigonus
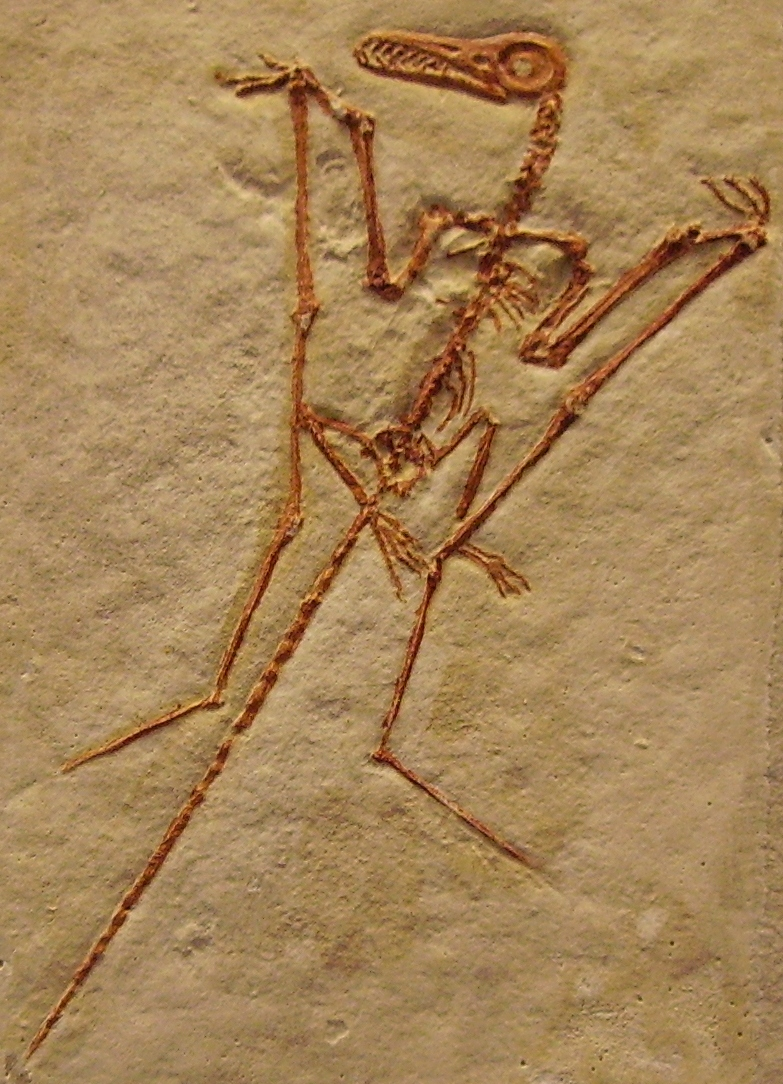
Langschwanzflugsaurier Rhamphorhynchus longicaudus
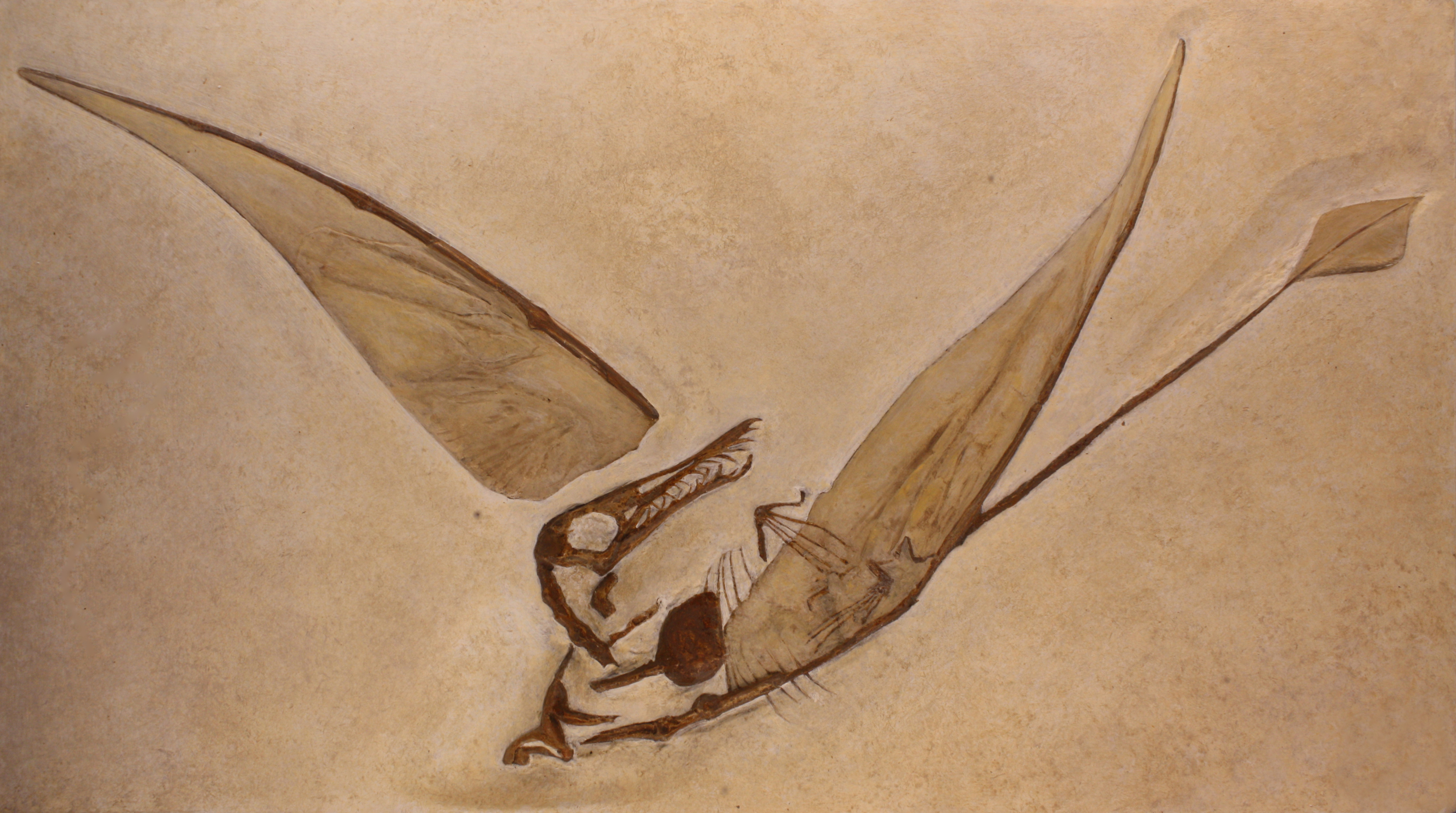
Langschwanzflugsaurier Rhamphorhynchus munsteri
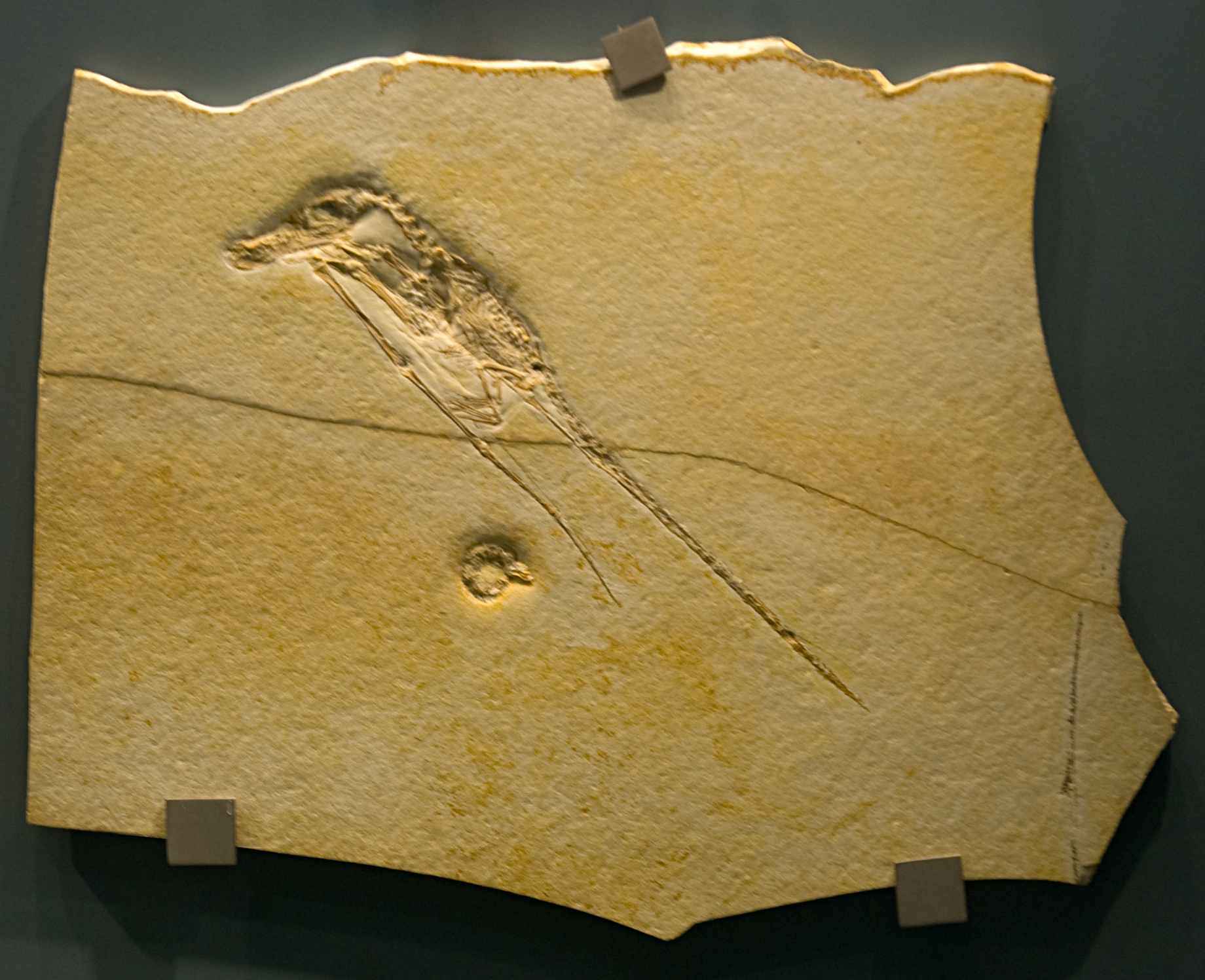
Langschwanzflugsaurier Rhamphorhynchus intermedius mit einem halbverdauten Fisch
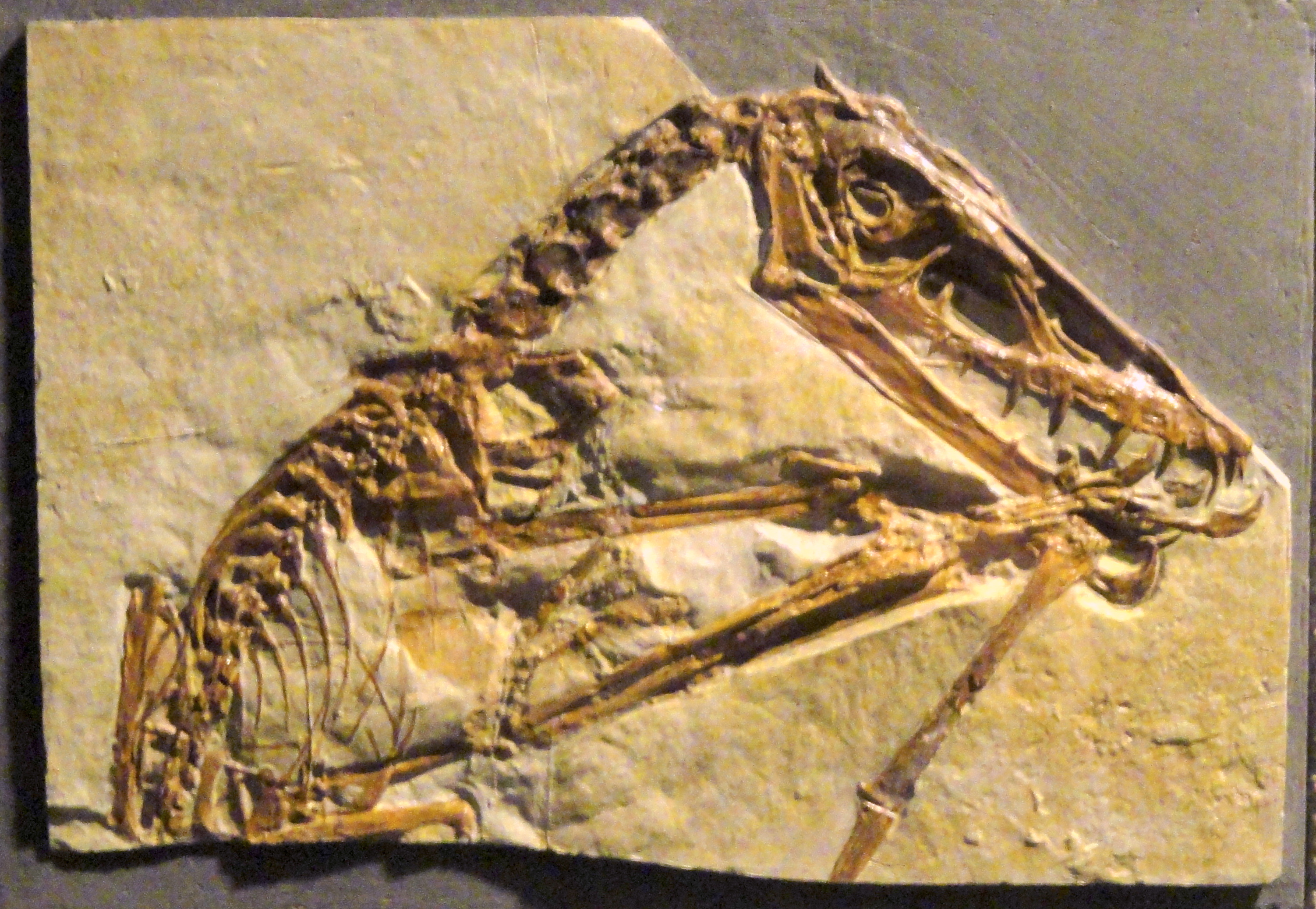
Langschwanzflugsaurier Scaphognathus crassirostris
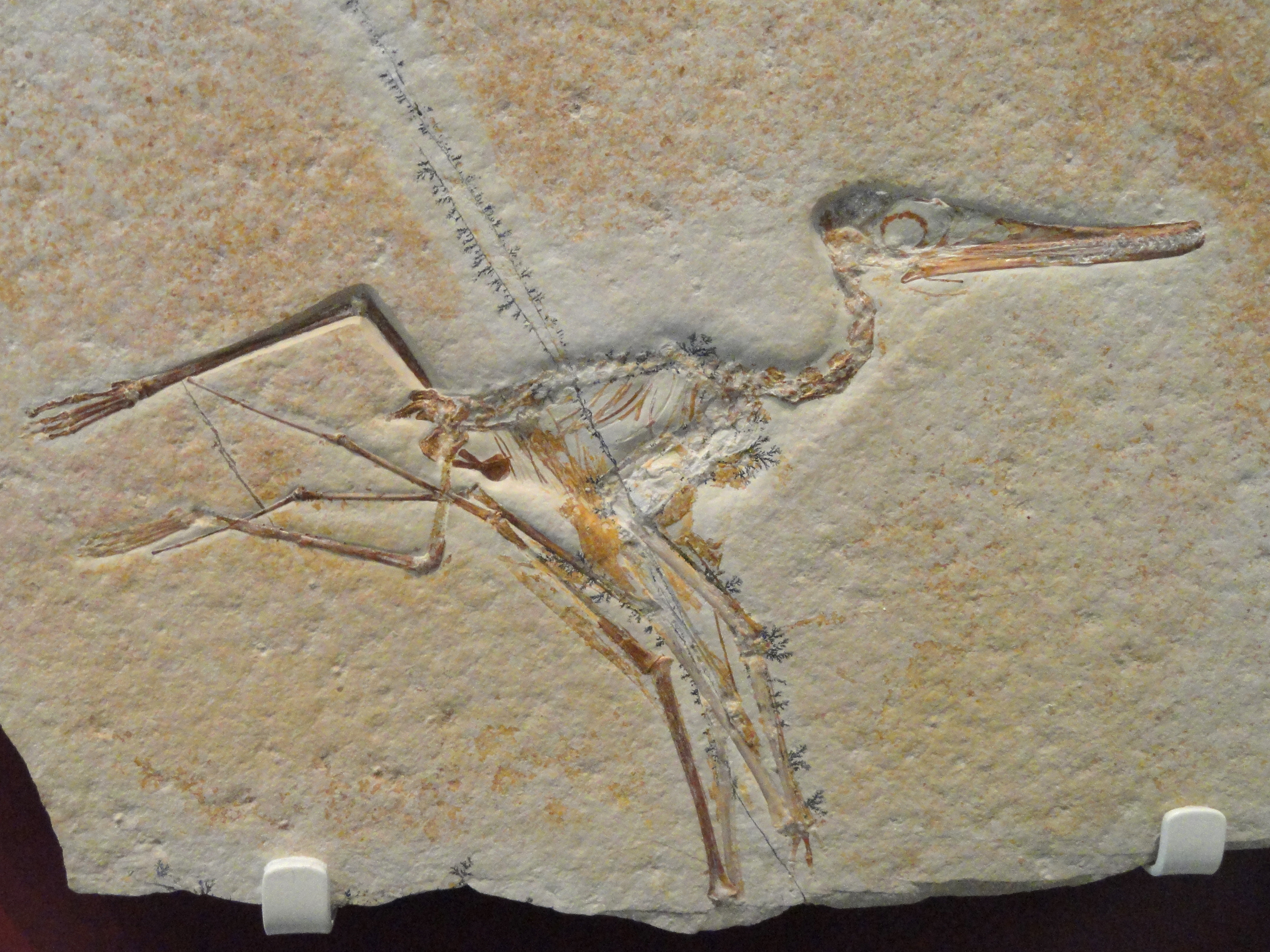
Kurzschwanzflugsaurier Pterodactylus elegans
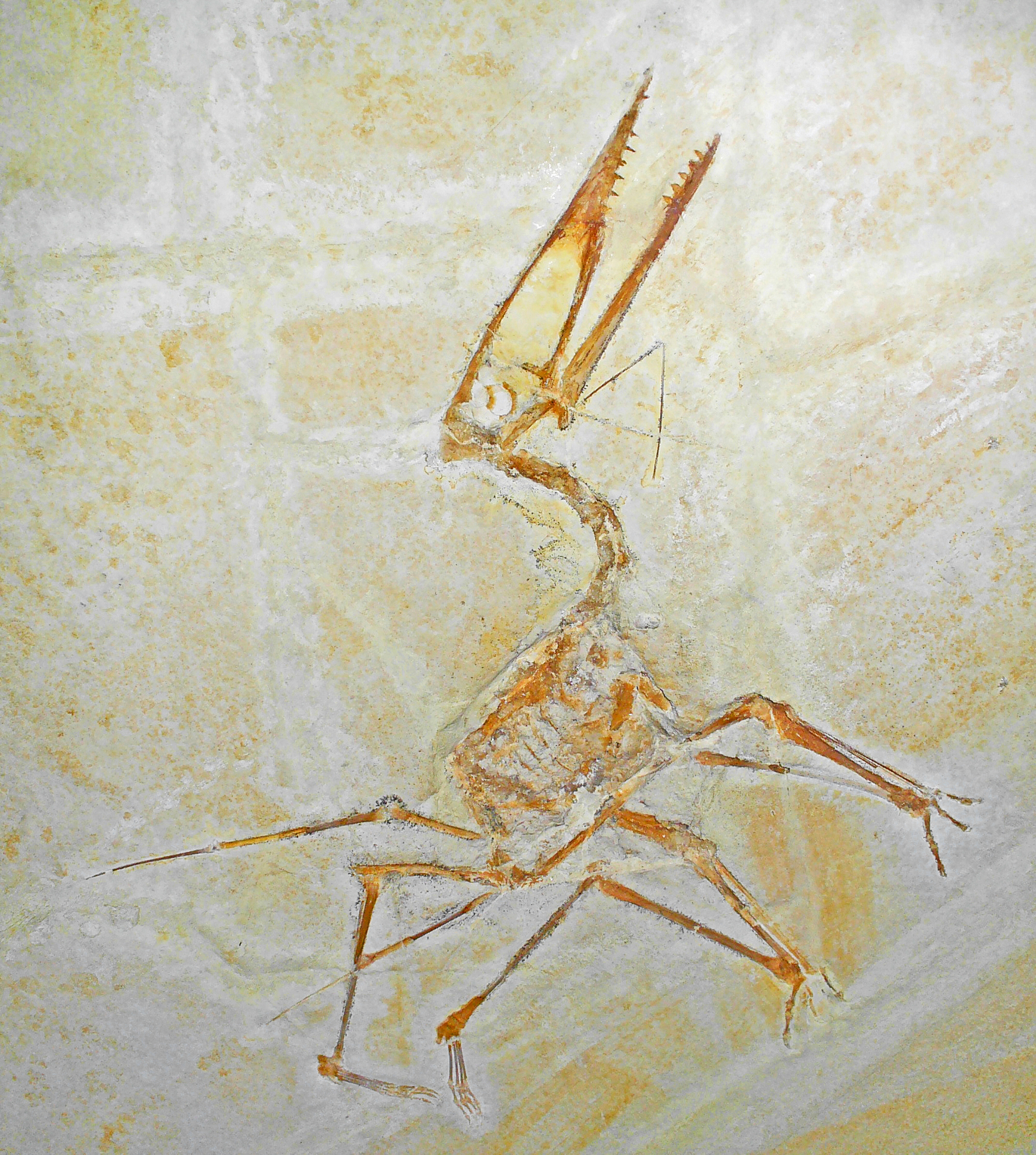
Kurzschwanzflugsaurier Germanodactylus
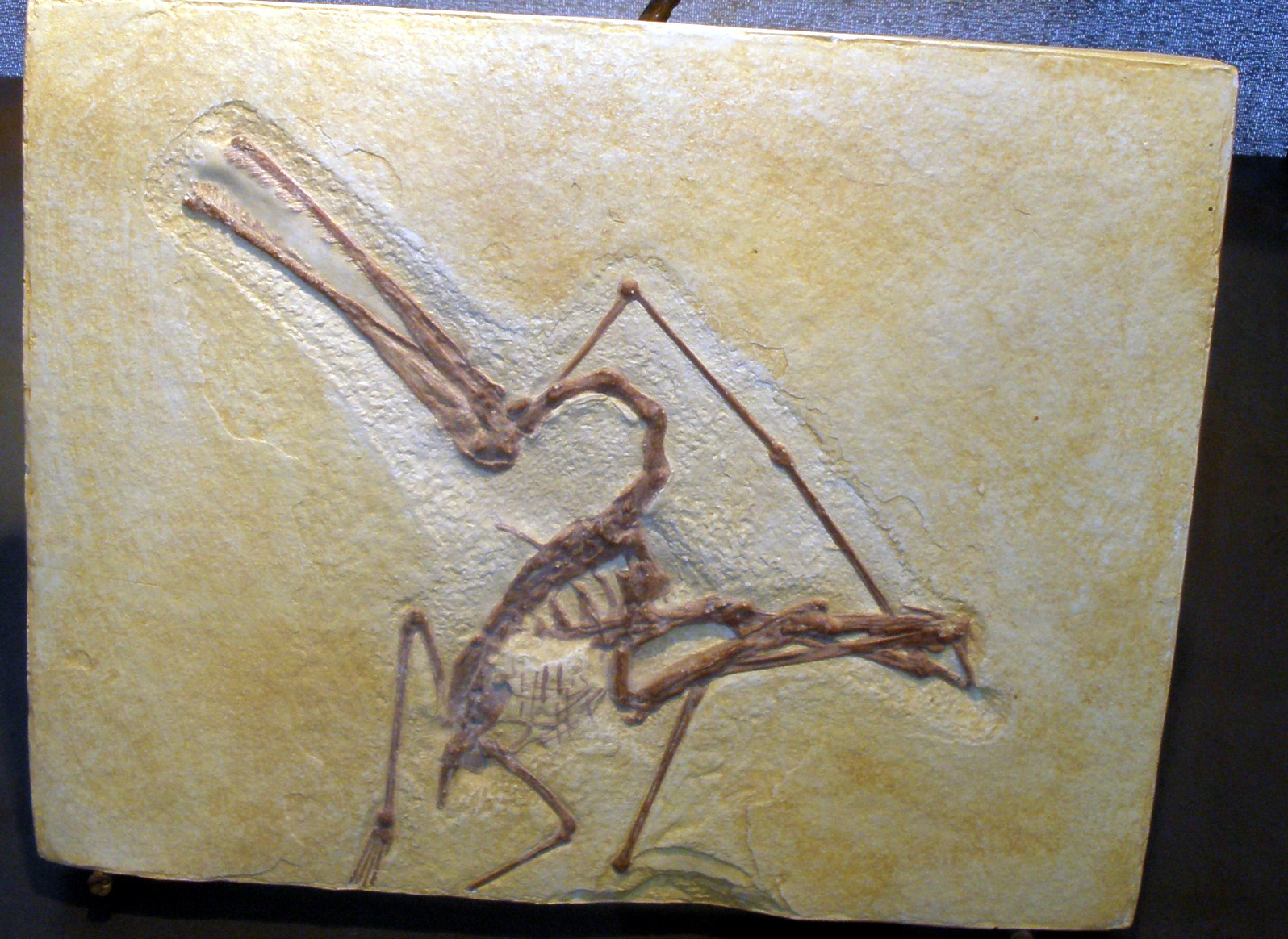
Kurzschwanzflugsaurier Ctenochasma elegans

Urvögel

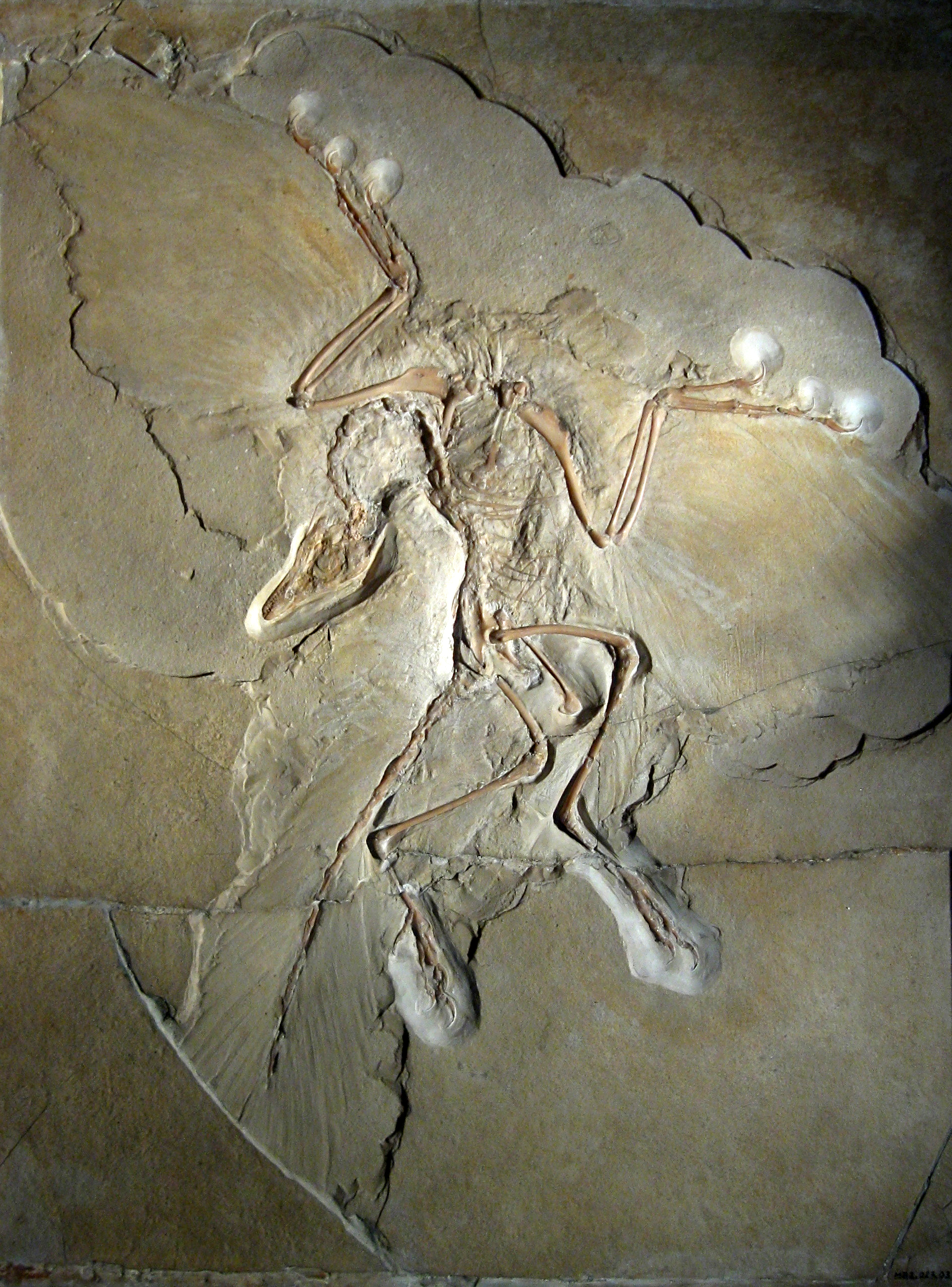
Archaeopteryx lithographica (Berlin specimen)
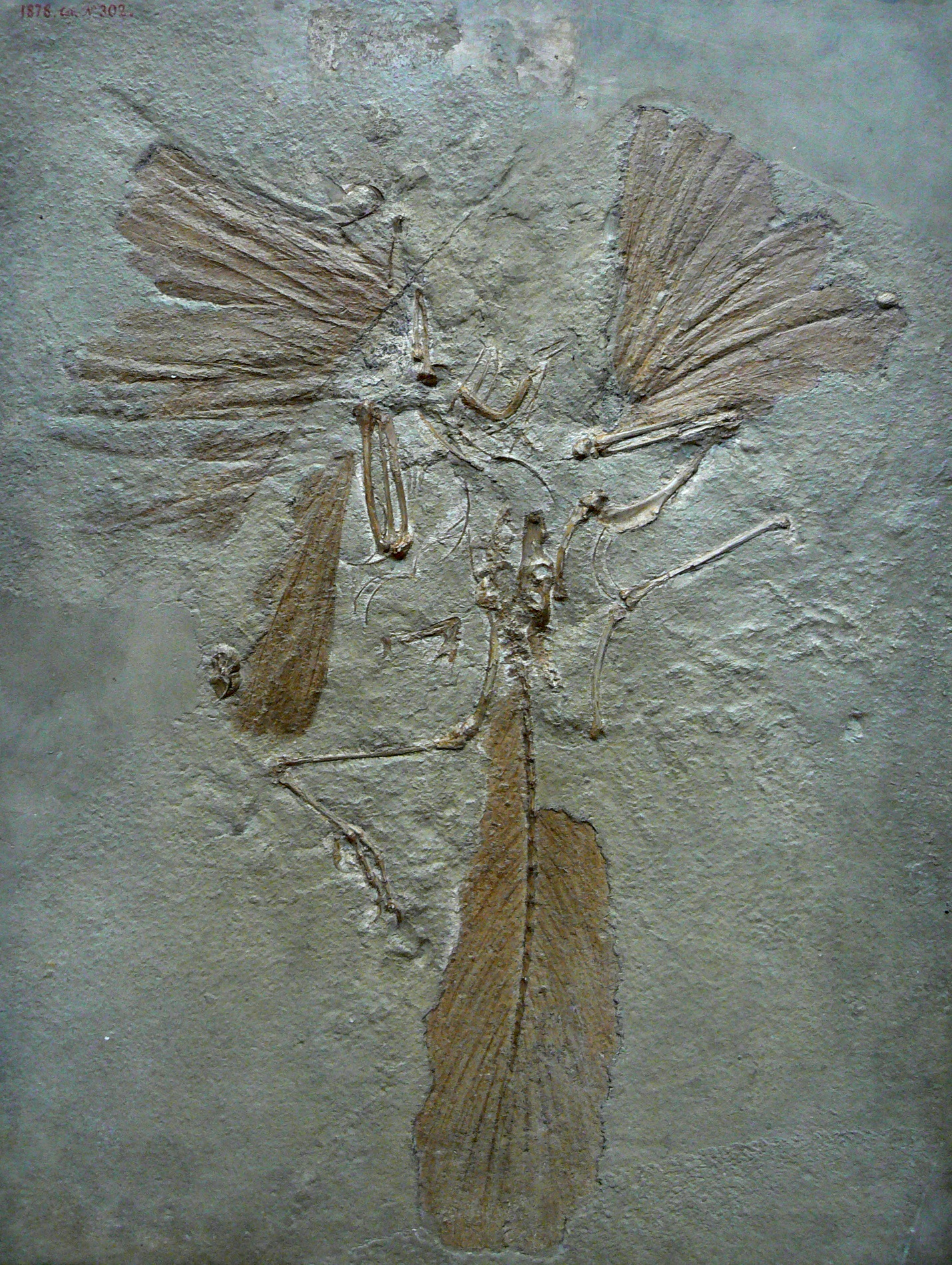
Archaeopteryx lithographica paris
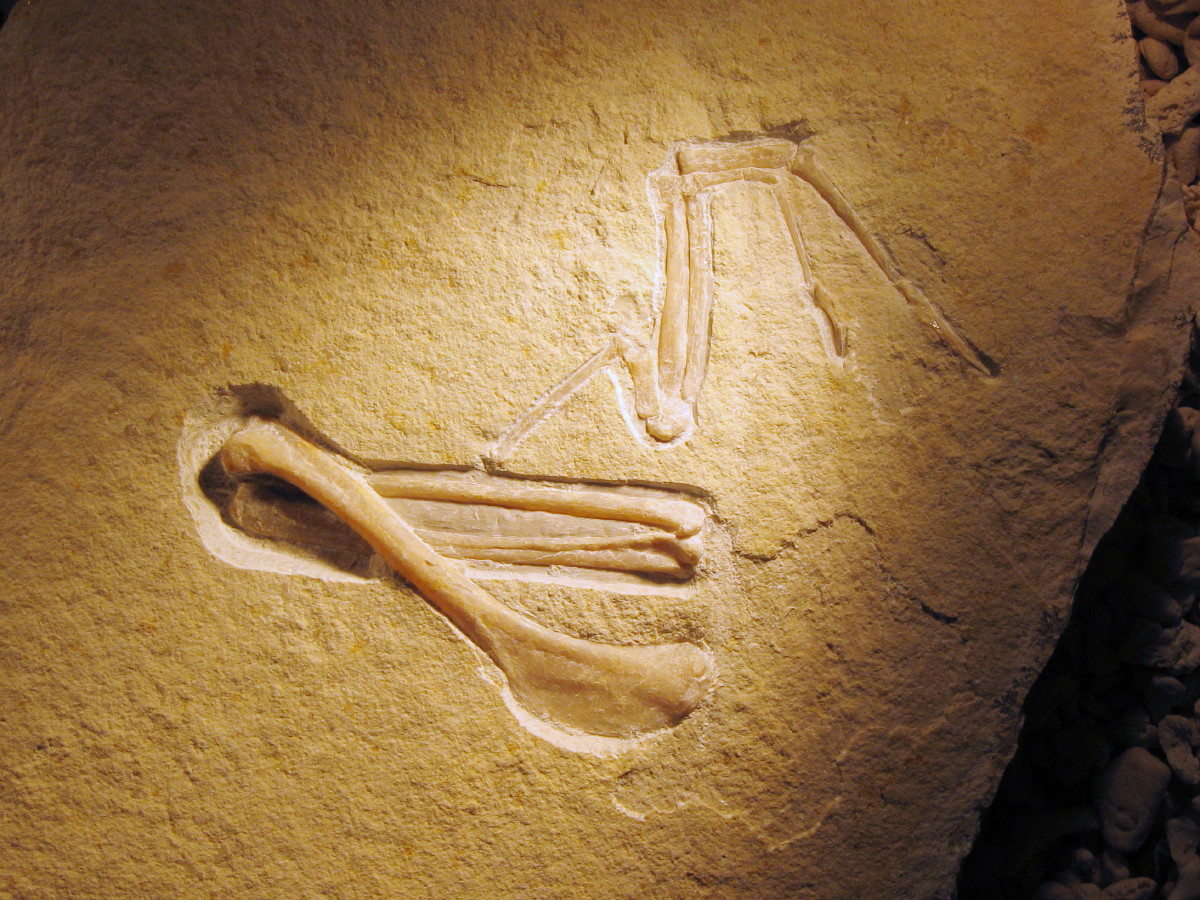
Archaeopteryx, Knochen einen Flügels, s.g. Chicken Wing
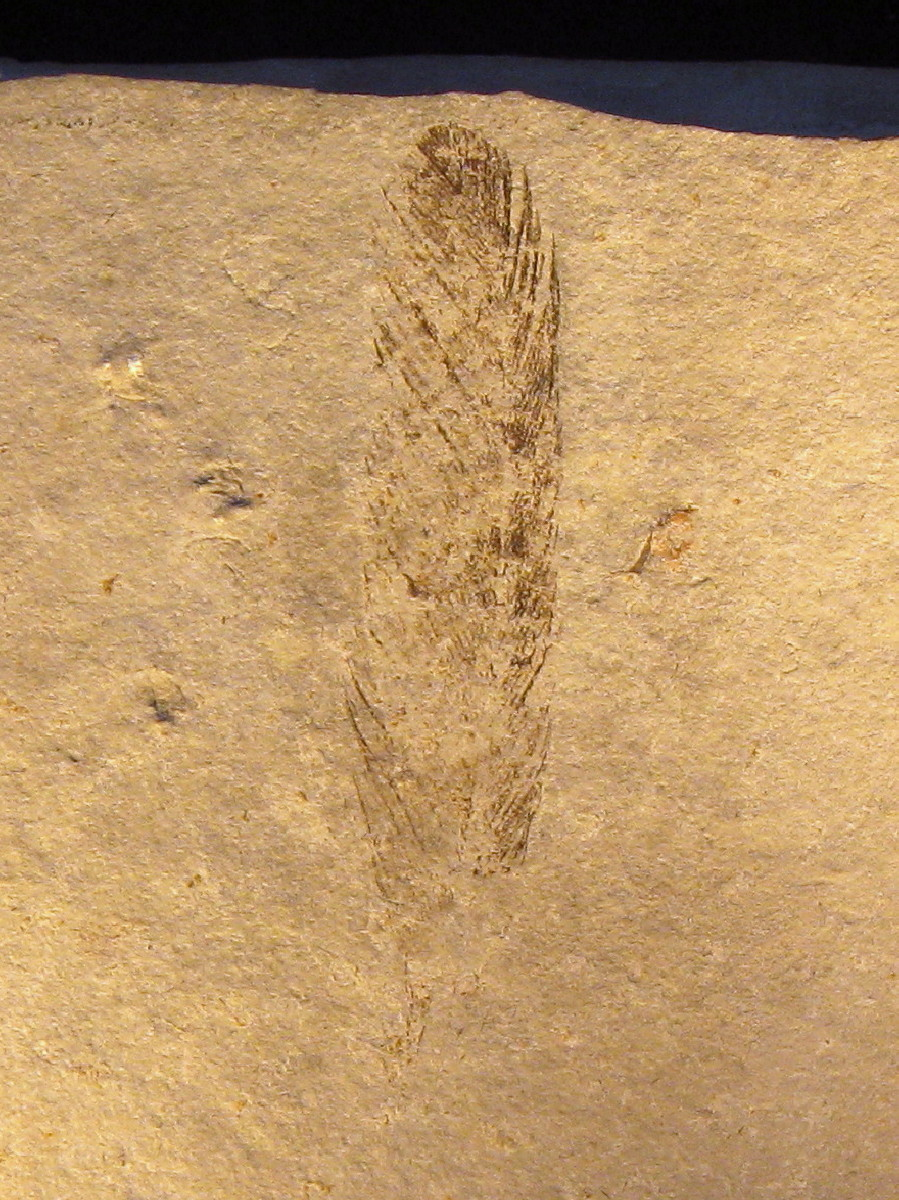
Archaeopteryx, Konturfeder
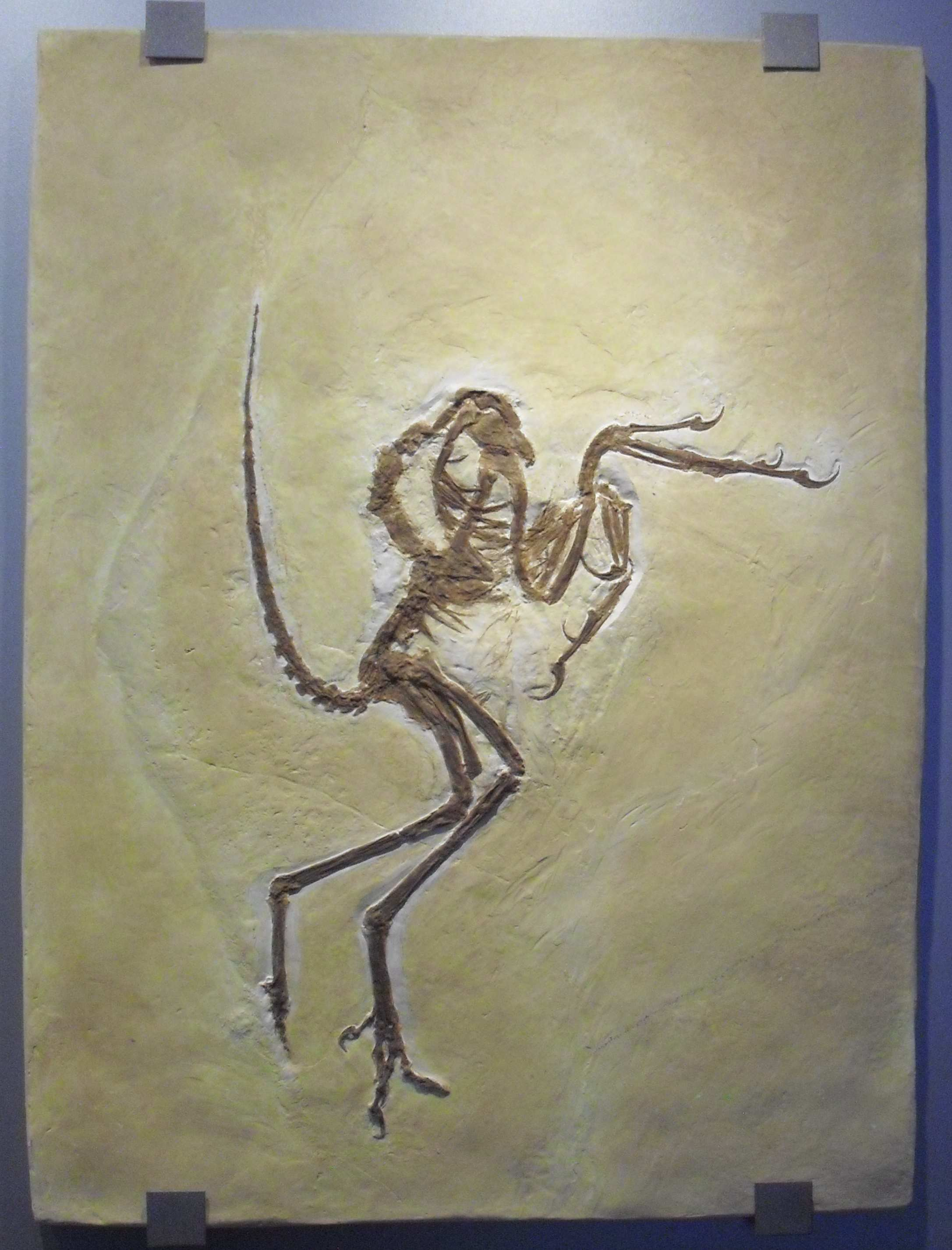
Wellnhoferia grandis

Sonstige Fossilien

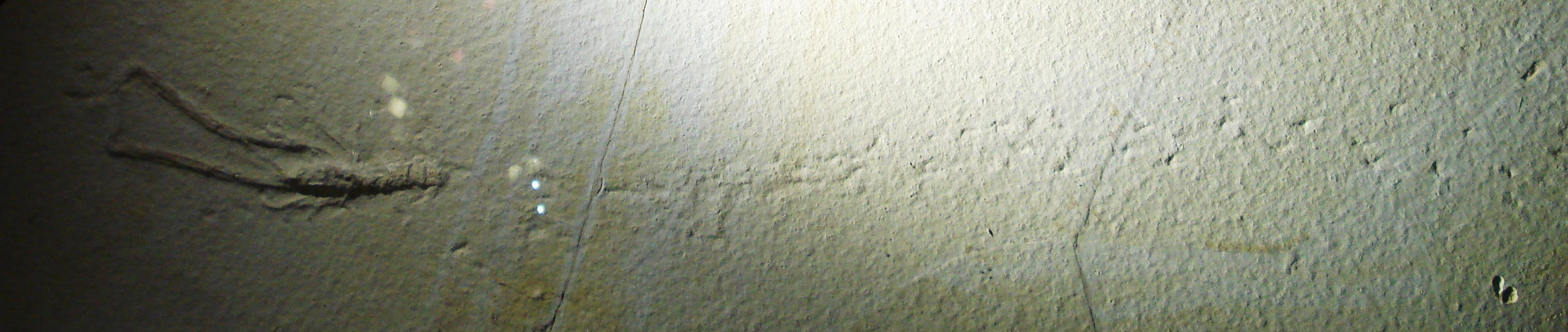
Hummerartiger Zehnfußkrebs Mecochirus longimanatus mit Spurenfährte
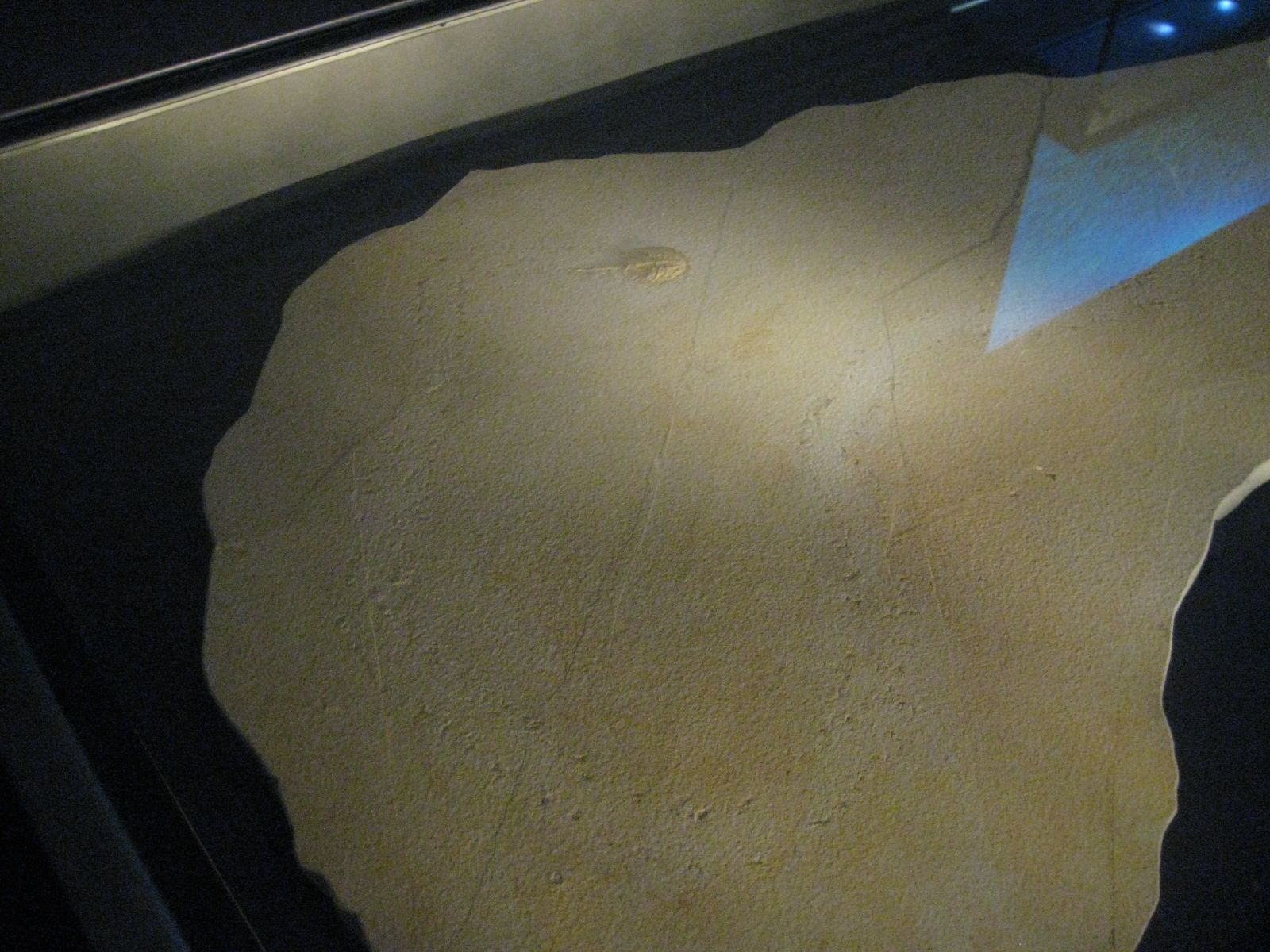
Pfeilschwanzkrebs Mesolimulus walchi mit Bewegungsspuren
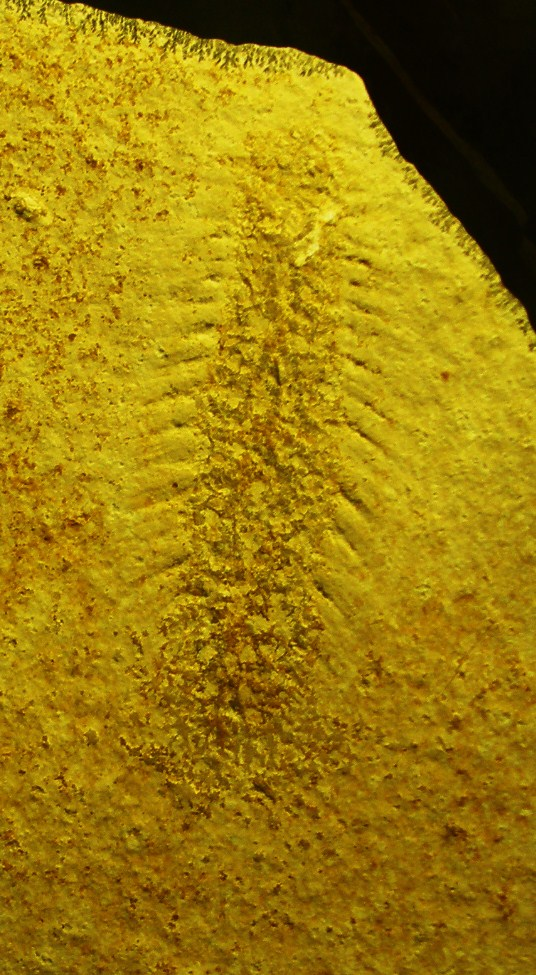
Vielborster Meringosoma curtum
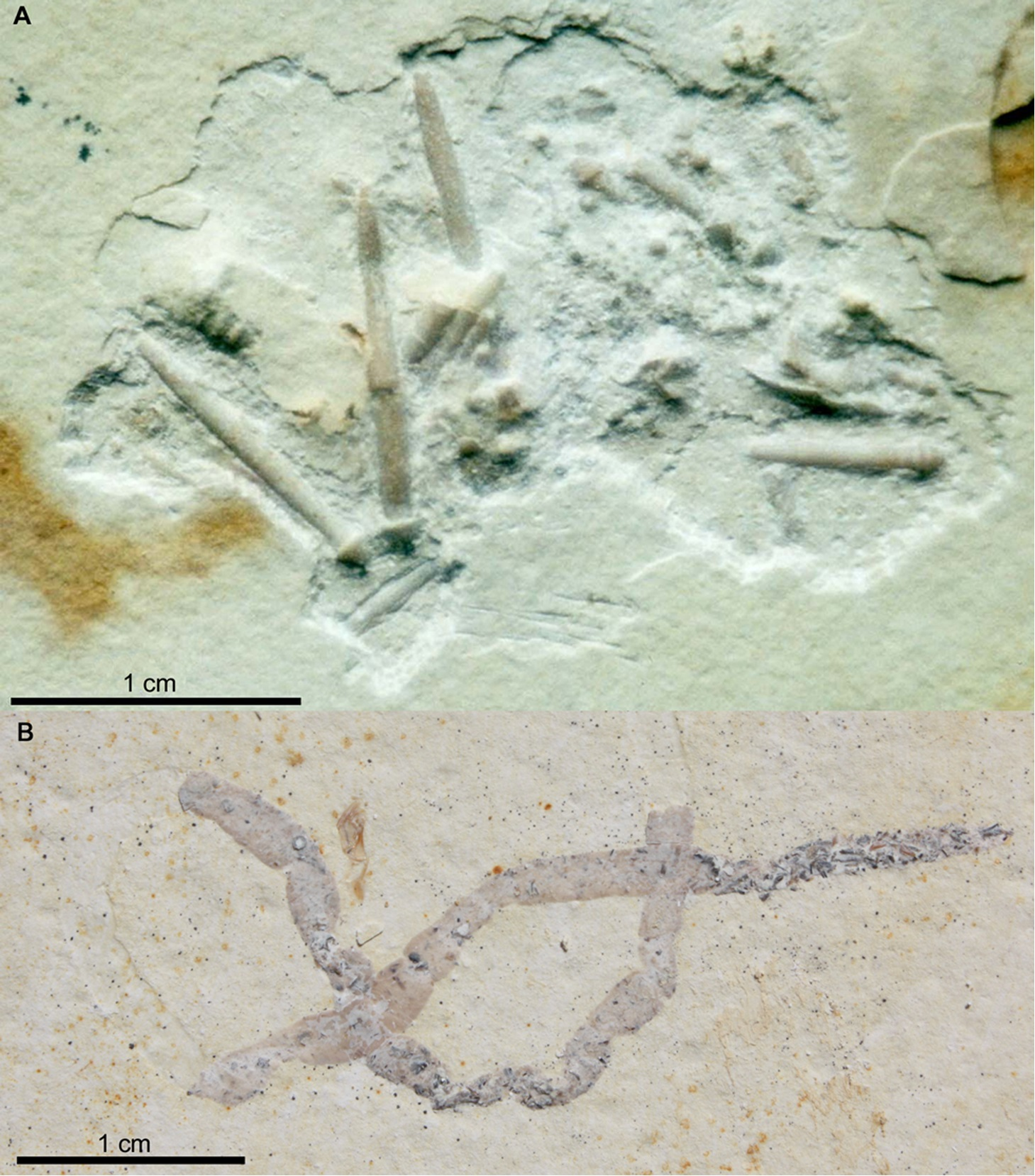
Kotsteine
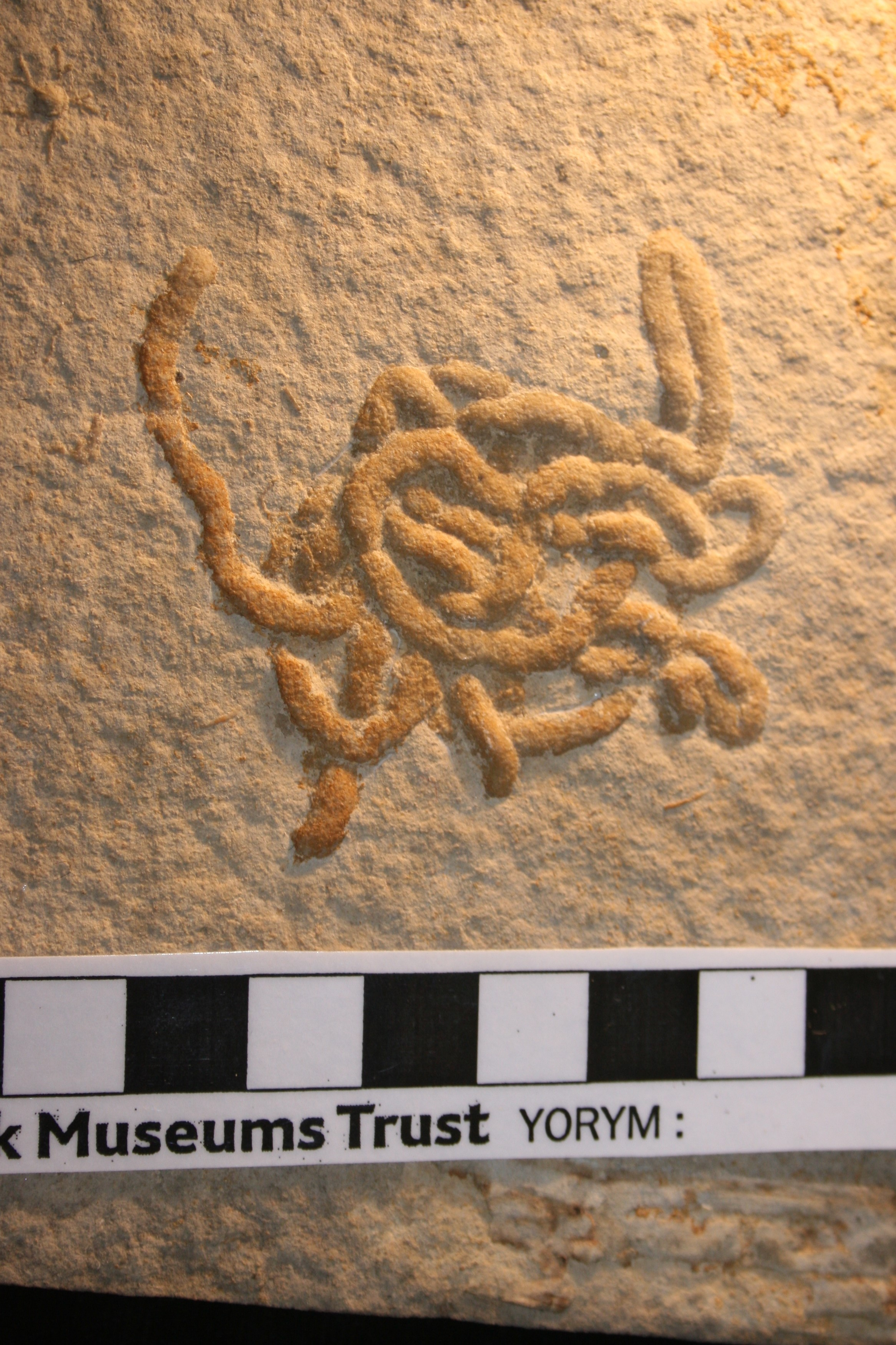
Vermutliche Ausscheidungsspuren (Koprolith)
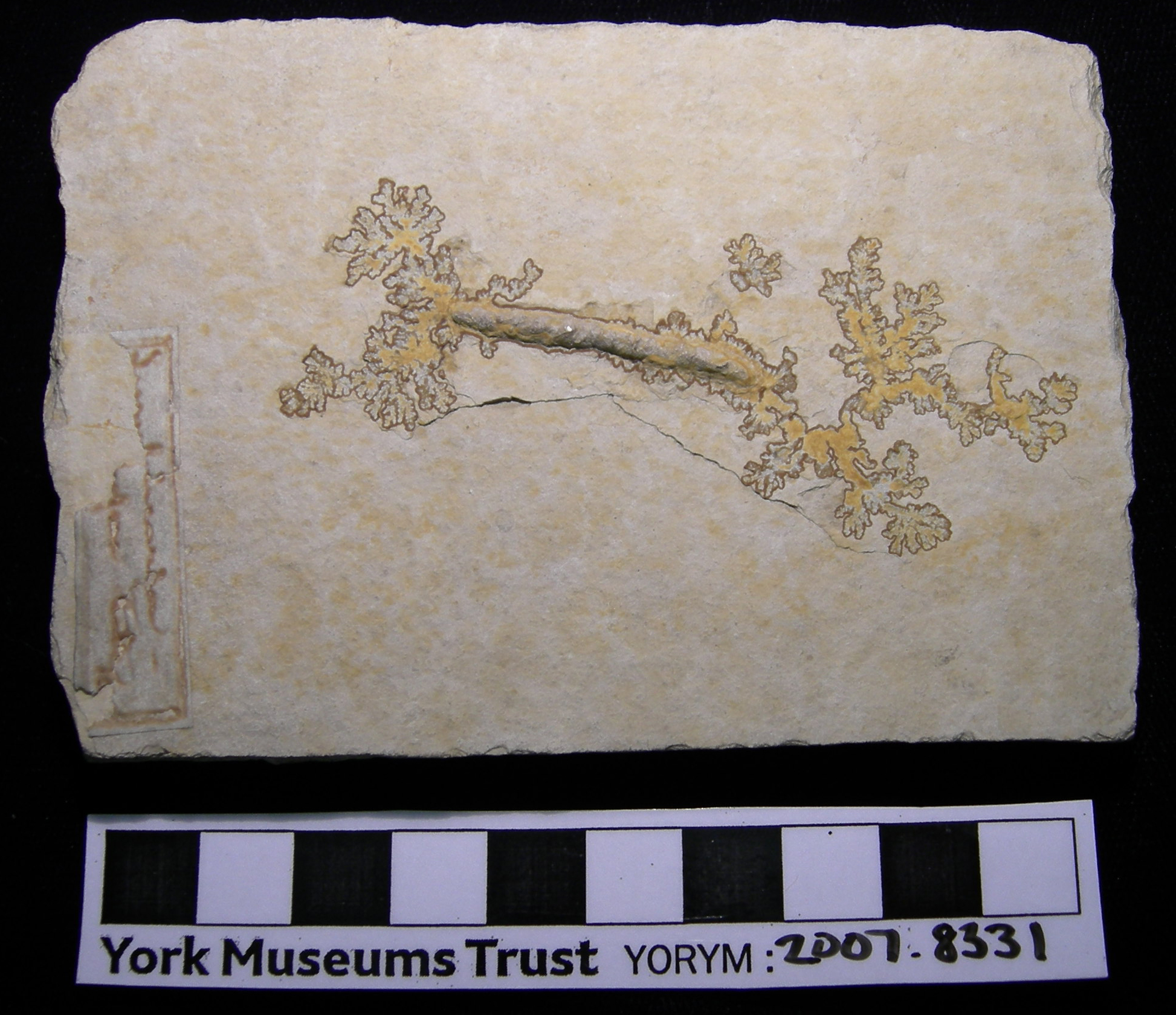
Vermutliche Ausscheidungsspuren (Koprolith)
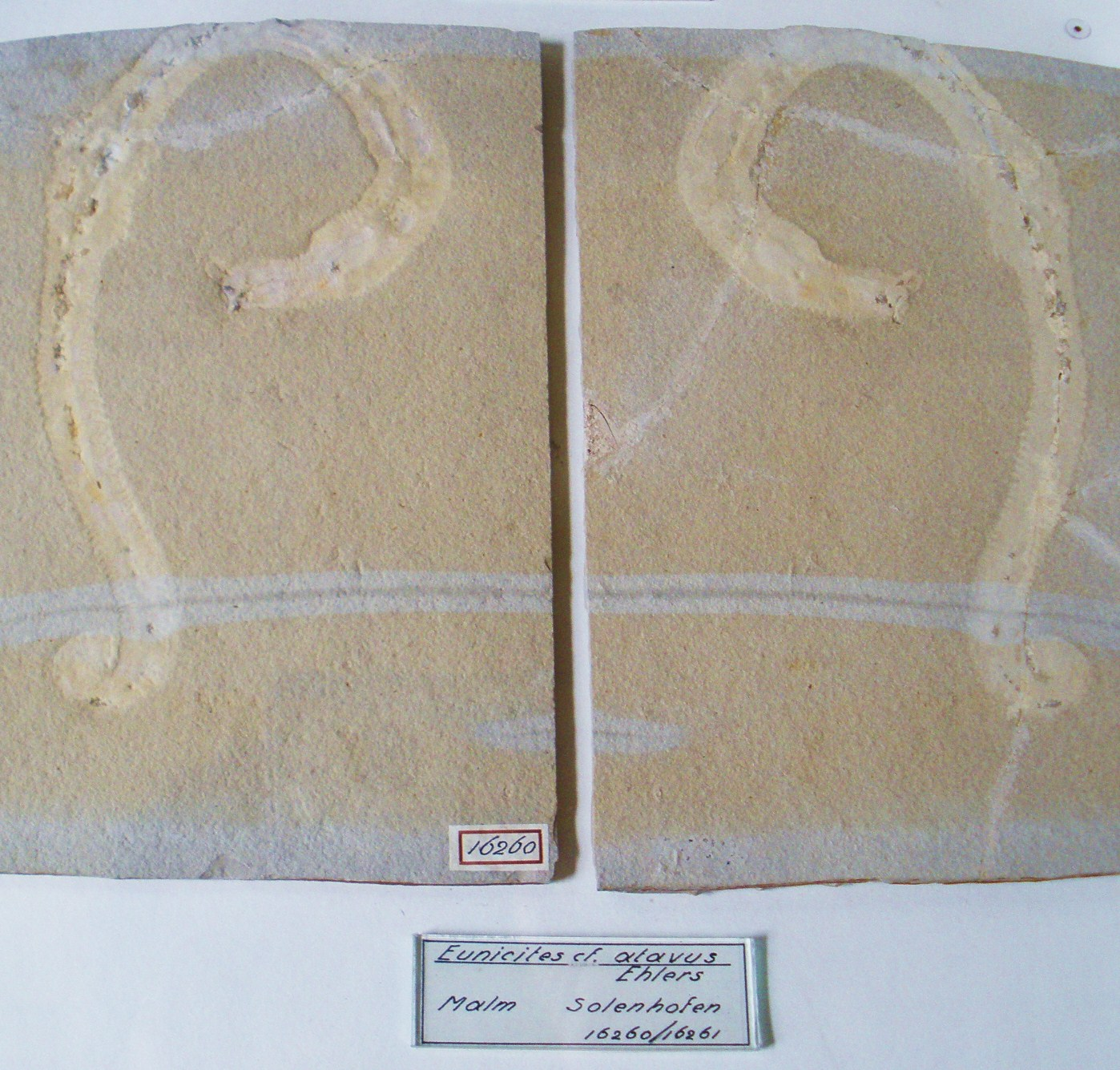
Ringelwurm Eunicites cf atavus
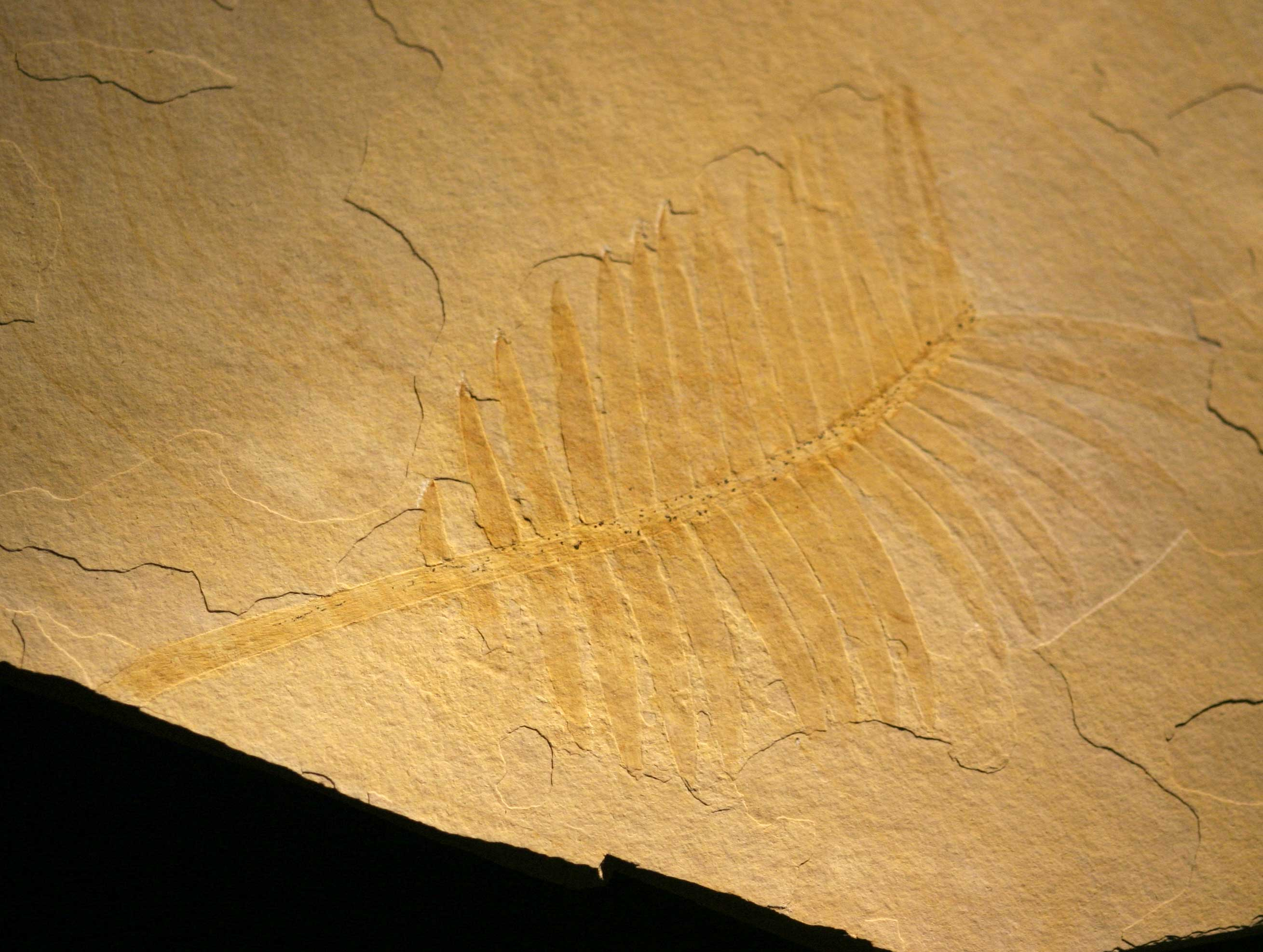
Bennettitales Zamites feneonis

- Kopffüßer
  - Ammoniten (Ammonoidea), Familien Ammonitida, Aspidoceratidae, Oppeliidae, Perisphinctidae, Aulacostephanidae, Ataxioceratidae
  - Perlboote (Nautilidae), Gattung Pseudaganides
  - Belemniten (Belemnoidea), Gattungen Belemnoteuthis, Hibolithes, Acanthoteuthis, Rhaphibelus
  - Tintenfische (Coleoidea), Gattungen Leptoteuthis, Muensterella, Palaeololigo, Plesioteuthis, Trachyteuthis, Senefelderiteuthis bzw. Dorateuthis, Winkleriteuthis, Celaenoteuthis, Doryanthes

- Armfüßer (Brachiopoda), Gattungen Lacunosella, Loboidothyris, Rhynchonella, Terebratula

- Meeresschnecken (Gastropoda), Familie Turmschnecken (Turritellidae), Gattungen  Risoa, Risseloidea und Gattungen Ampullina, Bathrotomaria, Dicroloma, Ditremaria, Globularia, Neritopsis, Pileolus, Spiniloma

- Muscheln (Bivalvia), Ordnung Pectinida mit Familien Buchiidae, Pectinoidae und Entoliidae, Familien Posidoniidae, Laternulidae, Limidae, Bakevelliidae, Inoceramidae, Gryphaeidae, Pinnidae, Solemyidae

- Schwämme (Porifera), Gattungen Ammonella, Hazelia, Neochoiaella

- Nesseltiere (Cnidaria)
  - Blumentiere (Anthozoa), Gattung Octocorallia
  - Hydrozoen (Hydrozoa), Gattung Palaequorea
  - Schirmquallen (Scyphozoa), Gattungen Cannostomites, Eulithota, Leptobrachites, Medusites, Rhizostomites

- Stachelhäuter (Echinodermata)
  - Seeigel (Echinoidea), Gattungen Hemicidaris, Hemicidaris, Pedina, Phymosoma, Phymosomatoida, Pseudodiadema, Pseudosalenia, Rhabdocidaris, Tetragramma
  - Seelilien und Haarsterne (Crinoidea), Gattungen Comaturella, Millericrinus, Saccocoma, Solanocrinites
  - Seesterne (Asteroidea), Gattungen Astropecten, Pentasteria, Riedaster, Terminaster
  - Schlangensterne (Ophiuroidea), Gattungen Geocoma, Ophiopetra, Ophiurella, Sinosura
  - Seegurken (Holothuroidea), Gattung Pseudocaudina

- Krebstiere (Crustacea)
  - Zehnfußkrebse (Decapoda), Familien Cancrinidae, Coleiidae, Eryonidae, Erymidae, Glypheidae, Uncinidae, Mecochiridae, Palaeopentachelidae, Palinuridae, Stenochiridae, Uncinidae
  - Mittelkrebse (Anomura), Familien Axiidae, Paguridae, Laomediidae, Hippoidea
  - Krabben (Prosopidae), Gattungen Abyssophthalmus, Goniodromites, Pithonoton
  - Fangschreckenkrebse, auch Mundfüßer/Heuschreckenkrebse (Stomatopoda), Gattungen Sculda, Spinosculda
  - Rankenfußkrebse (Cirripedia), Gattungen Archaeolepas, Litholepas, Pollicipes
  - Garnelen, Familien Aegeridae, Penaeidae, Carpopenaeidae, Alvinocarididae, Pleopteryxidae, Palaemonidae, Udorellidae
  - Schwebegarnelen (Mysida), Gattungen Anthonema, Elder, Francocaris, Naranda
  - Asseln (Isopoda), Gattungen Archaeoniscus, Brunnaega, Brunnella, Palaega, Schweglerella, Urda

- Sonstige Gliederfüßer (Arthropoda)
  - Pfeilschwanzkrebse (Xiphosura), Gattung Mesolimulus
  - Thylacocephala, Gattungen Clausocaris, Dollocaris, Mayrocaris

- Fische
  - Echte Knochenfische (Teleostei), Gattungen Anaethalion, Ascalabos, Callopterus, Eichstaettia, Leptolepides, Siemensichthys, Orthogonikleithrus
  - Knochenganoiden, auch Knochenschmelzschupper (Holostei), Gattungen Amblysemius, Aspidorhynchus, Belonostomus, Gyrodus, Liodesmus, Notagogus, Solnhofenamia, Turbomesodon
  - Knorpelfische (Chondrichthyes), Gattungen Asterodermus, Heterodontus, Palaeocarcharias, Pseudorhina, Synechodus
  - Knorpelganoiden auch Knorperlschmelzschupper (Chondrostei), Gattung Coccolepis
  - Quastenflosser (Coelacanthiformes), Gattungen Coccoderma, Coelacanthus, Holophagus, Libys, Macropoma

- Reptilien (Reptilia) mit den Gruppen
  - Dinosaurier (Dinosauria), Gattungen Compsognathus, Juravenator, Sciurumimus
  - Urvögel, Gattungen Archaeopteryx, Wellnhoferia
  - Schuppenkriechtiere (Squamata), Gattungen Ardeosaurus, Palaeolacerta
  - Sphenodontia (Rhynchocephalia), Gattungen Brückenechse (Sphenodon punctatus), Homoeosaurus, Kallimodon, Pleurosaurus
  - Ichthyosaurier (Ichthyosauria), Gattung Ichthyosaurus
  - Meereskrokodile (Crocodylia), Gattungen Cricosaurus, Steneosaurus
  - Flugsaurier (Pterosauria), Familie Langschwanzflugsaurier, Gattungen Bellubrunnus, Scaphognathus,  Rhamphorhynchus, Familie Kurzschwanzflugsaurier (Pterodactyloidea), Gattungen Anurognathus, Ctenochasma, Germanodactylus, Pterodactylus
  - Meeresschildkröten (Cheloniidae), Gattungen Eurysternum, Palaeomedusa, Platychelys

- Insekten (Insecta) mit den Ordnungen
  - Eintagsfliegen (Ephemeroptera), Gattungen Hexagenites, Mesephemera
  - Hautflügler (Hymenoptera), Gattung Myrmicium
  - Langfühlerschrecken (Ensifera), Gattungen Cyrtophyllites, Elcana, Pycnophlebiam
  - Libellen (Odonata), Gattungen Aeschnogomphus, Aeschnopsis, Bergeriaeschnidia, Cymatophlebia, Isophlebia, Juracordulia, Mesuropetala, Protolindenia, Stenophlebia, Tarsophlebia, Urogomphus
  - Netzflügler (Neuroptera), Gattungen Archaegetes, Creagroptera, Dicranoptila, Kalligramma, Mesochrysopa, Neuroptera
  - Zweiflügler (Diptera), Gattung Prohirmoneura
  - Schaben (Blattodea), Gattung Lithoblatta
  - Wanzen (Heteroptera), Gattungen Mesobelostonum, Mesonepa
  - Zikaden (Auchenorrhyncha), Gattungen Archipsyche, Eocicada, Prolystra
  - Wasserläufer (Gerridae), Gattung Chresmoda
  - Termiten (Isoptera), Gattung Gigantotermes

- Würmer
  - Vielborster (Polychaeta), Gattungen Meringosoma, Epitrachys
  - Ringelwürmer (Annelida), Gattungen Ctenoscolex, Eunicites, Wulfia
  - Federwürmer (Sabellidae), Spurenfossil Muensteria
  - Kalkröhrenwürmer (Serpulidae) mit einem Vertreter

- Pflanzen (Embryophyta), Klasse Coniferopsida, Ordnung Bennettitales, Familien Dicksoniaceae, Ginkgoaceae, verschiedene Farne und farnlaubige Pflanzen

- Algen
  - Braunalgen (Phaeophyceae), Gattung Phyllothallus
  - Grünalgen (Chlorobionta), Ordnung Armleuchteralge Charales
  - Wirtelalgen (Dasycladaceae), Gattungen Goniolina und Petrascula

- Spurenfossilien (Ichnofossilien) von verschiedenen Tieren mit Aufsetzmarken, Bissspuren, Grabgängen, Laufspuren, Schwemmspuren, Speiballen, Koprolithen